# Collégiale Notre-Dame-du-Fort d'Étampes
La Collégiale Notre-Dame-du-Fort d'Étampes est une église paroissiale catholique, dédiée à Notre-Dame, située dans la commune française d'Étampes et le département de l'Essonne. C'est une ancienne collégiale, associée au château royal situé à proximité. Elle a été fondée vers 1022 par le roi Robert le Pieux. Seule la petite crypte sous le chœur subsiste de cette collégiale primitive, achevée vers le milieu du XIe siècle. Sans doute en raison de ses petites dimensions, elle est remplacée par une nouvelle église construite pendant cinq campagnes très rapprochées entre 1130 et 1160, plus une pour le portail royal au sud qui est l'un des éléments les plus remarquables de l'église. Dans son ensemble, l'architecture de l'église, empreinte d'influences parisiennes et champenoises, montre toutes les étapes de la genèse de l'architecture gothique, mais c'est toutefois le style roman tardif qui domine. Le clocher est le produit de trois autres campagnes de construction jusqu'en 1180 environ, et compte parmi les plus élégants d'Île-de-France.
Au début du XIIIe siècle, l'église est fortifiée ; des parapets crénelés sont plaqués contre les murs et un chemin de ronde est aménagé. Le résultat est l'une des églises les plus complexes de la région, défigurée à l'extérieur par les éléments défensifs, mais d'une certaine élégance à l'intérieur malgré l'irrégularité du plan et le manque de symétrie. Nombreux sont les détails intéressants et atypiques, qui suscitèrent assez tôt l'intérêt des archéologues. L'église est classée aux monuments historiques par la liste de 1840. C'est aujourd'hui la principale église catholique de la ville.

## Situation

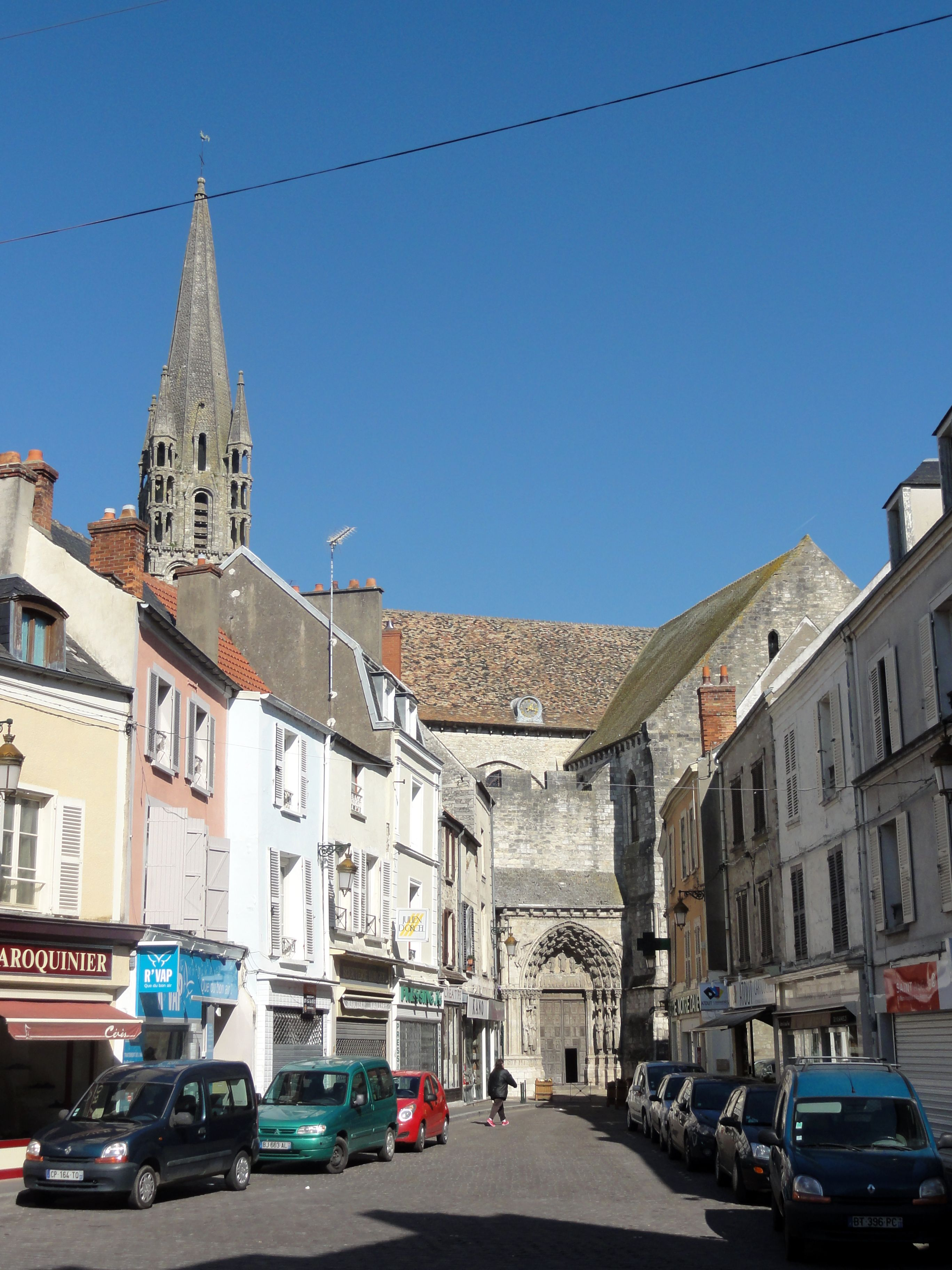
Vue sur le portail royal depuis la place Notre-Dame.

La collégiale Notre-Dame-du-Fort se situe en France, en région Île-de-France et dans le département de l'Essonne, sur la commune d'Étampes, dans le centre-ville historique sur la rive gauche de la rivière la Juine, en contrebas du château d'Étampes dont elle était l'église principale, rue de la République.
Aucune grande place ne met en valeur l'édifice qui est inséré dans un tissu urbain très dense et bordé par des rues tout autour, ce qui explique les irrégularités du plan. On peut faire le tour de l'église et elle n'est pas mitoyenne à d'autres bâtiments, mais aucune des quatre élévations ne peut être embrasée du regard dans sa totalité en prenant du recul. Seule la photogrammétrie permet de donner une représentation de l'ensemble. Différentes perspectives de vue existent sur certaines parties de la collégiale, notamment la façade occidentale avec le clocher, le portail royal au sud, l'angle entre bas-côté nord et croisillon nord, et l'extrémité septentrionale du croisillon nord. L'élévation méridionale est bordée par la rue de la République, qui coupe l'angle de la chapelle au sud du clocher. Un étroit parvis de forme triangulaire précède la façade occidentale. La rue du cloître Notre-Dame fait le tour de l'église par le nord et par l'est. Elle forme une petite place au nord du croisillon nord.

## Historique

### Les origines
Selon dom Basile Fleureau, la collégiale s'élève à l'emplacement d'un oratoire sous l'invocation de saint Seurin. D'après le témoignage de Helgaud et Hugues de Fleury, la première collégiale est fondée en 1022 par le roi Robert le Pieux. Il dote sa fondation avec des reliques des martyrs Can, Cantien et Cantienne. L'emplacement correspond au centre du castrum (Étampes-le-Châtel), pôle de développement le long de la voie de Paris à Orléans, proche du palais construit vers 1015 par son épouse, la reine Constance d'Arles. La construction n'est pas encore achevée en 1046, ce qui est démontré par un diplôme de Henri Ier confirmant aux chanoines un cens destinée à sa construction. Elle est de dimensions très réduites. Seule la crypte sous le chœur en subsiste depuis sa reconstruction totale entre 1130 et 1180. La collégiale est dédiée à Notre-Dame. Le complément du Fort ne fait partie du vocable officiel. Au XIVe siècle, les documents emploient parfois le terme du fort de Notre-Dame. Il tombe en désuétude à l'époque moderne, et est presque oublié, avant d'être ressuscité vers la fin du XIXe siècle, pour « donner au monument un panache qu'il ne mérite pas, et du reste dont il n'a pas besoin ; il a d'autres motifs d'éclat beaucoup plus réels et sérieux ».

### Les campagnes de construction de la collégiale

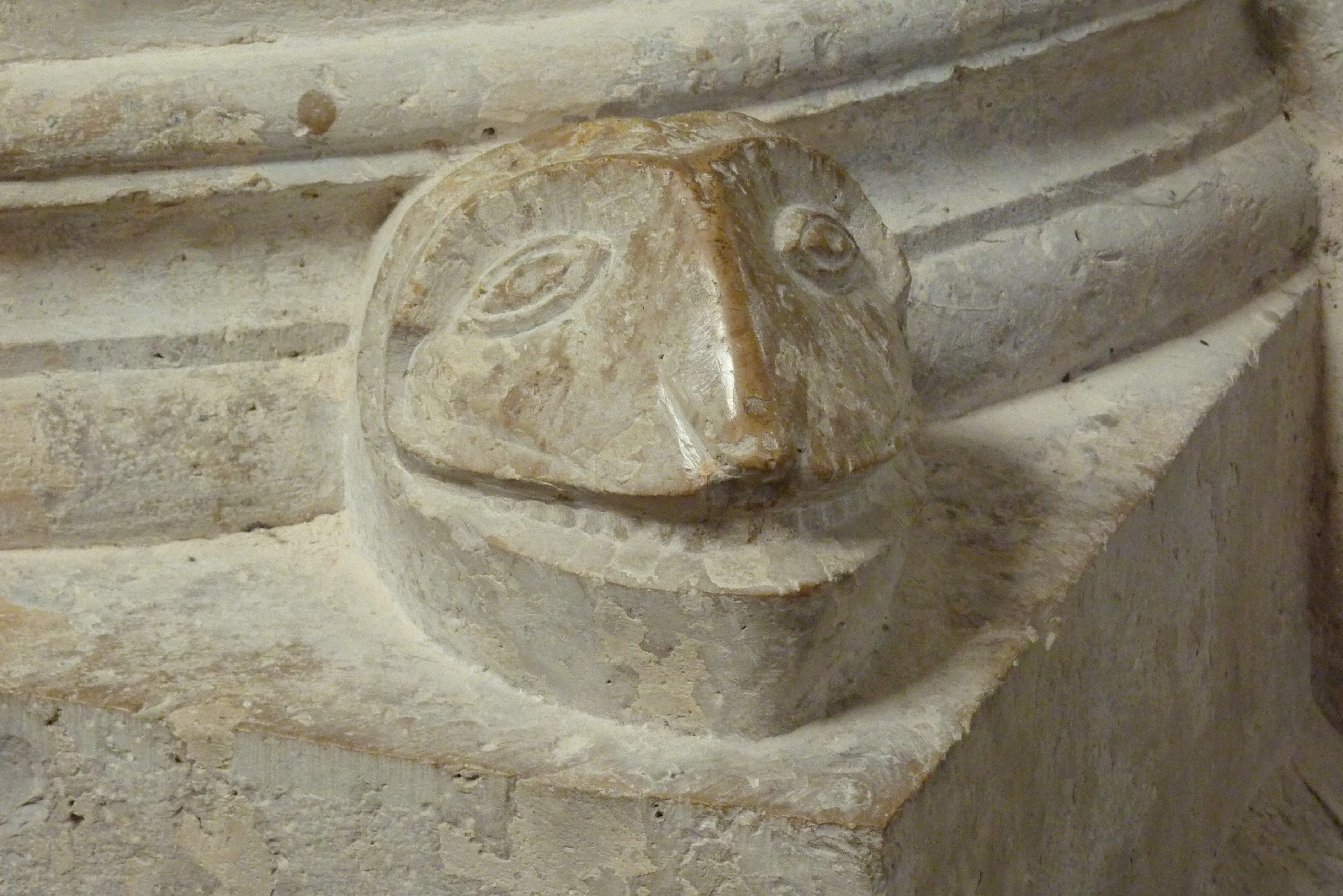
Griffe d'une base de pilier.

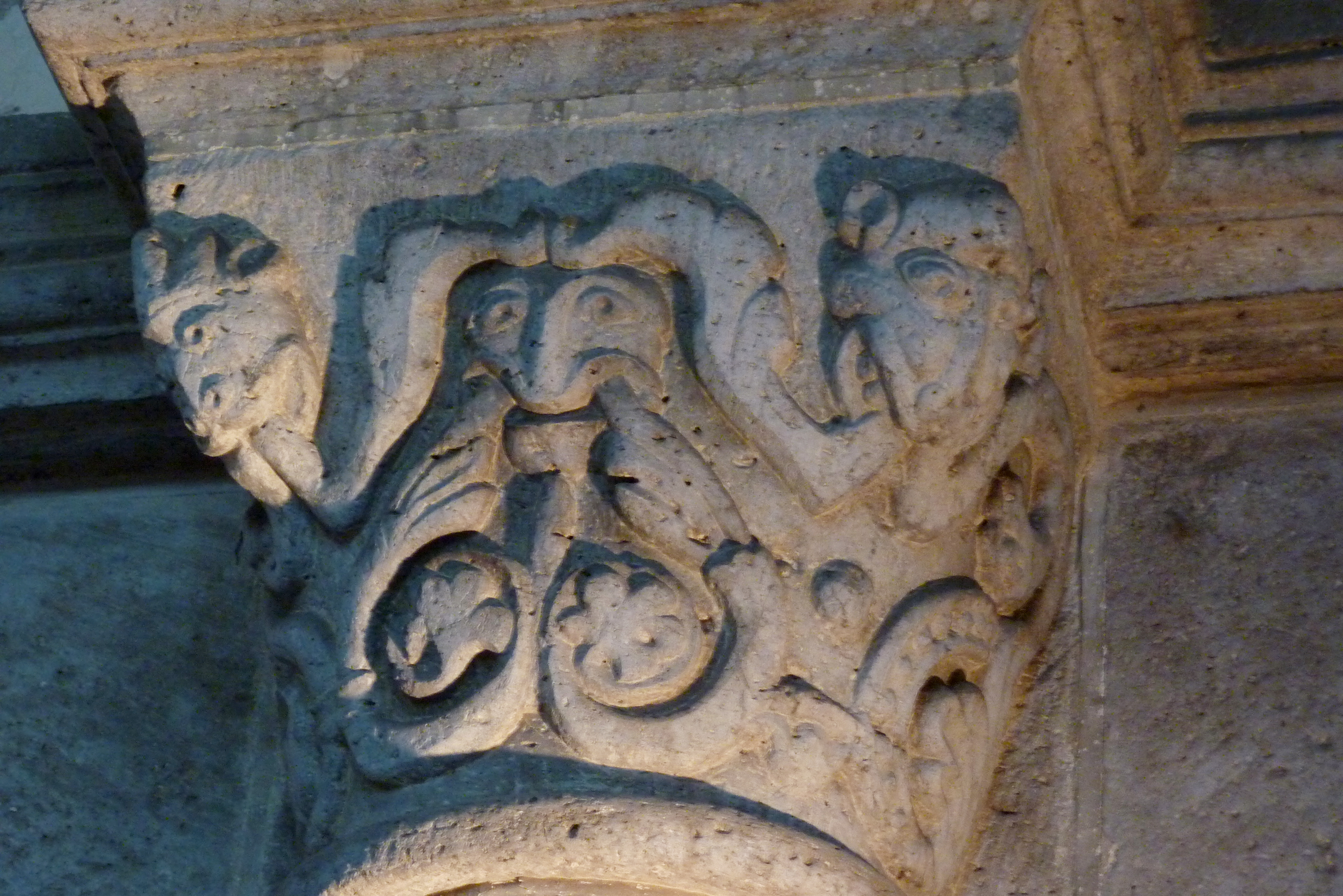
Chapiteau roman.

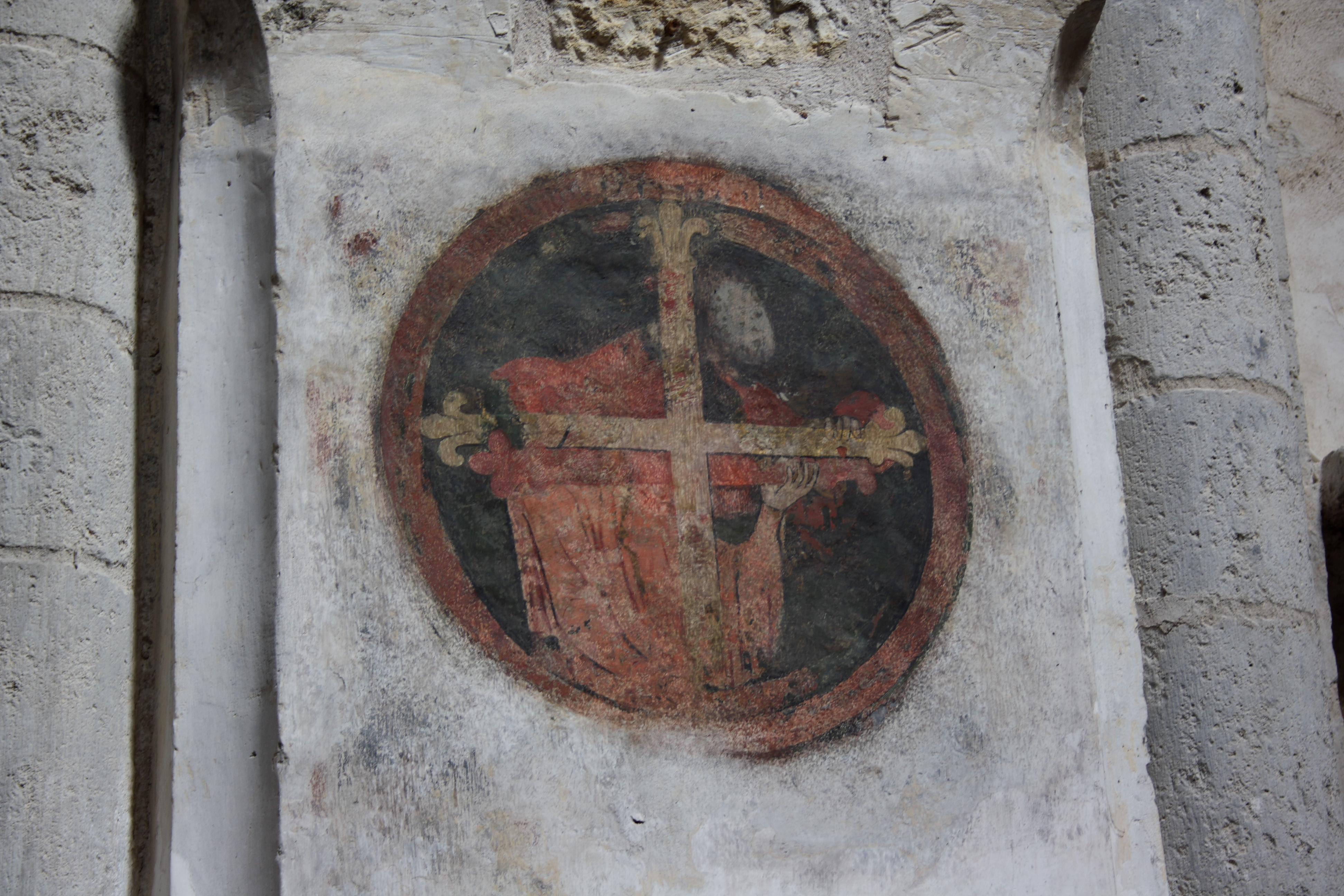
Croix de consécration.

Parmi les grandes églises d'Île-de-France en dehors de la capitale, la collégiale Notre-Dame d'Étampes est l'une des rares qui furent achevées avant la fin du XIIe siècle, au moins pour toutes les parties visibles depuis l'intérieur. C'est en même temps l'une des églises de la plus grande complexité, avec la collégiale Notre-Dame de Poissy, où elle est due en grande partie aux reconstructions postérieures à la guerre de Cent Ans et aux restaurations du XIXe siècle. En l'occurrence, on peut distinguer dix principales campagnes de construction entre 1130 et 1210, dont cinq pour le gros œuvre ; une pour le portail royal du côté sud ; trois pour le clocher ; et une pour la façade et le parapet crénelé avec son chemin de ronde. Selon Eugène Lefèvre-Pontalis, le chiffre anormal de dix étapes « permet de suivre toute l'évolution du style gothique » en partant de l'architecture romane qui règne dans plus que la moitié de l'édifice. Anne Prache en 1983 et Philippe Plagnieux en 1999 font la même analyse que Lefèvre-Pontalis. Si l'enchaînement des campagnes est en grande partie mise en évidence par l'imbrication des différentes parties dans les travées voisines et par les caractéristiques stylistiques, des questions restent en suspens au propos du transept et du chœur.
Par exemple, le départ d'une grande arcade a été mis au jour dans la pile nord-ouest de la croisée du transept lors des travaux de restauration de 1843, ce qui donne à penser que cette travée était initialement la troisième travée de la nef, alors que le croisillon nord est à peine plus jeune que la nef. Des sondages ou fouilles archéologiques seraient nécessaires pour gagner des certitudes,. Il est néanmoins acquis que le narthex, la nef et ses bas-côtés, ainsi que la croisée du transept, sont les parties les plus anciennes. Elles représentent la première campagne de construction, datable des années 1130-1135 grâce à la sculpture romane des chapiteaux et la facture archaïque des voûtes en berceau, allant de pair avec des éléments novateurs, dont l'emploi de l'arc brisé. L'on note que contrairement à l'usage général, le chantier ne commence pas par le sanctuaire, la partie la plus importante de l'édifice en tant que lieu de la célébration eucharistique.
La seconde campagne de construction, à partir de 1135 / 1140 environ, porte sur les deux fois deux travées du croisillon nord, hormis les voûtes, qui appartiennent à la quatrième campagne. Avant celle-ci, la troisième campagne immédiatement avant le milieu du XIIe siècle porte sur les trois travées du chœur. Ici le voûtement d'ogives est employé pour la première fois dans la collégiale, et le style roman est utilisé pour la dernière fois, présageant à maints égards du style gothique à venir. La dernière travée est initialement libre au nord et au sud et éclairée par des fenêtres latérales. Bien que les collatéraux et le croisillon sud n'existent pas encore, le maître d'œuvre anticipe leur construction en prévoyant des arcs-doubleaux et grandes arcades, en lieu et place de murs pleins. La quatrième campagne, déjà mentionnée, porte sur le collatéral nord ; les deux absidioles du nord ; et le voûtement du croisillon nord. On peut situer cette campagne au milieu du XIIe siècle. Par analogie entre les clés de voûte du collatéral et la sculpture du portail royal, l'on peut conclure que celui-ci est entrepris plus ou moins en même temps.
La cinquième campagne concerne les travées au sud de la croisée du transept et le chœur. Elle commence, peu de temps après le milieu du XIIe siècle, par les deux chapelles au chevet, qui encadrent le chartrier. Contrairement au reste de l'édifice, la progression se fait donc d'est en ouest. Le style est déjà clairement gothique, ce qui n'exclut pas de nombreuses réminiscences de l'architecture romane. Une fois le vaisseau central terminé, le chapitre en tant que maître d'ouvrage s'intéresse au clocher. Dans un premier temps, l'on construit seulement le premier étage de baies. L'on fait appel à un autre maître d'œuvre pour l'étage de beffroi et l'amorce de la flèche, jusqu'aux gâbles des quatre lucarnes au milieu de chaque face. Enfin, un quatrième architecte modifie le projet de son prédécesseur, fait abattre les gâbles des lucarnes, les remplace par des lucarnes plus étroites, ajoute un troisième étage aux lanternons et termine la flèche. Elle est achevée vers 1180 environ. Pour des motifs qui demeurent énigmatiques, l'église est fortifiée entre 1200 et 1210 environ. En effet, le maintien des grandes baies vitrées rend l'efficacité des ouvrages défensifs illusoire. Les travaux nécessitent la modification des voûtes des absidioles du nord, et des toitures des chapelles. Une façade occidentale gothique est plaquée devant la façade romane.

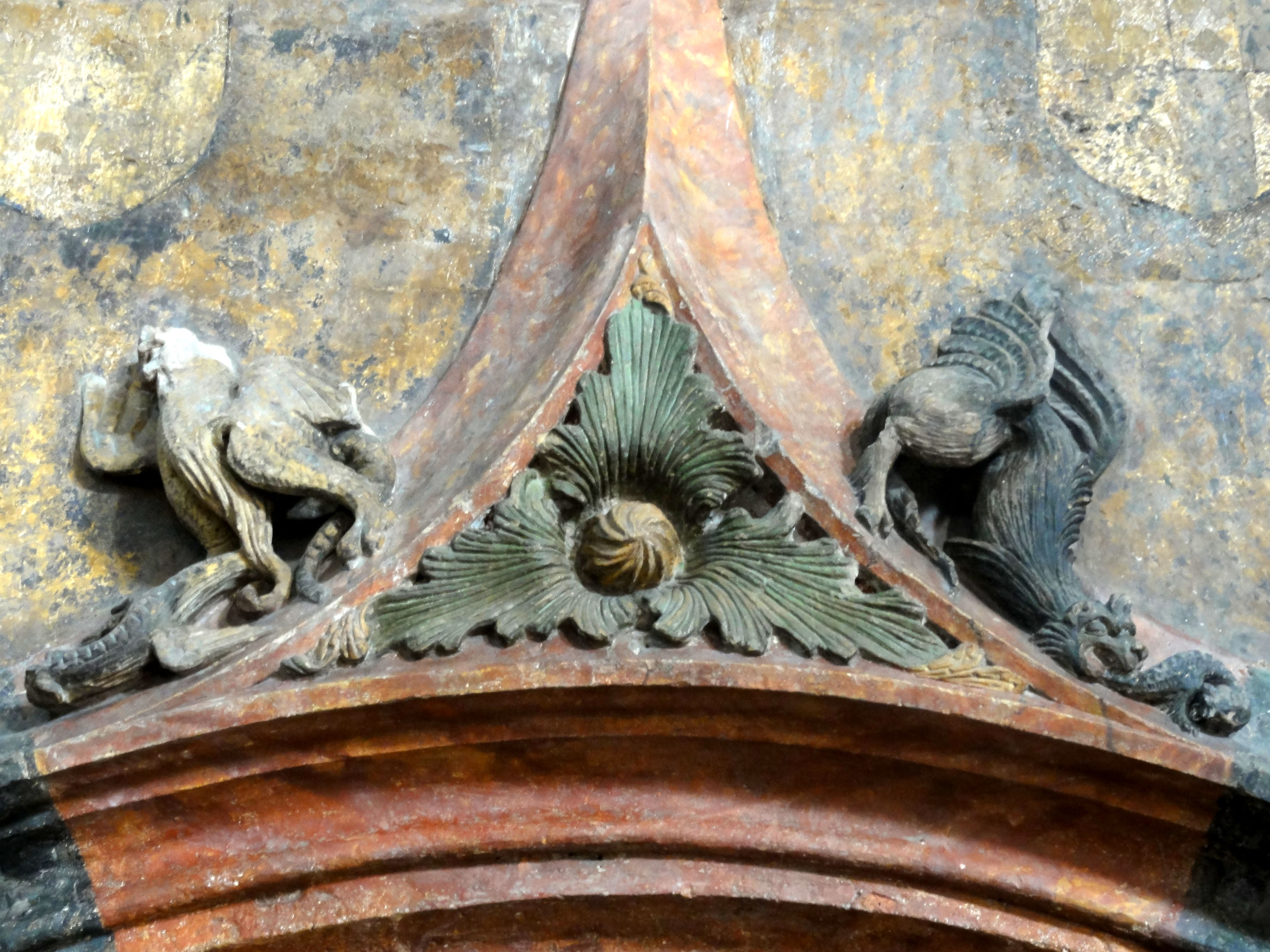
Accolade flamboyante.

Entre 1513 et 1515, l'actuelle sacristie au nord du croisillon nord est subdivisée en deux niveaux par deux voûtes d'ogives flamboyantes. La datation est possible grâce au compte des recettes et dépenses du trésorier de la collégiale, le chanoine Jean Guichart. Les travaux ont pour motif la création de la chapelle du Saint-Sépulcre, et sont confiés aux maîtres-maçons Michau Morry et Le Petit Thauny. Les sculpteurs (imagiers) Jean Paris et Claude Chantereau sont envoyés à Paris pour visiter des Sépulcres où ils peuvent tirer leur inspiration. Ils achètent ensuite de la pierre de Saint-Leu-d'Esserent et du plomb pour 811 livres, afin de couvrir la flèche s'élevant au-dessus de la croisée du transept. Les statues sont sculptées en bois de noyer, comme la scène de la Résurrection au-dessus du sépulcre de la cathédrale Saint-Maclou de Pontoise. Le décor polychrome des statues et des clés de voûte est réalisé par le peintre Henri Requin, qui est également l'auteur de la peinture murale de l'Ecce homo au-dessus de la porte de la chapelle. Indépendamment de ces aménagements, les verrières de la Transfiguration, des Tisserands, de maître Jean Hue, de saint Michel et de sainte Madeleine sont réparées par le verrier Jean Lefèvre. Une vingtaine d'années plus tard, la première fenêtre du collatéral nord est pourvue d'un remplage flamboyant et reçoit la verrière des Sibylles,. Les grandes orgues sont installées aux XVIe et XVIIe siècles.

### L'histoire de la collégiale et de la paroisse

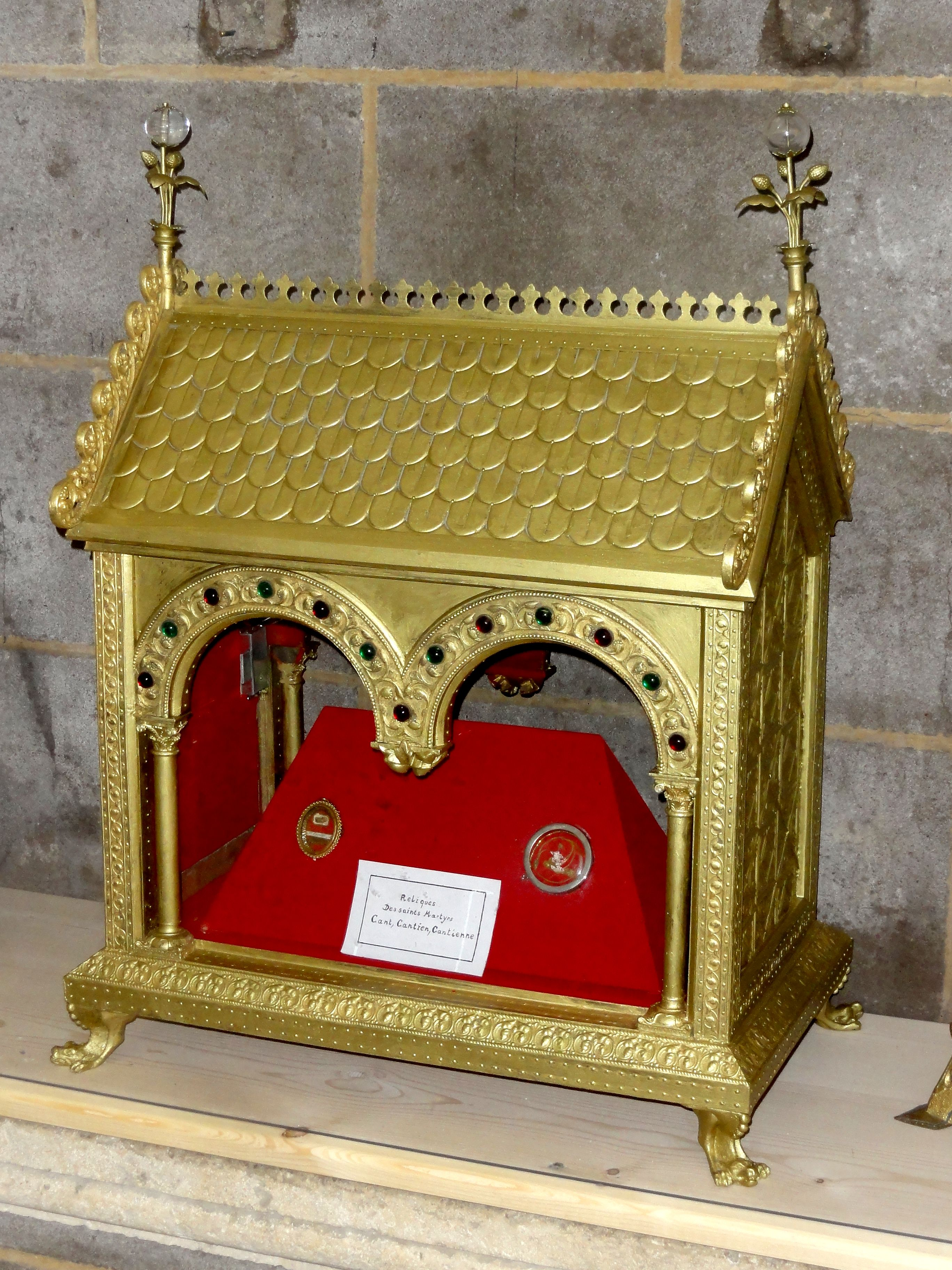
Châsse des saints Can, Cantien et Cantienne.

En 1016, le roi Robert le Pieux ramène d'Italie les reliques des saints martyres Can, Cantien et Cantienne, qui deviennent les patrons de la ville, et font l'objet d'une grande vénération dans la région d'Étampes jusqu'à la Révolution. Un témoignage est l'existence du prénom Cantien, qui y est encore fréquent au XIXe siècle, mais inconnu ailleurs. Le 4 août 1282, les reliques sont translatées dans une châsse en argent en la présence de l'archevêque de Sens, Mgr Gilles II Cornut. Les reliques sont aujourd'hui conservées dans une châsse en bois doré dans la chapelle des Saints-Martyrs, à gauche du chœur. — La collégiale comporte un chapitre de douze chanoines, présidés par un doyen (souvent qualifié improprement d'abbé) et un chantre. Ce n'est pas une église exclusivement ecclésiastique : Notre-Dame abrite en effet l'un des trois autels paroissiaux primitifs d'Étampes, les autres étant Saint-Martin et Saint-Pierre, aux faubourgs du même nom. Les noms des premiers doyens se sont oubliés.
En 1082, les privilèges du chapitre sont confirmés par le roi Philippe Ier. Le doyen se nomme alors Bernodalius, et son successeur est Payeu. En 1137, le fils du roi Louis le Gros, Henri de France, est nommé doyen à l'âge de seize ans. Quand il est nommé évêque de Beauvais dix ans plus tard, il se désiste à la faveur de son frère Philippe. Dès lors, les doyens sont essentiellement choisis parmi les membres de la famille royale. À partir de 1193, les sources ne mentionnent plus aucun doyen. Dom Basile Fleureau pense que le roi se réserve lui-même cette fonction à titre symbolique. Dans les faits, le chapitre est présidé par le chantre.
Au cours des XIe et XIIe siècles, le croisillon sud et le collatéral sud abritent un petit hôtel-Dieu, dit l'Aumône Notre-Dame. Cette situation s'avérant peu commode, un bâtiment indépendant est construit pour l'hôtel-Dieu à proximité. Le déménagement dans les nouveaux locaux s'effectue avant 1225,. Pendant les dernières années que les lits des pauvres malades sont encore abrités dans l'église, un miracle se produit. Il est relaté dans un livre édité en 1610. Une nuit, l'infirmière Sulpicia voit entrer par une fenêtre la Vierge Marie, accompagnée des saints Can, Cantien et Cantienne. Aussitôt les malades sont soulagés de leurs souffrances et trouvent le repos. Marie demande aux trois martyrs ce qu'ils souhaitent pour les malades : c'est évidemment leur guérison. Ainsi Marie se rend d'un malade à l'autre et les asperge d'eau bénite. Ils sont tous guéris, sauf un malade déjà agonisant, qui meurt trois jours plus tard dans la béatitude. La Vierge et ses trois accompagnateurs s'éclipsent aussitôt par la même fenêtre. Trois ans plus tard, Sulpicia est enterrée près d'un pilier dans le collatéral sud. La fenêtre par laquelle Marie entra est agrandie et munie d'une verrière figurée relatant le miracle. Indépendamment de sa fonction de collégiale et hôtel-Dieu, l'église est peut-être le théâtre de certains événements importants, dont les assemblées provinciales réunies par l'archevêque de Sens en 1048, 1073 et 1096. En 1130, Bernard de Clairvaux prie dans la collégiale primitive lors du concile d'Étampes organisé par Louis VI. La collégiale actuelle en cours d'achèvement abrite peut-être les deux assemblées capétiennes de 1147 et 1156. En 1227, l'église Saint-Basile d'Étampes est érigée en paroisse, et la collégiale doit partager son territoire avec celle-ci. En 1254 et 1255, saint Louis fonde deux chapelles dans l'église, qui sont dédiées à saint Denis et saint Pierre. En 1353, sous la Guerre de Cent Ans, les habitants trouvent refuge dans la collégiale, qui venait d'être munie de fossés défensifs de certains côtés. Ceci n'empêche pas le pillage de la collégiale par les Anglais le 16 janvier 1358.
En 1562, sous la première guerre de religion, les Calvinistes saccagent l'église. Le compte-rendu de la visite pastorale de Mgr Louis Henri de Pardaillan de Gondrin en 1672 permet de savoir que le nombre des autels s'élève au moins à dix-neuf à cette époque. Les travaux de réparation attestés pour les années 1780 montrent que la collégiale est bien entretenue à la fin de l'Ancien Régime. Les murs sont garnis de trente-deux tapisseries. Le remplacement de trois portes et la création de tambours est alors projeté. Au début de la Révolution française, le démontage du jubé et de la clôture du chœur est décidé. L'on songe à installer à leur place la grille de la collégiale Sainte-Croix ou de l'église Saint-Basile, qui sont vouées à la démolition. Les scellés sont posés sur la collégiale le 29 décembre 1790, visant le chapitre, qui est définitivement supprimé. Finalement les habitants détruisent le jubé dans la nuit du 16 mai 1791. En 1792, un maçon est chargé d'effacer les épitaphes et de les remplacer par un enduit de plâtre.
Des réparations sont effectuées aux vitraux en 1792 / 1793, et les verrières de la chapelle Sainte-Marguerite sont entièrement remplacées. Le clocher en charpente au-dessus de la croisée du transept, dit la tour de Plomb, est démoli. Ses six cloches, ainsi que les cinq cloches du clocher de pierre, sont descendues fondues le 22 octobre 1793. Les matériaux sont récupérés pour la construction de la caserne d'Étampes. Cependant, les messes paroissiales continuent d'être célébrées jusqu'au mois de novembre 1793. L'église est immédiatement transformée en temple de la Raison, et un autel de la Raison est érigé. La toiture de l'ancienne chapelle du Saint-Sépulcre est même réparée. La réouverture au culte catholique a lieu en date du 23 mai 1795, mais l'ancienne collégiale ne recouvre son statut d'église paroissiale qu'en l'an X, soit après le Concordat de 1801.

### La restauration de la collégiale
Tout au cours du XIXe siècle, la collégiale connaît des restaurations importantes. Entre 1804 et 1805, le sol est exhaussé de 35 cm. Les escaliers de la crypte sont refaits en 1811, selon la date qui s'y lit encore. Les parements extérieurs sont repris à partir de 1831. La collégiale est classée aux monuments historiques par la liste de 1840. Au début des années 1840, les constructions parasites, échoppes, ateliers et écuries, sont démolies. L'architecte de la ville, Pierre Magne, est chargé de la restauration de la nef et de la croisée du transept. Un certain nombre de ses rapports sont conservés et renseignent sur les apports de cette première grande campagne de restauration, mais aucun auteur n'a encore exploité ces sources, et Eugène Lefèvre-Pontalis n'y a apparemment pas eu accès. Les travaux sont assez complexes. Les piliers avaient, au moins en partie, été renforcés par des massifs de maçonnerie, ce qui est attesté pour la pile nord-ouest de la croisée du transept. Les fenêtres hautes avaient depuis longtemps été repercées.
Les voûtes d'arêtes avaient cédé la place à un plancher de bois après le XVIe siècle, si l'on veut suivre Eugène Lefèvre-Pontalis. Selon Philippe Plagnieux, l'architecte lui-même précise à plusieurs reprises que la nef possédait une voûte d'arêtes, qu'il fallut démolir afin de les reconstruire en matériaux plus légers. Sauf pour les fenêtres hautes, auxquelles il donne une apparence gothique, Pierre Magne s'attache à rendre à la nef et à la croisée du transept leur état d'origine,. Entre mai 1852 et 1854, Magne procède à la restauration du clocher, dont l'une des piles est reprise en sous-œuvre. Les terrasses défensives du début du XIIIe siècle sont remises en état. Faute de crédits, la restauration du chevet doit être ajournée jusqu'en 1861.
La sacristie est restaurée en 1873. Quelques travaux sont effectués en 1882. La toiture est refaite en 1896, sauf celle du croisillon nord et de la sacristie, qui sont à l'ordre du jour en 1910. Selon un avis présenté en 1884, le portail royal, du côté sud, est restauré entièrement en 1902. Les verrières de quatre fenêtres hautes de la nef et de quatre baies du chœur sont remises en plomb en 1910. L'éclairage électrique est installé en 1923, et la sonnerie des cloches est électrifiée entre 1937 et 1939. Entre-temps, les toitures sont une nouvelle fois révisées. Entre 1945 et 1949, la flèche est rejointoyée, les quatre clochetons sont consolidés, et le pignon du croisillon nord est réparé. Une grande campagne de restauration est lancée en 1952, et s'échelonne jusqu'en 1970. La direction de ce chantier est assurée par l'architecte Robert Camelot.

## Description

### Aperçu général

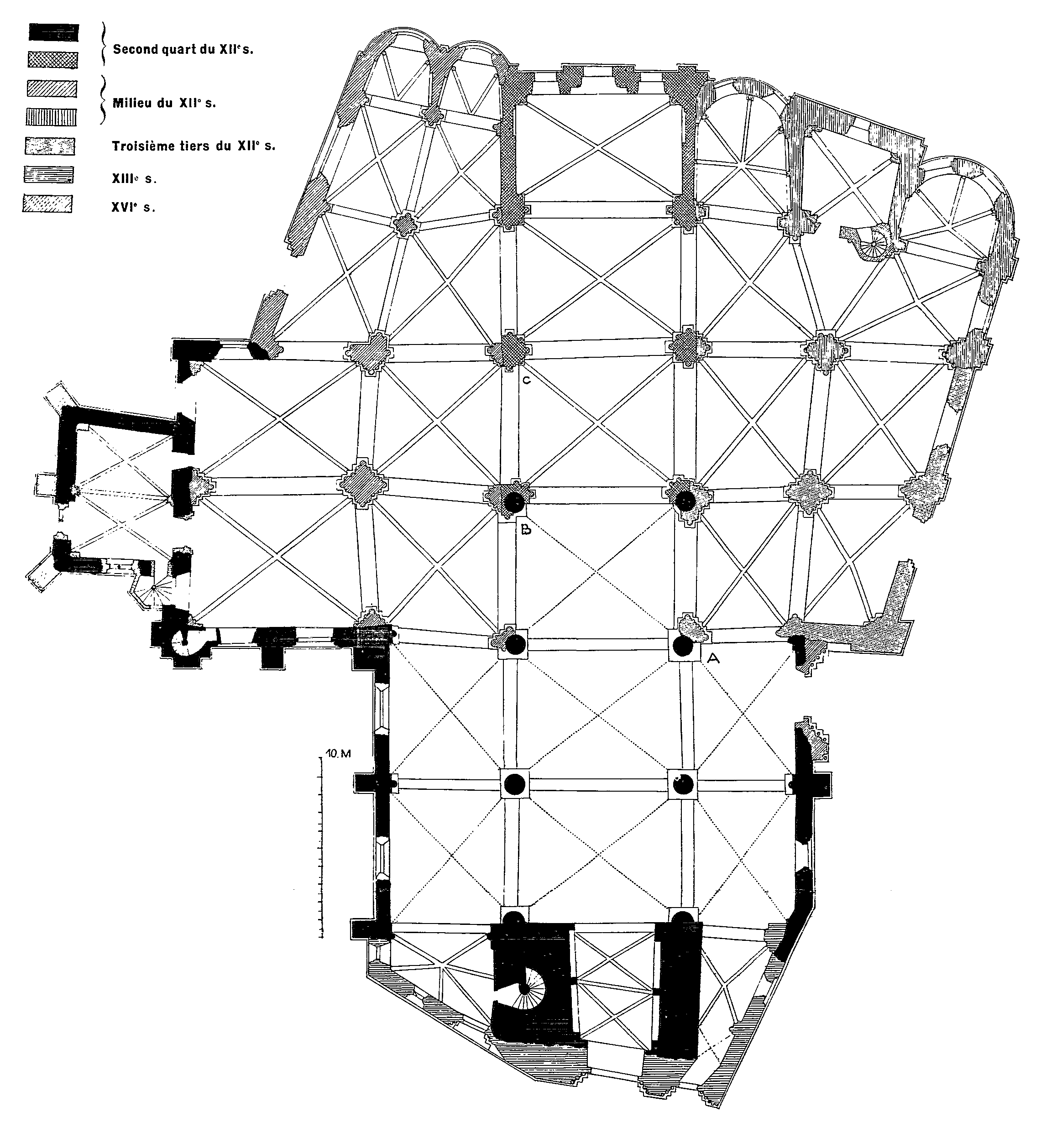
Plan de l'église.

Régulièrement orientée, la collégiale est bâtie en pierre de taille calcaire, et répond à un plan cruciforme irrégulier à trois, puis cinq vaisseaux à partir de la troisième travée. Le vaisseau central se compose d'un narthex, en même temps base du clocher ; d'une nef de deux travées ; d'une croisée du transept de la même époque de la nef ; et d'un chœur au chevet plat de trois travées. La base du clocher est flanquée de deux étroites chapelles au nord et au sud, et la nef est accompagnée de deux bas-côtés, qui incorporaient primitivement les deux chapelles. Le bas-côté nord, la croisée du transept et la première travée du chœur communiquent avec un croisillon nord qui se compose de deux vaisseaux parallèles de deux travées.
Bien que la croisée du transept ne comporte qu'une unique travée, comme à l'accoutumée, le croisillon nord a d'emblée été bâti selon ce plan augmenté. Au nord, il comporte une construction annexe qui date également d'origine ; c'est la sacristie, anciennement chapelle du Saint-Sépulcre, qui est bâtie au-dessus d'une crypte ayant servi d'ossuaire, et qui a été subdivisée en deux étages. À l'est, un double collatéral fait suite au croisillon nord. Il comporte également deux vaisseaux de deux travées. Seule la première travée communique avec la travée adjacente du chœur (qui est la seconde travée), la dernière travée étant séparée des parties adjacentes par les murs latéraux primitifs. Enfin, des absidioles en hémicycle terminent chacun des deux vaisseaux du collatéral. L'absidiole de gauche (au nord) est la chapelle Saint-Pierre-et Saint-Paul, et l'absidiole de droite (au sud) est la chapelle des Saints-Martyrs Can, Cantien et Cantienne.
En ce qui concerne les travées au sud de la croisée du transept et du chœur, elles sont disposées d'une façon semblable qu'au nord, mais les différences de détail sont nombreuses, et les époques de construction ne sont pas les mêmes. Le croisillon sud ne comporte, à l'origine, qu'une seule travée, mais il a également été porté vers un plan augmenté de deux fois deux travées. La seconde travée du chœur est bordée d'un double collatéral, dont les deux travées aboutissent également sur des chapelles. Celle qui est contiguë au chœur est dédiée au Saint-Rosaire, et celle qui occupe l'ange sud-est de l'église est consacrée au Saint-Sacrement. Mais grâce à une voûte triangulaire, une travée supplémentaire s'insère entre les deux chapelles. Elle ne communique pas avec le reste de l'église, et servait probablement de chartrier. En plus, les deux absidioles du sud sont plus spacieuses que leurs homologues au nord. Enfin, l'église est complétée par une crypte accessible par deux escaliers depuis les croisillons du transept. La nef, ses bas-côtés et la croisée du transept sont voûtées d'arêtes. Le reste de l'église est voûté d'ogives. Les accès sont au nombre de sept, mais seulement le portail latéral de la seconde travée du bas-côté sud est régulièrement utilisé. Le portail occidental sous le clocher a la même ampleur. Des accès secondaires existent dans le croisillon sud (au sud), dans le croisillon nord (à l'ouest et au nord), et dans le collatéral nord. La structure des toitures reflète mieux l'organisation intérieure que les élévations extérieures. Le vaisseau central et le transept sont pourvus de toitures à deux rampants, qui se croisent entre la croisée du transept et la première travée du chœur, et qui présentent des pignons aux extrémités. Les collatéraux possèdent des toits à deux rampants dans l'axe de l'édifice, avec des pignons à l'est. Les autres travées sont recouvertes par des toits en appentis.

### Intérieur

#### Narthex, nef et croisée du transept

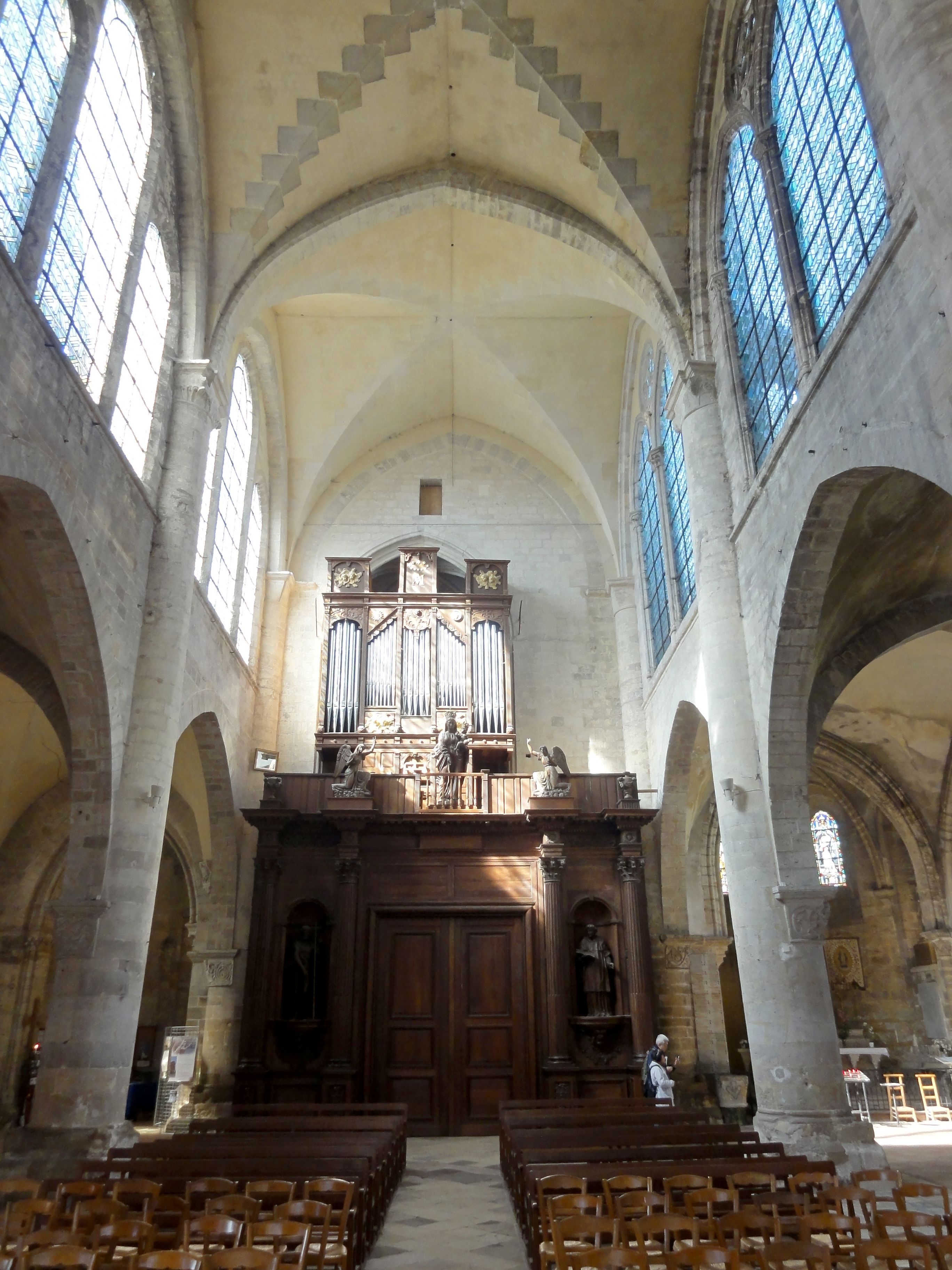
Nef, vue vers l'ouest.

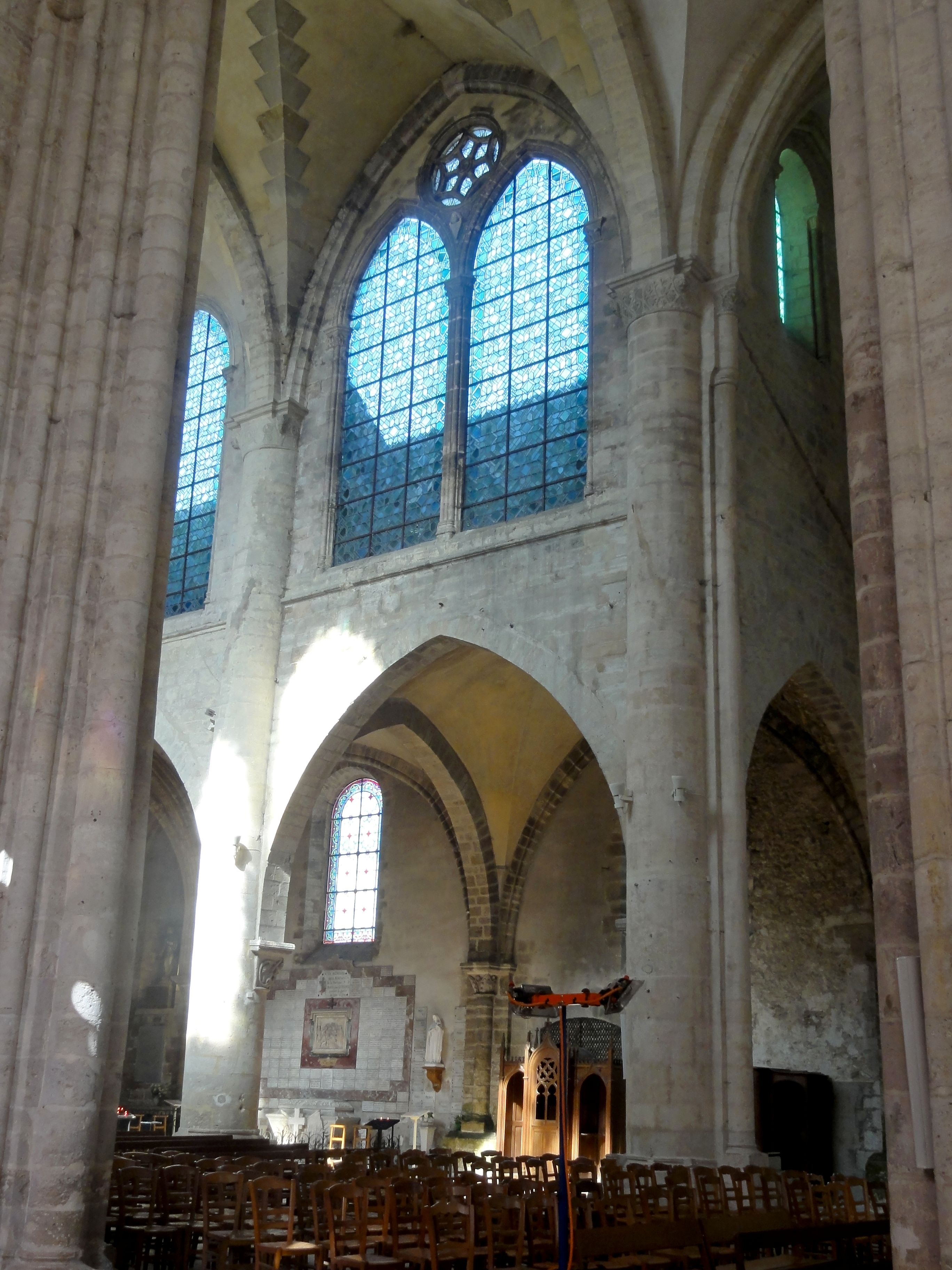
Nef, 2e travée élévation nord.

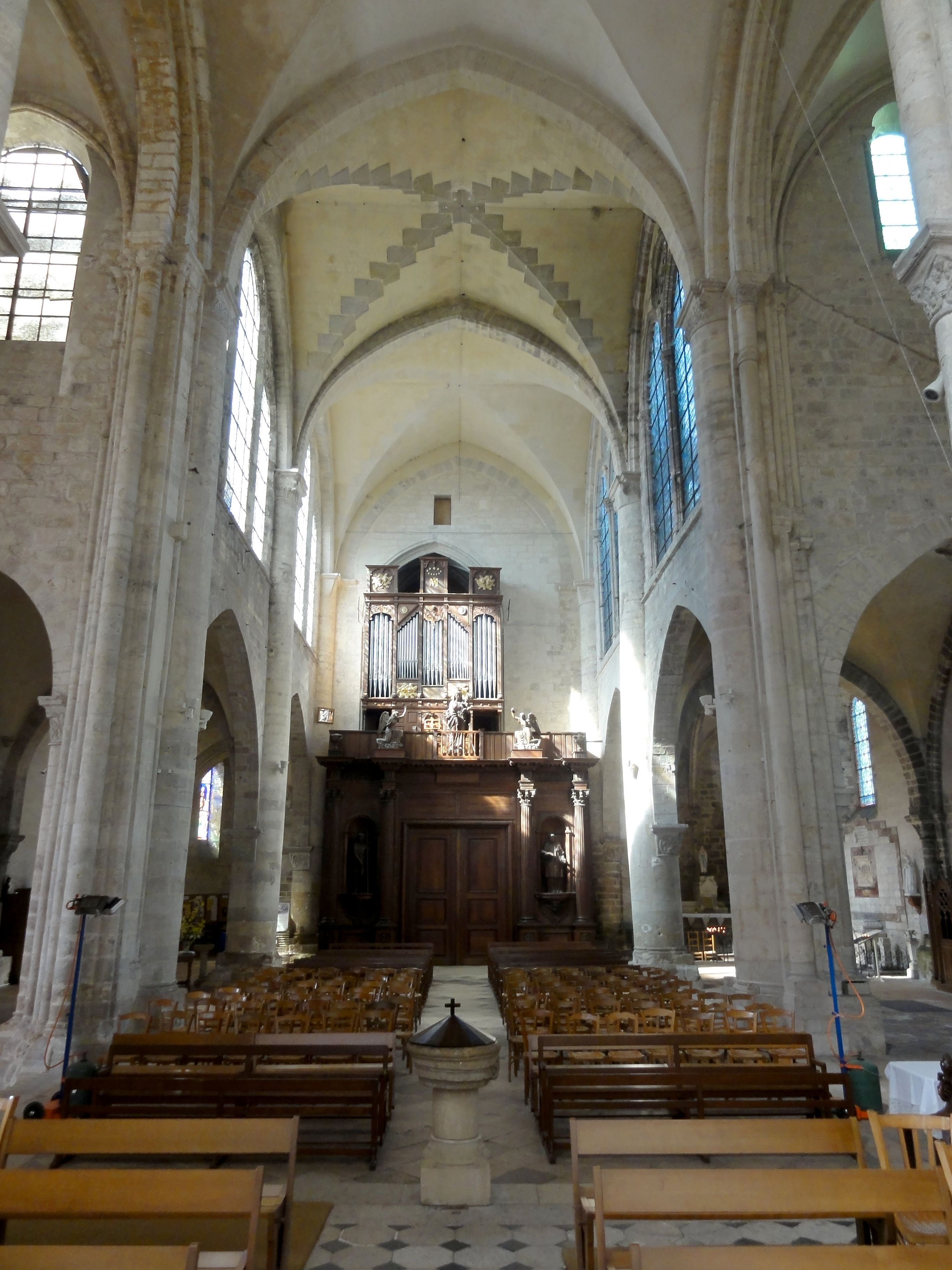
Croisée, vue vers l'ouest.

Le narthex, en même temps base du clocher-porche, est de dimensions restreintes, en raison de l'épaisseur des deux murs latéraux du clocher. Le mur septentrional est deux fois plus épais que son homologue du sud, car l'escalier du clocher est compris dans son épaisseur. Il est accessible depuis la chapelle qui flanque le clocher au nord. L'inégalité des deux murs fait que le narthex paraît désaxé par rapport à la nef, mais l'ensemble est bien issu de la même campagne de construction. C'est au XIIIe siècle que le narthex a été couvert de deux voûtes d'ogives successives, au moment de l'édification de la façade occidentale. Les voûtes sont susceptibles de remplacer un plafond en bois. Les deux arcatures plaquées en plein cintre qui agrémentent les murs latéraux datent d'origine. Le narthex est à l'origine entièrement ouvert sur la nef, mais la tribune d'orgue et le tambour de porte dans son soubassement le cloisonnent depuis plusieurs siècles,.
La nef comporte seulement deux travées, qui sont larges et élevées, et qui s'organisent en deux niveaux d'élévation. La collégiale de Mello partage cette particularité d'une nef très courte allant de pair avec des croisillons à deux travées successives et des doubles collatéraux : s'agissant d'églises ecclésiastiques, le chœur liturgique était plus important que la nef, et une autre priorité était la multiplication des autels afin de permettre d'honorer les nombreuses messes privées de fondation. En principe, la nef date du second quart du XIIe siècle ; elle est encore romane, mais l'emploi de l'arc brisé pour les grandes arcades et les arcs-doubleaux indique une période déjà avancée dans le XIIe siècle.
Les fenêtres hautes ne reflètent toutefois pas la disposition d'origine ; elles datent des alentours de 1845 et peuvent être qualifiées de néogothiques. Les voûtes d'arêtes actuelles datent de la même campagne de restauration. Sous l'enduit, l'appareil en briques creuses se devine. Initialement, les voûtes devaient être en blocage, à l'instar de la voûte de la croisée du transept qui est largement authentique. Les voûtes d'origine ont disparu à une époque indéterminée, et un plafond de bois non antérieur au XVIIe siècle recouvrait la nef jusqu'en 1845. Dans le diocèse de Paris et tout le nord de la France, le voûtement d'arêtes est généralement réservé aux bases de clocher à la période romane, et plus rarement aux bas-côtés du chœur, comme à Poissy, ou dans le déambulatoire de la collégiale Saint-Martin d'Étampes. En l'occurrence, il s'explique par l'influence champenoise, l'archidiaconé de Brie étant enclavé dans le comté de Champagne. En Champagne, le voûtement d'arêtes s'est maintenu longtemps, alors que le voûtement d'ogives se pratiquait déjà en région parisienne, en Normandie et en Picardie,,.
Les voûtes d'arêtes de la nef et de la croisée du transept sont séparées par des doubleaux brisés, non moulurés et seulement chanfreinés. Un doubleau analogue, légèrement plus étroit et plus bas, peut-être un arc de décharge, est engagé dans le mur occidental de la nef. Entre la croisée et les croisillons, les doubleaux sont semblables, mais à double rouleau contrairement aux autres. Au nord, le rouleau inférieur a été mouluré après coup, lors du voûtement d'ogives du croisillon nord. Tous ces doubleaux ne sont pas des arcs diaphragmes comme on peut les observer parfois dans des nefs romanes non voûtées, mais le plan cruciforme des tailloirs prouve bien qu'ils étaient d'emblée conçus pour un voûtement d'arêtes.
Par l'intermédiaire des tailloirs et chapiteaux, les doubleaux retombent sur des piliers cylindriques de 115 cm de diamètre, qui sont à moitié engagés dans les murs au-dessus des grandes arcades, et qui descendent directement jusqu'au sol. C'est une disposition rare dans la région. Les deux seuls exemples y en sont Saint-Martin-des-Champs et Saint-Pierre de Montmartre, où plus de la moitié de chaque pilier est engagée dans les murs. Dans le Royaume-Uni, l'on peut citer la cathédrale d'Oxford, une travée de l'abbatiale de Romsey et le chœur de l'abbatiale de Jedburgh. Les piliers ont été montés sur toute leur hauteur d'un seul coup, comme démontré par les fines marques de tâcheron qui se répètent sur toutes les assises. Par ailleurs, les piles orientales de la croisée du transept, qui sont devenues des piles composées ou fasciculées dès les campagnes de construction portant sur le voûtement d'ogives du croisillon et le chœur actuel, comportent toujours une portion de pilier roman avec un segment de chapiteau,,.
Les tailloirs sont au profil d'un listel et d'une baguette entre deux cavets. Les chapiteaux du second ordre et les chapiteaux au niveau des grandes arcades se présentent, à la première vue, comme des moitiés de chapiteaux, qui auraient été sciées en deux parties, afin de monter une partie en hauteur afin de recevoir les doubleaux. Cette hypothèse, qui selon Eugène Lefèvre-Pontalis a déjà été avancée, n'est pas tenable, car les corbeilles sont « bordées par un listel soigneusement réservé par le sculpteur », et la saillie des tailloirs des chapiteaux du premier ordre est moulurée du côté de la nef. La plupart des chapiteaux sont sculptés de têtes d'angle et de feuilles plates et de rinceaux végétaux qui forment un entrelacs régulier enfermant des feuilles diverses et des fleurs de lys, ou des volutes. Seulement le chapiteau au sud du doubleau intermédiaire de la nef quitte le schéma de la sculpture méplate, qui prévaut dans la région jusqu'au début du XIIe siècle. Ici, les feuillages du rang inférieur développent une certaine plasticité. Sur les bases, les deux tores peu épais sont reliés par une scotie. Elles reposent sur des socles assez curieux à double glacis, qui sont flanqués de têtes d'hommes et d'animaux très originales, en guise de griffes, comme à Saint-Martin-des-Champs et Château-Landon,,.

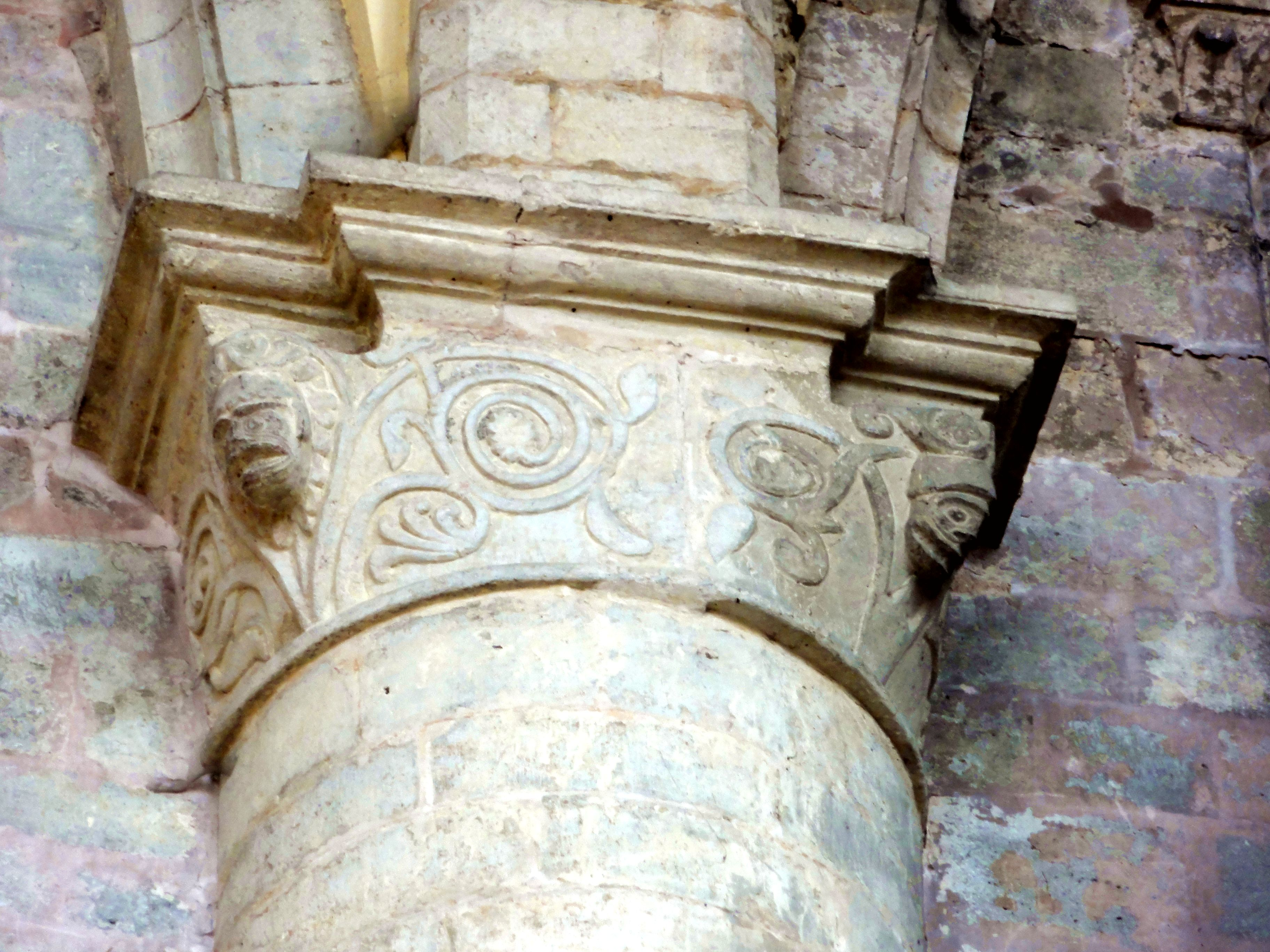
Chapiteau du 2e ordre.
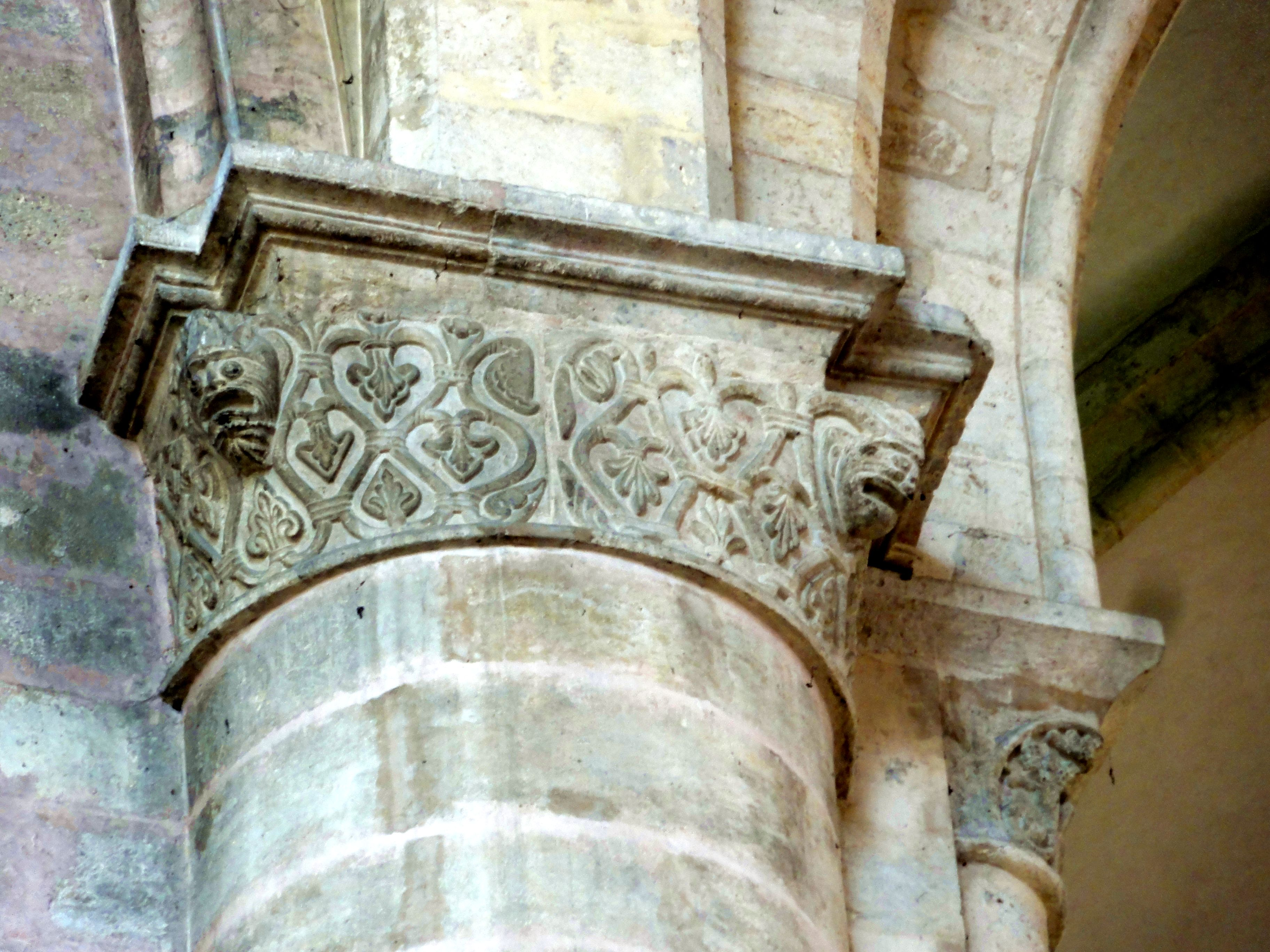
Chapiteau du 2e ordre.
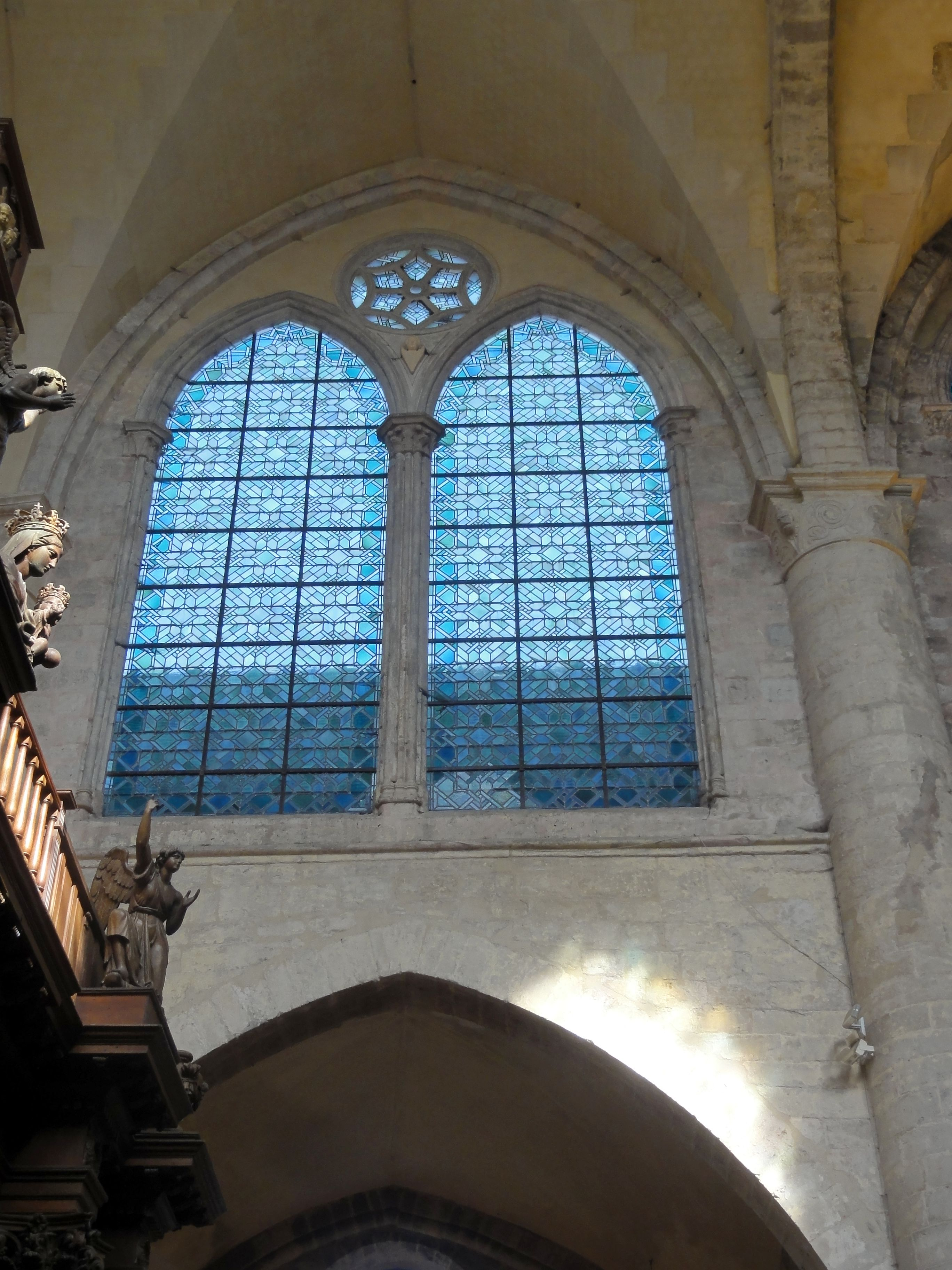
Fenêtre haute de 1845.
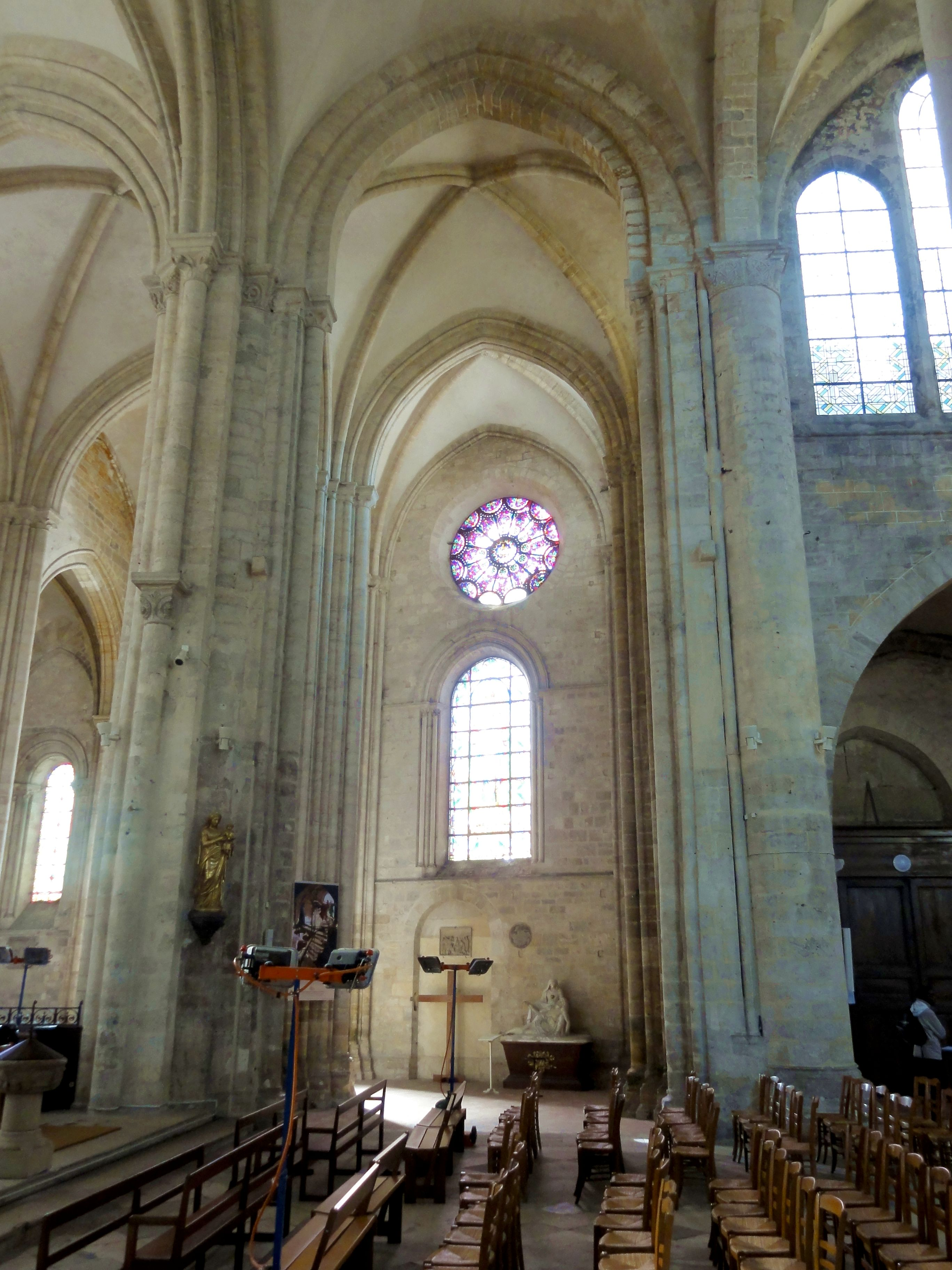
Croisée, vue vers le sud.
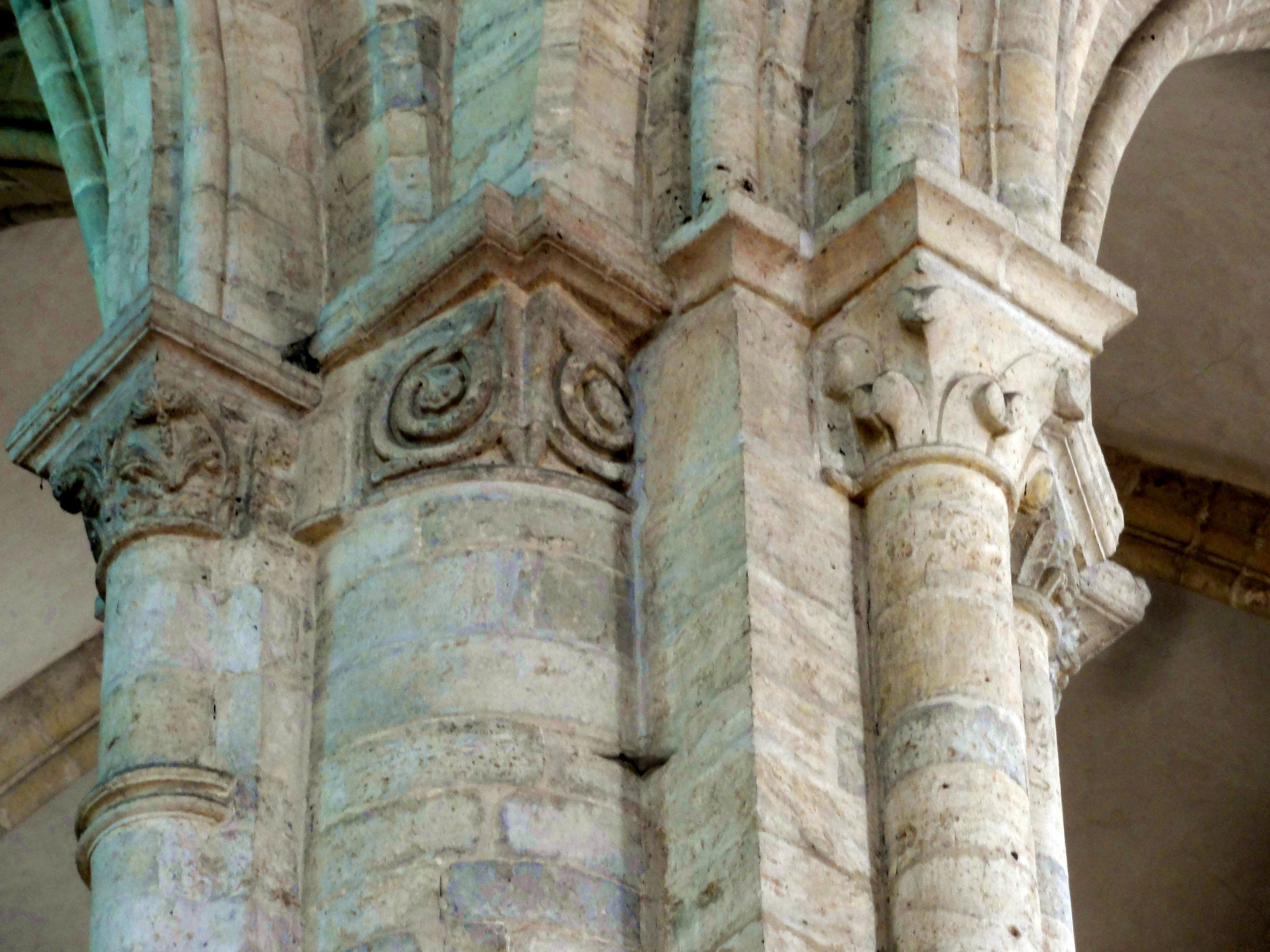
Croisée, pile nord-est.
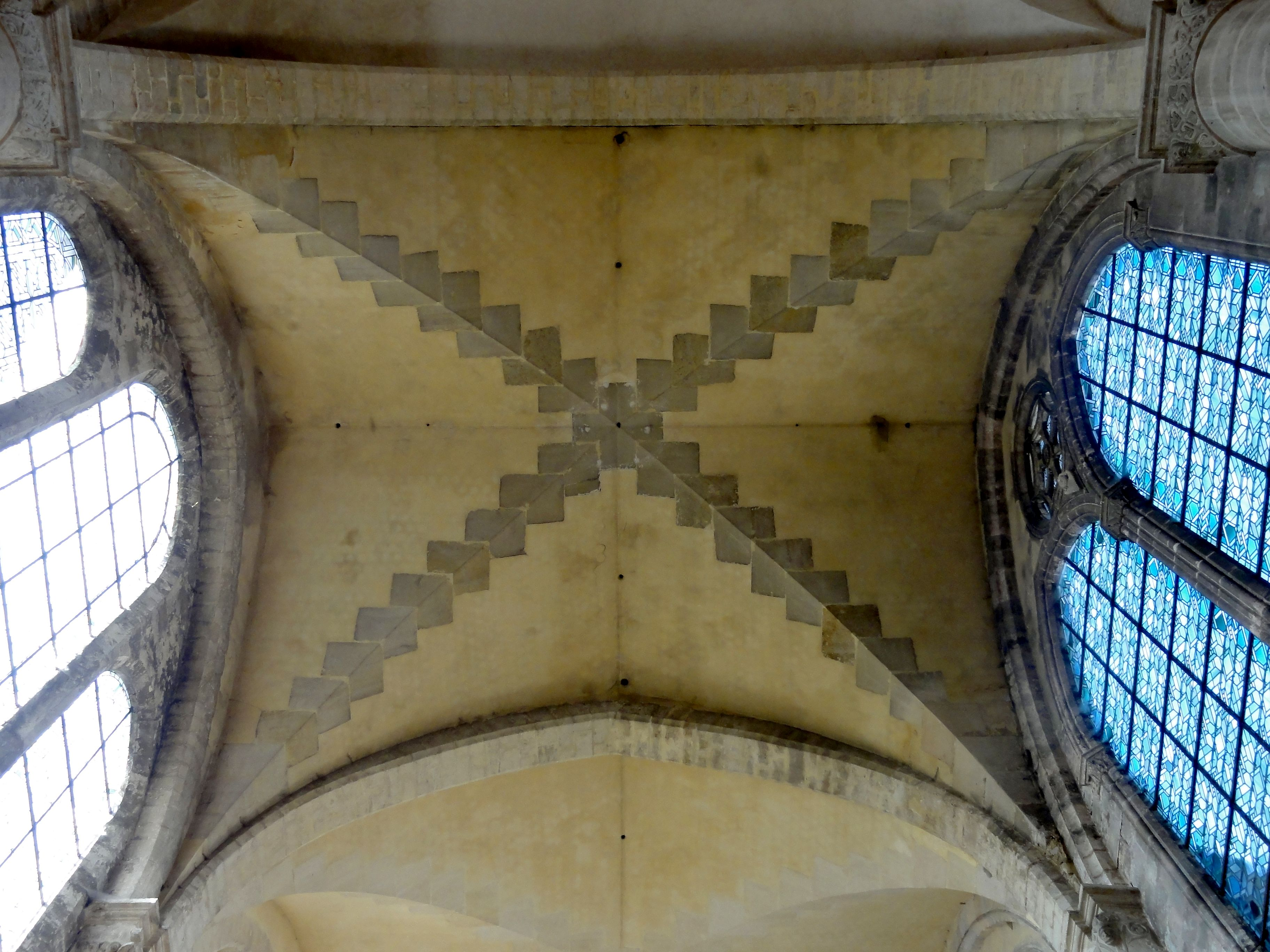
Voûte d'arêtes de 1845.

#### Bas-côtés

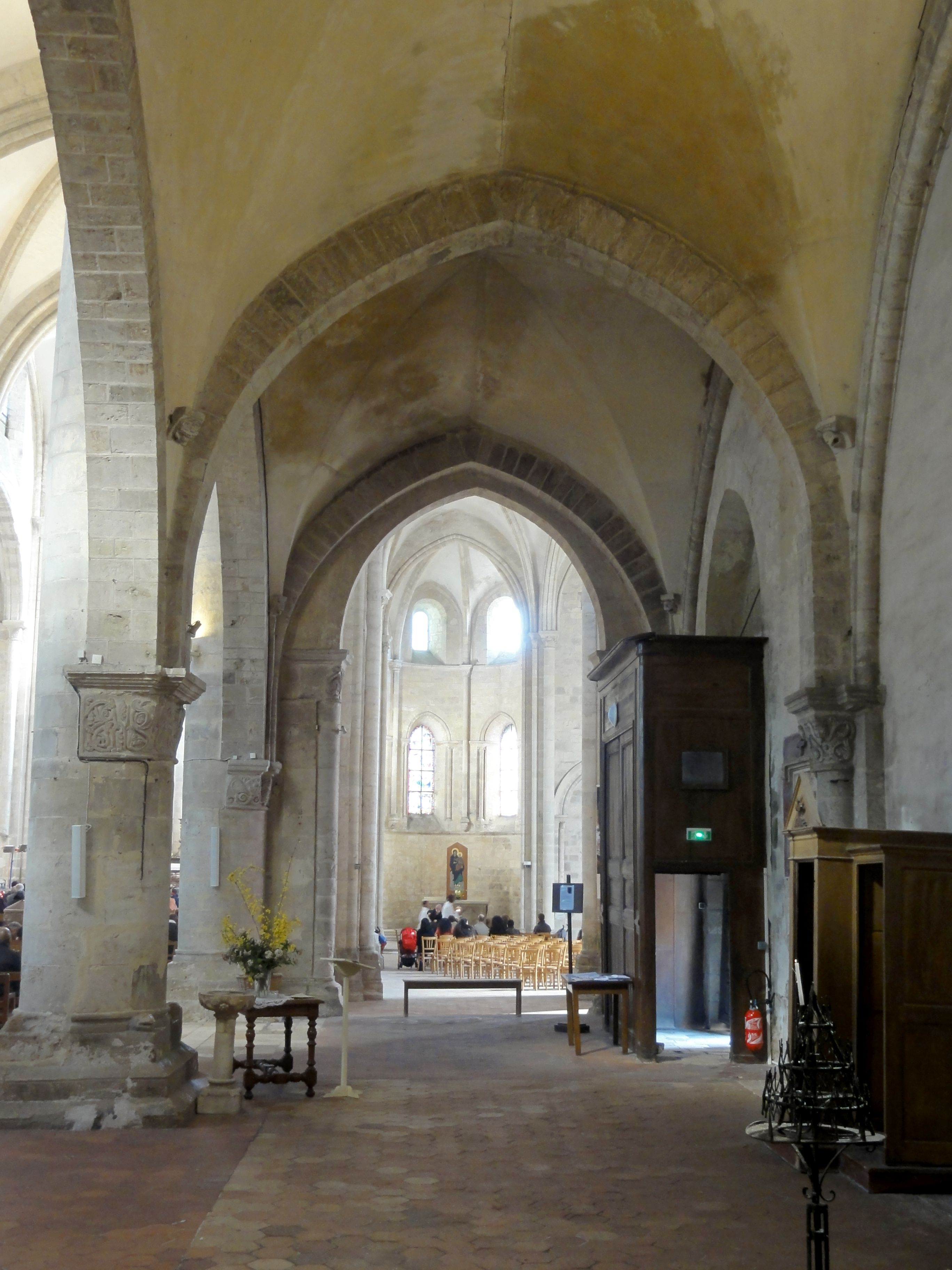
Bas-côté sud,
vue vers l'est.

Les bas-côtés conservent leurs voûtes d'arêtes sexpartites d'origine, dont la large portée est remarquable. Elles ont été retouchées à la période moderne. Rares sont les voûtes d'arêtes authentiquement romanes ou gothiques primitifs dans les bas-côtés des églises de la région : on ne peut guère citer la collégiale de Champeaux, et avec réserve, la Saint-Spire de Corbeil et la collégiale de Poissy. À Morienval et Saint-Pierre de Montmartre, et très probablement à Longpont-sur-Orge, les voûtes d'arêtes des bas-côtés sont une invention des restaurateurs du XIXe siècle, qui ne connaissaient pas suffisamment l'évolution de l'architecture romane. Le long des murs gouttereaux, les voûtes disposent de formerets moulurés d'un boudin, comme parfois en Bourgogne (cathédrale d'Autun (bas-côtés du chœur), Avallon, Montréal, Vézelay, etc.), et à Champeaux et Saint-Loup-de-Naud. Les doubleaux, non moulurés à l'instar des grandes arcades, sont en tiers-point et adoptent un tracé très surhaussé, c'est-à-dire qu'ils comportent une section verticale au-dessus des tailloirs. Ils retombent sur des tailloirs cruciformes moulurés de la même façon que dans la nef. Par l'intermédiaire d'un chapiteau nettement plus petit que dans la nef et sous les grandes arcades, ils reposent sur des demi-piliers cylindriques engagés dans les murs.
Le dosseret qui déborde du pilier à gauche et à droite sert directement de support aux parties latérales du tailloir, destinées aux voûtes. La sculpture des chapiteaux est de la même facture que dans la nef, mais les motifs sont plus variés. On y observe des masques qui crachent ou soutiennent des rinceaux du meilleur style, ornés de palmettes. Dans le bas-côté sud, des mascarons sont engagées dans les arêtes des voûtes près des tailloirs, comme au déambulatoire de Saint-Martin-des-Champs. Eugène Lefèvre-Pontalis n'est pas sûr que cette disposition date d'origine. Il pourrait s'agir du réemploi d'anciens corbeaux d'une corniche romane. Dans la première travée, le motif est une tête surmontée d'un diable qui tire la langue. La seule fenêtre romane des deux bas-côtés se trouve dans cette travée ; dans la travée suivante, la création du portail a entraîné la suppression de la fenêtre,.

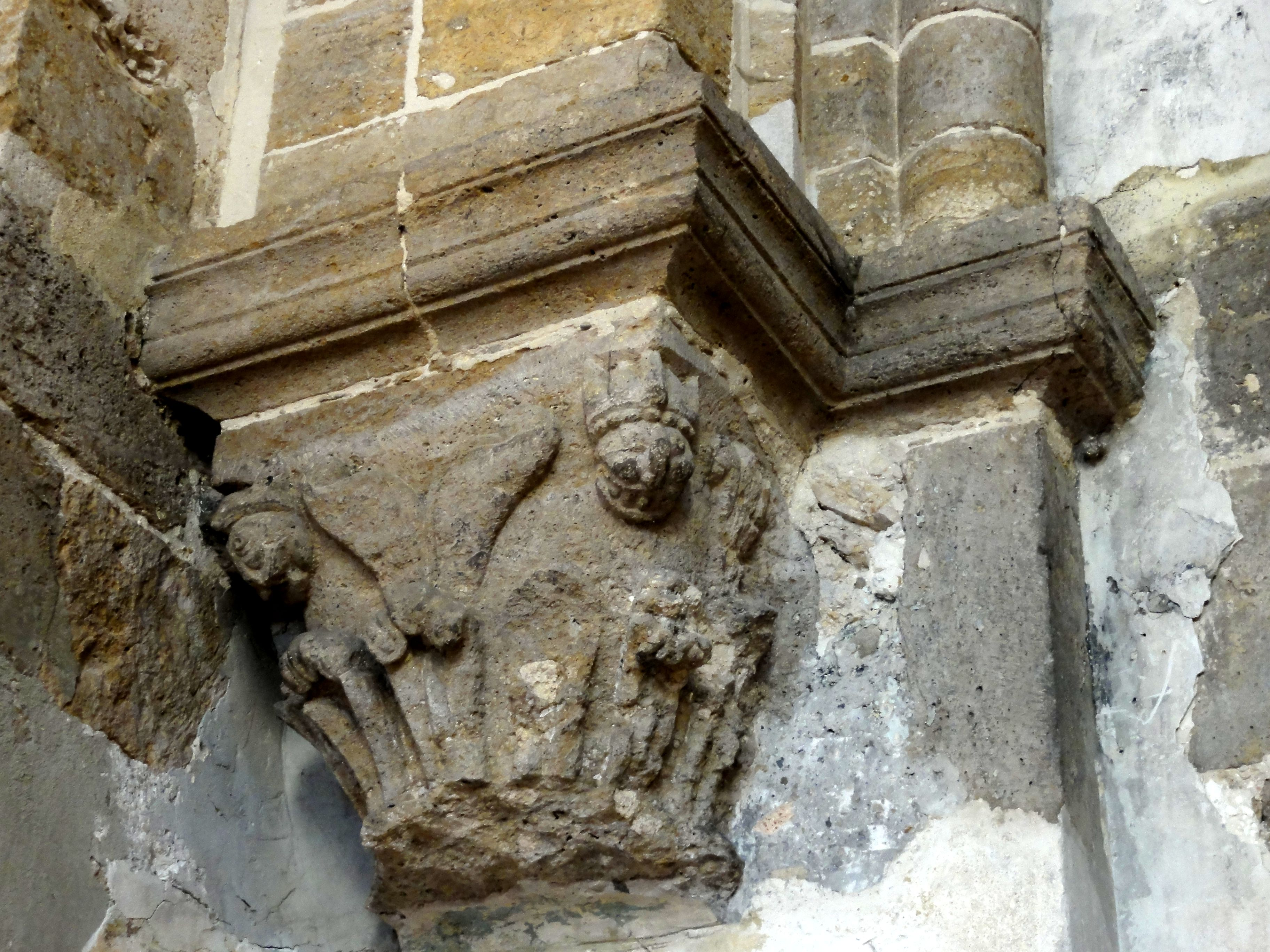
Bas-côté sud, chapiteau dans l'angle sud-est.
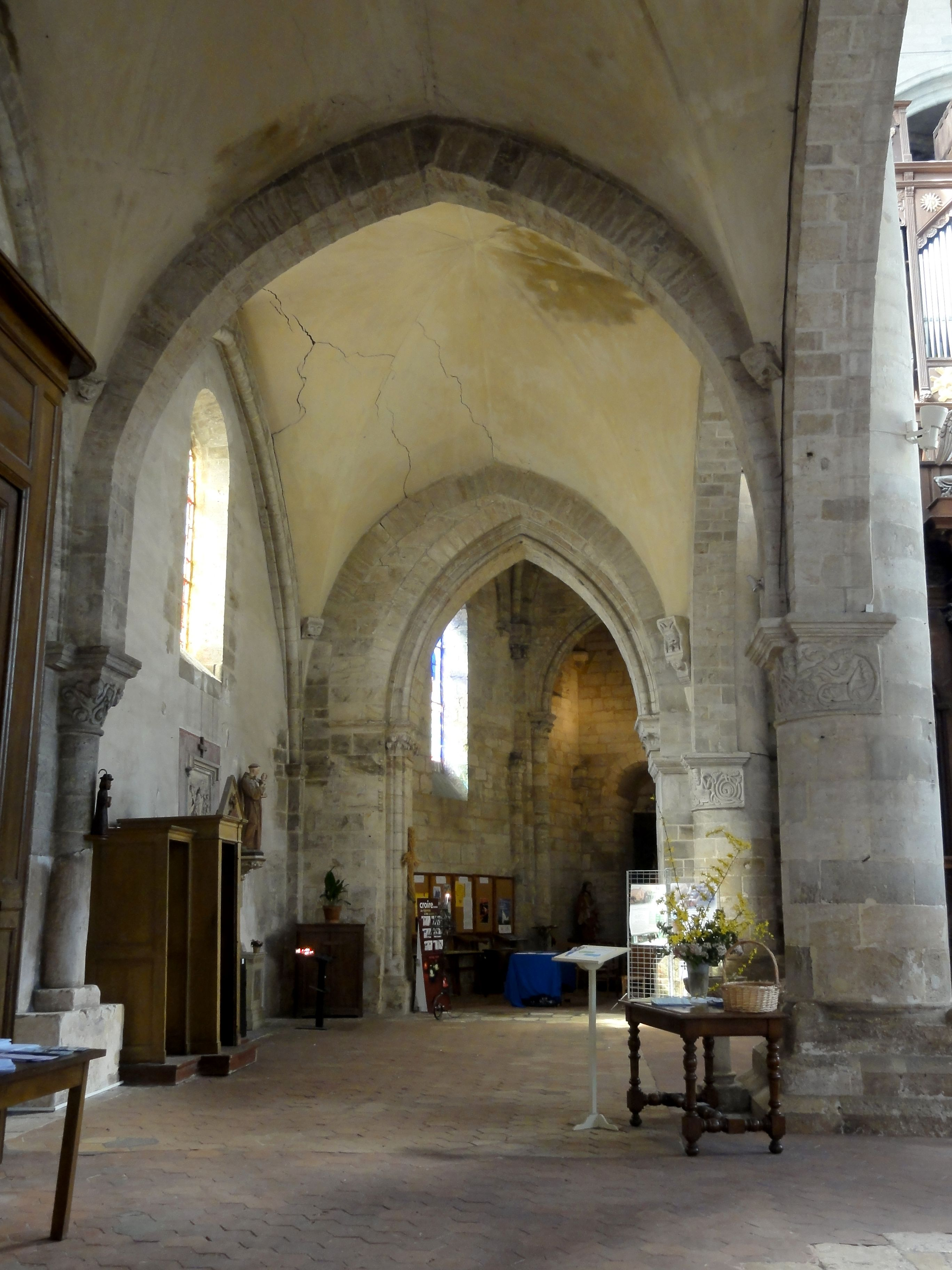
Bas-côté sud, vue vers l'ouest.
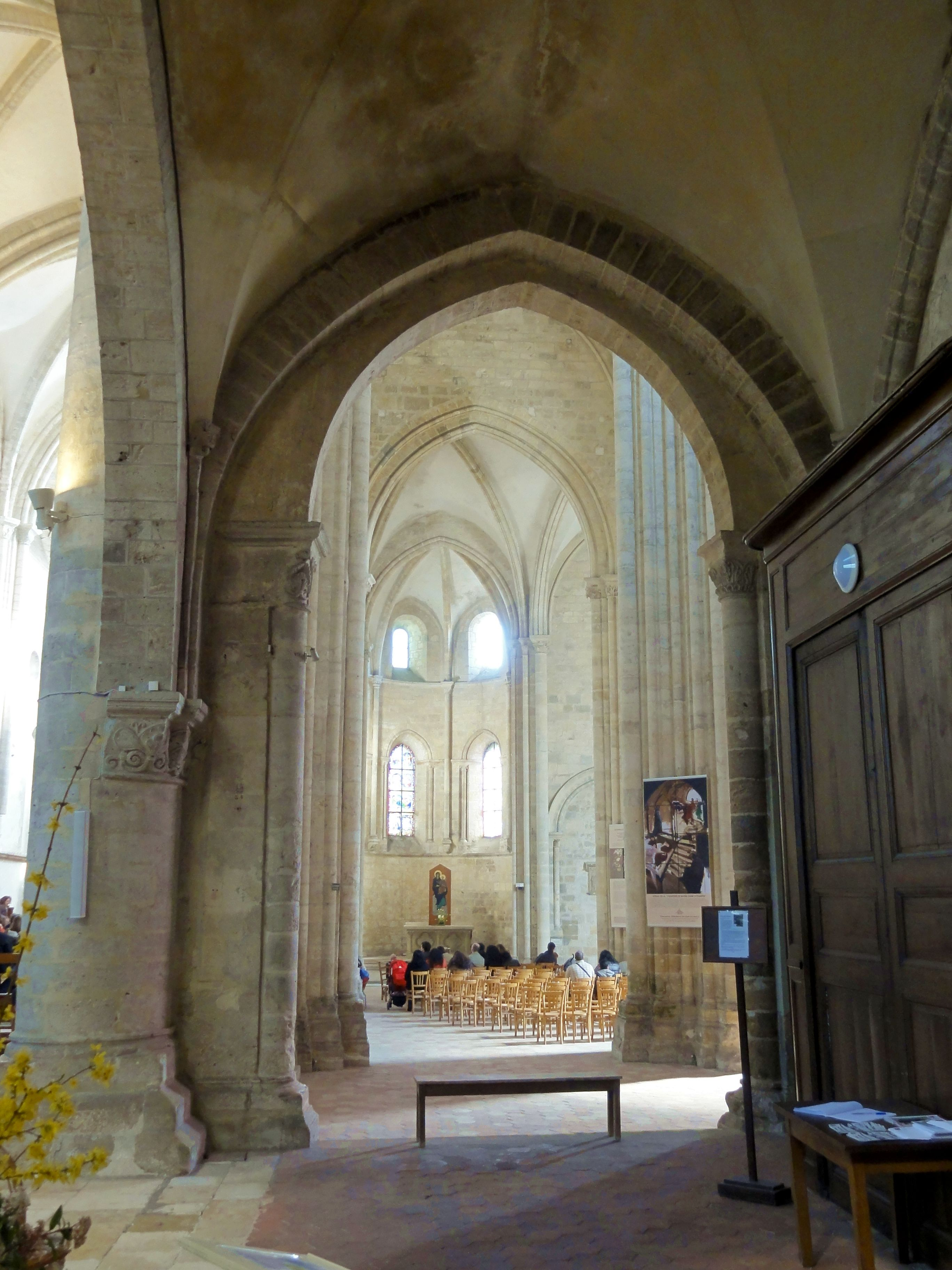
Bas-côté sud, vue vers l'est.
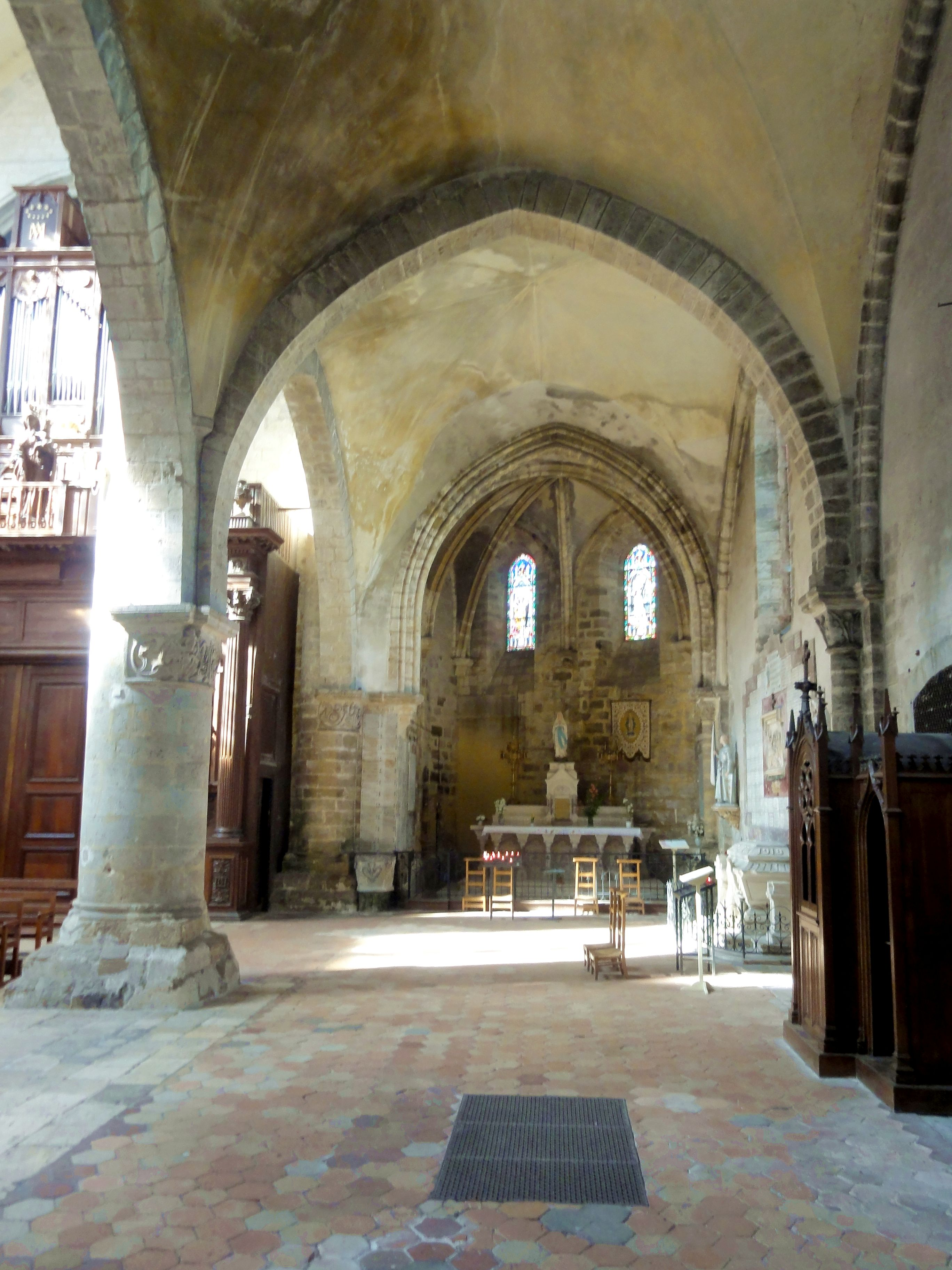
Bas-côté nord, vue vers l'ouest.
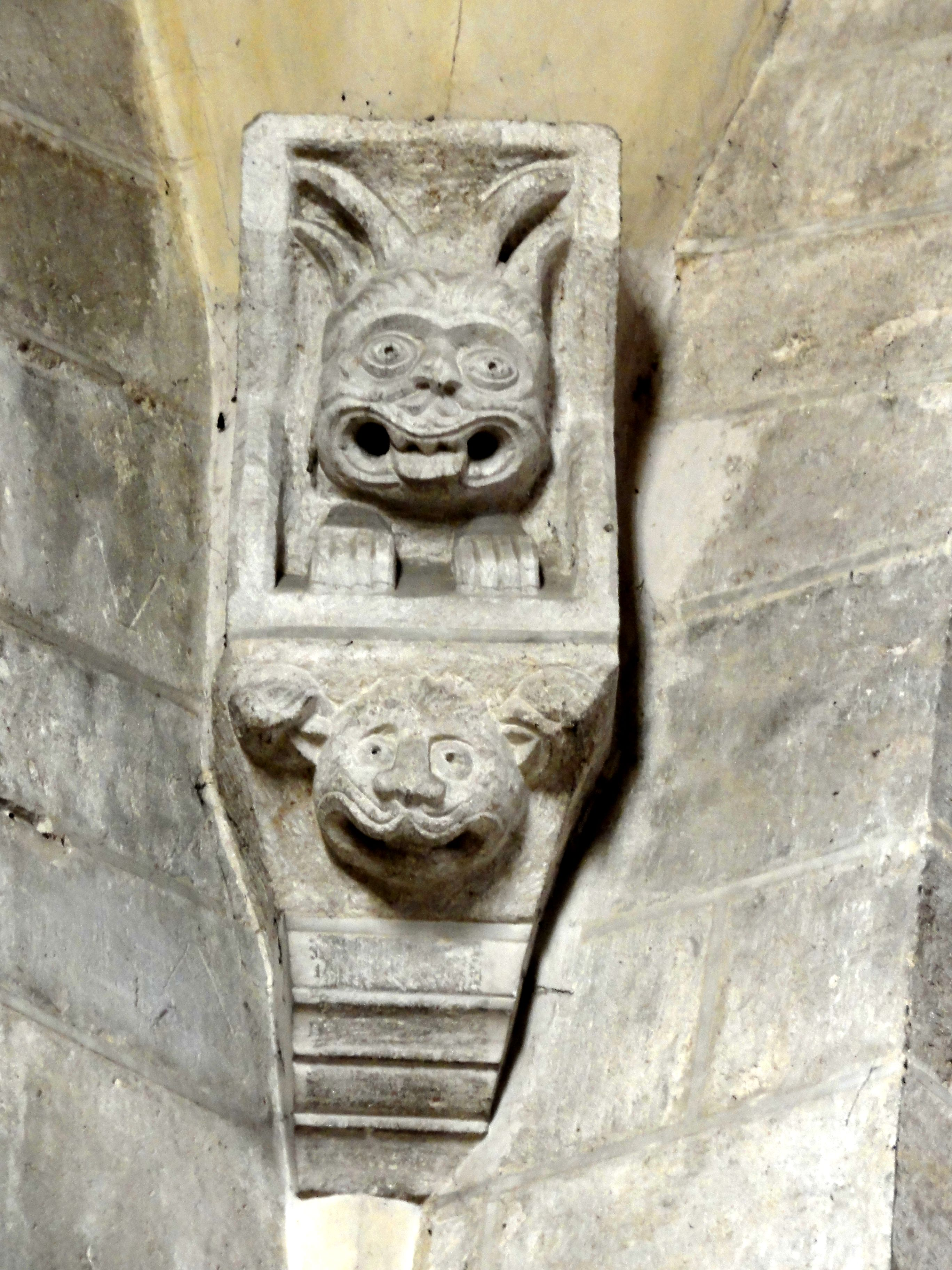
Bas-côté sud, 1re travée, mascaron double dans l'angle nord-ouest.
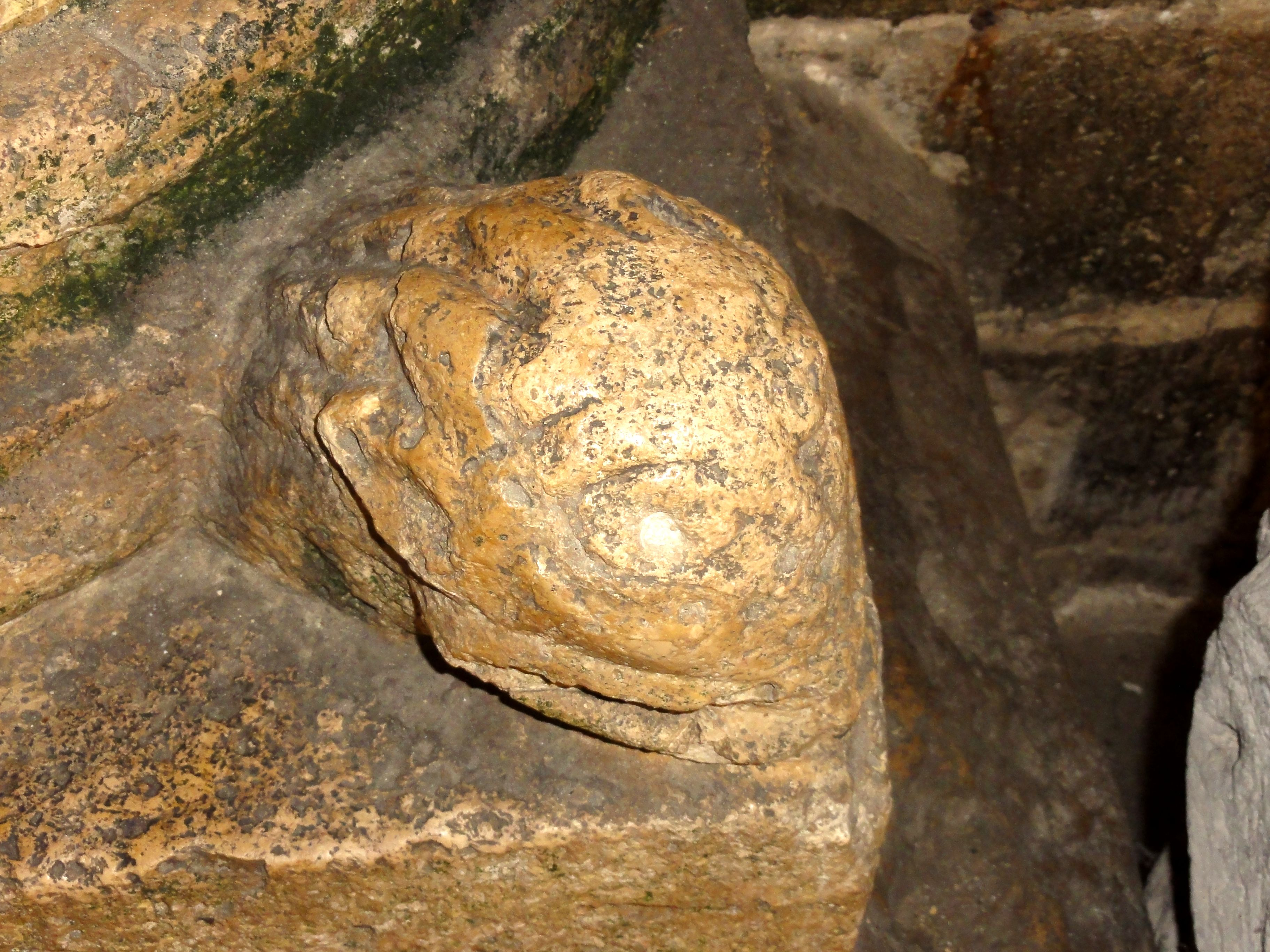
Base à griffes au début des grandes arcades du nord.

#### Chapelles occidentales

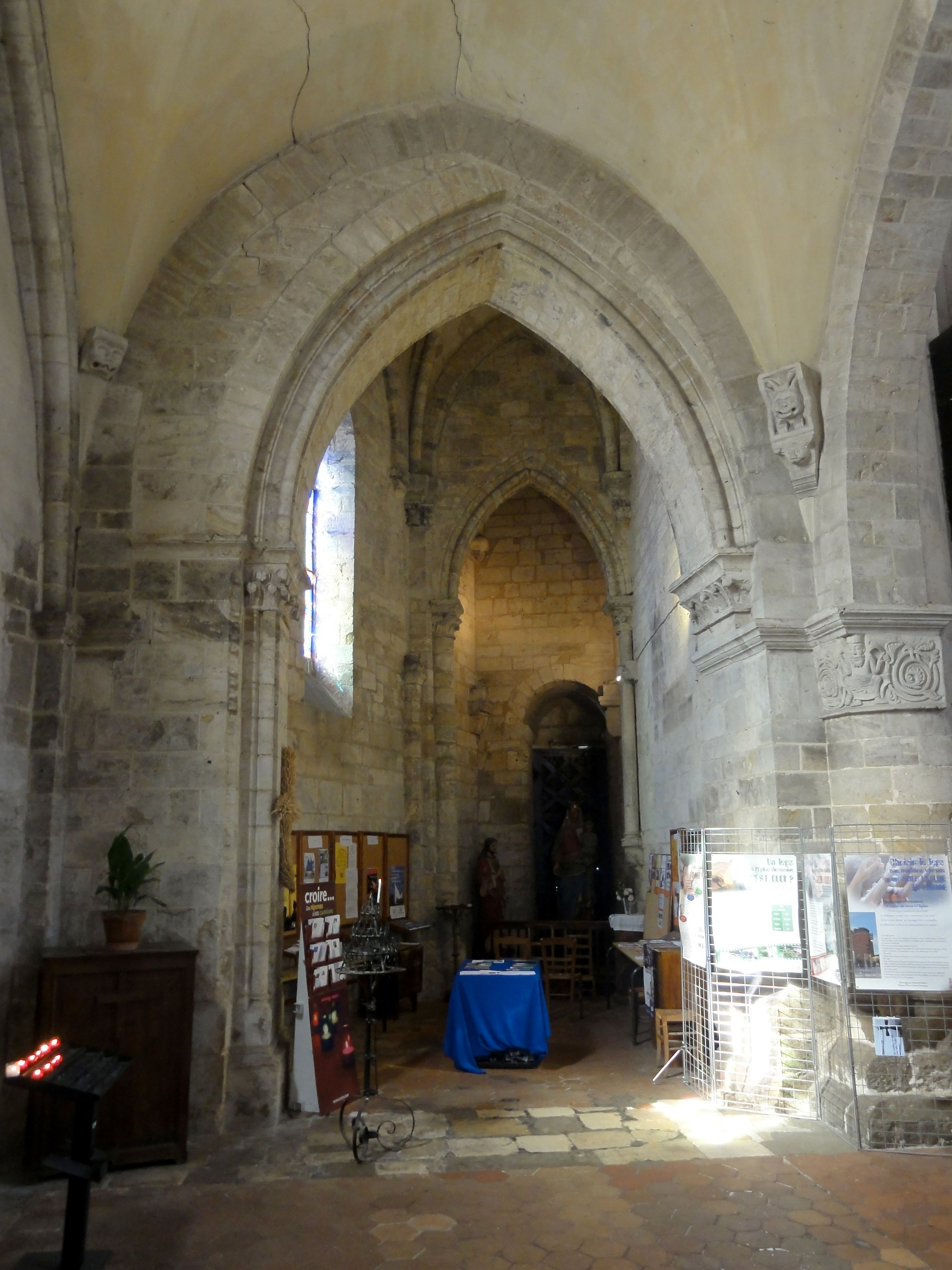
Bas-côté sud,
vue vers l'ouest.

Les chapelles à l'ouest des bas-côtés se rétrécissent d'est en ouest, ce qui est imputable aux contraintes de la voirie. Selon Eugène Lefèvre-Pontalis, l'existence de la chapelle du nord s'explique par la nécessité de créer un accès vers la cage d'escalier du clocher, et la chapelle du sud aurait été prévue par souci de symétrie. La question si les chapelles datent bien d'origine a parfois été soulevée, comme à propos des travées des bas-côtés qui flanquent le clocher-porche de Morienval. En l'occurrence, plusieurs indices permettent de répondre par l'affirmatif. Les murs gouttereaux des bas-côtés continuent, sans rupture, vers l'ouest, mais pas jusqu'à la façade, qui a été refaite au début du XIIIe siècle. Le doubleau roman entre la première travée du bas-côté sud et la chapelle adjacente est englobé dans l'arcade gothique actuelle, qui est plus étroite. Les deux colonnettes à la retombée nord du doubleau intermédiaire de la chapelle sont reçues sur un cul-de-lampe, qui est constitué de deux mascarons romans, analogues à ceux englobés dans les voûtes du bas-côté sud. Le culot au sud de l'arcade séparant le bas-côté nord de la chapelle, dédiée à la Vierge, possède un tailloir orné de chevrons et de dents de scie, qui provient d'un chapiteau roman,.
Par leur plan biscornu et leur remaniement avec voûtement d'ogives au début du XIIIe siècle, les deux chapelles sont devenues très atypiques. Celle du sud s'ouvre par une arcade à double rouleau, dont seulement le rouleau inférieur est précédé d'un tore, alors que l'intrados est méplat. Au sud, les angles du piédroit sont agrémentés de deux colonnettes aux chapiteaux de crochets, dont la sculpture se poursuit sous la forme d'une frise sur toute la largeur du piédroit. Au nord, il n'y a pas de colonnettes à chapiteaux, mais seulement une frise. La voûte d'ogives de la première travée est munie de formerets non moulurés, et se caractérise par des ogives monotoriques. La minuscule clé de voûte est décorée d'une rosace. Dans trois angles, la voûte retombe sur des culs-de-lampe gothiques, qui semblent avoir été des chapiteaux ayant perdu leurs fûts de colonnette. À l'est, l'on note l'angle saillant et l'encorbellement des tailloirs. Une colonnette existe encore dans l'angle sud-est, mais à mi-hauteur du mur, elle bute sur un pilier carré engagé dans l'appareil. La basse arcade vers la seconde travée est moulurée d'un méplat entre deux tores dégagés.
Elle retombe sur une colonne à chapiteaux au sud, et sur deux colonnettes à chapiteaux au nord, qui repose sur les deux mascarons déjà signalés. L'arcade donne accès à une travée très exiguë, qui est de la même hauteur que la travée précédente. Cette petite travée sert de porche, et comporte donc une petite porte en plein cintre à l'ouest. Ici l'épaisseur énorme du mur occidental est bien mise en exergue. La voûte d'arêtes est reçue sur quatre culots moulurés. D'autres culots existent dans les angles près du mur occidental. Ils sont sans emploi et s'expliquent difficilement. La chapelle de la Vierge possède une voûte à six branches d'ogives toriques, avec un large voûtain à l'est, deux étroits voûtains au sud, deux à l'ouest, et un au nord. Près de l'arcade ouvrant dans la chapelle, qui est à double rouleau et mouluré de quatre tores, les ogives se fondent dans cette arcade. Dans les angles, elles retombent sur des culots, qui sont en partie frustes, et en partie sculptées de têtes humaines. Les formerets sont toriques. À l'ouest, ils encadrent deux petites baies en arc brisé fortement ébrasées, et au nord, une niche à statue,.

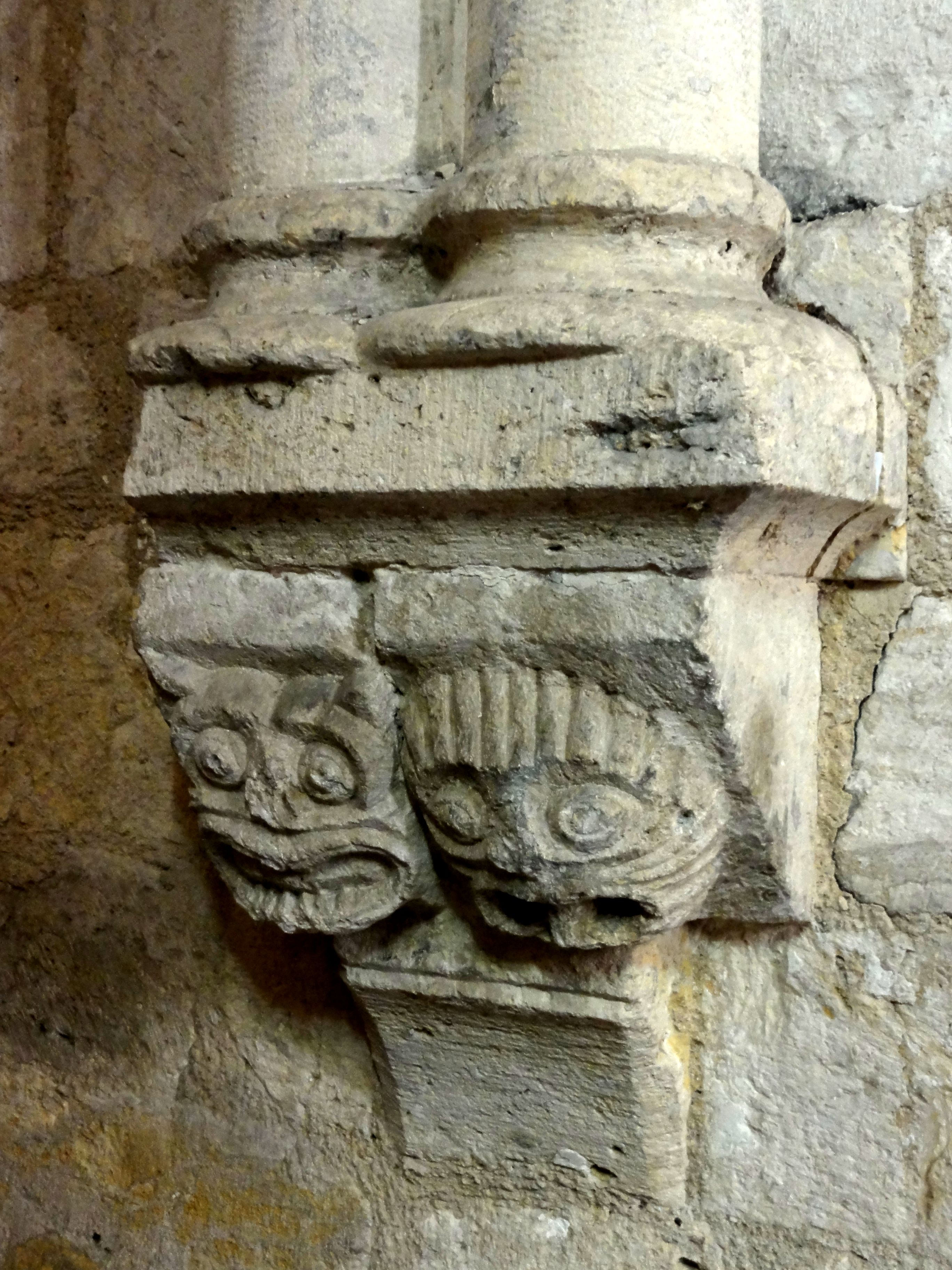
Chapelle nord, culot au nord.
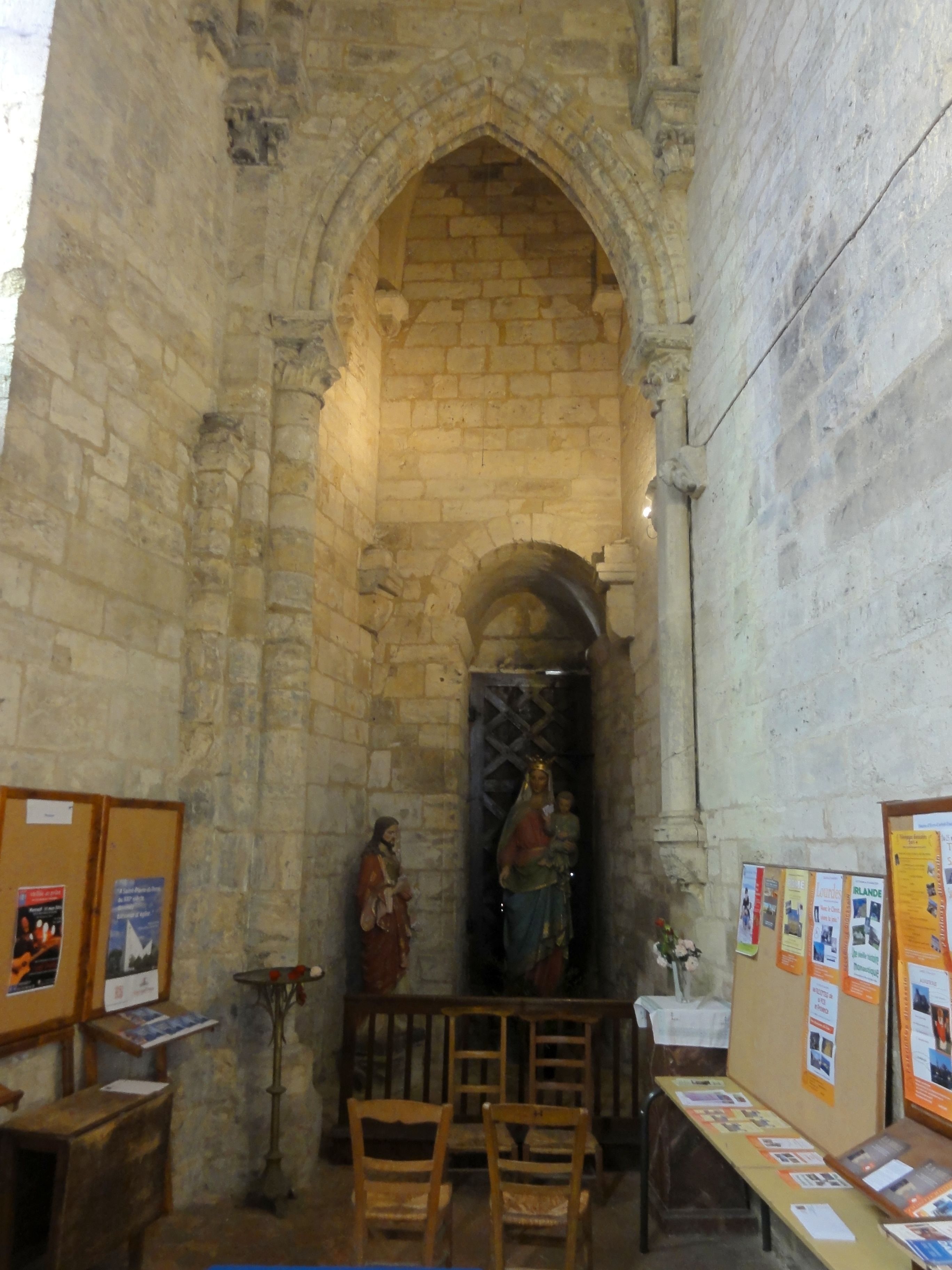
Chapelle sud, vue vers l'ouest.
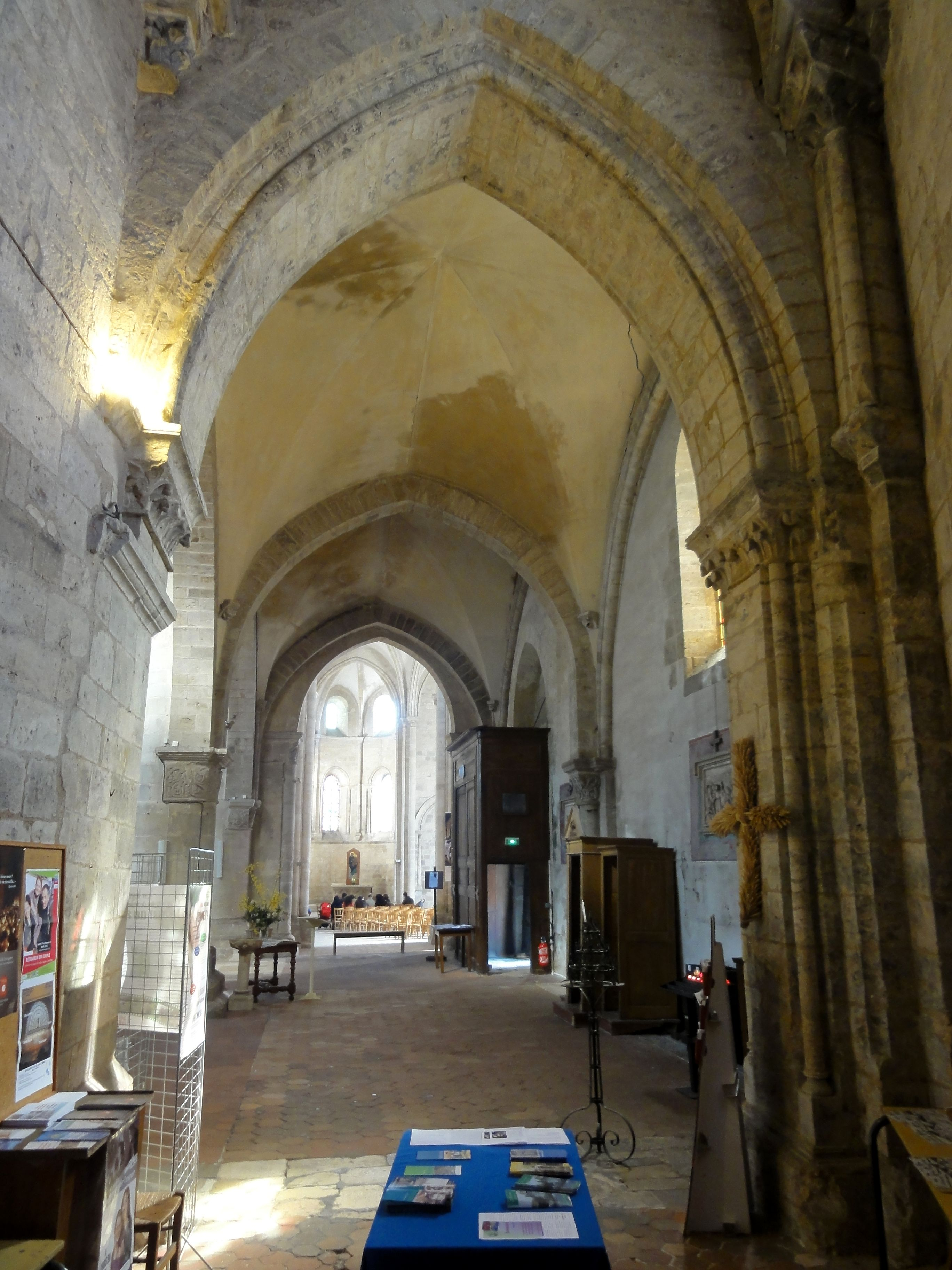
Chapelle sud, vue vers l'est.
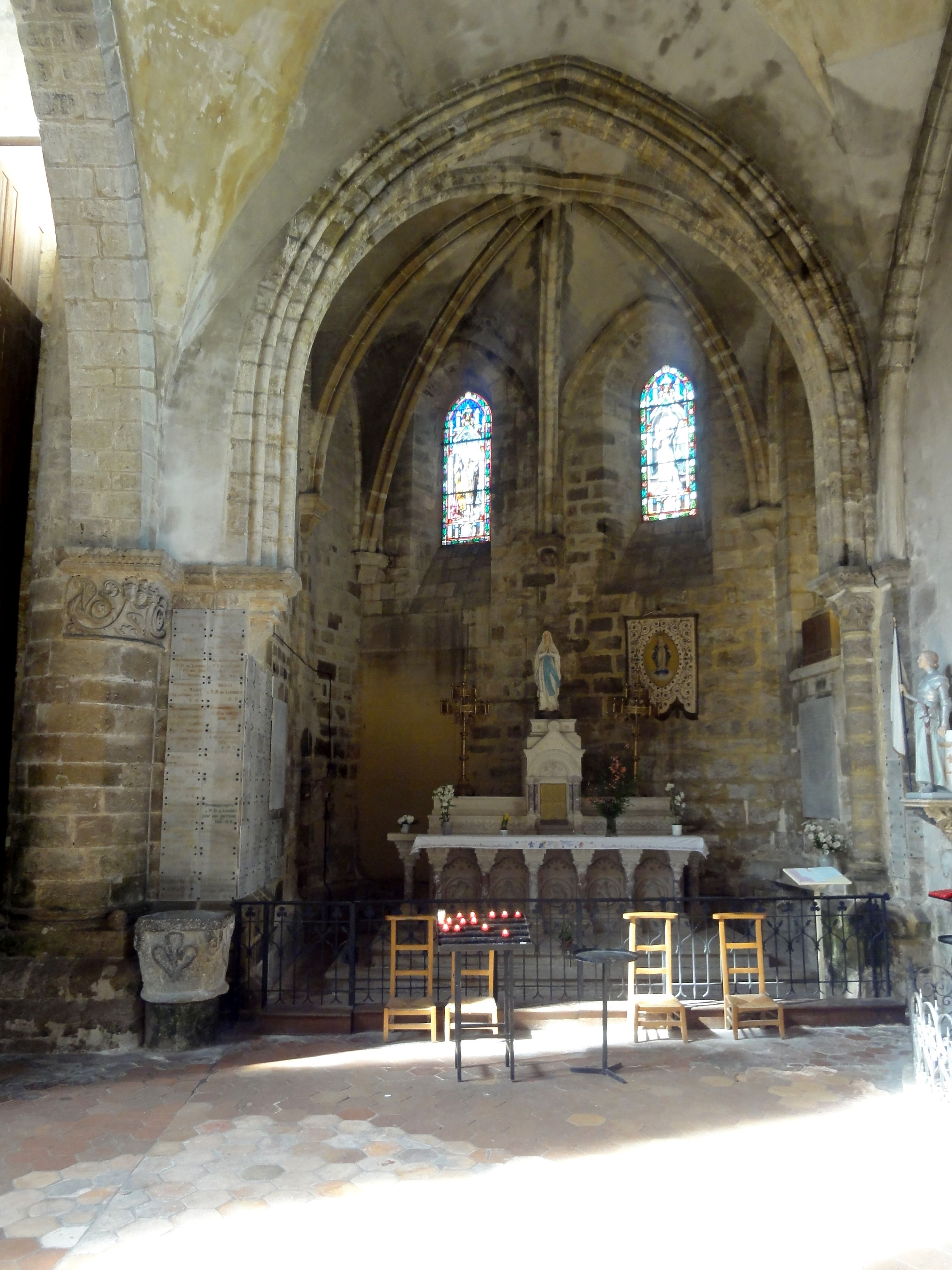
Bas-côté nord, chapelle de la Vierge.
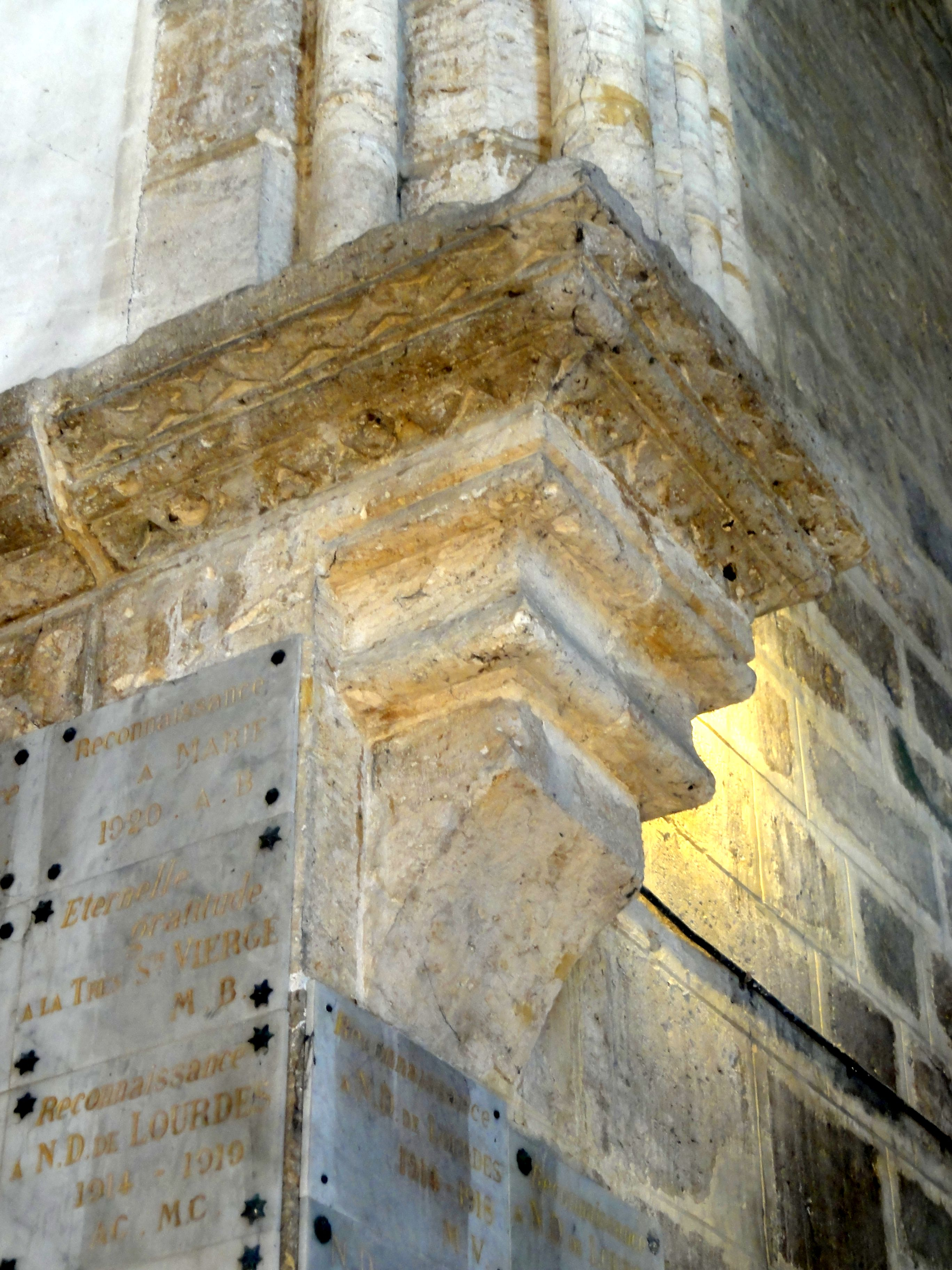
Arcade vers la chapelle, culot à gauche.
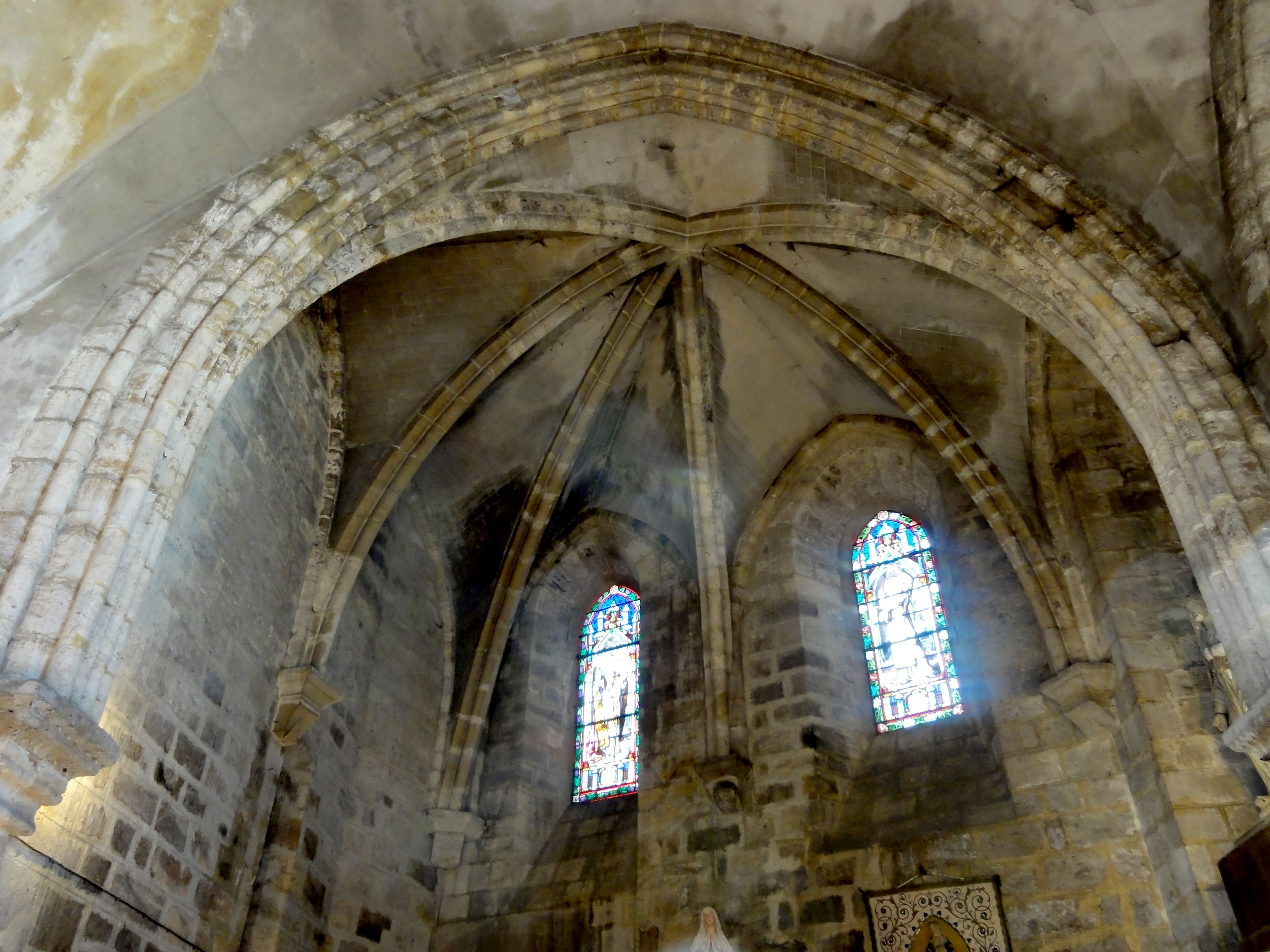
Voûte de la chapelle de la Vierge.

#### Croisillon nord

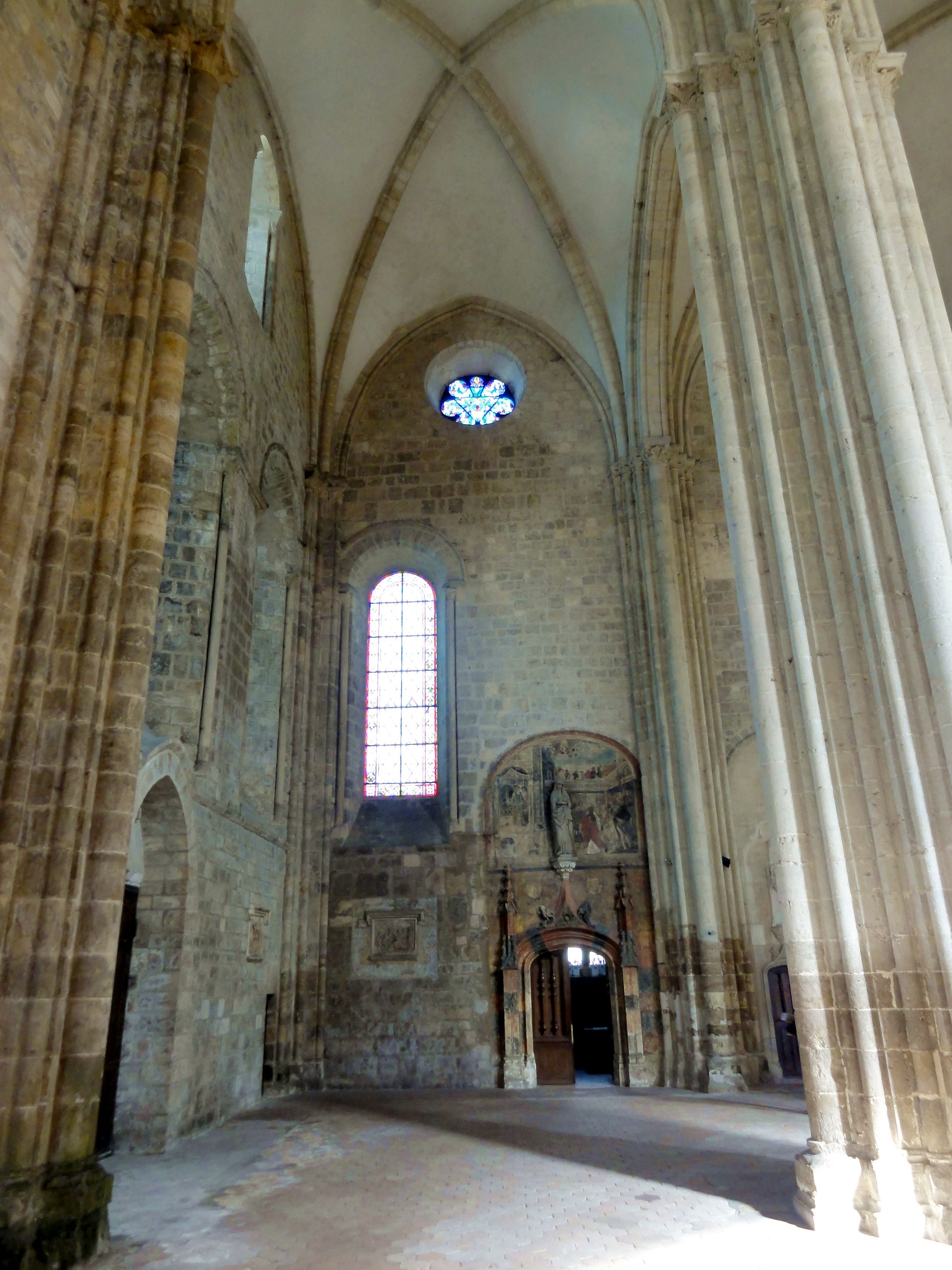
Croisée, vue vers le nord.

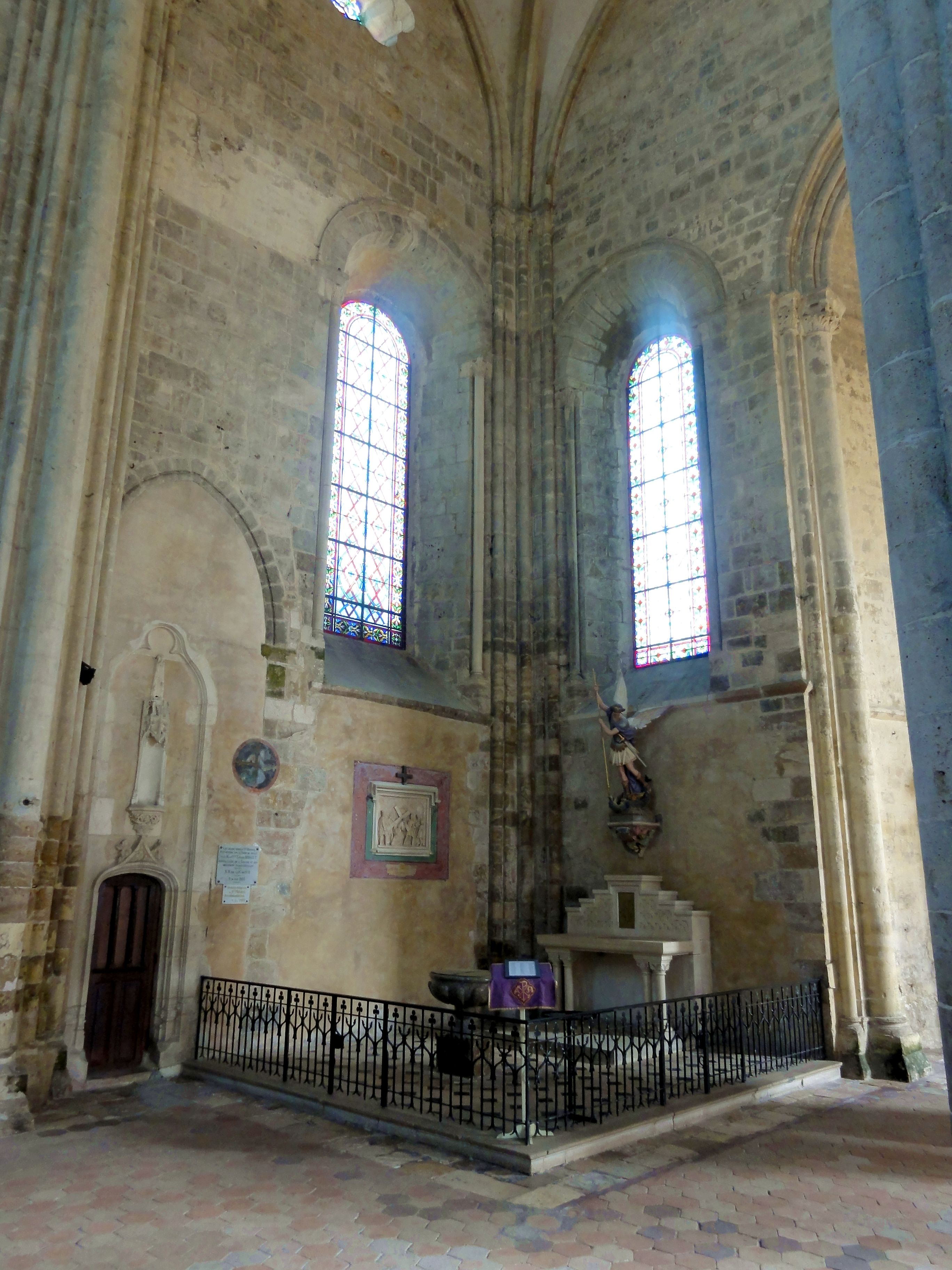
Croisillon nord, 2e vaisseau, angle nord-est.

La construction du croisillon nord a dû commencer peu après l'achèvement du narthex, de la nef et de la croisée du transept, vers 1135-1140, et représente la seconde campagne de construction. L'on ignore pourquoi le croisillon est double, alors que l'on venait de bâtir une croisée du transept simple. Il n'est pas rare de trouver des croisillons à deux travées successives dans les grandes églises de la fin de la période romane, comme à Château-Landon, Morienval et Saint-Étienne de Beauvais, mais des croisillons à deux fois deux travées restent exceptionnels. L'interprétation du croisillon nord suscite des hypothèses qui ne sauraient être validées que grâce à des fouilles archéologiques. En premier lieu, c'est l'hypothèse du voûtement d'arêtes primitif que le croisillon aurait connu, selon Eugène Lefèvre-Pontalis.
Les quatre voûtes seraient retombées, au centre, sur une grosse pile monocylindrique. D'autre part, certaines questions restent en suspens : il s'agit de savoir comment se présentait le raccordement avec l'actuelle sacristie avant la création de la porte flamboyante, et ce qui suivait à l'est du croisillon. En tout cas, il est manifeste que l'ensemble du croisillon a été voûté après coup après l'édification du collatéral nord du chœur, déjà à la période gothique mais toujours près du milieu du XIIe siècle. Comme preuves du remaniement, Eugène Lefèvre-Pontalis cite l'interruption du bandeau torique qui court à la limite des allèges par une porte en tiers-point dans la seconde travée, à l'ouest, et par les faisceaux de colonnettes ; et le bouchage partiel d'une porte en tiers-point du XIIe siècle, dans le mur du fond, par l'un de ces faisceaux de colonnettes,.
Le croisillon nord paraît élancé et est assez lumineux. Les quatre voûtes d'ogives sont analogues, à quelques détails près, mais il est à noter que la première travée de chacun des deux vaisseaux est carrée, tandis que la seconde travée est barlongue dans le sens nord-sud. Les doubleaux entre à l'intersection entre les quatre voûtes sont à double rouleau. Le rouleau inférieur présente un méplat entre deux tores dégagés, et est flanqué des deux tores du rouleau supérieur. Les ogives sont au profil d'un tore placé sur un bandeau, comme dans la chapelle au sud du clocher.
Les formerets sont moulurés d'un boudin, comme déjà avant 1135 dans les bas-côtés. Généralement, le maître d'œuvre a appliqué le principe de l'équivalence des éléments à supporter et des supports, ce qui donne, au centre, un pilier cantonné de quatre colonnes et de douze colonnettes, qui correspondent aux rouleaux supérieurs et aux ogives. Au droit des murs ouest et nord, l'on trouve donc une colonne et six colonnettes, dont deux pour les formerets, deux pour les ogives, et deux pour les rouleaux supérieurs, et dans l'angle nord-ouest, le nombre de colonnettes est logiquement de trois. L'ouverture préalable des arcades vers le collatéral nord, à l'est, a obligé le maître d'œuvre de réduire le nombre de fûts par manque de place. Ici, les formerets sont reçus sur des têtes grimaçantes, au lieu de se partager les tailloirs avec les ogives, ce qui est le cas le plus fréquent. Il s'agit d'une disposition archaïque, qui confirme que le voûtement remonte à la première période gothique. Toujours sur le plan des supports, des irrégularités existent de part et d'autre du doubleau vers la croisée du transept, où l'on trouve des paires de colonnettes superposées : les colonnettes supérieures retombent sur des culots, et un intervalle sépare ceux-ci des colonnettes inférieures. C'est ici que s'insérait jadis une poutre de gloire, de la même façon qu'à Saint-Jean-aux-Bois,,.
Les élévations latérales comportent, dans la seconde travée des deux vaisseaux, de hautes fenêtres bordées par de fines colonnettes en délit. Les tailloirs de leurs chapiteaux supportent un rang de claveaux moulurés d'un boudin à leur limite supérieure. Les fenêtres sont au nombre de deux à l'ouest, d'une par vaisseau au nord (où elles sont nettement désaxées pour tenir compte de la sacristie), et d'une seule à l'est, où la seconde fenêtre a disparu avec l'ouverture de l'arcade vers le second collatéral nord du chœur. Il y a également des fenêtres hautes, qui sont contemporaines du voûtement d'ogives. À l'ouest du premier vaisseau, ce sont de petites baies en plein cintre qui s'ouvrent entre deux fines colonnettes à chapiteaux.
Les arcs en plein cintre de ces baies soulignent à quel rythme soutenu les campagnes de construction se succèdent, car l'arc brisé est aussi abandonnée pour les fenêtres au cours de la seconde moitié du XIIe siècle. Au nord du premier vaisseau, il y a seulement un oculus dans lequel s'inscrit un hexalobe, et au nord du second vaisseau, c'est l'oculus lui-même qui adopte la forme polylobée, ce qui est rare. Enfin, trois portes différentes existent à l'ouest et au nord : une porte en tiers-point sans particularités à l'ouest ; la porte flamboyante de la sacristie ; et une petite porte à sa droite, qui se substitue à la grande porte en tiers-point aujourd'hui bouchée. La porte flamboyante est remarquable. Entourée d'une double archivolte dont le profil prismatique se poursuit sur les piédroits, elle est cantonnée de deux petits contreforts agrémentés d'un clocheton plaqué et amortis par un pinacle garni de crochets, et surmontée d'une accolade peuplée de deux chimères, et enfermant une carde à trois feuilles. Cette iconographie est en même temps tout à fait conventionnelle,.

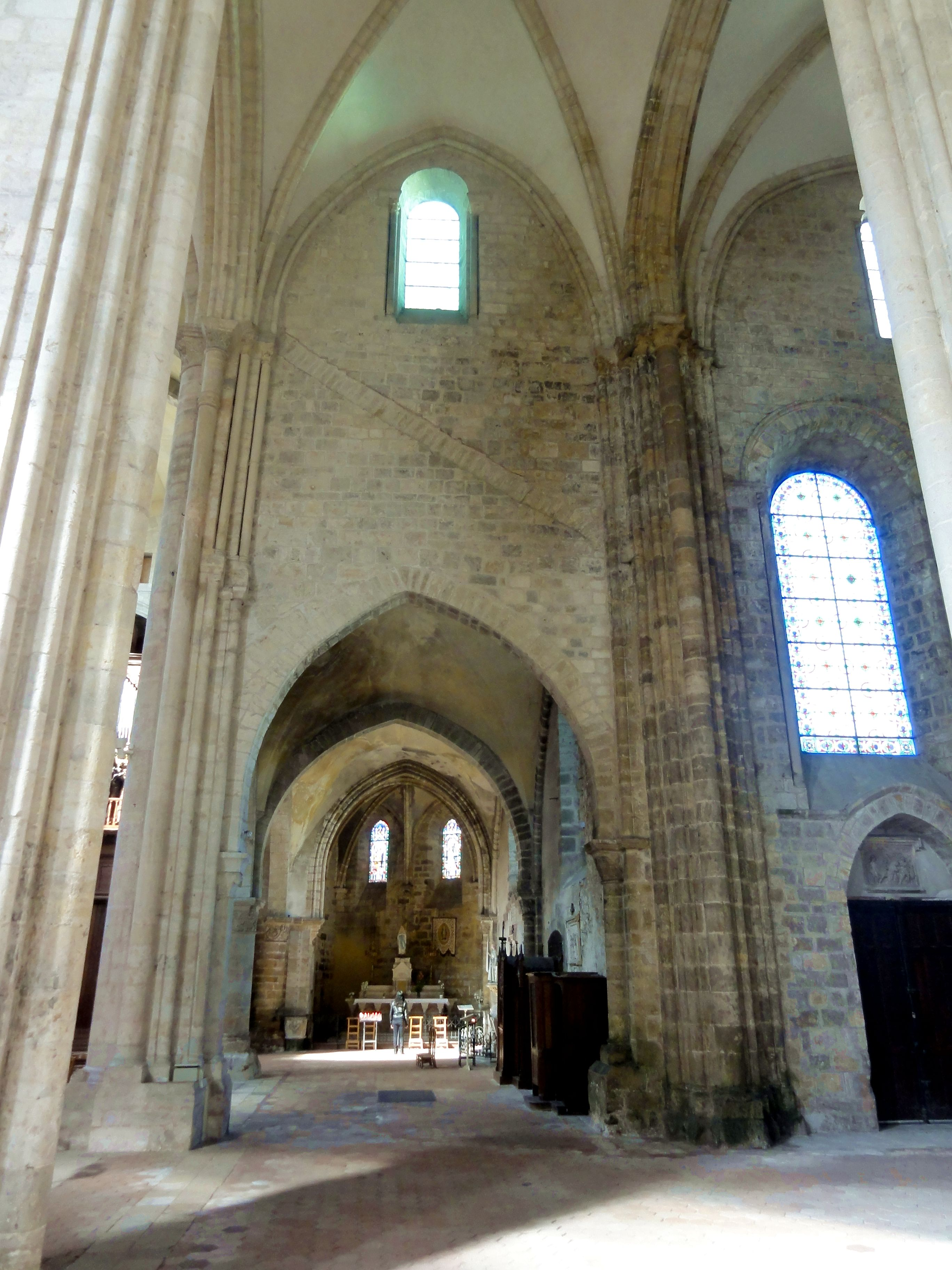
1re travée, vue vers l'ouest.
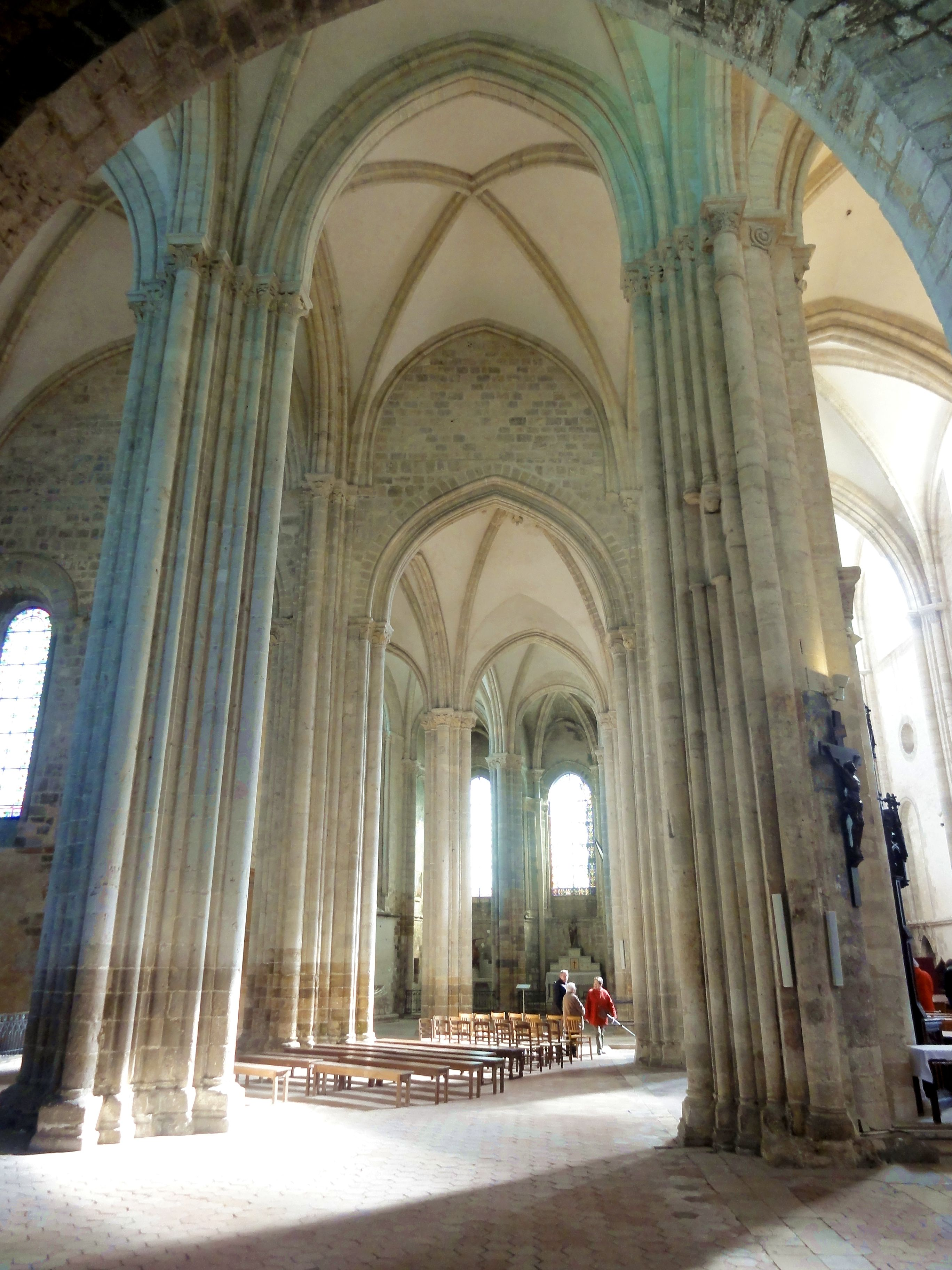
1er vaisseau, 1re travée, vue vers l'est.
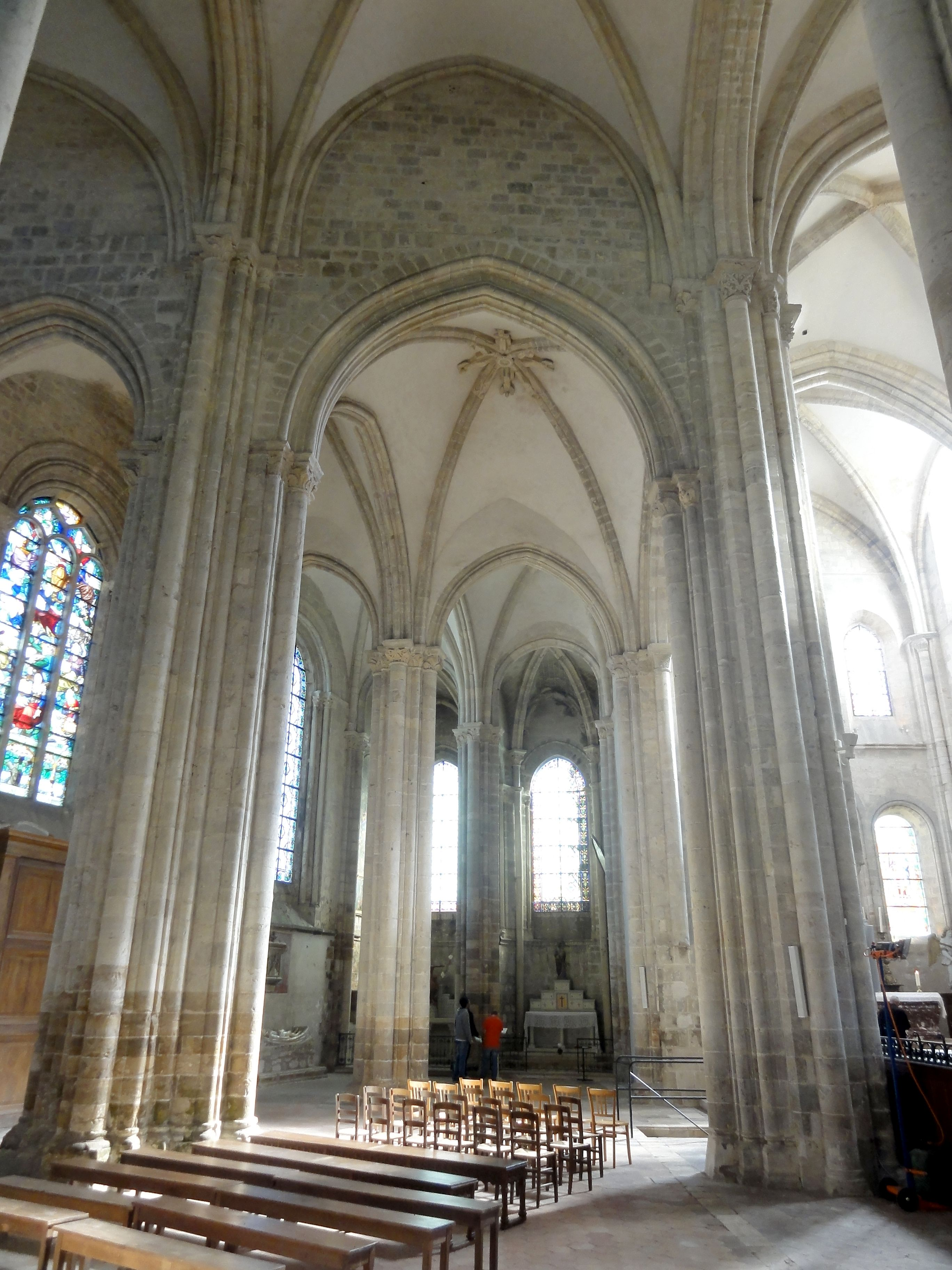
2e vaisseau, 1re travée, vue vers l'est.
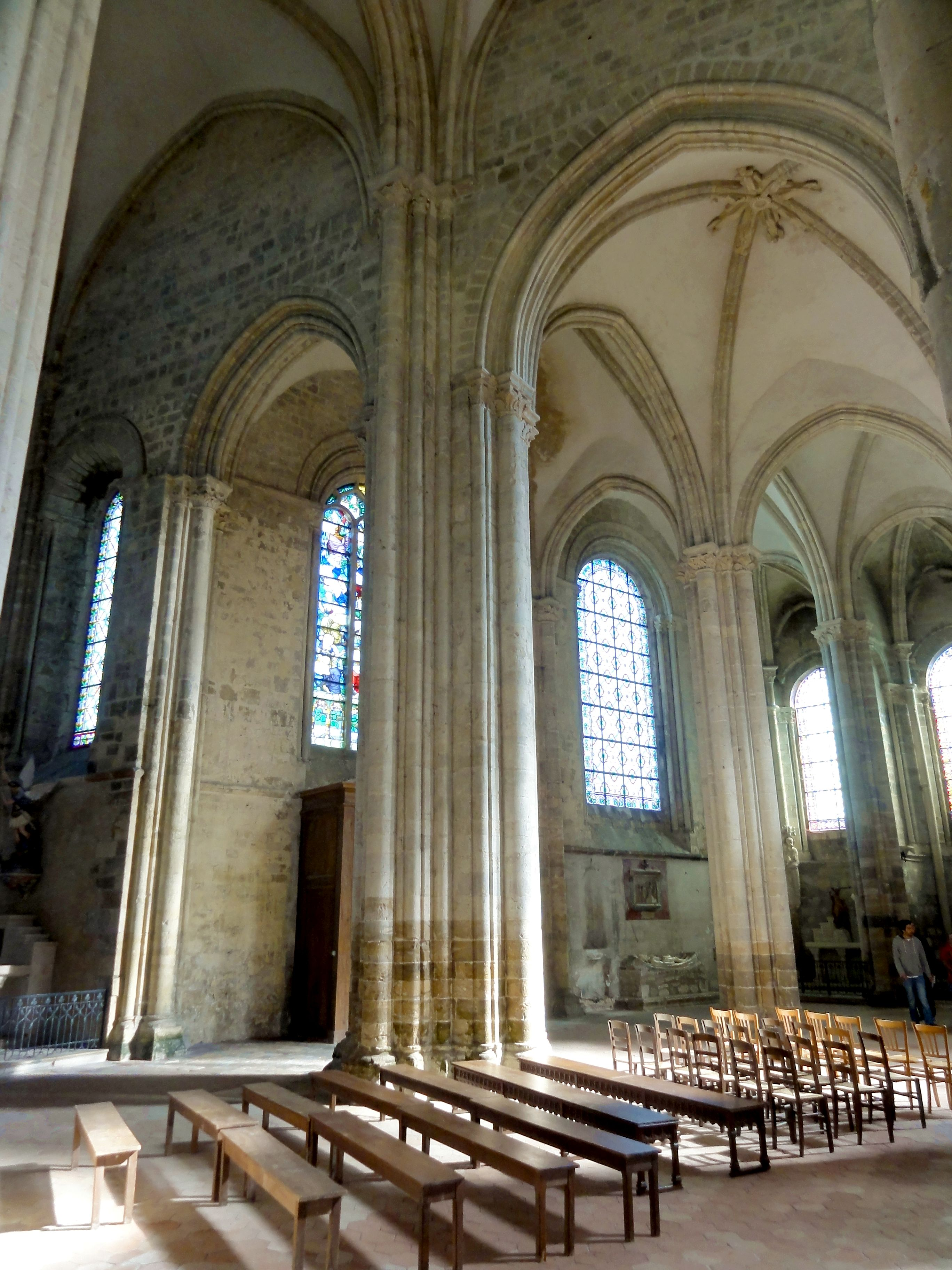
2e vaisseau, élévation est.
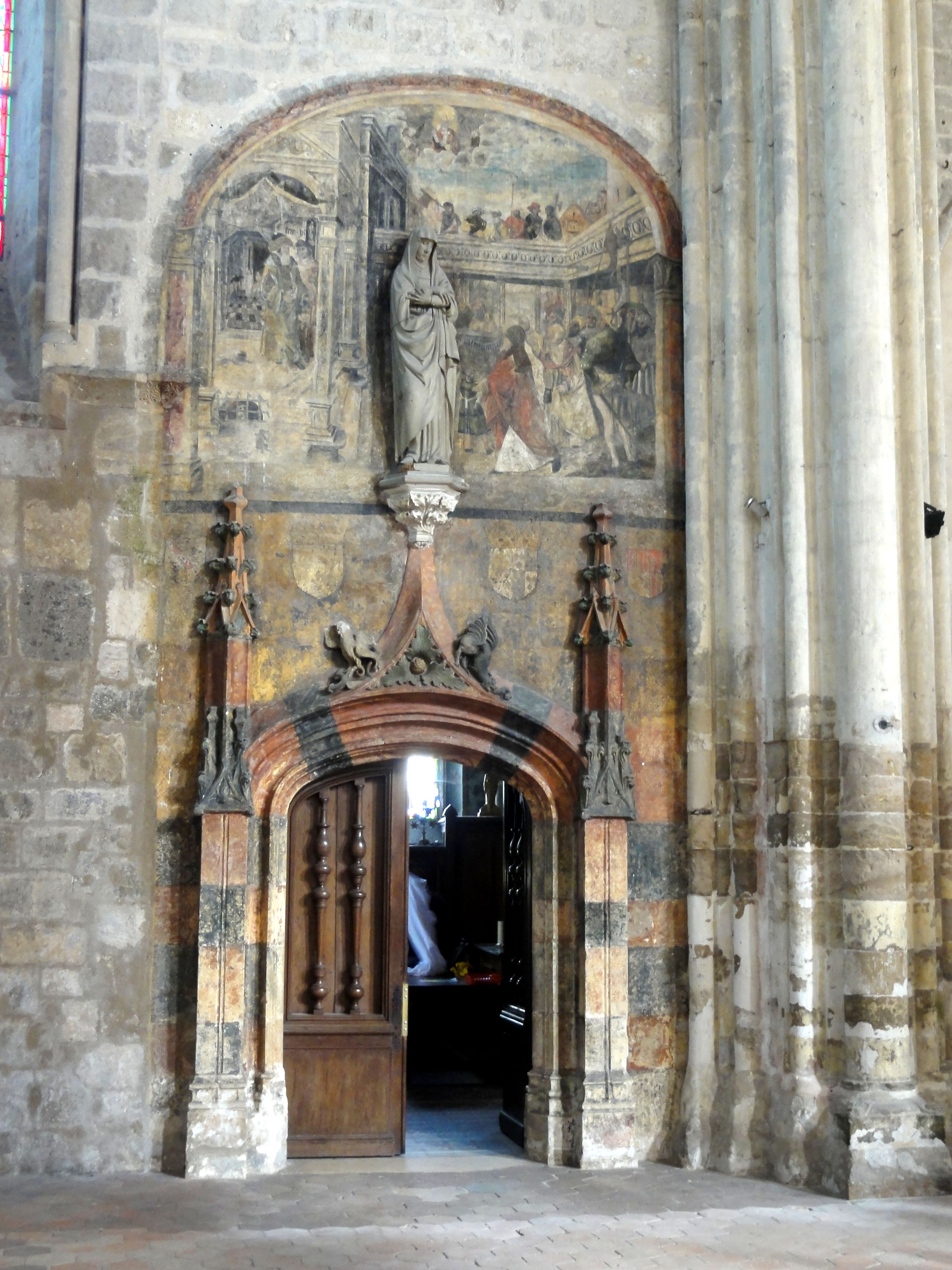
1er vaisseau, porte de la sacristie.
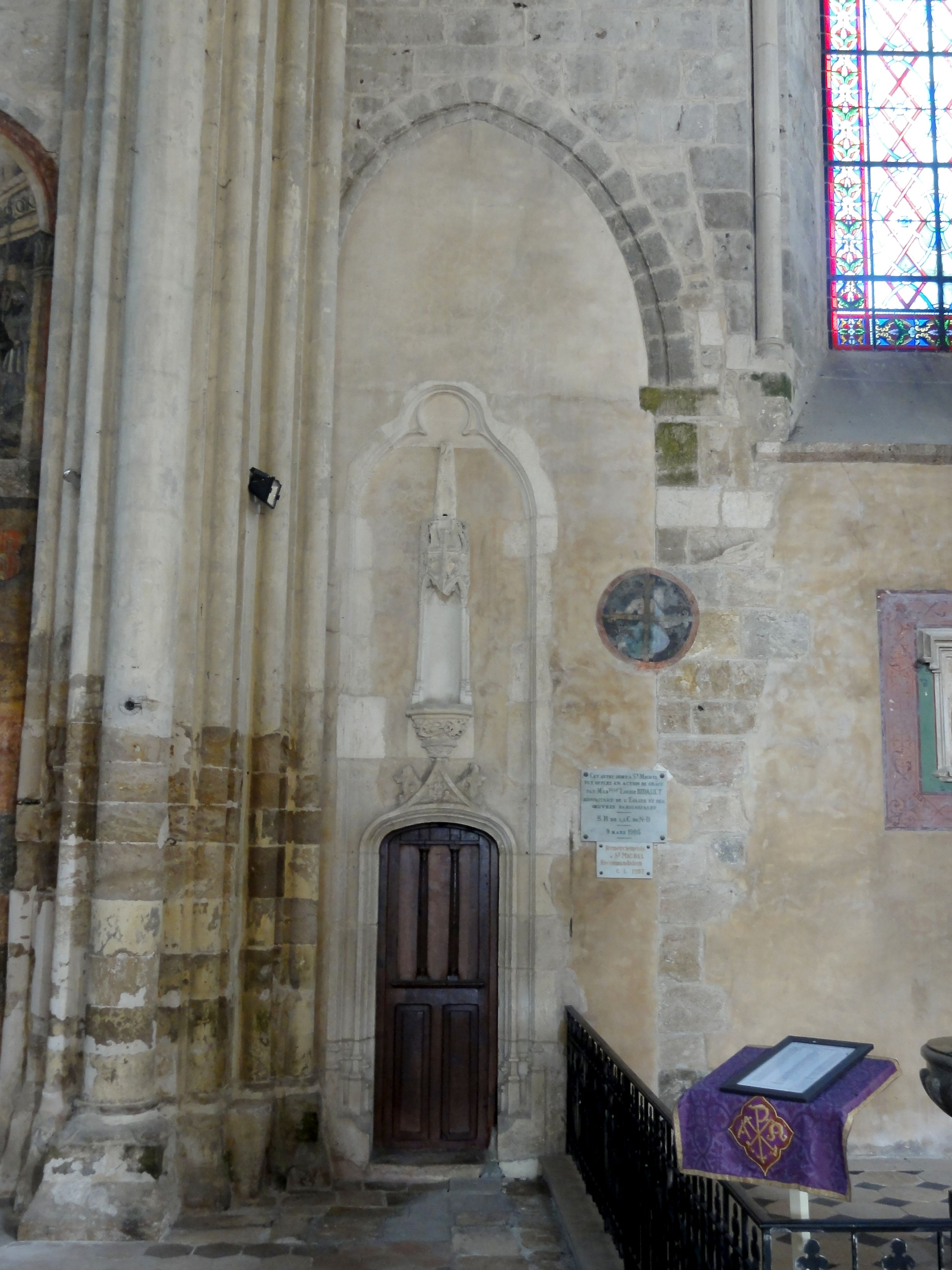
2e vaisseau, porte sous arcade bouchée.

#### Ossuaire et sacristie
La crypte sous la sacristie a servi d'ossuaire au XVIe siècle, mais rien ne prouve que telle était sa destination d'origine. Cette salle souterraine est approximativement carrée, et recouverte de quatre voûtes d'arêtes, qui retombent sur un pilier isolé cylindrique au centre. À Provins, près de la place du Châtel, deux caves présentent une disposition comparable. Cet agencement des voûtes n'est donc pas une innovation de la période gothique, où il est souvent appliqué au voûtes d'ogives des salles capitulaires. Dans l'angle nord-est, la voûte retombe sur une tête grimaçante. Les doubleaux sont en plein cintre et non moulurés, et le chapiteau est fruste. Au droit des murs, les doubleaux sont reçus sur des corbeaux profilés en quart-de-rond. Les murs sont percés de deux soupiraux modernes, et la porte de descente est également moderne. Le rez-de-chaussée de la sacristie se compose de deux travées voûtées d'ogives, aux nervures prismatiques, qui se fondent dans des piliers engagés également prismatiques. Ces voûtes sont contemporaines de la porte visible depuis le croisillon. Elles datent des premières décennies du XVIe siècle, et subdivisent en deux niveaux une haute salle du XIIe siècle. Au premier étage, l'on peut toujours voir sa voûte d'ogives à gros boudin,.

#### Chœur

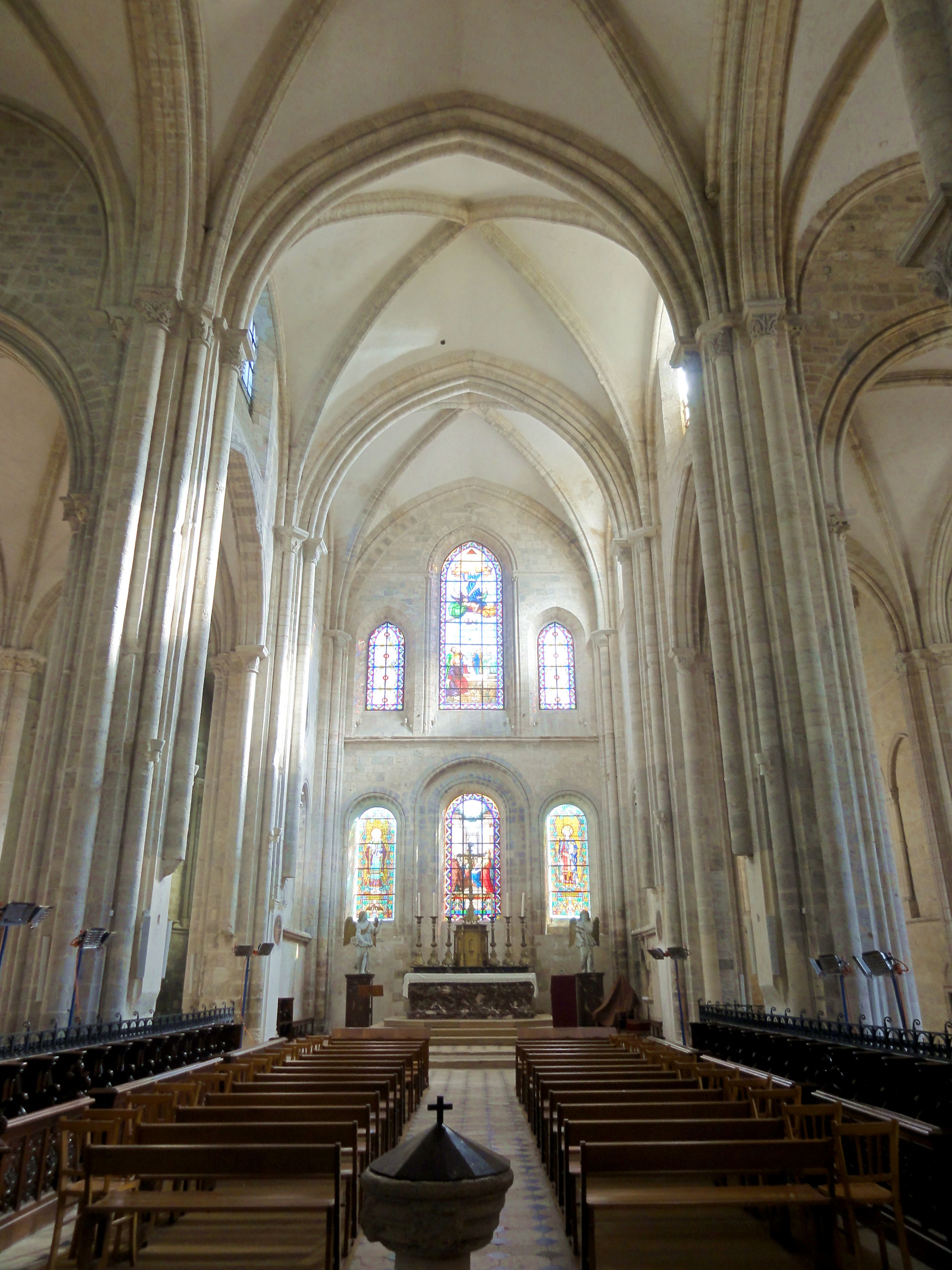
Chœur, 1re travée, vue vers l'est.

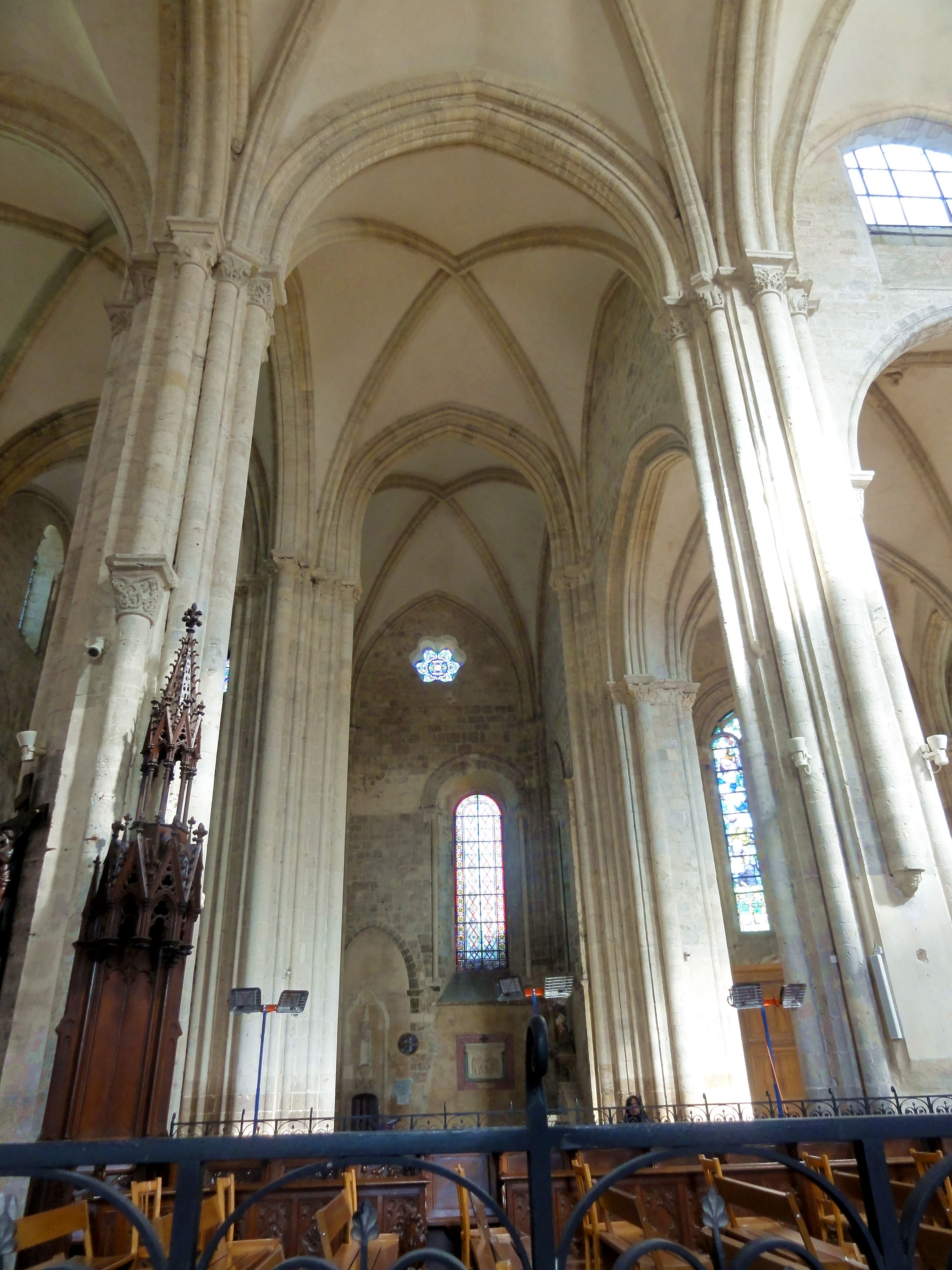
Chœur, 1re travée, vue vers le nord.

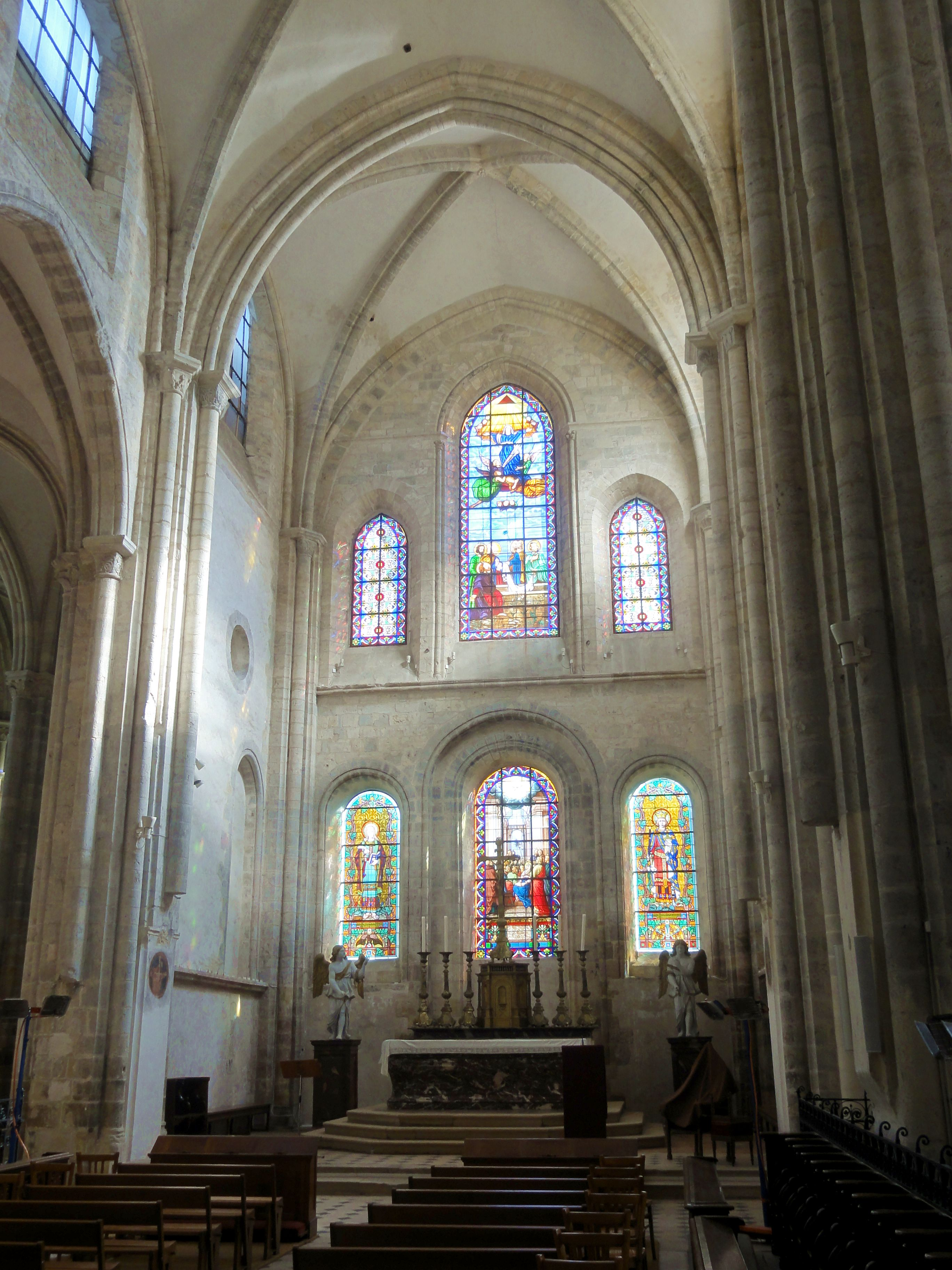
Chœur, 2e travée, vue vers l'est.

Le chœur est toujours de style roman, et c'est la première partie de l'église qui a été voûtée d'ogives dès l'origine, peu avant 1150. Les remaniements sont moins nombreux que dans la nef et le croisillon nord. Si l'enchaînement des campagnes de construction proposée par Eugène Lefèvre-Pontalis et adoptée par Anne Prache est avéré, la première travée du chœur a toujours eu la fonction d'une seconde croisée du transept, au moins en ce qui concerne son élévation nord. On ne peut pas se prononcer sur l'état de l'élévation sud avant la construction du double croisillon sud actuel. Dans la seconde travée, les grandes arcades vers les deux collatéraux représentent environ trois quarts de la hauteur sous le sommet de la voûte, mais des fenêtres hautes ont néanmoins été ménagées au-dessus des arcades. Leur sommet se situe au-delà du formeret. Selon Anne Prache, ces fenêtres sont en plein cintre et bordées d'un tore continu, ce qui est inexact. Elles étaient encore murées en 1983. La troisième travée, qui représente l'abside, possède des fenêtres hautes analogues. Ici, il n'y a pas de doubleaux ou grandes arcades au nord et au sud, mais les fenêtres du premier niveau d'élévation ont été murées quelques années après l'achèvement du chœur, quand les chapelles qui le flanquent au nord et au sud ont été ajoutés.
Les fenêtres prennent appui sur un bandeau torique, comme dans le croisillon nord, et correspondent sinon à la description fournie par Anne Prache. Elles étaient complétées par un oculus placé à nette distance au-dessus. Le chevet plat est remarquable. À l'instar des élévations latérales de l'abside, il s'organise sur deux niveaux, mais le niveau supérieur prend autant de place que le niveau inférieur. Sur chaque niveau, le mur est ajouré d'un triplet de trois grandes baies, et les surfaces vitrées le remportent sur les murs pleins, ce qui annonce la période gothique à venir.
La baie médiane est plus large et plus élevée que les deux autres. Les baies du premier niveau d'élévation sont en plein cintre, et une fois de plus entourées d'un tore continu, sans chapiteaux. Pour la baie médiane, le tore forme une archivolte extérieure, et la baie elle-même est placée un peu en retrait et entourée d'un autre tore continu, qui est de diamètre nettement moindre. Une niche d'autel de faible profondeur est ainsi créée, comme à Vernouillet, Villers-Saint-Paul et dans plusieurs églises du Soisonnais. Un bandeau mouluré sert d'appui aux glacis des baies du second niveau d'élévation, qui sont profondément ébrasées. Ces fenêtres sont en arc brisé, et considérées comme résultat d'une réfection par Anne Prache. Ce n'est pas l'avis d'Eugène Lefèvre-Pontalis, qui rappelle les exemples de la cathédrale de Noyon et du croisillon sud de la cathédrale de Soissons. Seule la baie médiane est décorée. Elle s'ouvre entre deux fines colonnettes appareillées à chapiteaux, et sous une archivolte torique. Des tablettes moulurées tiennent lieu de tailloirs, et se poursuivent jusqu'aux formerets,,.
Les trois voûtes d'ogives datent d'origine, et sont qualifiées d'archaïques par Anne Prache. Elles ne sont pas appareillées en pierre de taille, mais réalisées en blocage grâce à un coffrage, technique de construction héritée du Rome antique et également employé pour le voûtement d'arêtes. L'archaïsme des méthodes de construction n'empêche pas le recours systématique à l'arc brisé et l'emploi d'arc formerets, même au-dessus du doubleau au sud de la première travée. Le profil des ogives des deux premières travées est inhabituel. Dans la première travée, il se compose d'un filet à double biseau, qui se détache en relief sur deux tores. Dans la seconde travée, il se compose d'un large filet en saillie placé sur un énorme boudin, ce qui donne en section un cœur au bout plat. Dans la troisième travée, le profil est de type normand, avec un gros tore unique engagé dans un bandeau de section carrée. Les doubleaux sont à double rouleau, mais retombent sur deux colonnettes à chapiteaux, et non sur trois, contrairement au croisillon nord. Sur les doubleaux à l'ouest et à l'est de la première travée, le rouleau supérieur est mouluré de deux tores, et le rouleau inférieur présente une profonde gorge entre deux tores. Le troisième doubleau est différent, et affiche le profil plus rare de cinq tores de même diamètre, dont deux pour le rouleau supérieur et trois pour le rouleau inférieur. Ici, le tore médian est placé en avant des deux autres.
Sur les doubleaux vers le second vaisseau des deux croisillons du transept et les grandes arcades vers les collatéraux, l'on retrouve un profil plus conventionnel, qui est celui des doubleaux du croisillon nord. Le rouleau supérieur est formé par deux tores, et sur le rouleau inférieur, un méplat est cantonné de deux tores dégagés. Il est à souligner que tous les doubleaux et arcades contigus au chœur sont contemporains de celui-ci, ce qui implique que les grandes arcades de la seconde travée ont été bâties en réserve, avant que les collatéraux ne furent entamés. C'est aussi le cas des supports à l'intérieur du chœur, qui, comme déjà évoqué, se composent d'une façon plus économique que dans le croisillon nord. (Si l'on considère l'ensemble des piliers, notamment autour de la première travée, la situation est bien entendu nettement plus complexe.) À l'intersection entre deux travées, l'on trouve trois fûts de même diamètre, dont un pour le doubleau et deux pour les ogives. Au niveau du dernier doubleau, le fût du doubleau est placé devant un large dosseret, comme dans les bas-côtés de la nef. Ici, les rouleaux supérieurs retombent sur les tailloirs du dosseret. Ailleurs, les rouleaux supérieurs et les formerets s'estompent sur des culots proches des chapiteaux, ou dans les angles entre deux autres nervures, ou bien se partagent les tailloirs avec celles-ci. Les corbeilles des chapiteaux sont richement sculptées de rinceaux végétaux, d'entrelacs combinés à des palmettes, et de personnages,.

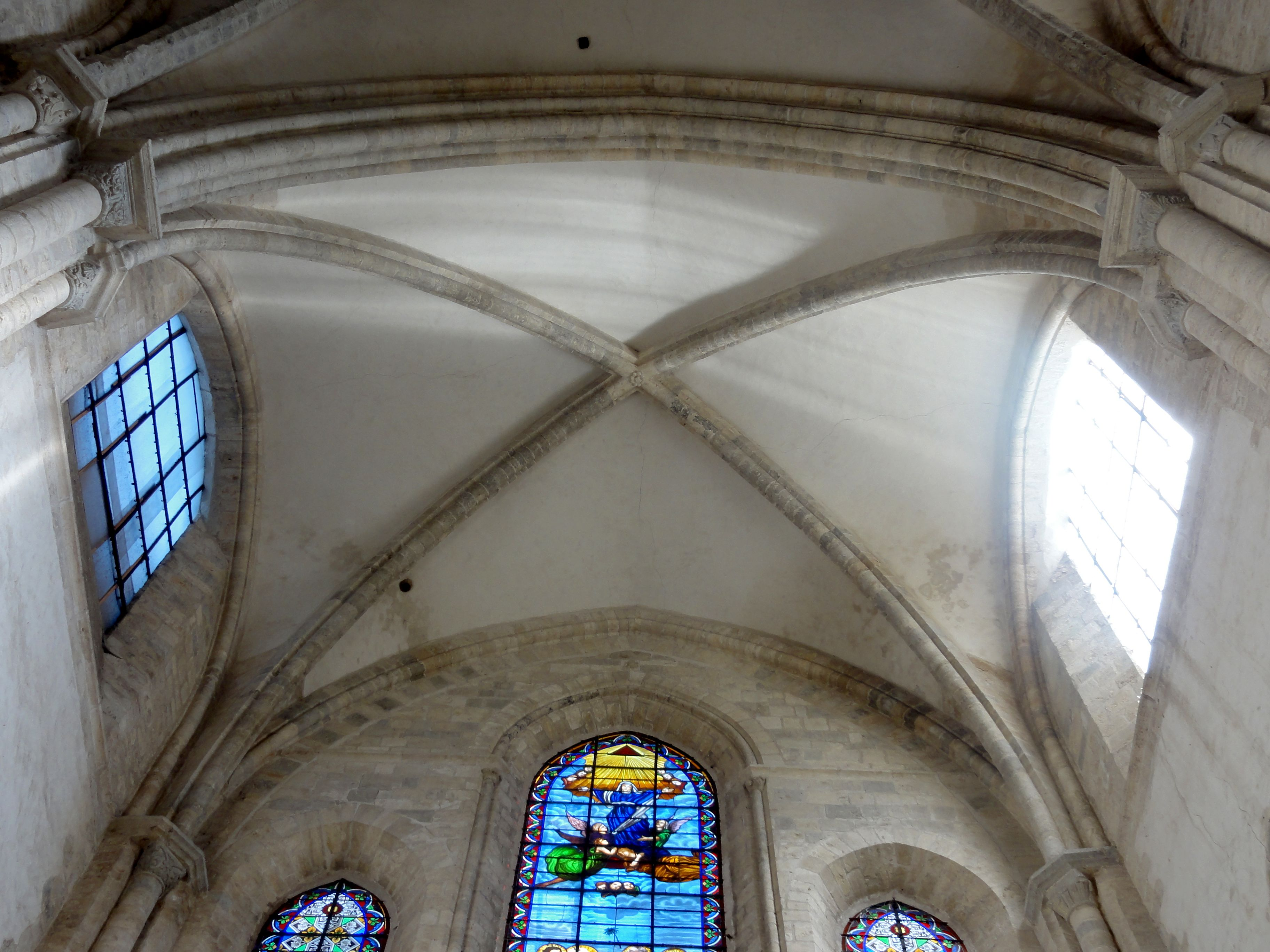
Voûte de la 3e travée (abside).
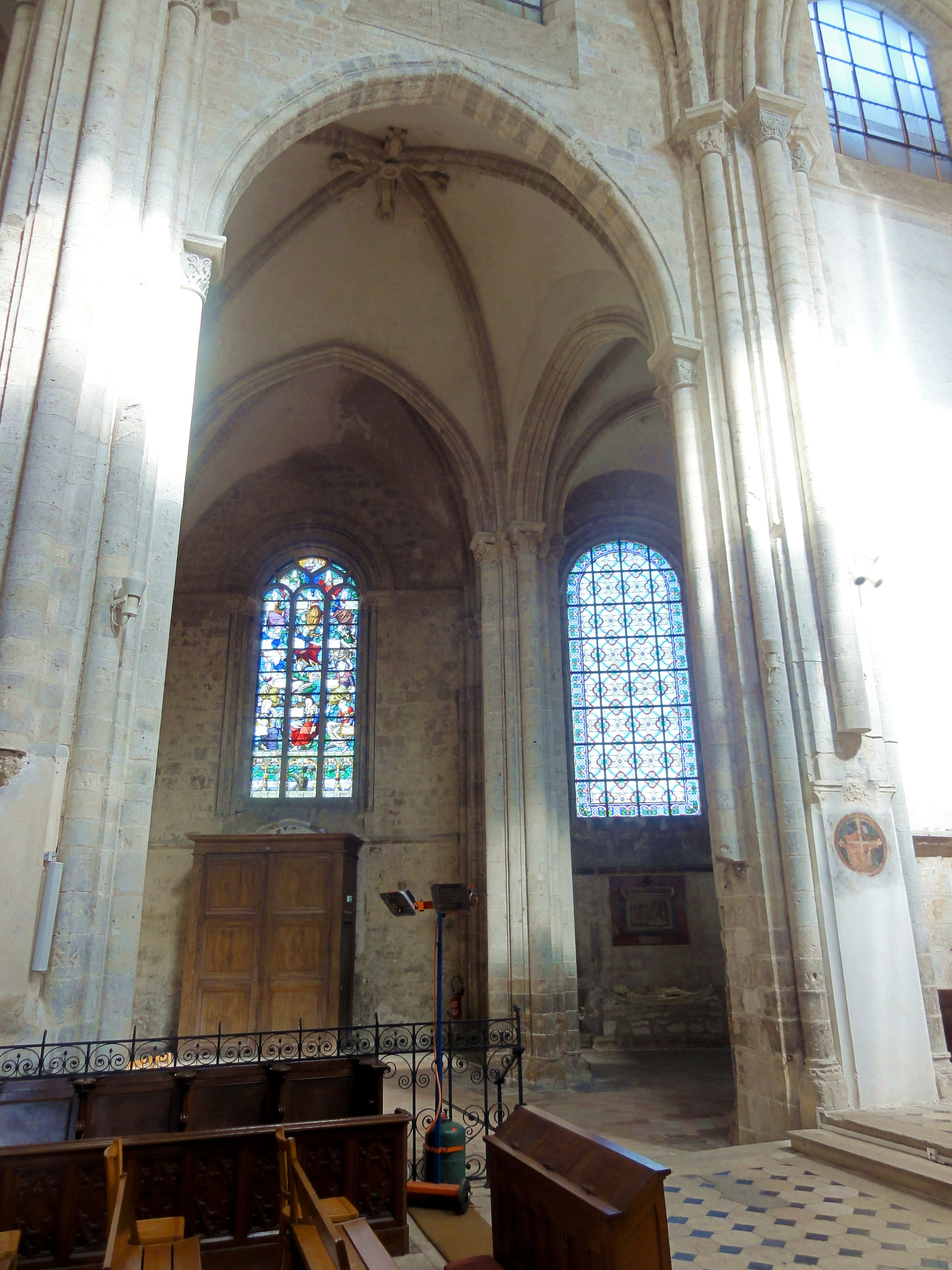
Chœur, 2e travée, vue vers le sud.
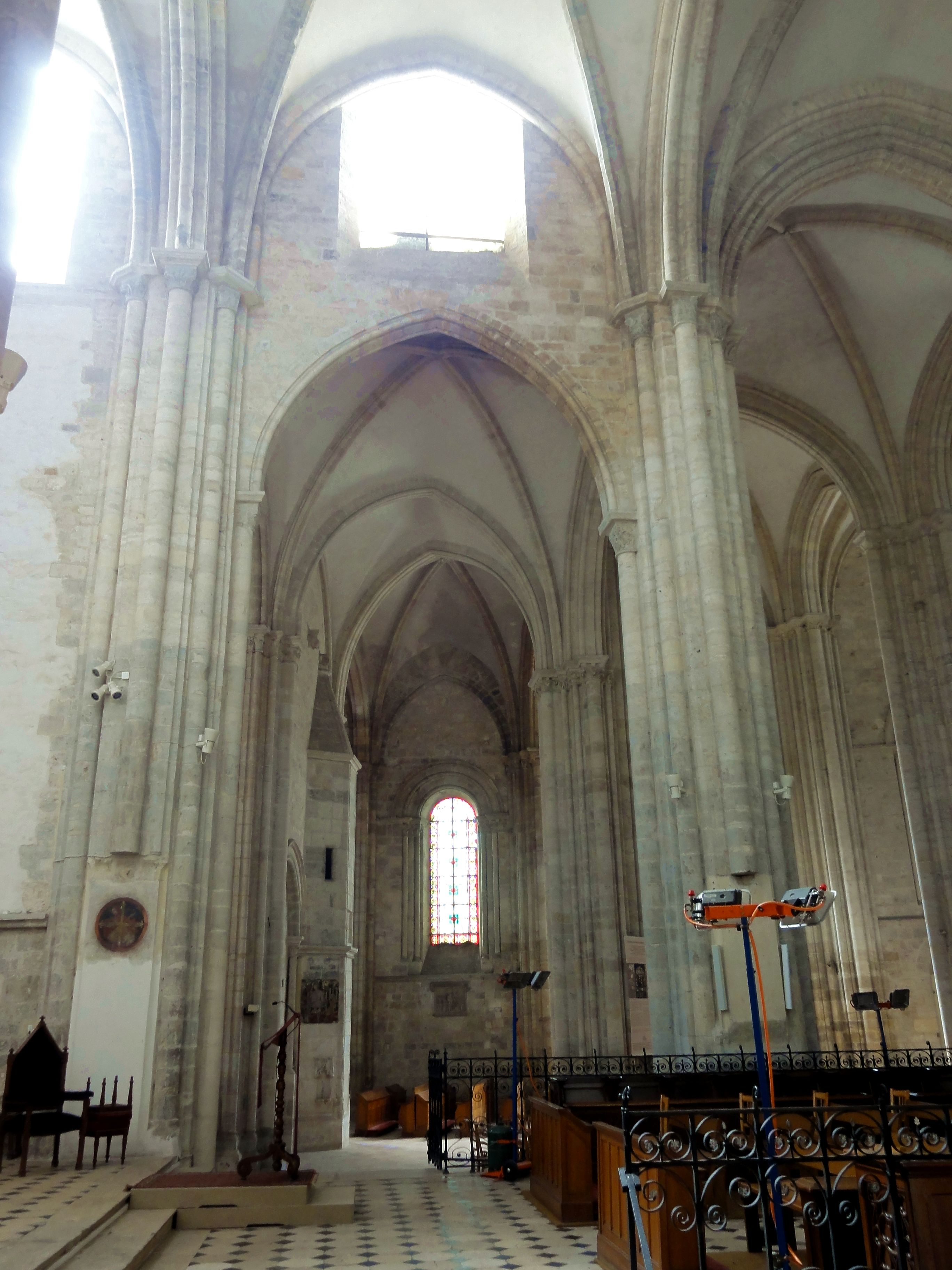
Chœur, 2e travée, vue vers le sud.
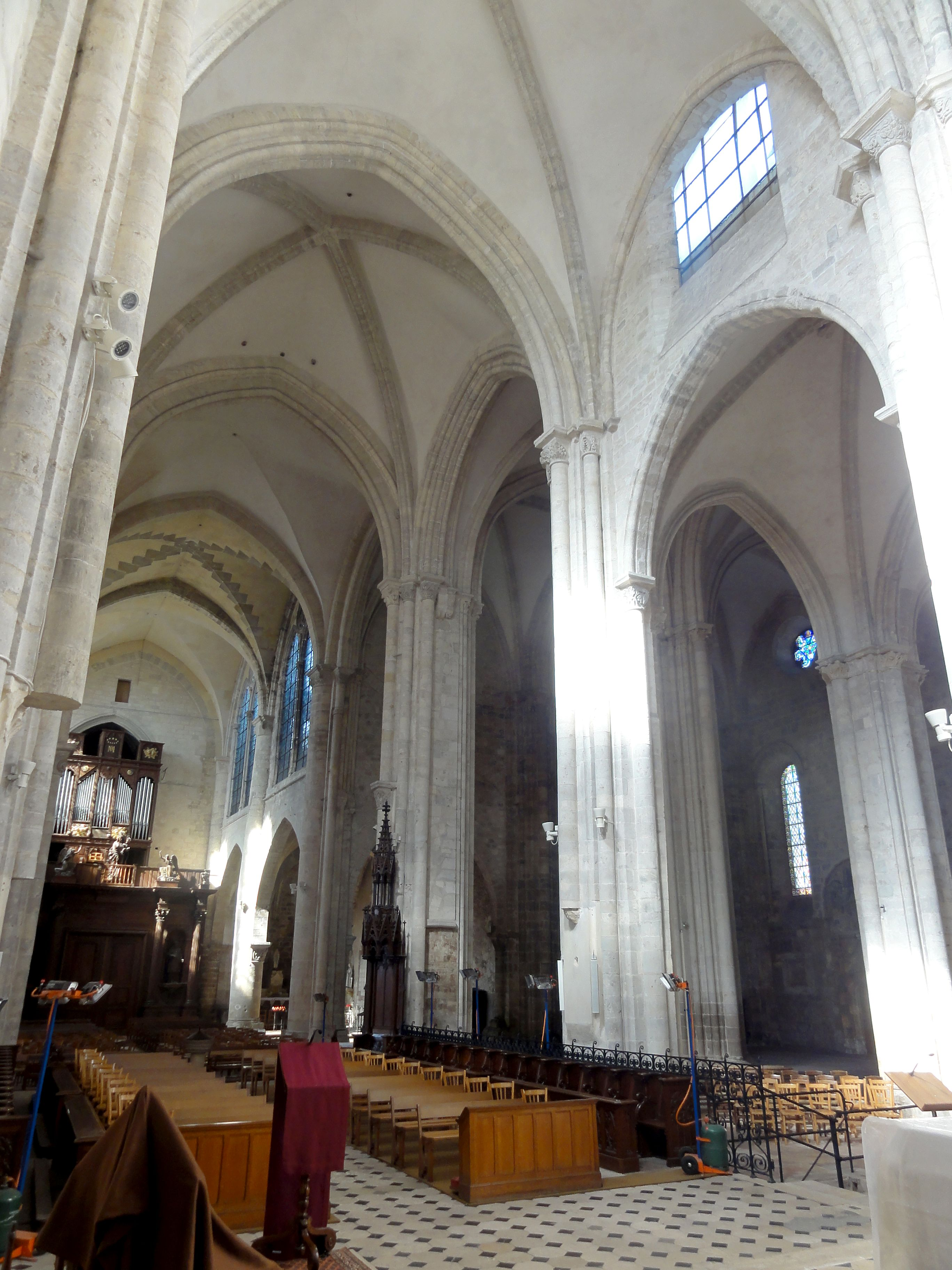
Chœur, vue vers le nord-ouest.
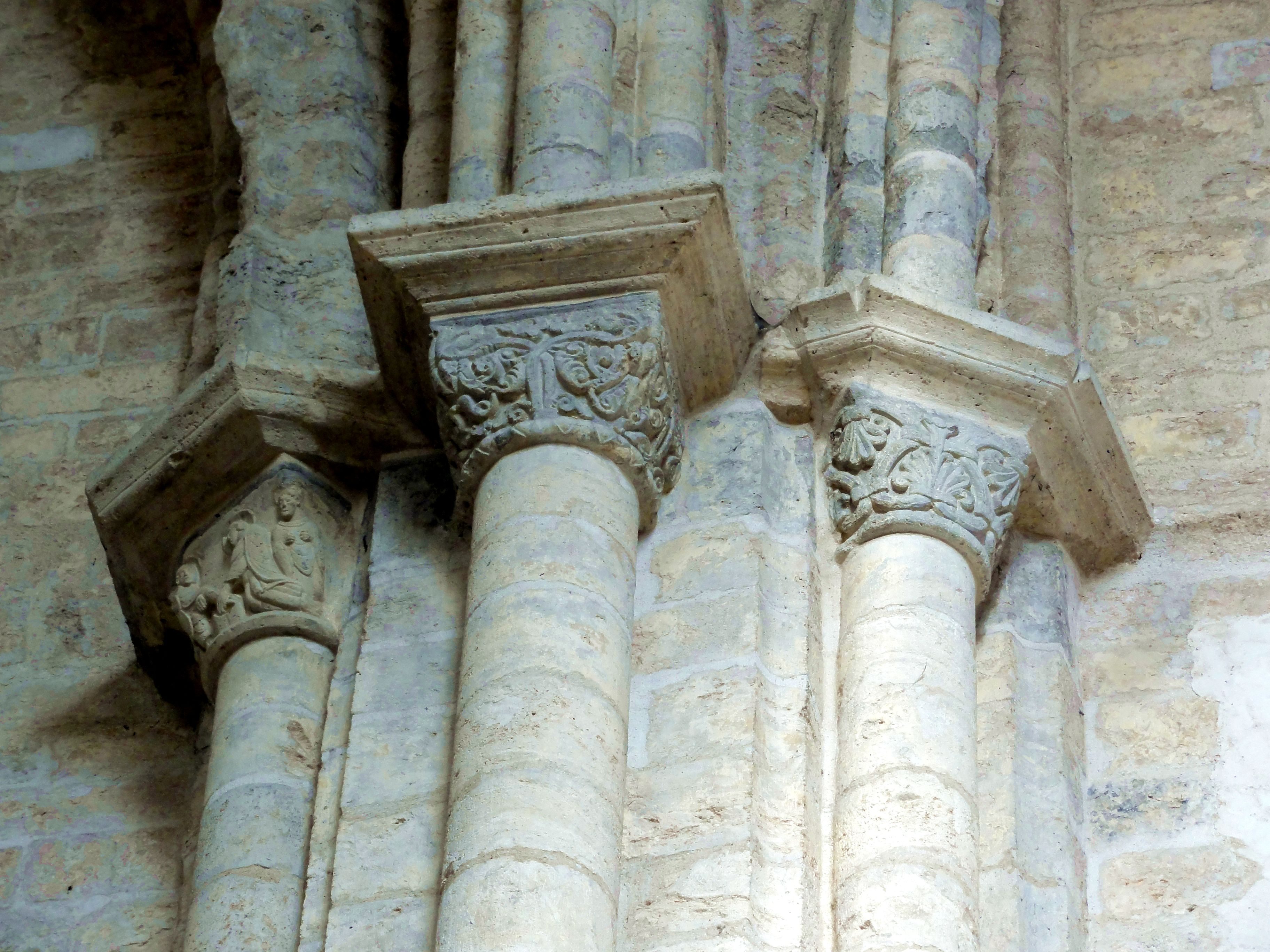
Chapiteaux du doubleau entre la 1re et la 2e travée.
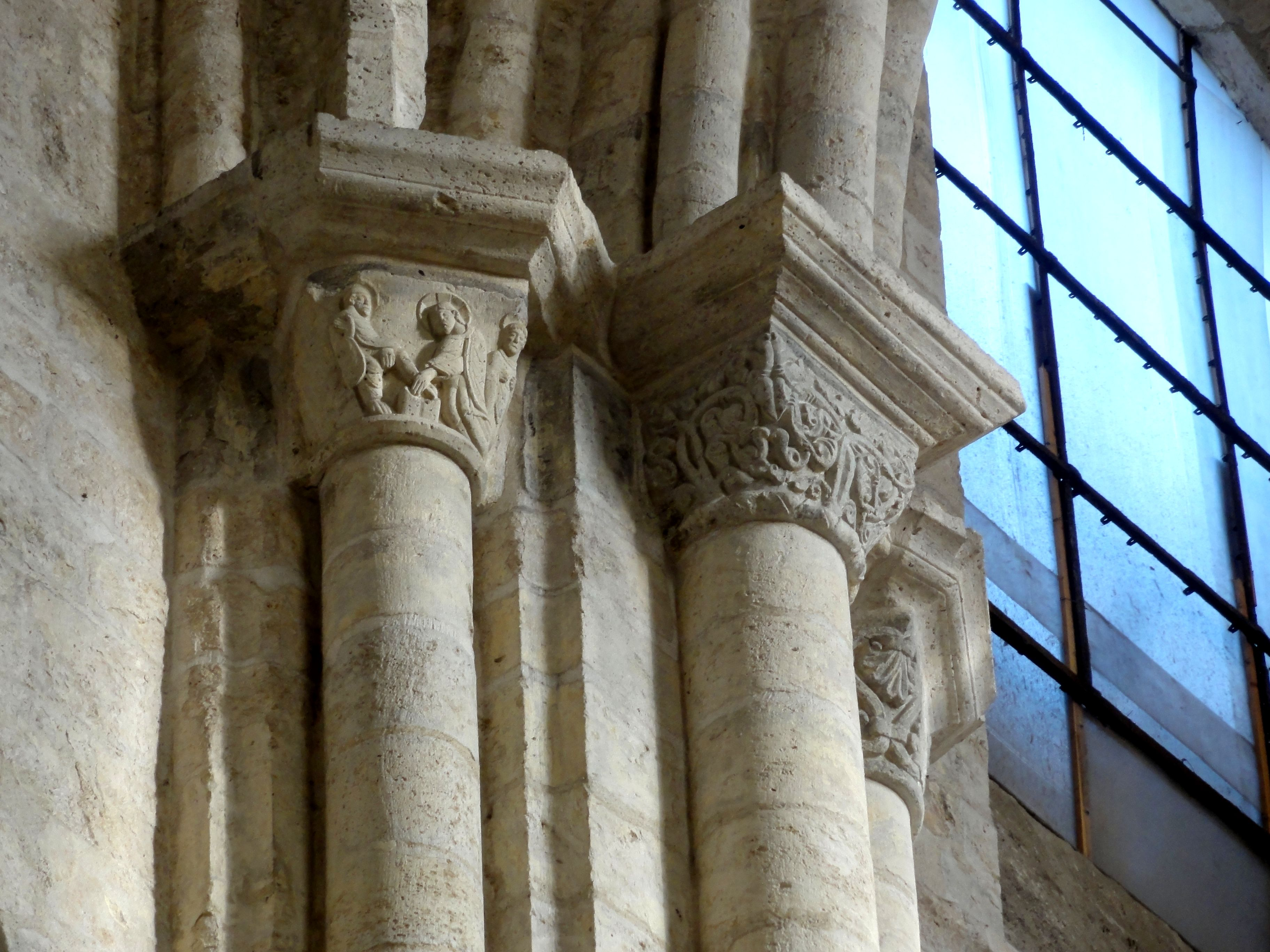
Chapiteaux du dernier doubleau.

#### Crypte

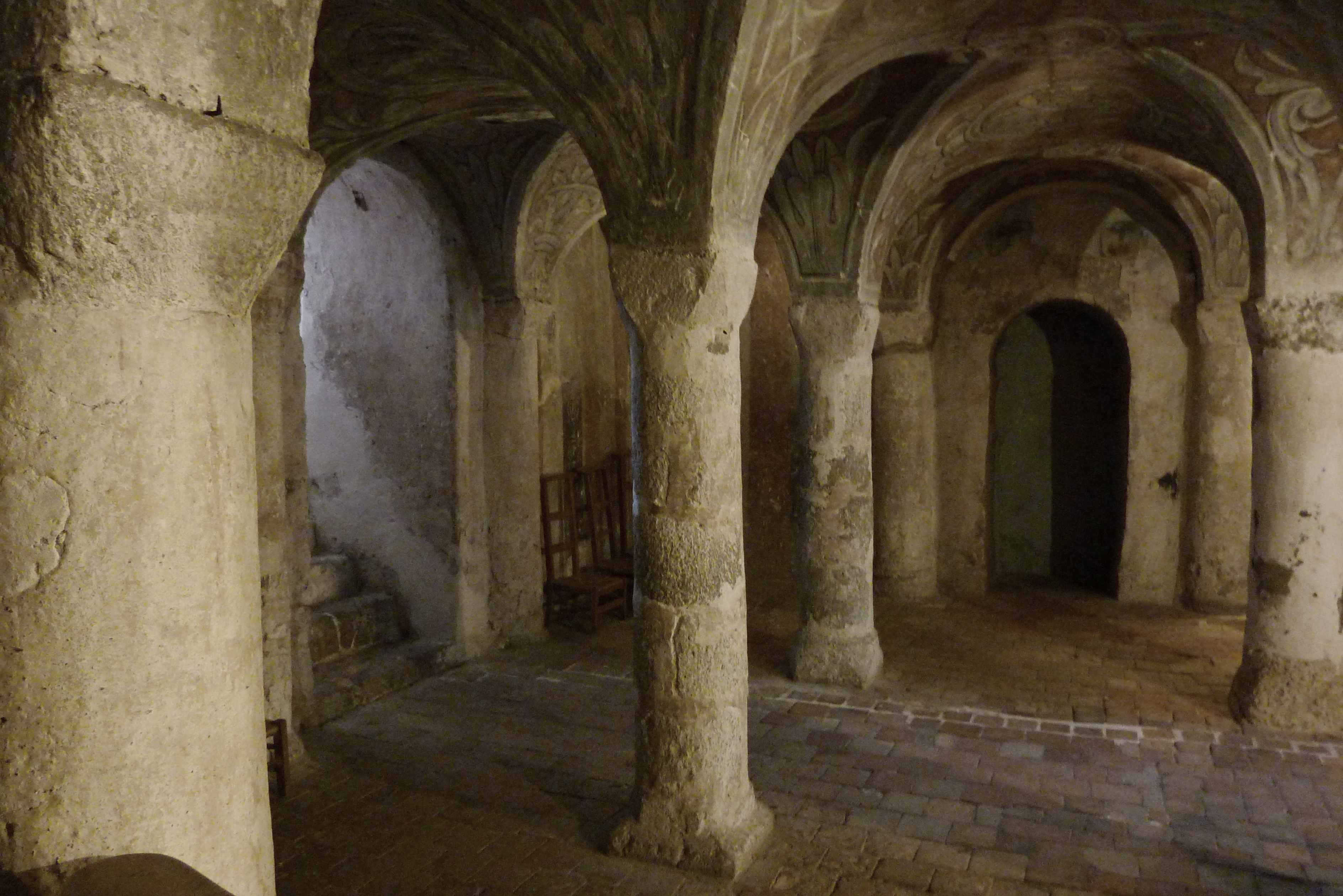
Crypte, vue vers l'ouest.

La crypte représente l'unique partie de l'église qui subsiste de la première collégiale fondée par le roi Robert, et achevée vers le milieu du XIe siècle. La crypte est assez petite, et l'on suppose qu'elle coïncide exactement avec le plan du chœur de la collégiale primitive, selon la règle ordinaire. L'église du XIe siècle était donc de dimensions très restreintes. C'est sans doute la raison de sa reconstruction complète moins d'un siècle après son achèvement. Le plan de la crypte, de type halle, prévoit trois vaisseaux parallèles et de même largeur. Le vaisseau central comporte quatre travées carrées, et les collatéraux comportent trois travées carrées, puis une demi-travée triangulaire, ce qui donne un chevet à pans coupés. L'ensemble de la crypte est voûté d'arêtes. Peintes dans le goût baroque, ces voûtes ne sont pas séparées les unes des autres par des doubleaux visibles, et reposent sur six colonnes isolées au milieu de la salle, ainsi que sur des colonnes engagées dans les murs et dans les angles. L'on ne discerne pas de tailloirs, et les corbeilles des chapiteaux semblent faire corps avec les fûts. Leur forme, à faible relief, est le simple résultat du passage du plan carré vers le plan rond des colonnes. Les arêtes sont coupées au biseau. Le décor, plus gravé que sculpté, est rudimentaire, et le plus souvent effacé ; l'on distingue encore deux crossettes adossées séparées par deux feuilles simples disposées en V, ainsi que des feuilles plates appliquées. Les fûts ne sont pas systématiquement appareillés en tambour, et une assise sur deux se compose de deux blocs taillés. Les bases, méconnaissables, reposent sur des socles carrés. L'accès se fait depuis les secondes travées, moyennant des escaliers où se lit le millésime de 1811. Les trois baies du chevet sont bouchées depuis les années 1140, puisque le chevet du chœur roman va plus loin à l'est. La crypte ne prend donc plus le jour depuis l'extérieur. L'on note encore une niche au fond de la première travée, qui est des mêmes dimensions que les accès actuels, et une autre niche dans la troisième travée du nord. Anne Prache compare la crypte à l'ossuaire,.

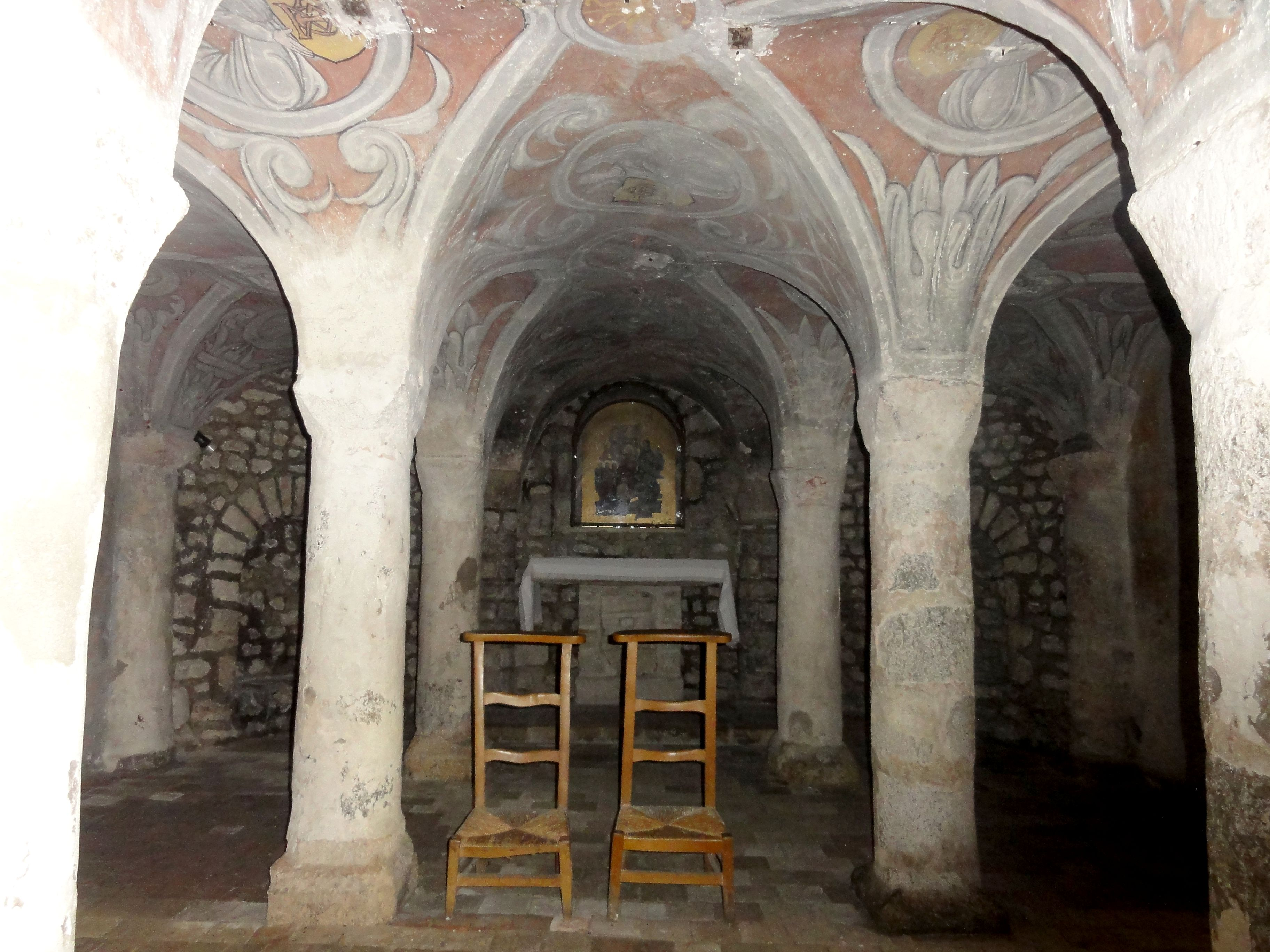
Vaisseau central, vue vers l'est.
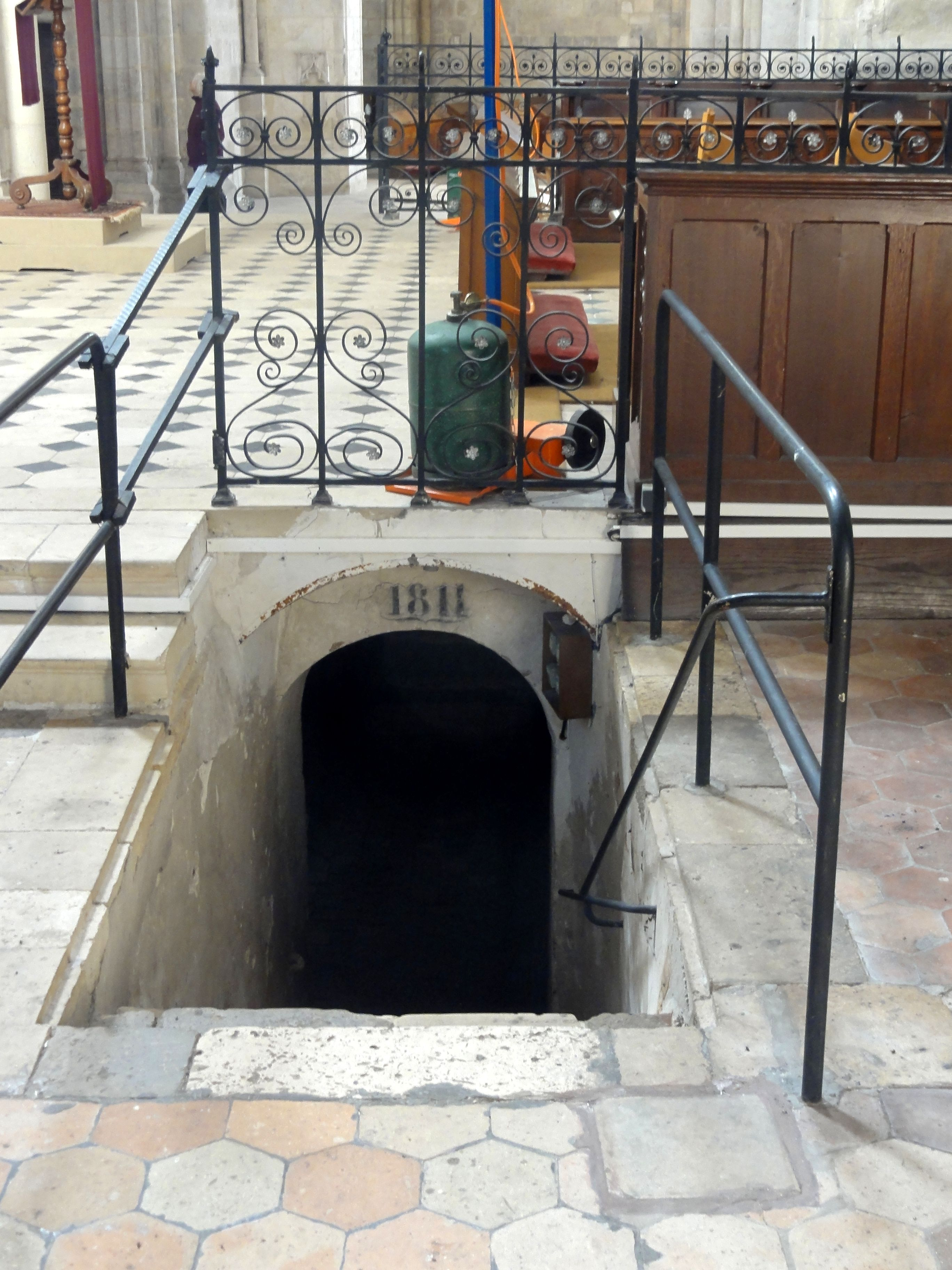
Entrée nord, aménagée en 1811.
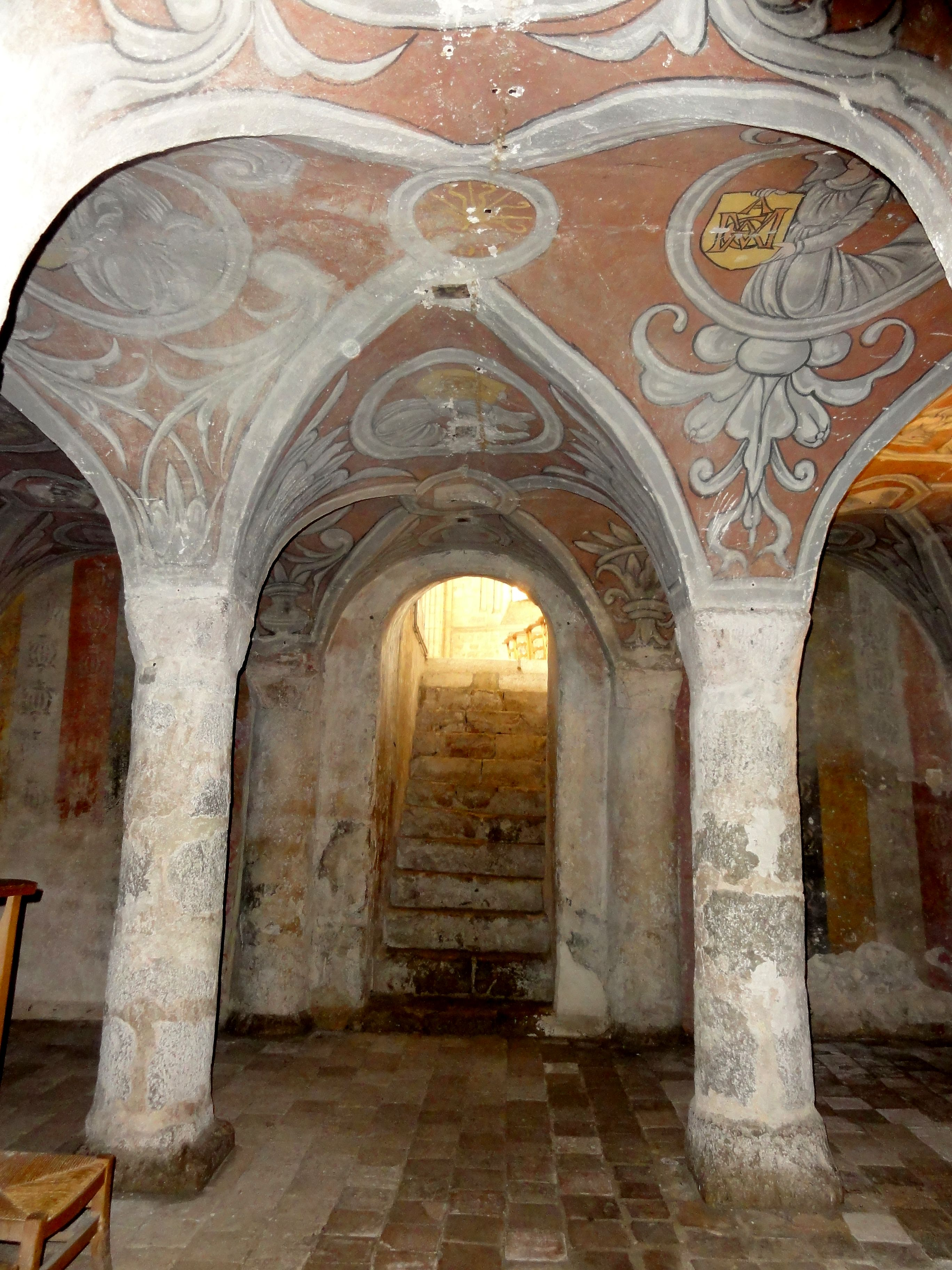
2e travée, vue vers le sud.
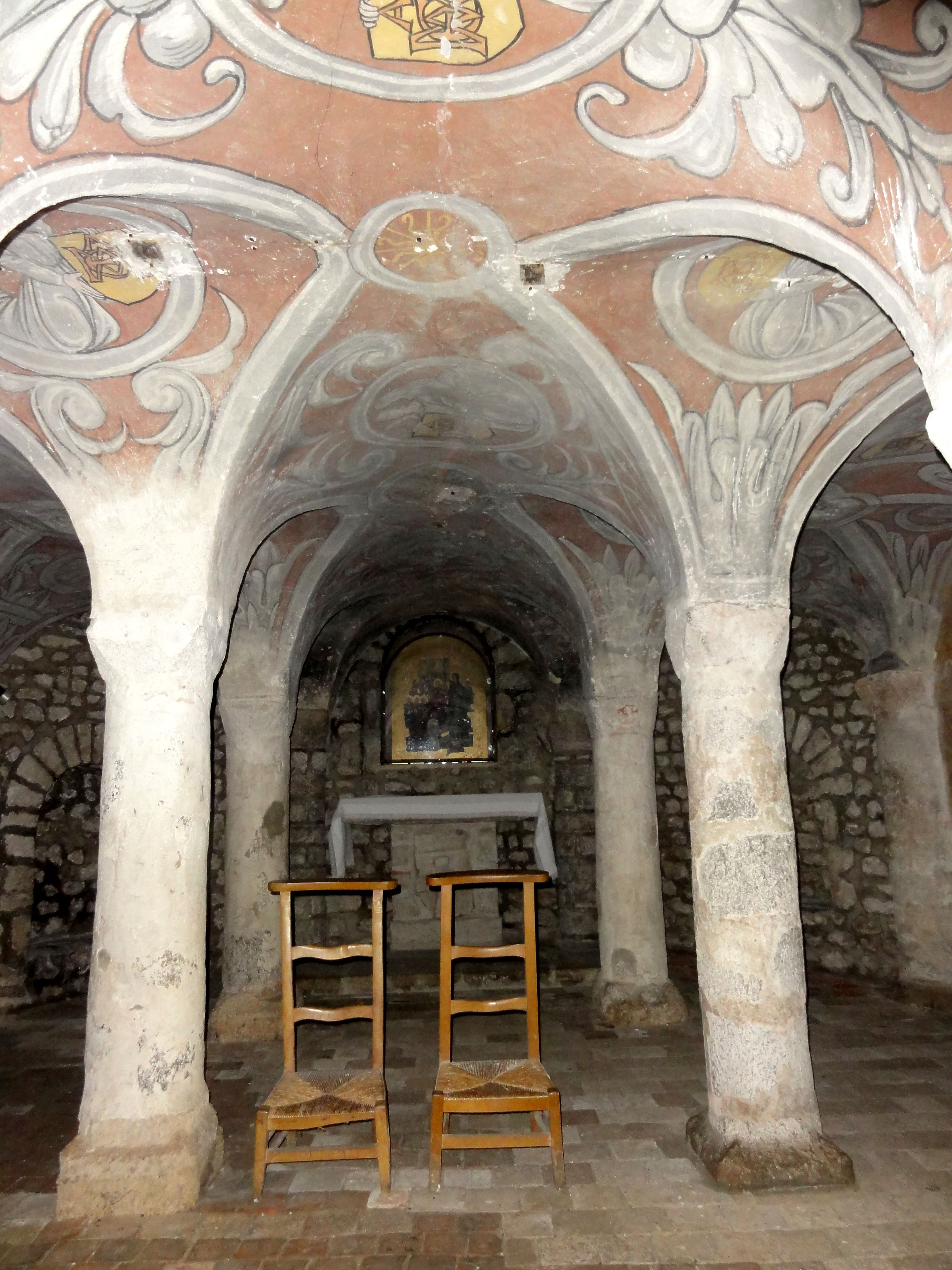
Vaisseau central, vue vers l'est.
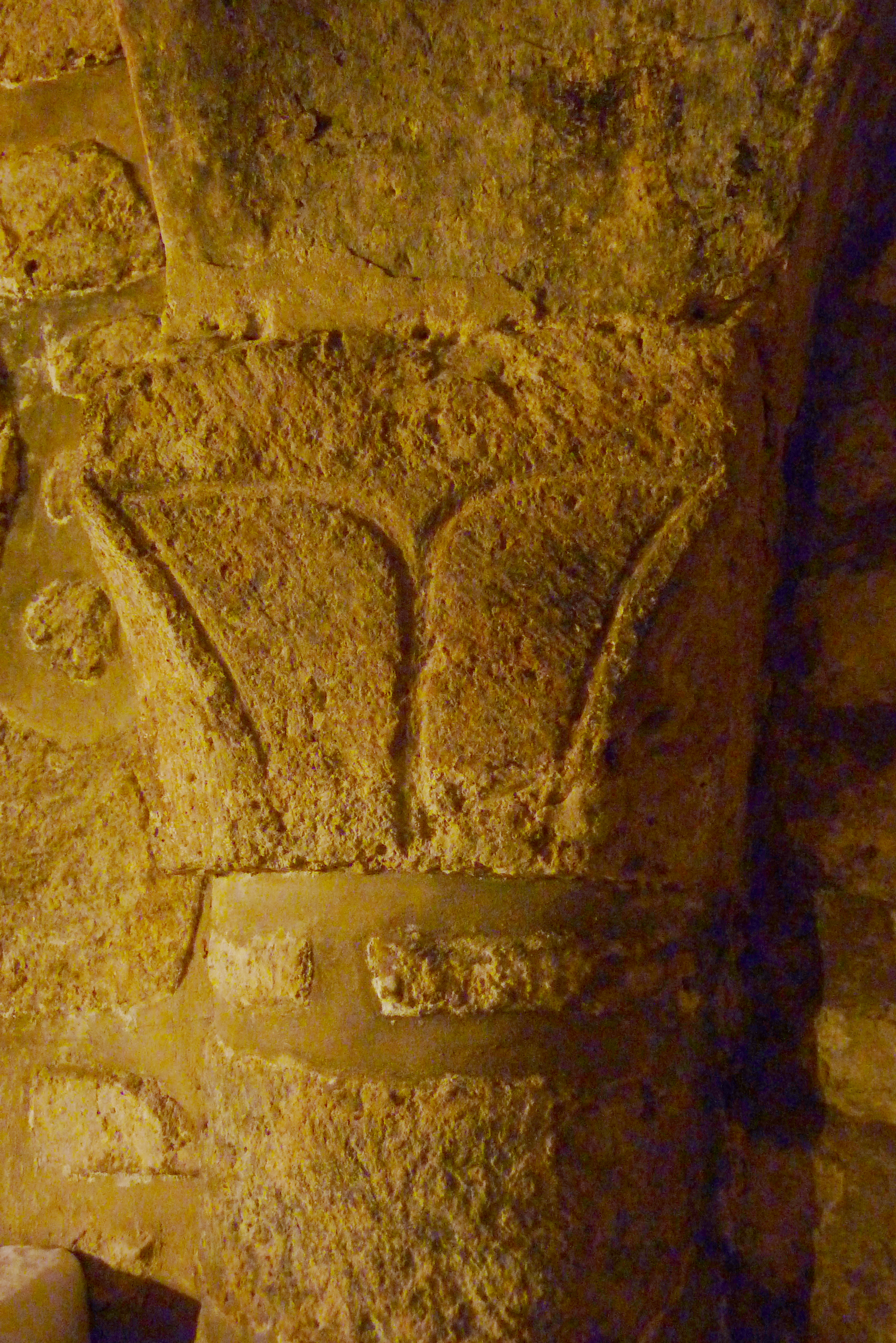
Chapiteau à feuilles plates.
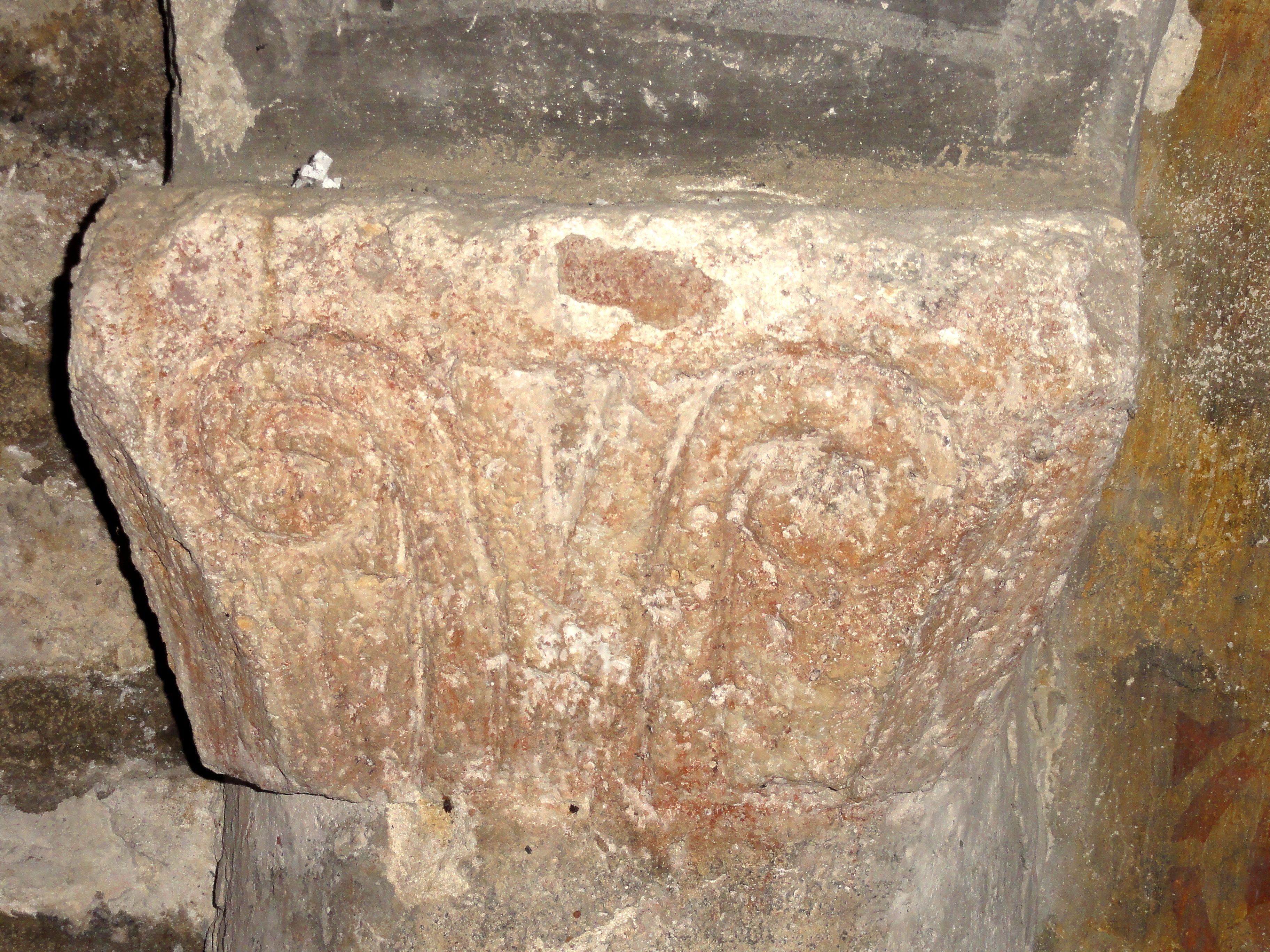
Chapiteau à crossettes au droit du mur sud.

#### Collatéral nord et absidioles

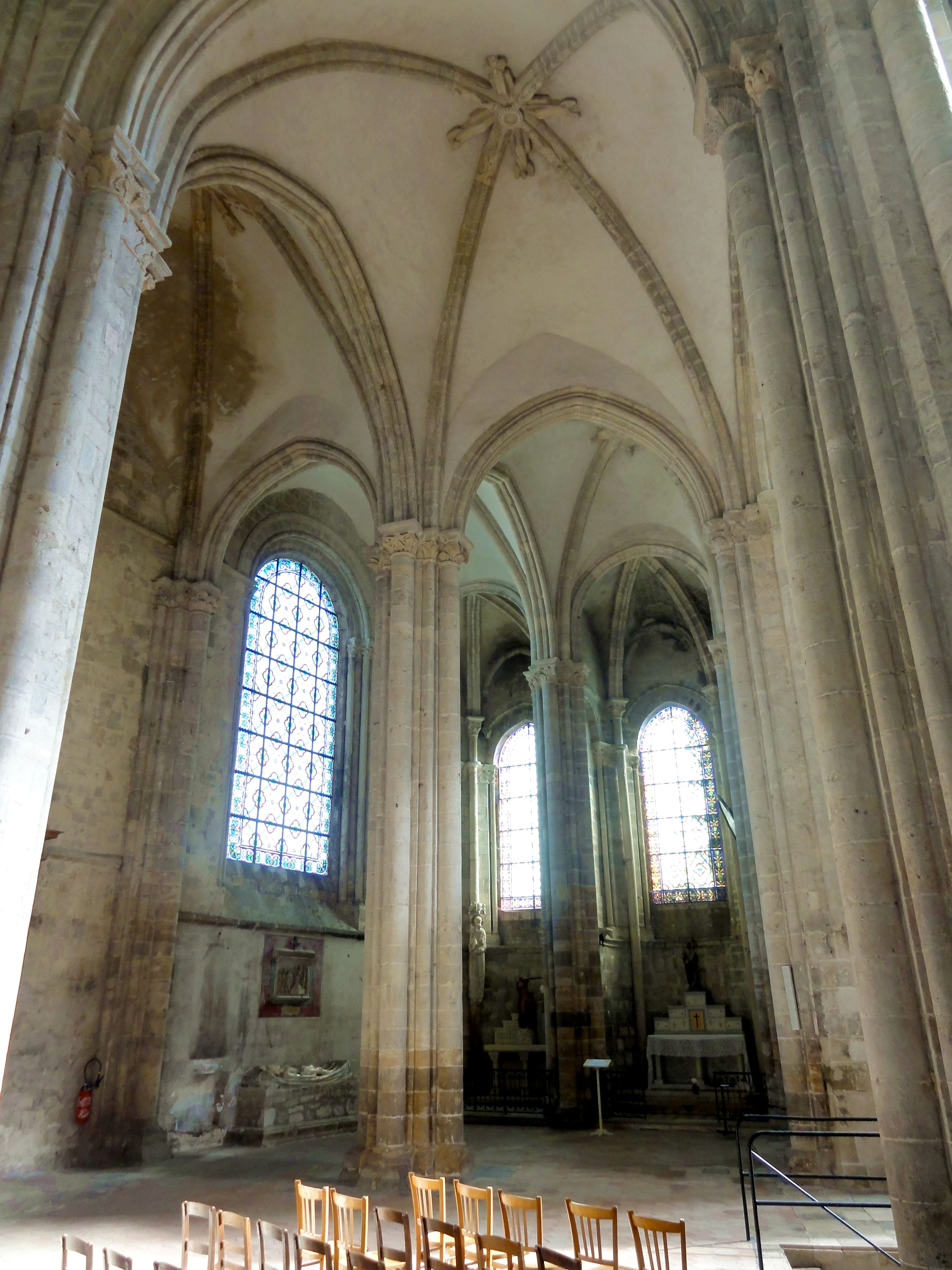
1er vaisseau, vue vers l'est.

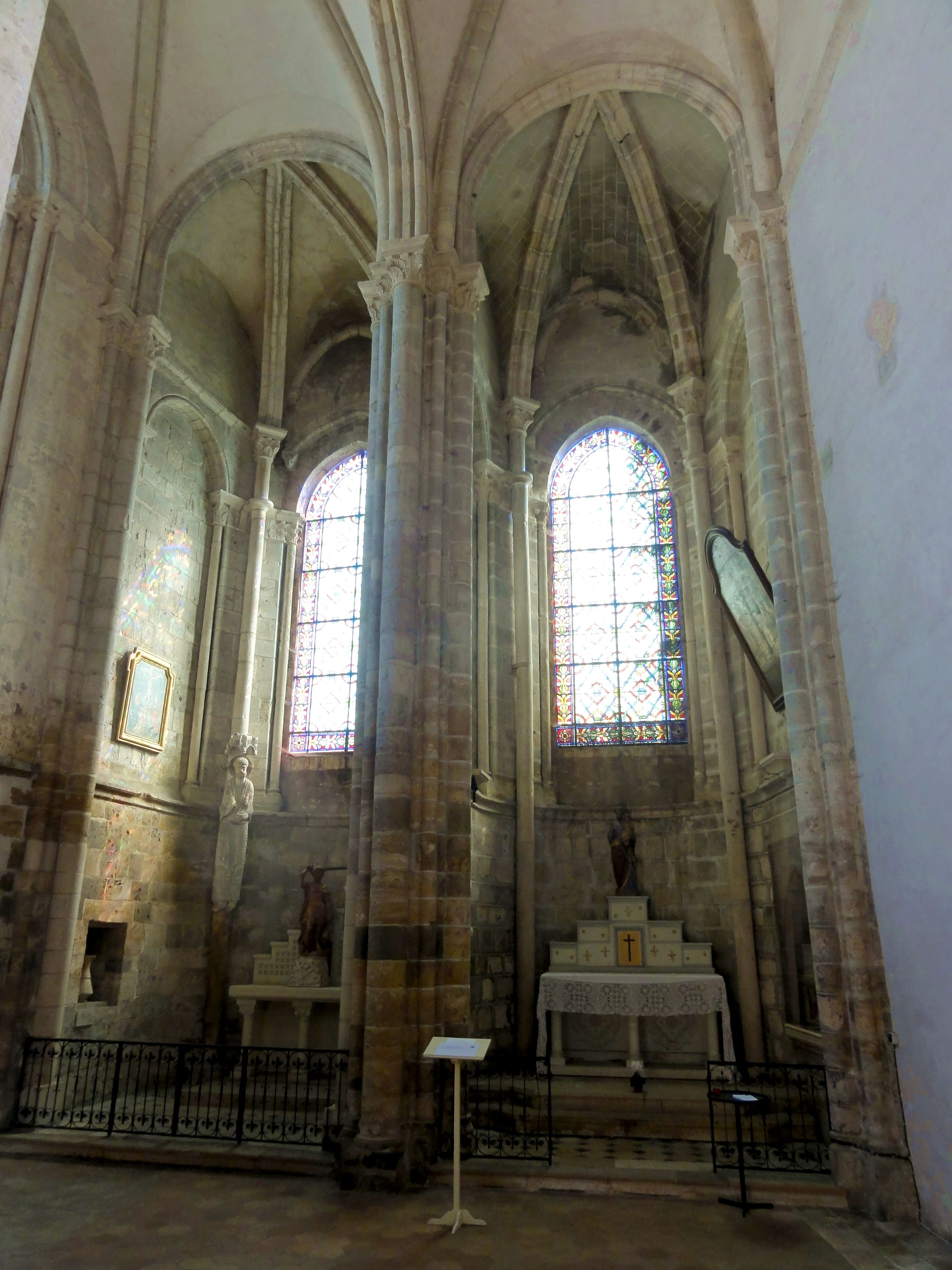
Vue sur les chapelles.

Anne Prache qualifie le collatéral nord et ses absidioles de « nettement plus gothiques ». Ces parties, très homogènes, datent du milieu du XIIe siècle, et peuvent être associées à la même campagne de travaux que le voûtement du croisillon nord. Bien que composé lui aussi de deux vaisseaux de deux travées chacun, comme le croisillon nord, le collatéral nord recouvre une superficie réduite. Le premier vaisseau est au début aussi large que la travée adjacente du croisillon, mais il se rétrécit successivement vers l'est, grâce à des doubleaux implantés obliquement. Le second vaisseau est d'emblée moins large que la travée adjacente du croisillon, et se rétrécit lui aussi à l'approche du chevet, grâce à un mur gouttereau biais. La superficie restreinte est sans doute la raison de la déviation du principe de l'équivalence du nombre des éléments à supporter et des nombres des supports, encore appliqué dans le croisillon. Ainsi, les rouleaux supérieurs des arcades vers le chœur retombent sur des massifs de maçonnerie. Sinon, le maître d'œuvre a pris le parti de réduire le nombre des nervures.
Il renonce au rouleau supérieur des doubleaux et aux formerets. De ce fait, le pilier central au milieu des quatre travées du collatéral est seulement cantonné de quatre colonnes et quatre colonnettes. Des conséquences moins heureuses sur le plan esthétique sont l'irrégularité des piliers à la limite avec le croisillon, qui présentent des surfaces murales libres de colonnettes, et l'inadéquation de l'arcade vers la travée nord-est du croisillon avec la lunette de la voûte adjacente du collatéral, qui est plus large. Dans l'angle nord-est de la première travée du second vaisseau, au droit du mur nord, une erreur a été commise, et une colonnette sans emploi a été placée en vue de recevoir un hypothétique formeret. Le profil des doubleaux est calqué sur le dernier doubleau du chœur, et se compose donc de trois tores, dont celui du milieu est proéminent. Dans les deux travées occidentales, les ogives se composent d'un boudin entre deux biseaux. Dans les deux travées orientales, elles sont monotoriques,.
Les clés de voûte sont tout à fait remarquables. Dans la première travée de chacun des deux vaisseaux, une couronne ou rosace centrale est flanquée de huit anges placées concentriquement comme les rayons d'une roue. Ils sont stylisés, d'une silhouette allongée, et ont les ailes déployées et les mains ramenés devant le corps. Quatre figures occupent les intervalles entre les ogives. Les quatre autres, moins bien visibles, sont sculptés dans les claveaux des ogives. L'une de ces deux clés a été dessinée par Eugène Viollet-le-Duc. Dans la seconde travée de chacun des deux vaisseaux, quatre rois couronnés semblent se réunir autour d'une table. Il s'agit sans doute des quatre premiers Capétiens. Les rois occupent les intervalles entre les ogives, et lèvent leurs bras, qui sont sculptés sur les claveaux des ogives. Leurs mains se touchent presque. Le motif des quatre rois se retrouve dans la troisième travée de la nef de Chars, où le niveau de qualité est inférieur.
Le style de la sculpture concorde avec le portail méridional. En ce qui concerne les chapiteaux, ils sont principalement décorés de feuilles d'acanthe, généralement en deux rangs. Parfois les feuilles forment des palmettes ou des volutes d'angle. La différence avec la sculpture du vaisseau central est nette. Les fenêtres sont également traitées d'une façon différente. De grandes dimensions, elles sont en plein cintre ; bordées de deux fines colonnettes aux chapiteaux bien fouillés ; et surmontées d'une double archivolte torique. Les tailloirs sont des tablettes continues, qui se situent à un niveau supérieur que les tailloirs des nervures des voûtes, ce qui n'est pas du meilleur effet. La baie de la première travée a été munie d'un remplage de type gothique flamboyant tardif,.
Les deux absidioles s'ouvrent par des doubleaux en plein cintre très surhaussés. Elles n'ont plus que la moitié de la largeur de la croisée du transept. Ce sont les seules travées de l'angle nord-est de l'église qui ont été retouchées. Au moment de la construction du parapet crénelé, leurs voûtes en cul-de-four nervurées ont été remplacées par de curieuses voûtes d'ogives à deux branches. Les ogives sont au profil de trois tores, à l'image des doubleaux. Elles partent du milieu du doubleau pour rejoindre les angles près du chevet, où elles sont reçues sur des colonnettes à chapiteaux. Les fûts sont baguées au niveau des tailloirs des colonnettes à chapiteaux qui encadrent les fenêtres et les baies factices, qui animent les murs latéraux.
Tandis que les fenêtres sont en arc brisé, les baies factices sont en plein cintre. Seule la baie de gauche de la chapelle de gauche a théoriquement pu être ouverte sur l'extérieur. Les baies factices sont les seules à posséder une archivolte torique. Les fenêtres du chevet sont toutefois surmontées, à une certaine distance, d'un boudin en arc brisé qui retombe sur des têtes grimaçantes. Un peu plus haut, le formeret répond au même schéma. Il n'y a pas de formerets sur les murs latéraux. Ils sont scandés par un bandeau doublement biseauté au niveau des tailloirs des chapiteaux des voûtes, et la limite des soubassements des fenêtres est également soulignée par un bandeau mouluré. Des piscines liturgiques très simples sont ménagées dans les murs latéraux,.

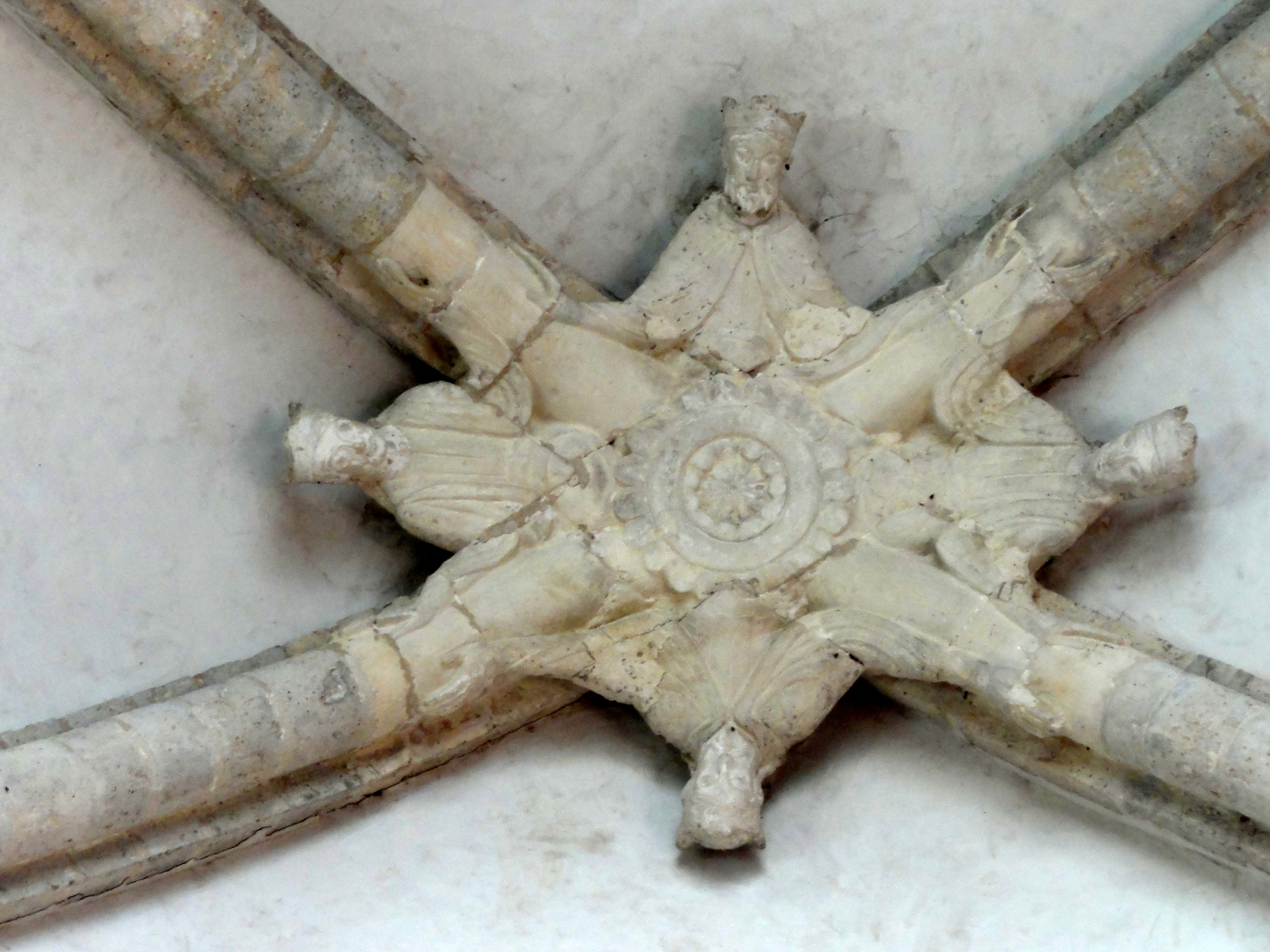
Clé de voûte nord-est.
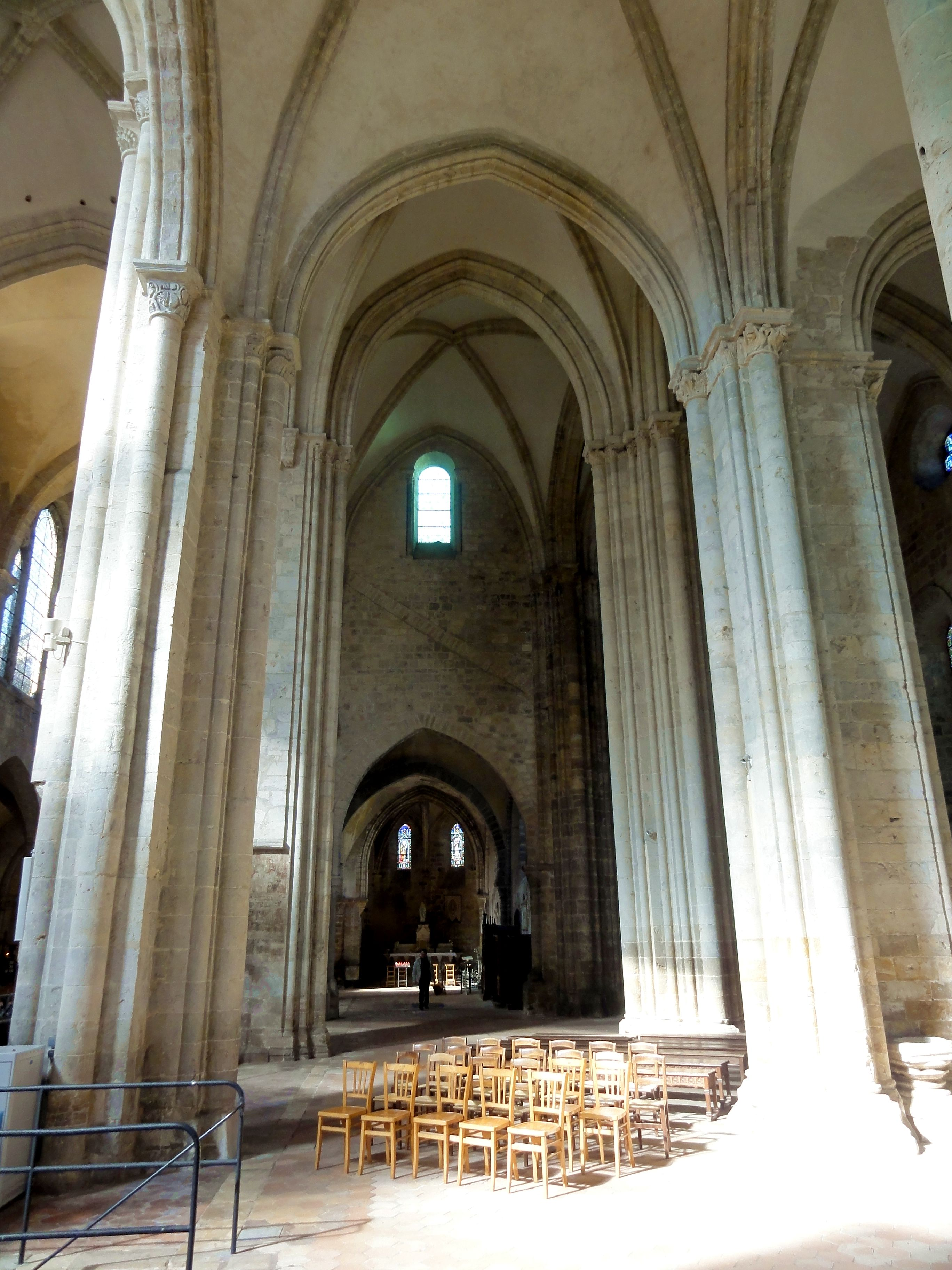
1er vaisseau, vue vers l'ouest.
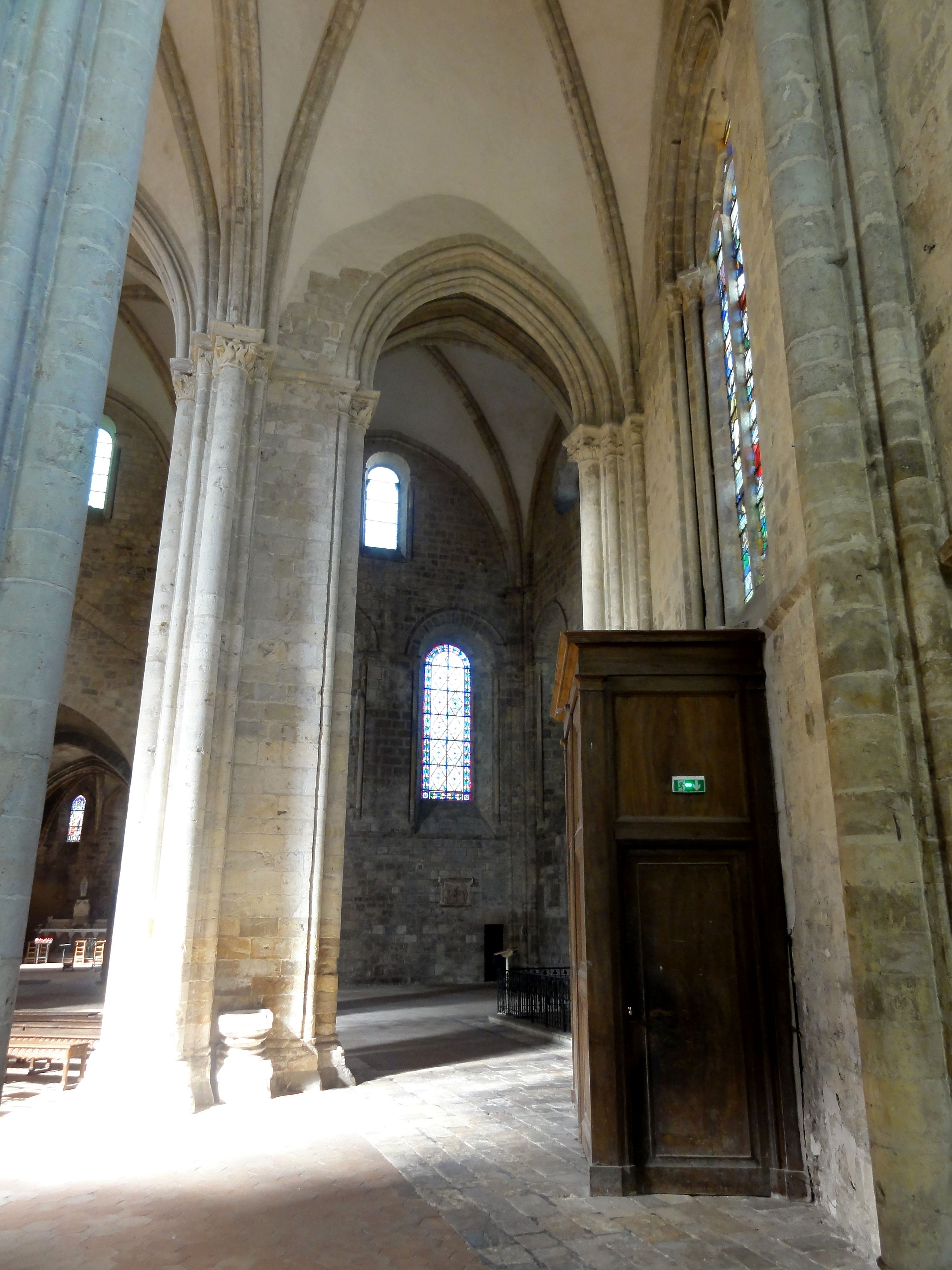
2e vaisseau, vue vers l'ouest.
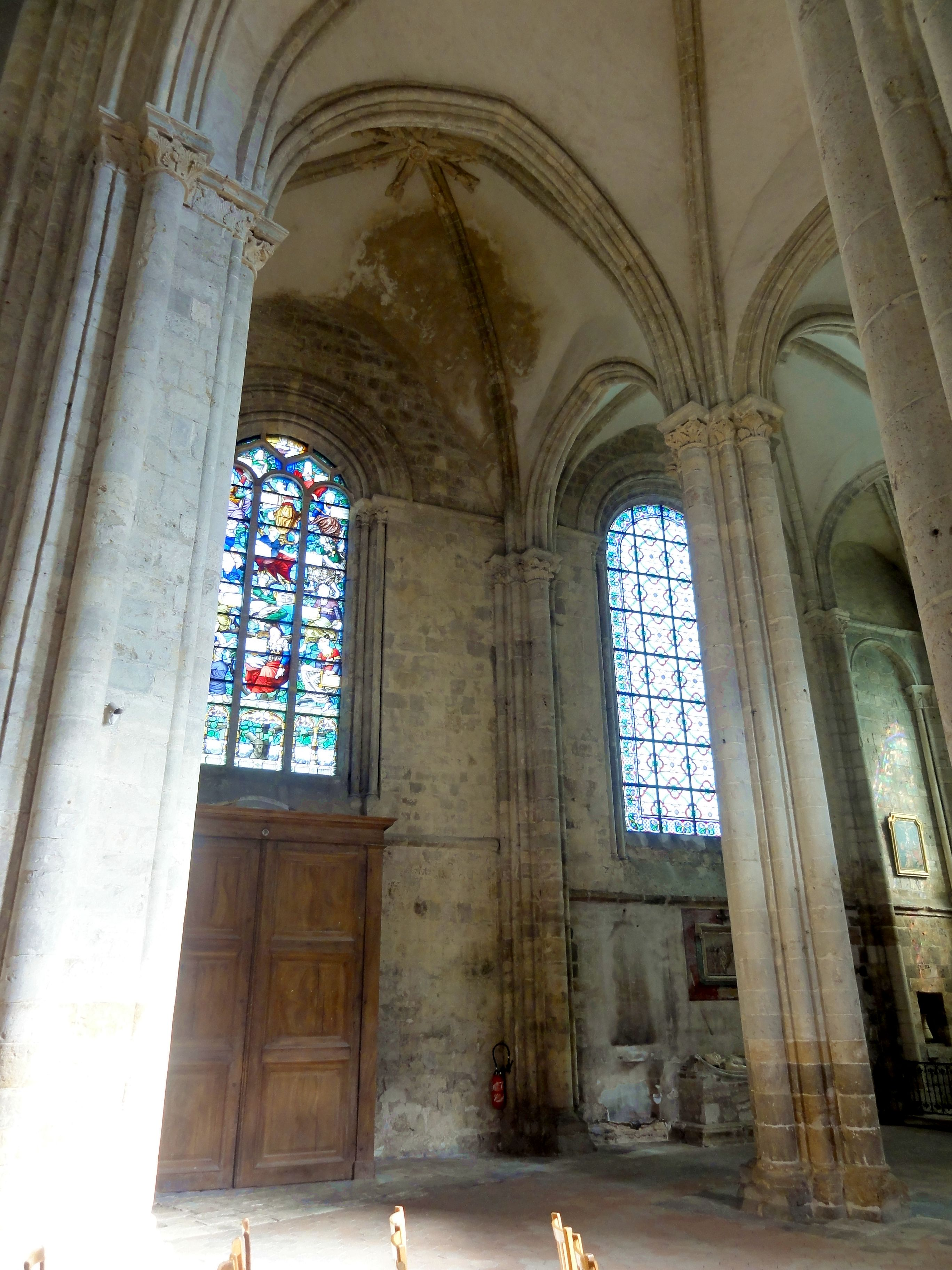
Vue vers le nord.
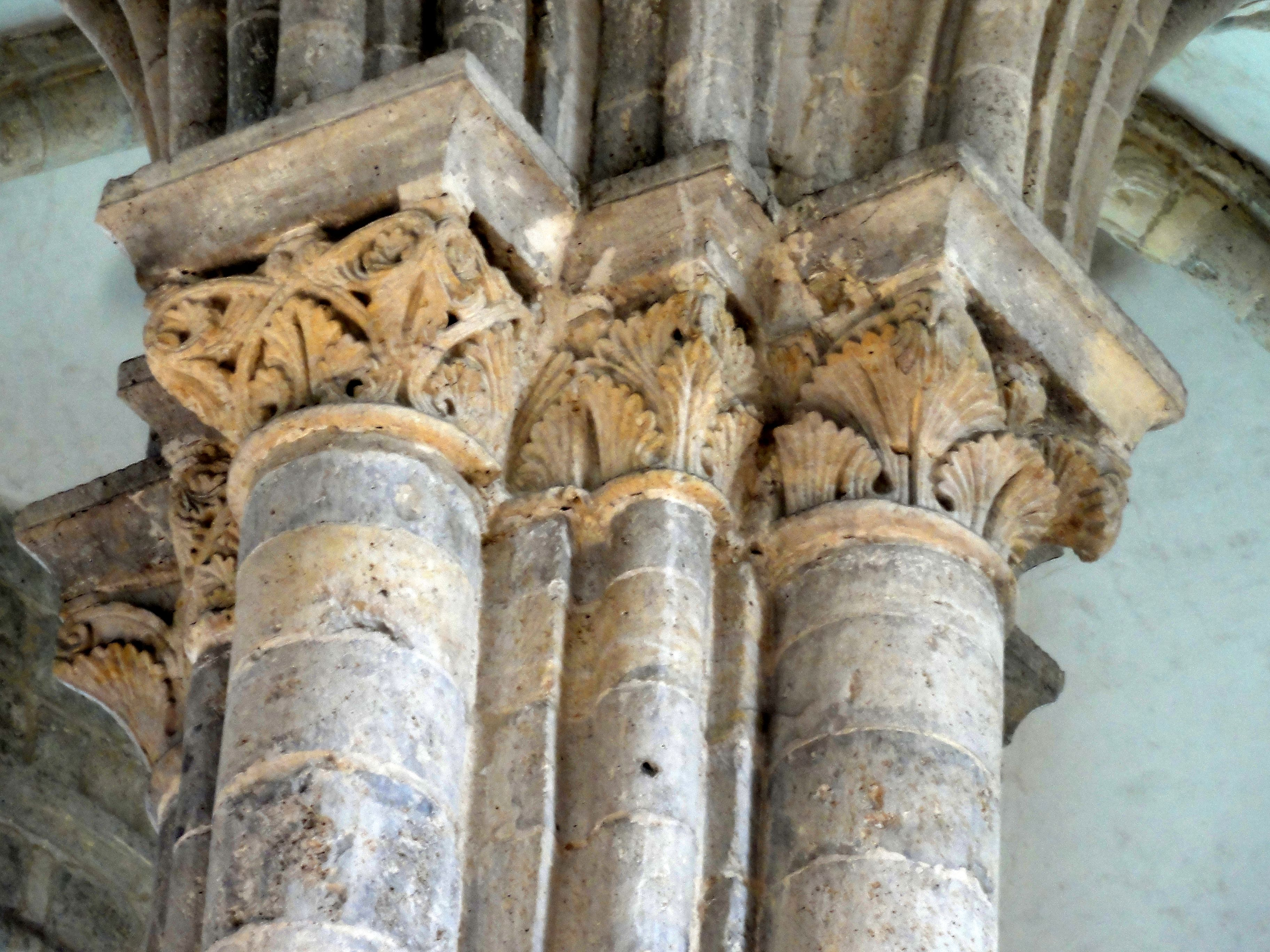
Collatéral nord, chapiteaux.
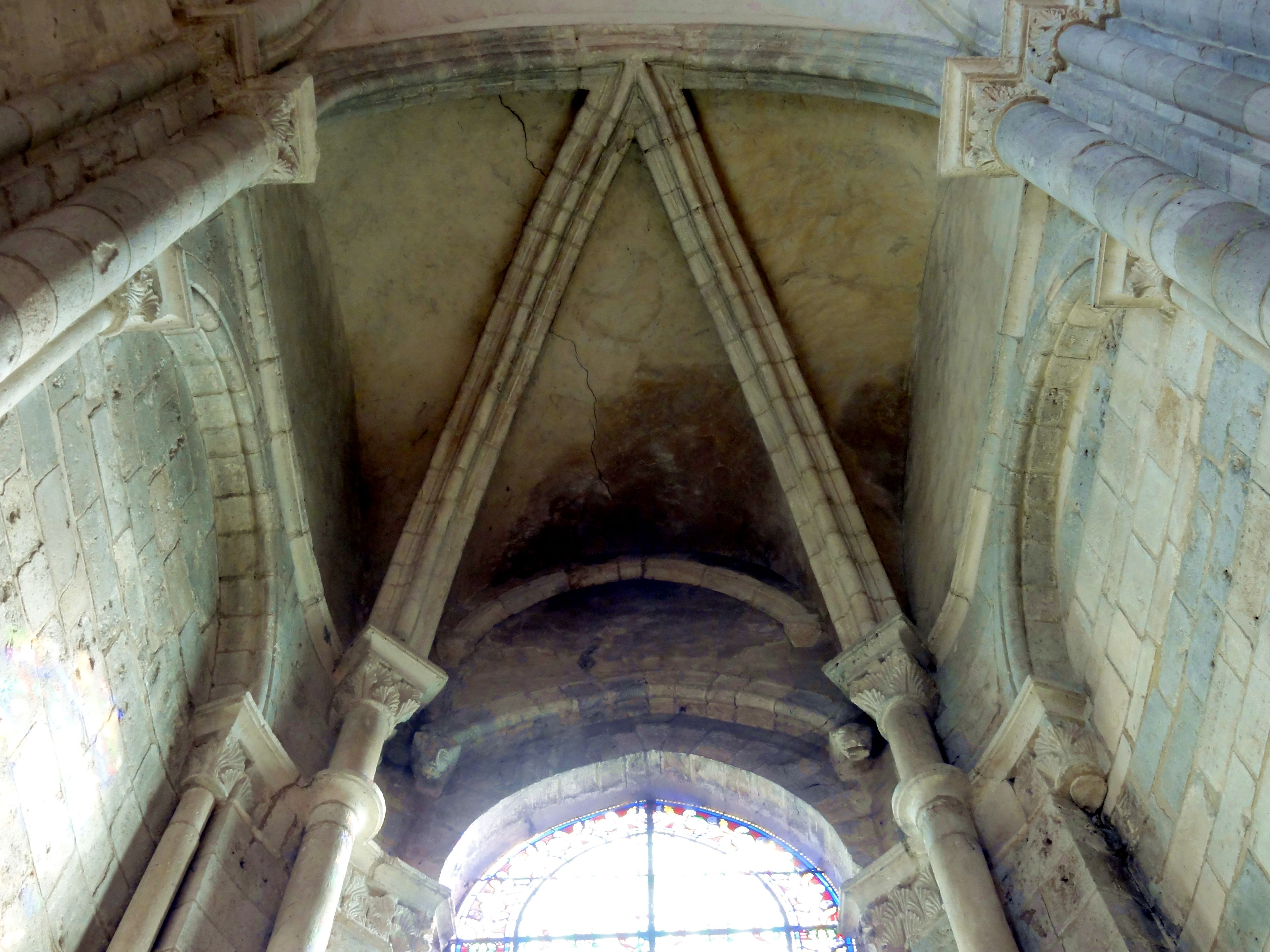
Voûte de l'absidiole de droite.

#### Croisillon et collatéral sud

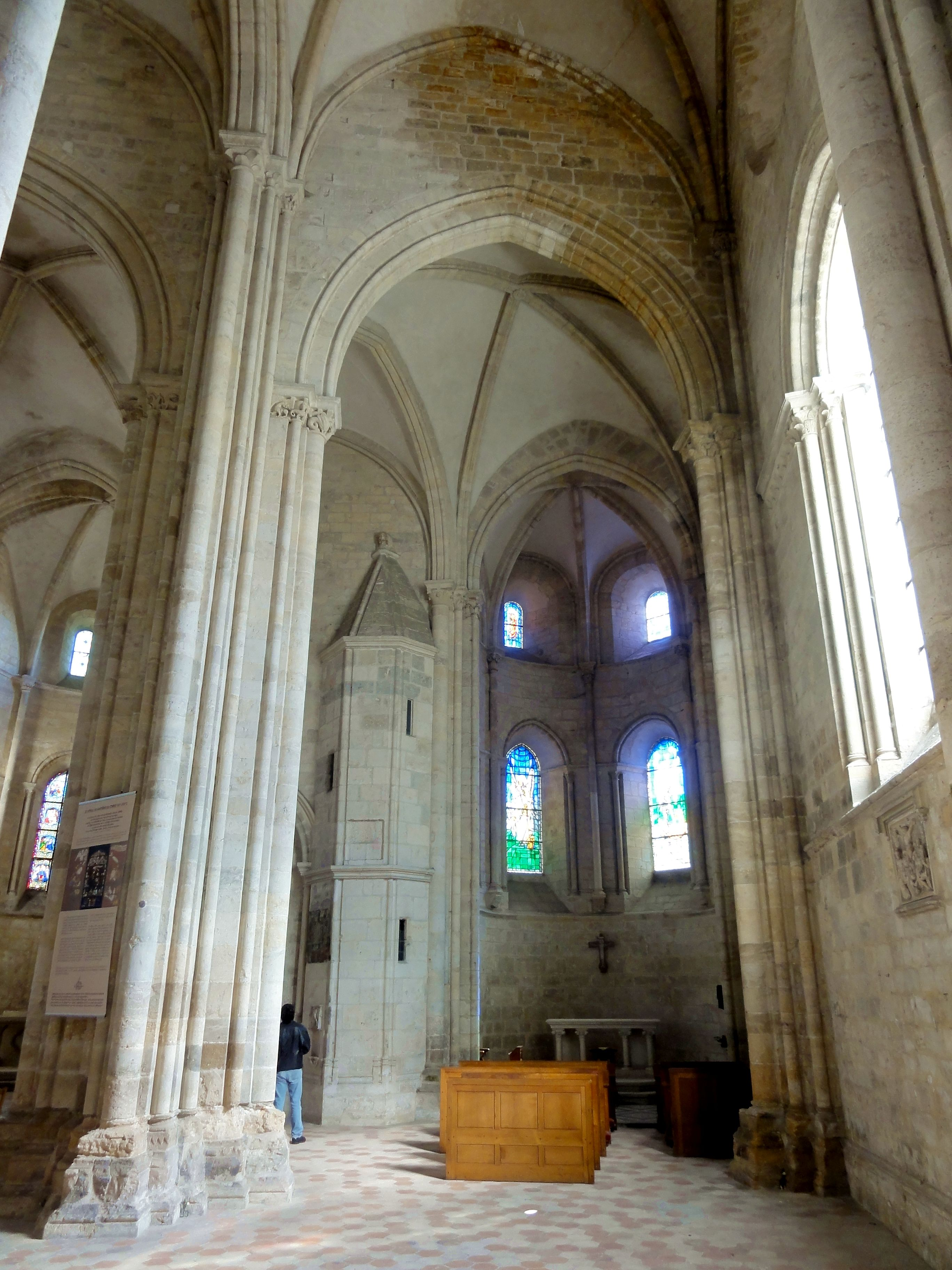
Croisillon sud, 2e vaisseau, 2e travée, vue vers l'est.

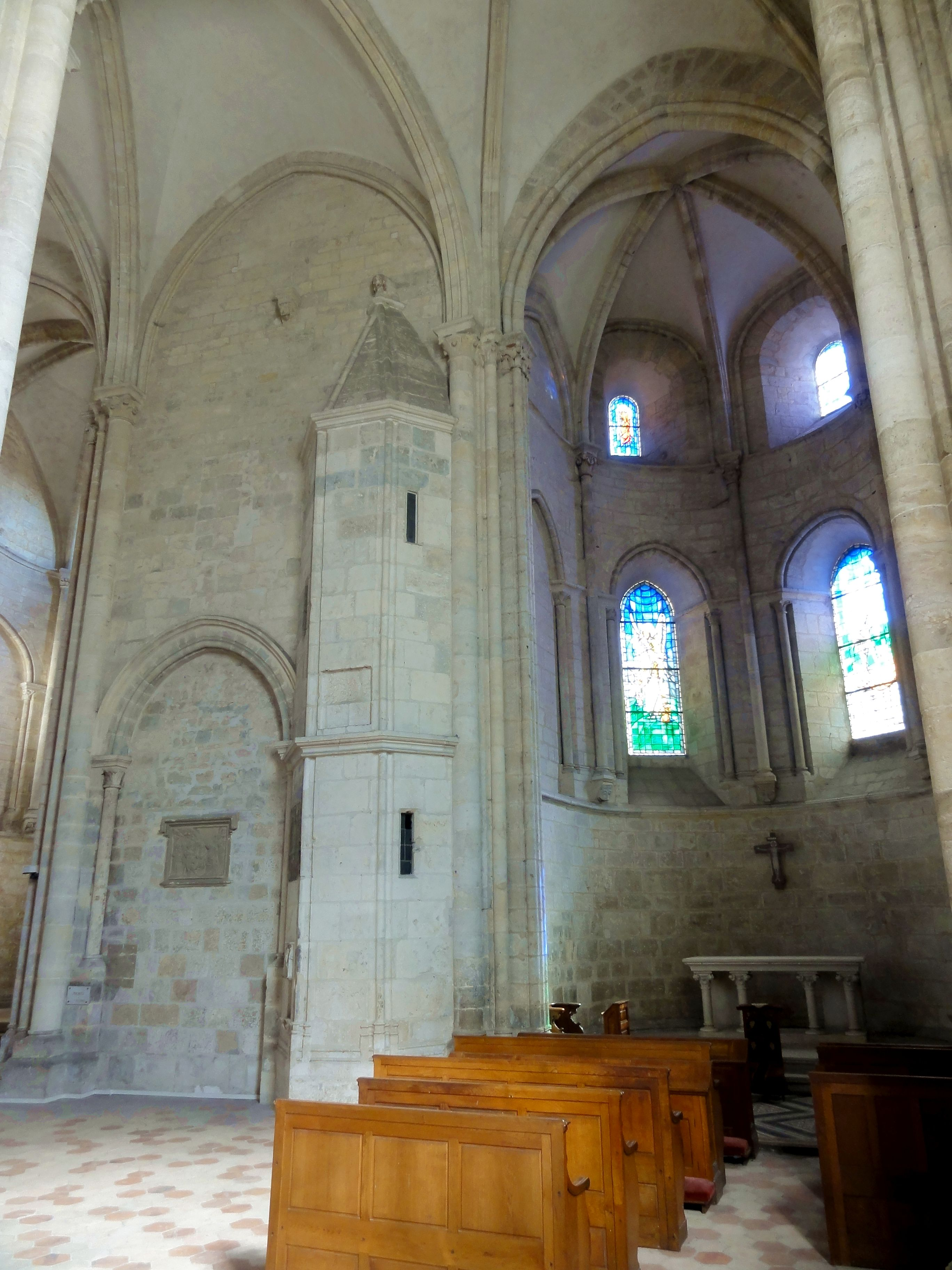
Collatéral sud, 2e travée, vue vers l'est.

Au sud, la situation est inverse qu'au nord : la largeur des vaisseaux augmente à l'approche du chevet, et ceci dès le premier vaisseau du croisillon sud. Le mur d'extrémité du croisillon sud est donc oblique. Le croisillon sud date du troisième tiers du XIIe siècle, et est déjà pratiquement libre d'influences romanes. En même temps, plusieurs caractéristiques rappellent les parties plus anciennes de l'église : ce sont les fenêtres en haut du mur occidental, dont celle de la première travée, au-dessus du bas-côté sud de la nef, touche au formeret ; les doubleaux à double rouleau profilés d'un méplat entre deux tores ; les ogives monotoriques ; et les piliers cantonnés d'autant de colonnettes qu'il y a de nervures à supporter. Tous ces caractéristiques se retrouvent, en effet, au chœur et au croisillon nord. Les fûts correspondant aux rouleaux supérieurs, ogives et formerets sont devenus très minces, mais le diamètre des piliers n'a pas diminué, ce qui fait davantage ressortir les ressauts des piliers entre deux fûts. Le caractère élancé et lumineux de l'ensemble est remarquable.
Si l'architecture semble présager le style rayonnant, ce n'est pas encore le cas des chapiteaux, dont la sculpture n'atteint pas le même niveau que dans les parties romanes. Les feuilles d'eau plates à volutes d'angle règnent sur le gros pilier central. À l'ouest et au sud, l'on trouve aussi les feuilles d'acanthe présentes dans le collatéral nord. À la limite avec la croisée du transept et la première travée, les piliers sont, bien entendu, hétérogènes, et comportent des éléments plus anciens. L'élément le plus intéressant du croisillon sud est le mur méridional. Ici, les fenêtres du premier niveau sont ornées d'une double archivolte torique, et flanquées de deux paires de colonnettes en délit.
La sculpture des chapiteaux se poursuit, comme frise, jusqu'aux angles du mur. Chacune des fenêtres est surmontée d'une petite rosace, qui sont pourvues d'un fin remplage. Autour d'un cercle central, respectivement onze et douze colonnettes sont formées par des colonnettes concentriques. Aux extrémités extérieurs, elles sont séparées par deux petites arcatures en cintre surbaissé, ouvertes vers le centre de la rosace, ou par un hémicycle regardant vers le pourtour de la rosace. La baie du premier vaisseau est située plus haut que l'autre, afin de laisser la place à un petit portail latéral. Un bandeau torique marque la limite des allèges. Les socles des bases sont également intéressantes. Ils sont cubiques et à double ressaut, et décorés de dents de scie en bas-relief,.
Le raccordement avec le collatéral sud s'opère par deux grandes arcades. Au-dessus, les voûtes sont munies de formerets, mais contrairement appliquée à la règle appliquée ailleurs dans les deux croisillons, ils ne disposent pas de supports propres, et se partagent les tailloirs avec les ogives. Dans l'angle sud-est notamment, l'effet est un tailloir surdimensionné par rapport au chapiteau qui le porte. Le collatéral sud se limite à deux travées. Il est largement homogène avec le croisillon, mais voûté plus bas, et serait issu d'une campagne de construction antérieur. Elle est datée du milieu du XIIe siècle, et s'insère entre les campagnes portant sur le collatéral nord avec le voûtement du croisillon nord, et sur le croisillon sud. La seule fenêtre évoque les deux baies du collatéral nord, et est donc en plein cintre, et cantonnée de deux paires de colonnettes.
À la double archivolte s'ajoute un cordon mouluré de deux fines tores séparés par une gorge. Comme dans le croisillon sud, la sculpture des chapiteaux se poursuit déjà en tant que frise sur les murs. Ainsi, l'on identifie bien des caractéristiques introduits pendant la campagne de construction précédente, et d'autres caractéristiques repris par les campagnes suivantes. Au nord, le doubleau vers le chœur a été laissé tel que construit par le maître d'œuvre des années 1140, c'est-à-dire qu'il n'a pas  été muni d'un rouleau supérieur. Les deux voûtes du collatéral présentent des ogives moulurées d'une arête entre deux tores, ce qui est l'un des profils les plus courants à la première période gothique. Elles sont séparées par des doubleaux profilés d'un filet entre deux tores, d'une voûte triangulaire sans nervures. À l'ouest, la composition du pilier a été augmentée d'une colonnette afin de répondre à l'existence de cette voûte supplémentaire, et d'une colonne afin de tenir compte du deuxième doubleau arrivant depuis l'est. À l'est, il n'y a que les deux fûts correspondant aux doubleaux. Ils délimitent une travée supplémentaire, qui se résume par un formeret en tiers-point, une tourelle d'escalier polygonale, et une arcade bouchée à gauche de cette dernière. Les formerets font défaut au-dessus des arcades vers les chapelles,.

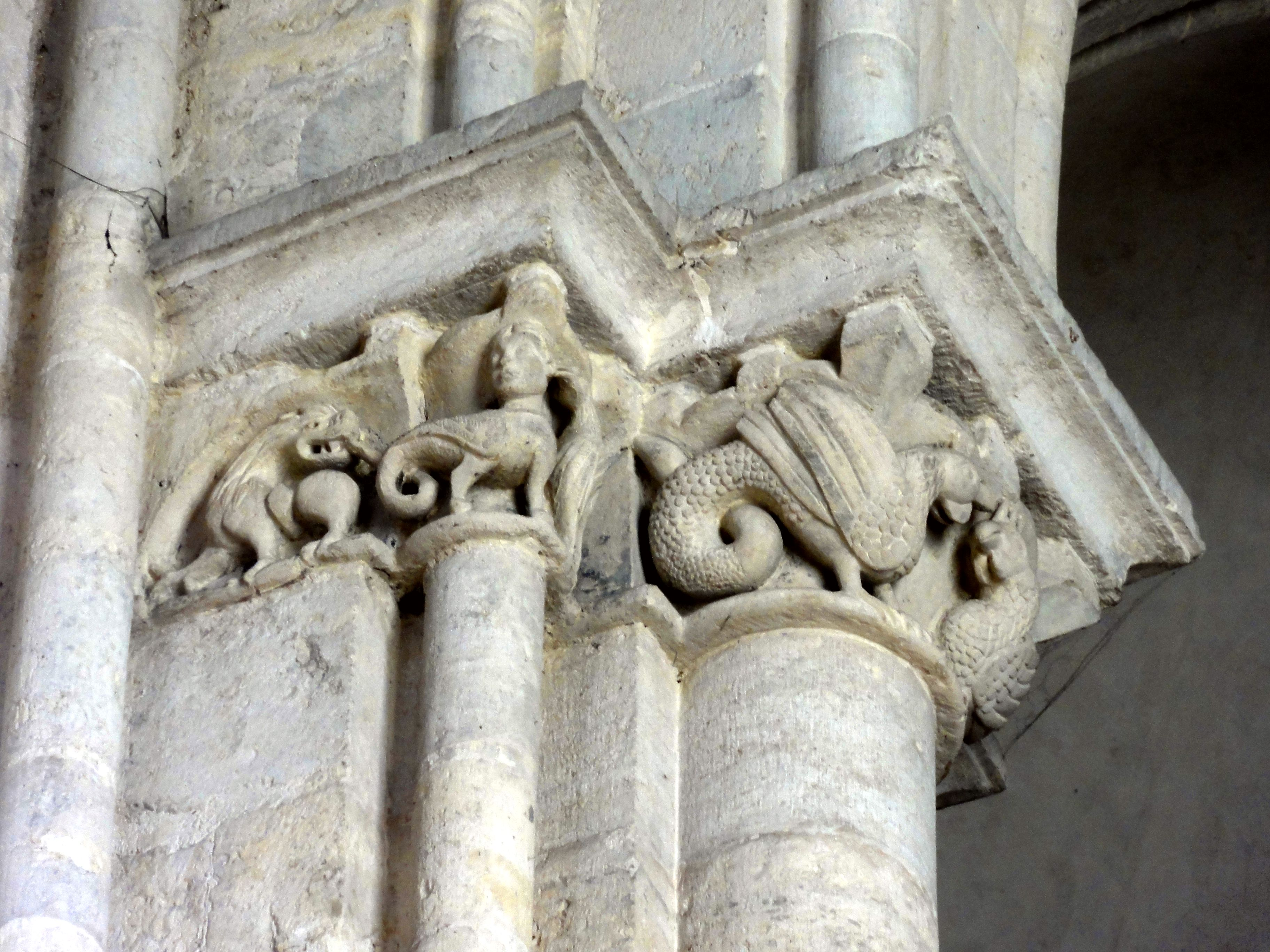
Chapiteaux.
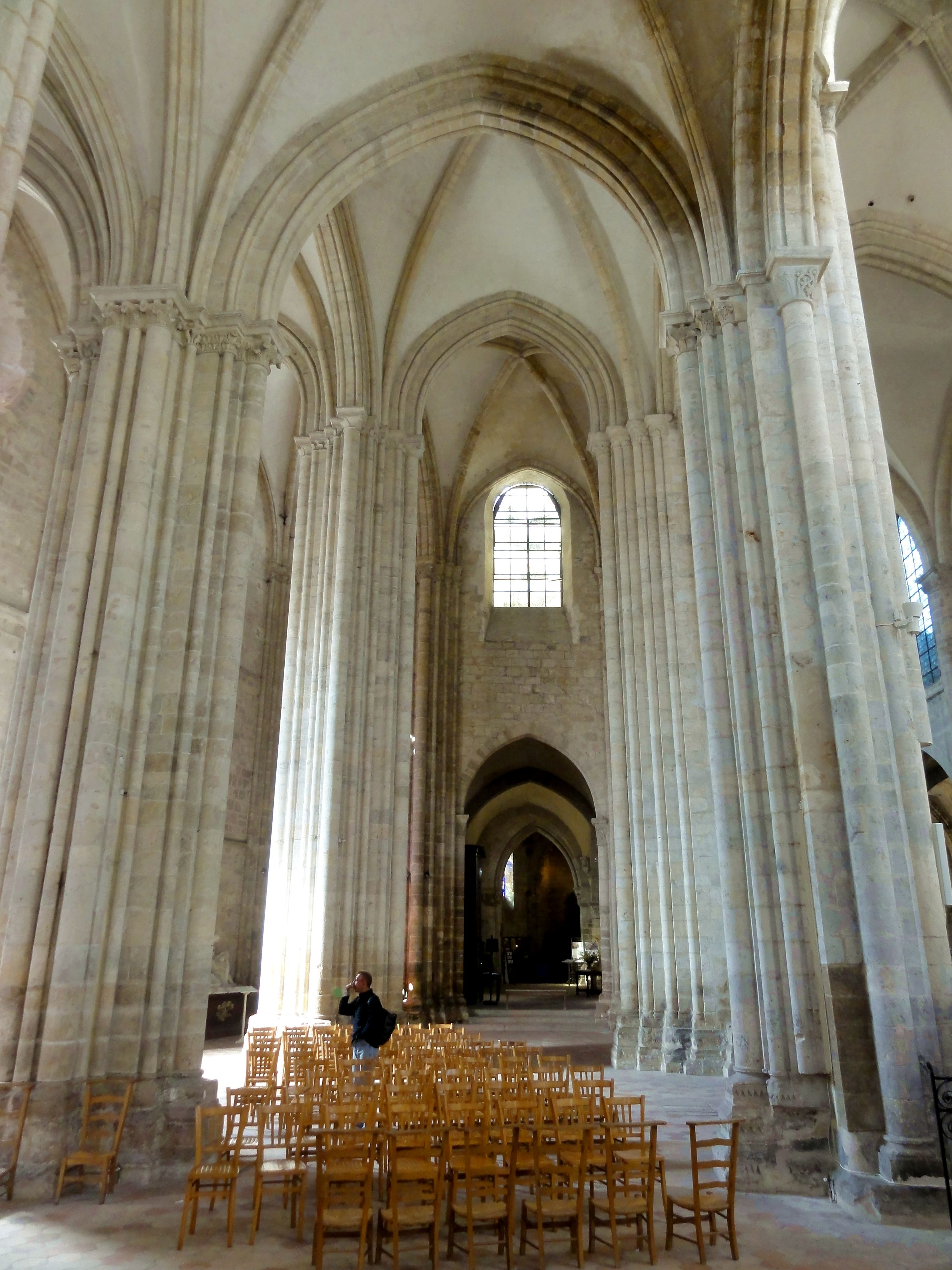
Collatéral sud, 1er vaisseau, vue vers l'est.
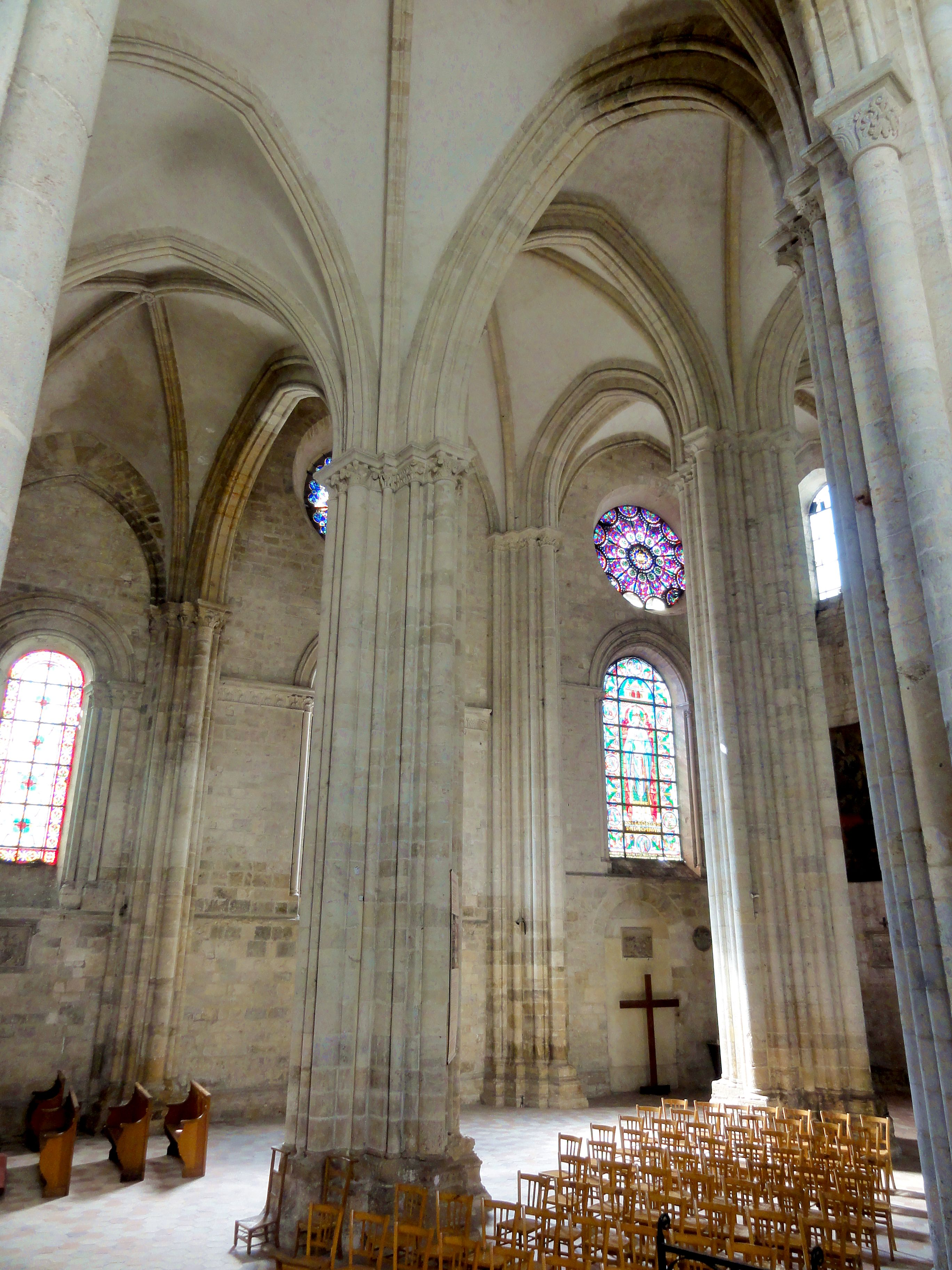
Collatéral sud, 1re travée, vue vers le sud-ouest.
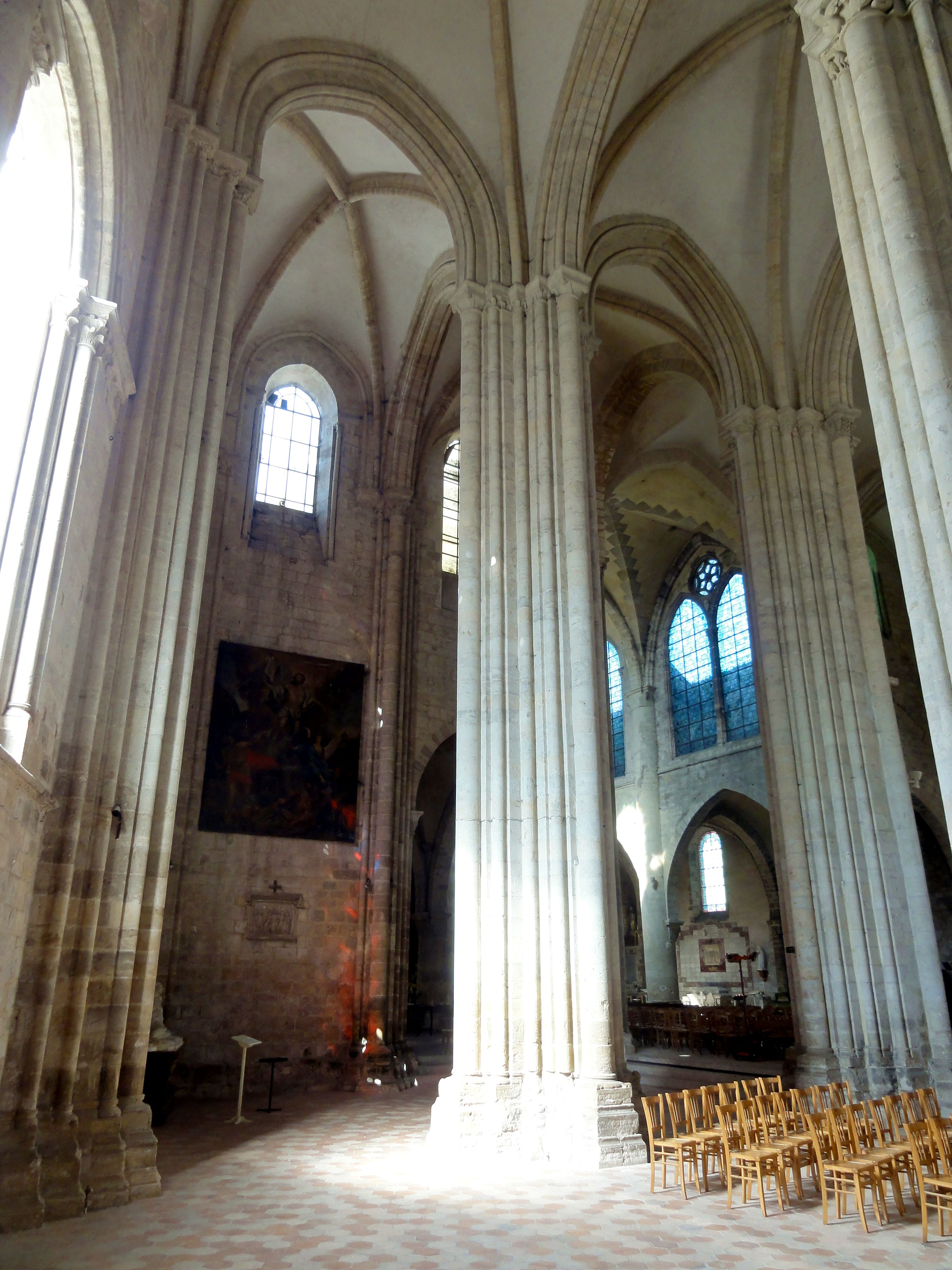
Croisillon sud, 2e vaiss., vue vers le nord-ouest.
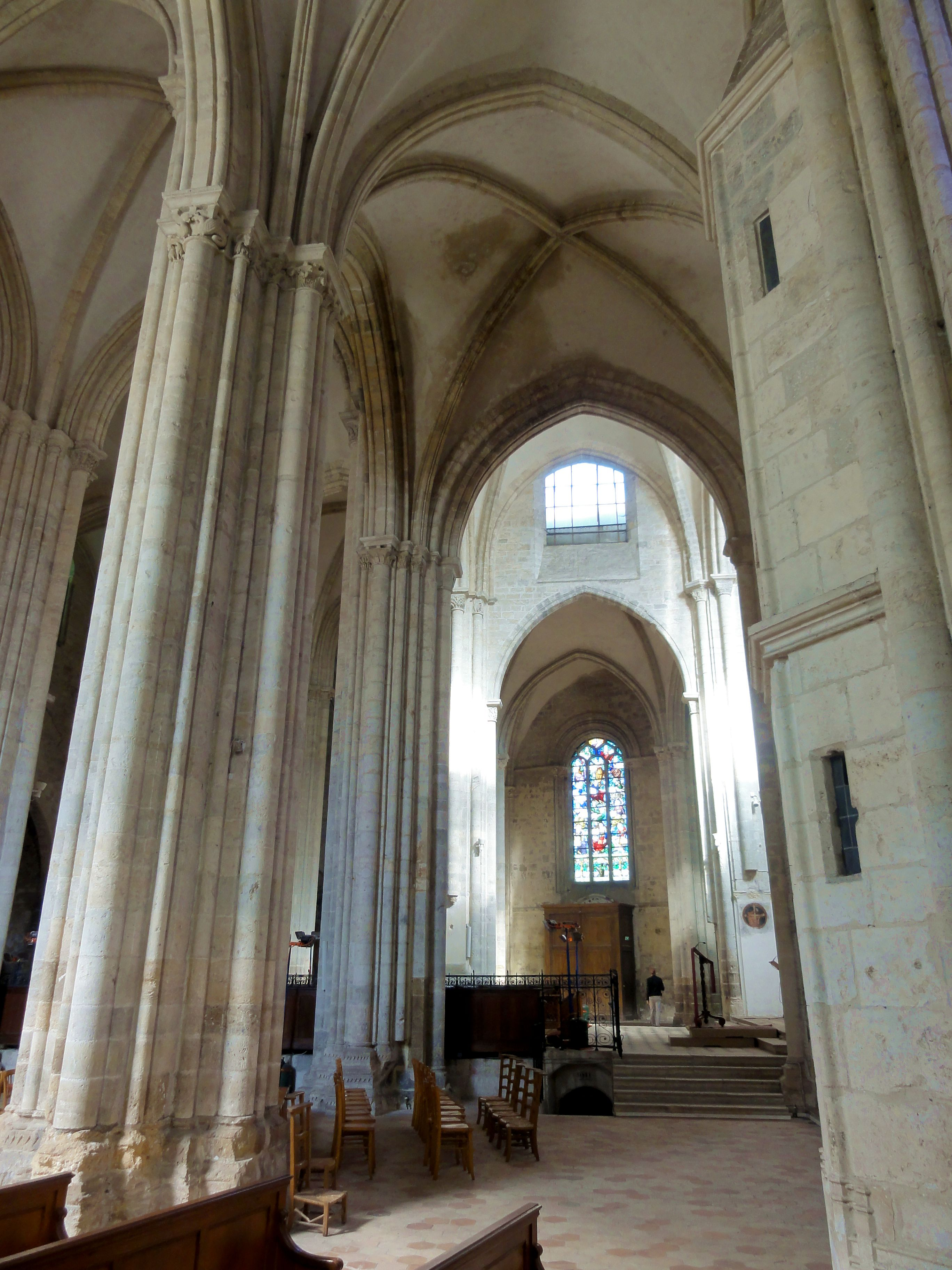
Collatéral sud, angle sud-est, vue vers le nord.
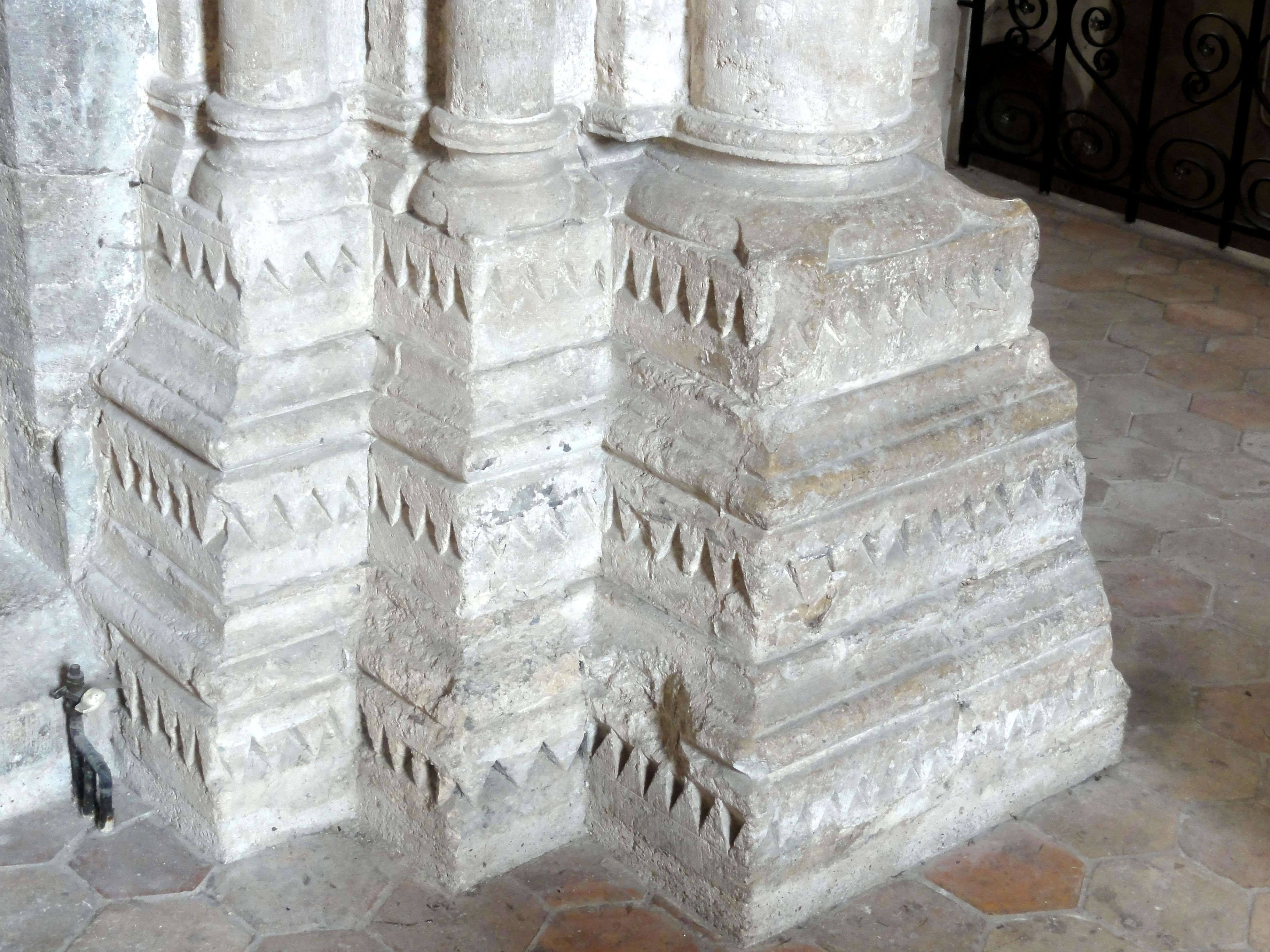
Bases et socles.

#### Chapelles du collatéral sud

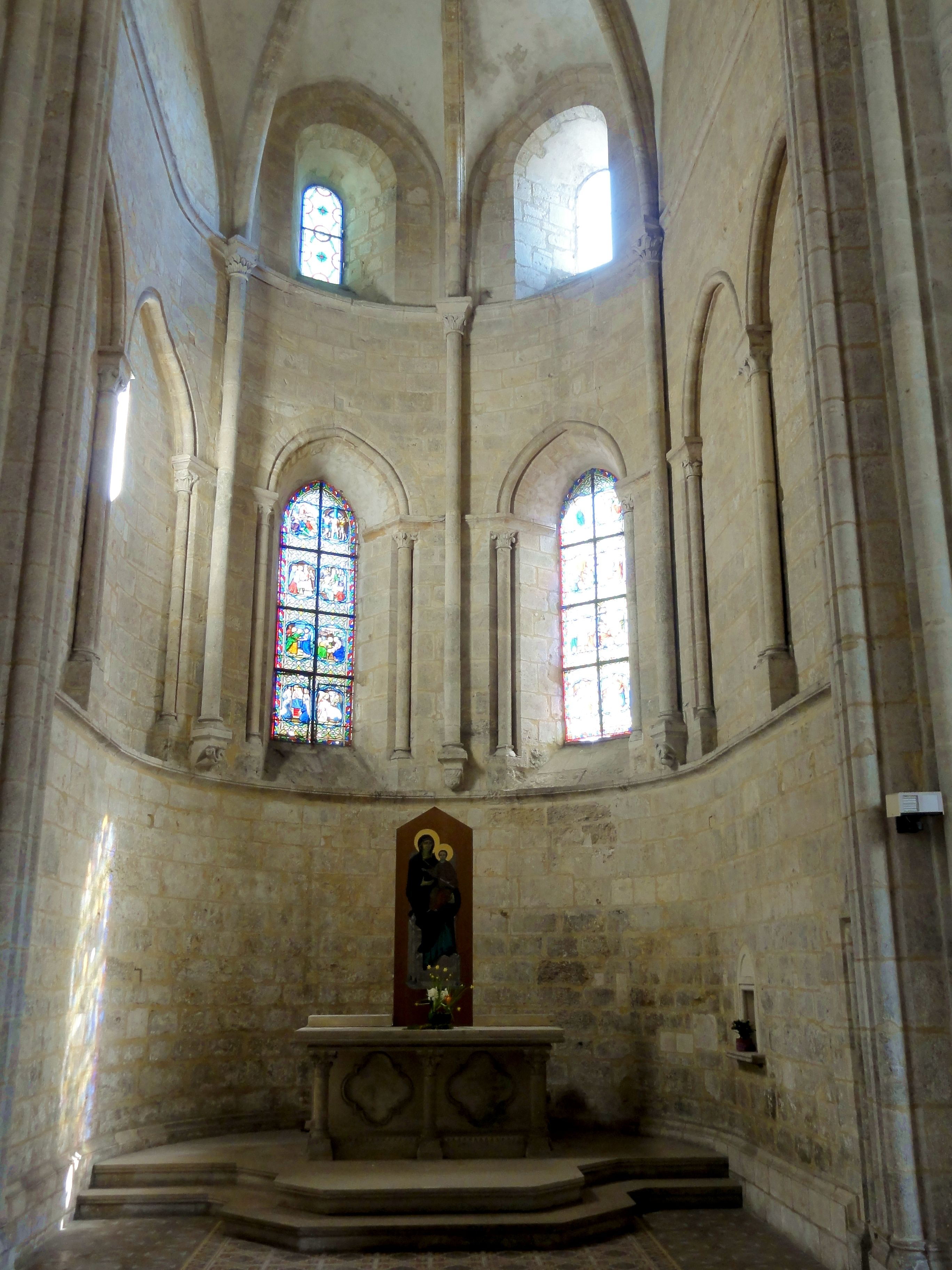
Chapelle du Rosaire.

Les chapelles au chevet du collatéral sud encadrent une travée non accessible au public, qui s'ouvrait jadis par l'arcade brisée bouché toujours visible à gauche de la tourelle d'escalier. Cette travée, voûtée d'ogives, servait de chartrier. La pièce desservie par l'escalier était le trésor. Avant même les deux travées du collatéral, les sont les premières parties construites au sud de la croisée du transept et du chœur, ce qui signifie une progression du chantier d'est en ouest, conformément à l'usage général. Mais dans le contexte de la collégiale Notre-Dame-du-Fort, le constat peut surprendre, car la nef et les bas-côtés sont ses parties les plus anciennes, et le chantier a globalement progressé dans le sens inverse. Selon Eugène Lefèvre-Pontalis, l'architecte des chapelles du sud fut plus habile que le confrère qui édifia les deux absidioles du nord.
Les chapelles du Saint-Rosaire et du Saint-Sacrement sont en effet de délicieux morceaux d'architecture, par leur belle cohésion stylistique, leur proportions heureuses, et leur forme hors du commun. Malgré leurs petites dimensions, les élévations des chapelles s'organisent sur deux niveaux, et le chevet est en hémicycle et à seulement deux pans, comme à la même époque à Jouy-le-Comte. Les derniers décimètres des parties droites sont déjà incurvés. En revanche, à partir du bandeau mouluré qui sépare les deux niveaux d'élévation, le plan en hémicycle est abandonné à la faveur d'un plan à pans coupés. Avec les colonnettes, les trumeaux des fenêtres et les ébrasements, cette transition ne saute pas aux yeux, mais est bien visible au niveau des formerets, qui sont effectivement plaqués contre des murs droits. Les différences des chapelles sont peu nombreuses. Elles sont essentiellement fonction de la profondeur réduite de la chapelle du Saint-Sacrement, à droite, par rapport à la chapelle du Saint-Rosaire.
Chaque chapelle s'ouvre entre deux paires de colonnettes séparées par un mince pilier chanfreiné, du même diamètre que les colonnettes. Ces supports peu conventionnels peuvent être considérés comme des déclinaisons du profil des doubleaux qui encadrent la voûte triangulaire, en face du mur du chartrier. Les chapiteaux sont sculptés de feuilles d'acanthe. Il y a aussi des sortes de chapiteaux pour les piliers chanfreinés. Les trois chapiteaux se partagent un même tailloir rectangulaire, qui reçoit le doubleau profilé d'un gros boudin en forme d'amande entre deux petits boudins.
À l'intérieur des chapelles, les murs latéraux sont placés nettement en retrait par rapport aux supports. Des colonnettes correspondant aux ogives sont logées dans les angles occidentaux. Les autres colonnettes n'arrivent pas jusqu'au sol, mais s'arrêtent sur des têtes grimaçantes immédiatement au-dessus du bandeau mouluré qui court à la limite des allèges. Ainsi, les allèges sont entièrement libres de supports et présentent des murs lisses, sans aucun angle, ce qui fait d'autant mieux ressortir le décor du premier niveau d'élévation. Il se compose de baies factices au nord et au sud, à raison de deux de chaque côté dans la chapelle plus profonde, et d'une de chaque côté dans la chapelle moins profonde, celle du Saint-Sacrement, à droite.
Ces baies sont en arc brisé, tout comme les deux baies du chevet, et elles sont toutes cantonnés de deux fines colonnettes en délit, qui correspondent à des archivoltes toriques. Les tailloirs des chapiteaux vont jusqu'aux colonnettes des ogives, et se poursuivent dans l'intrados des baies, au niveau des impostes. Le second niveau d'élévation commence à partir du second bandeau mouluré, déjà mentionné, à la hauteur des tailloirs des ogives et doubleaux. Ici il n'y a pas de baies factices. Les deux baies du chevet sont petites, profondément ébrasées, et en plein cintre. C'est donc la même cohabitation de l'arc brisé et de l'arc en plein cintre, que l'on observe déjà quelques années auparavant au chevet du chœur. Au-dessus des baies, les formerets sont eux aussi en plein cintre, mais latéralement, ils sont en arc brisé. Ils ne sont par ailleurs pas moulurés. Il est à noter que la voûte à sept branches d'ogives comporte seulement cinq voûtains, comme l'autre ; deux parmi des ogives sont en fait des liernes. Toutes ces nervures sont monotoriques, et les clés de voûte sont de minuscules rosaces, ce qui paraît assez archaïque, et rappelle la période de construction près du milieu du XIIe siècle.

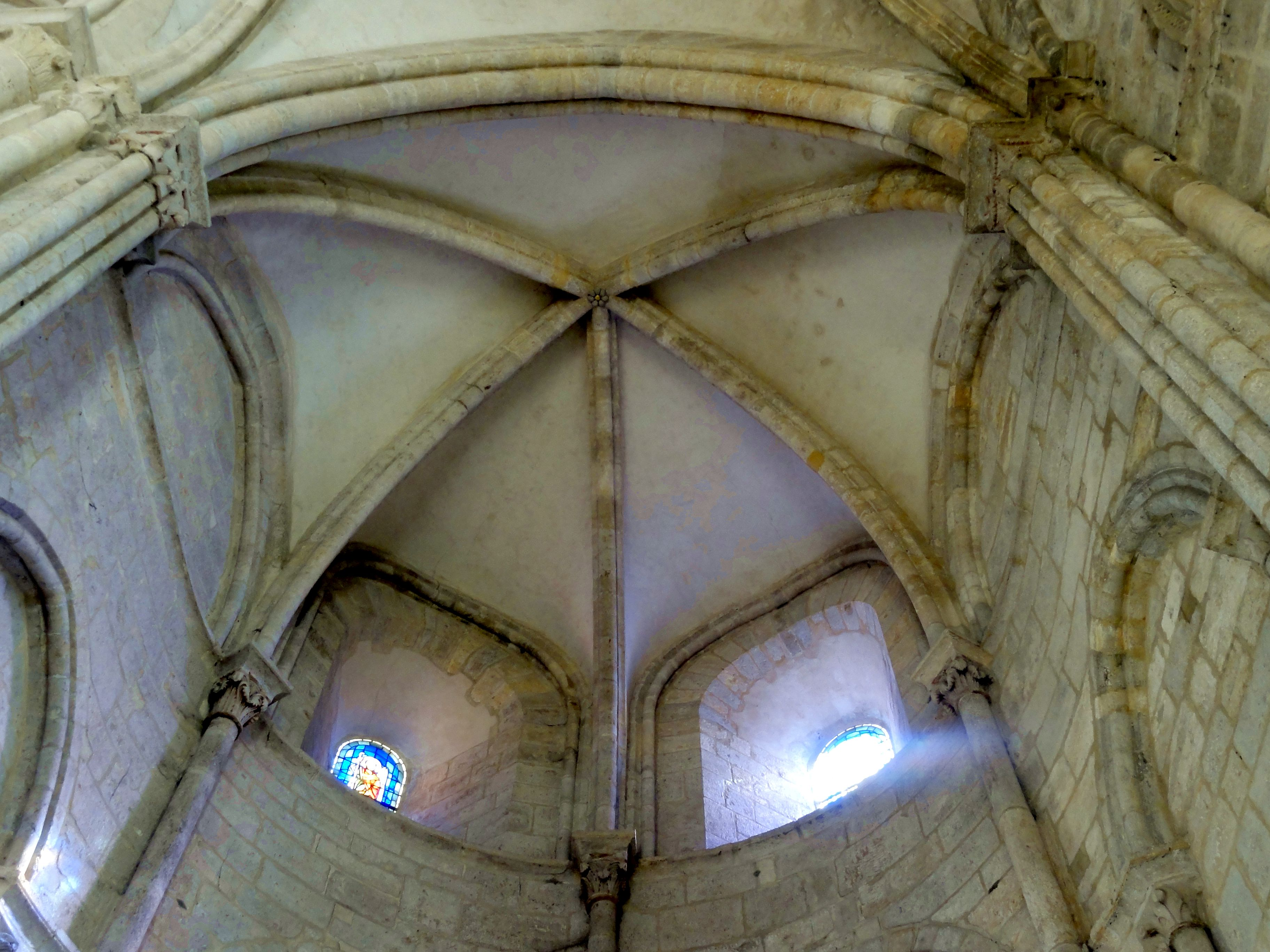
Chapelle du Saint-Sacrement, voûte.
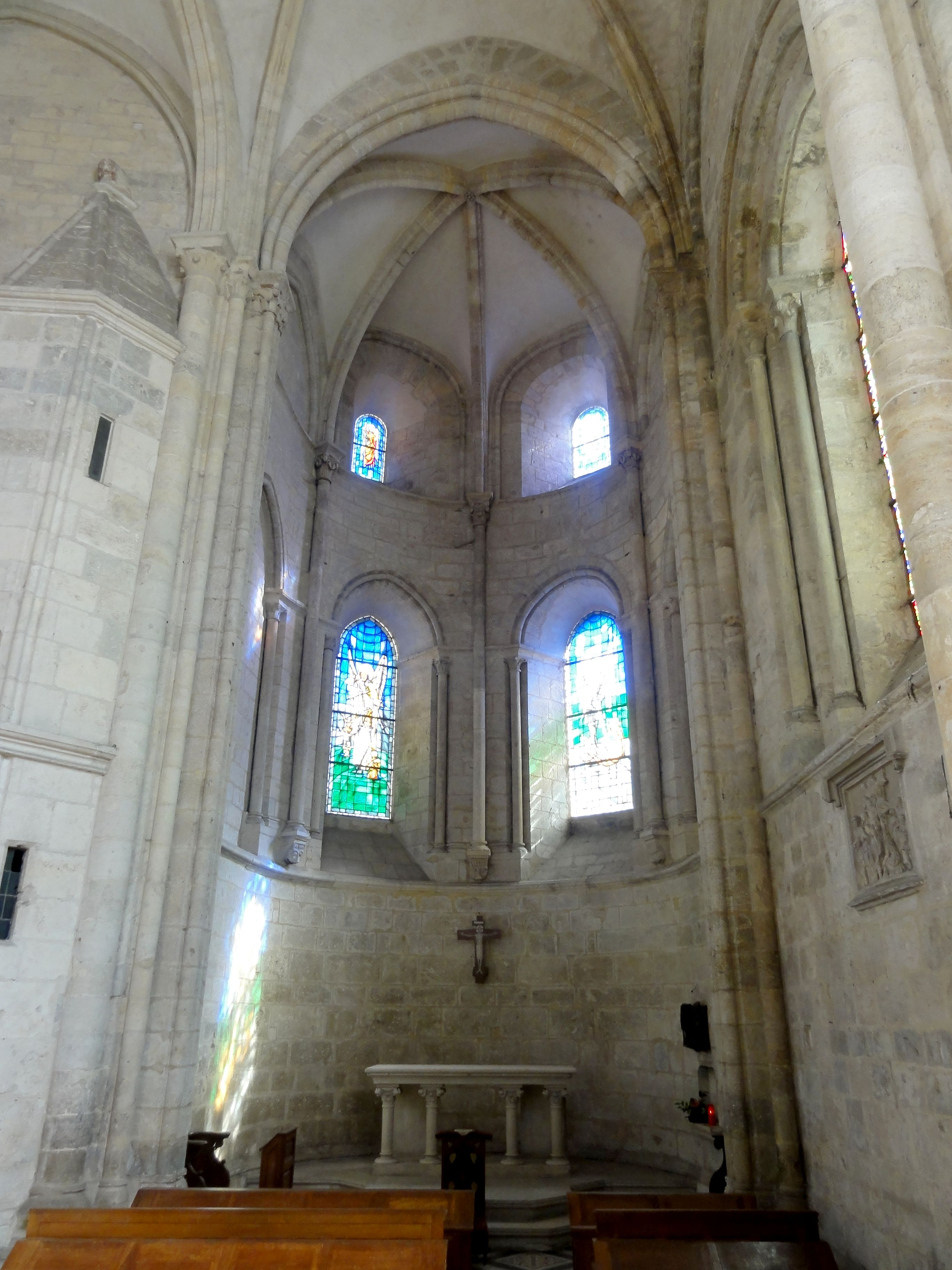
Chapelle du Saint-Sacrement.
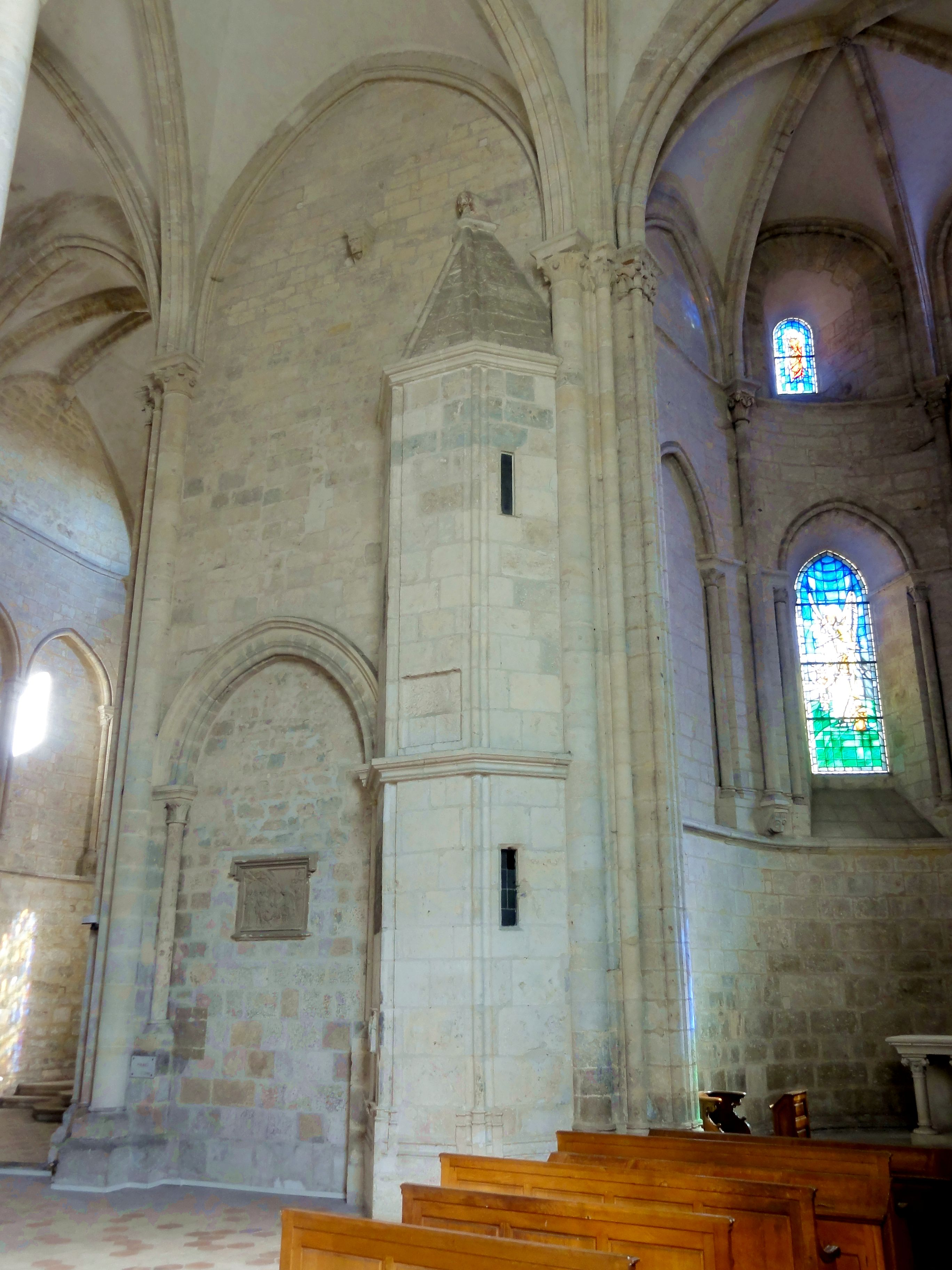
Vue sur le chartrier.
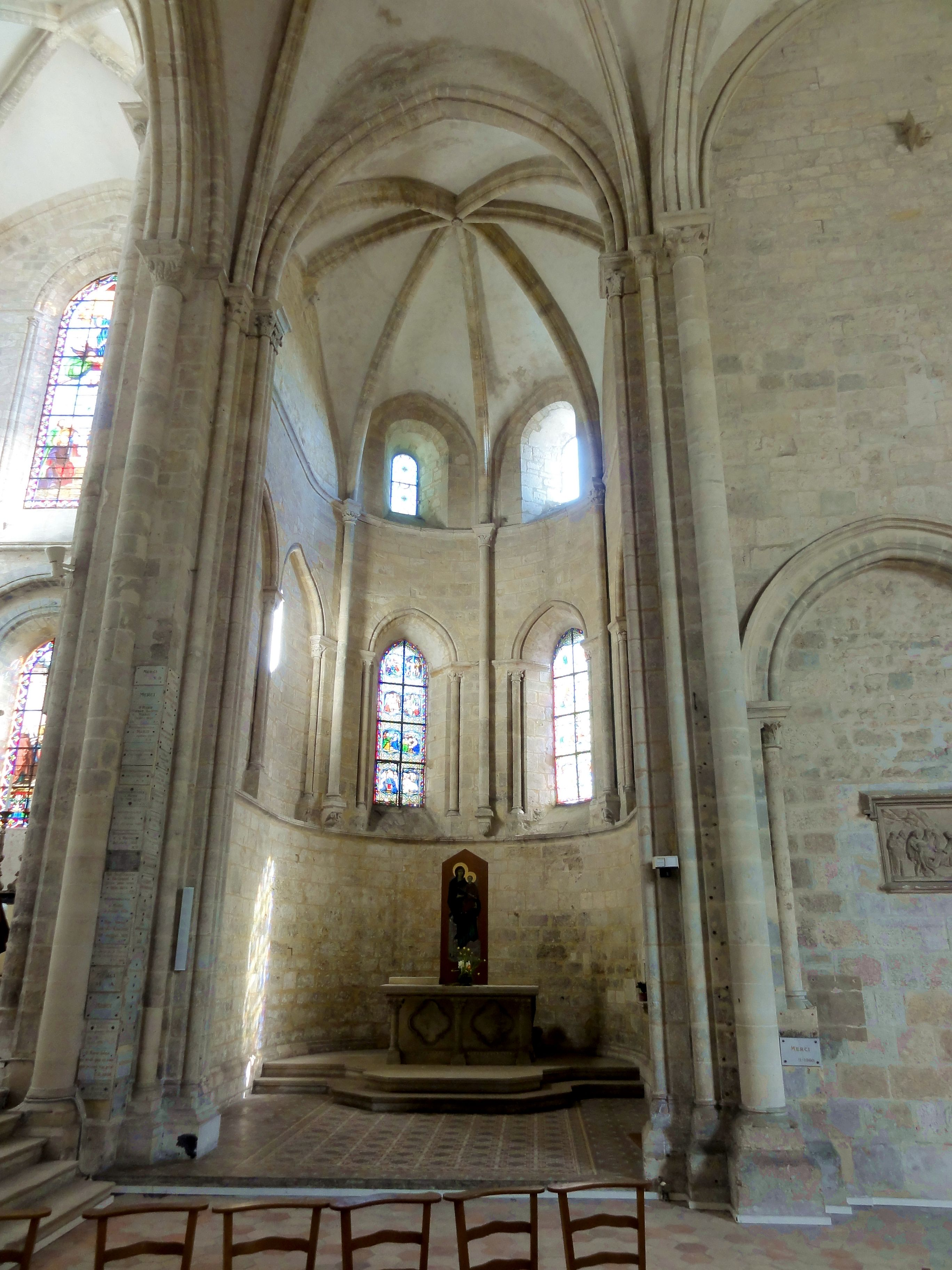
Chapelle du Rosaire.
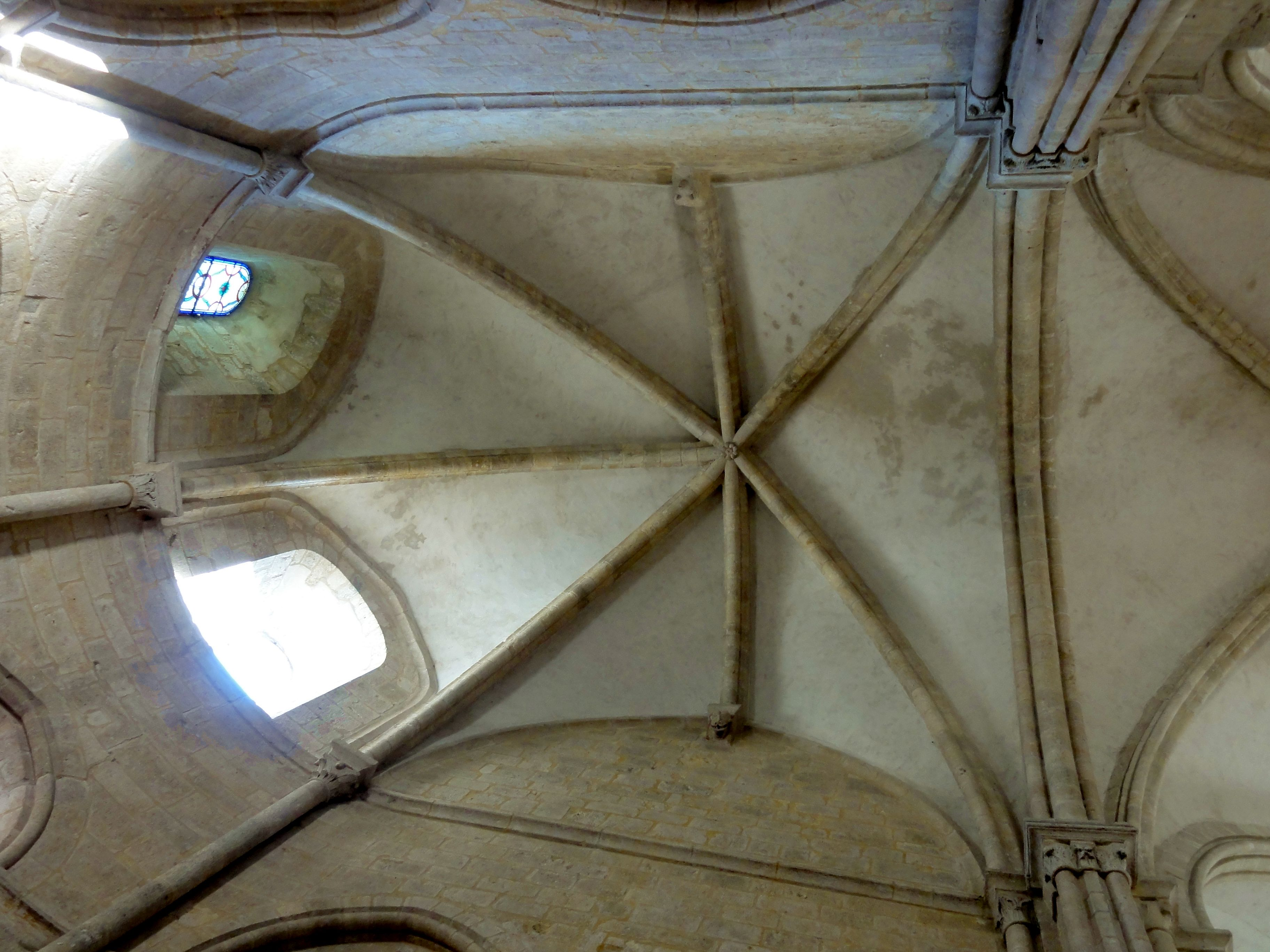
Chapelle du Rosaire, voûte.

### Extérieur

#### Clocher

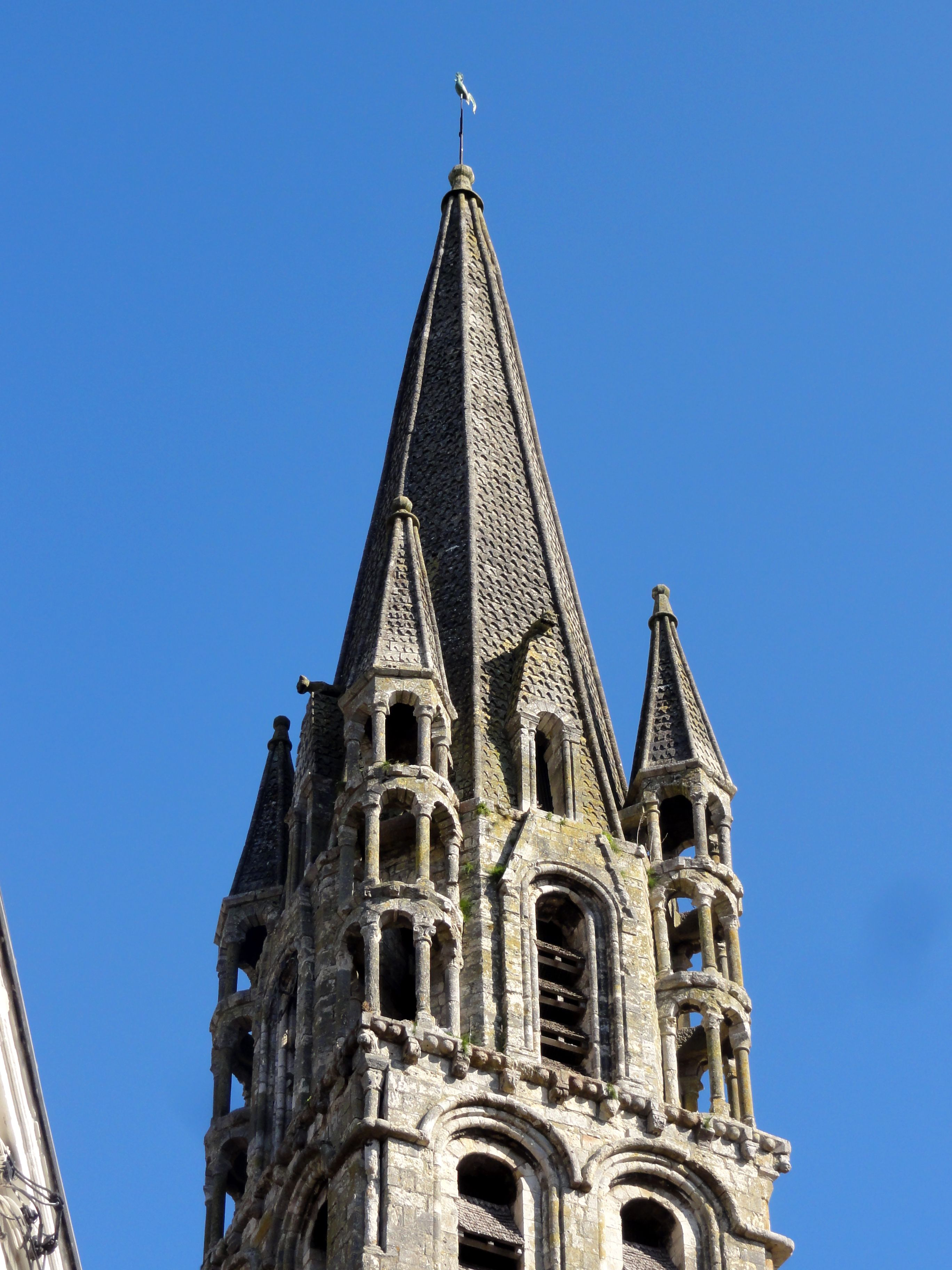
Clocher, parties hautes.

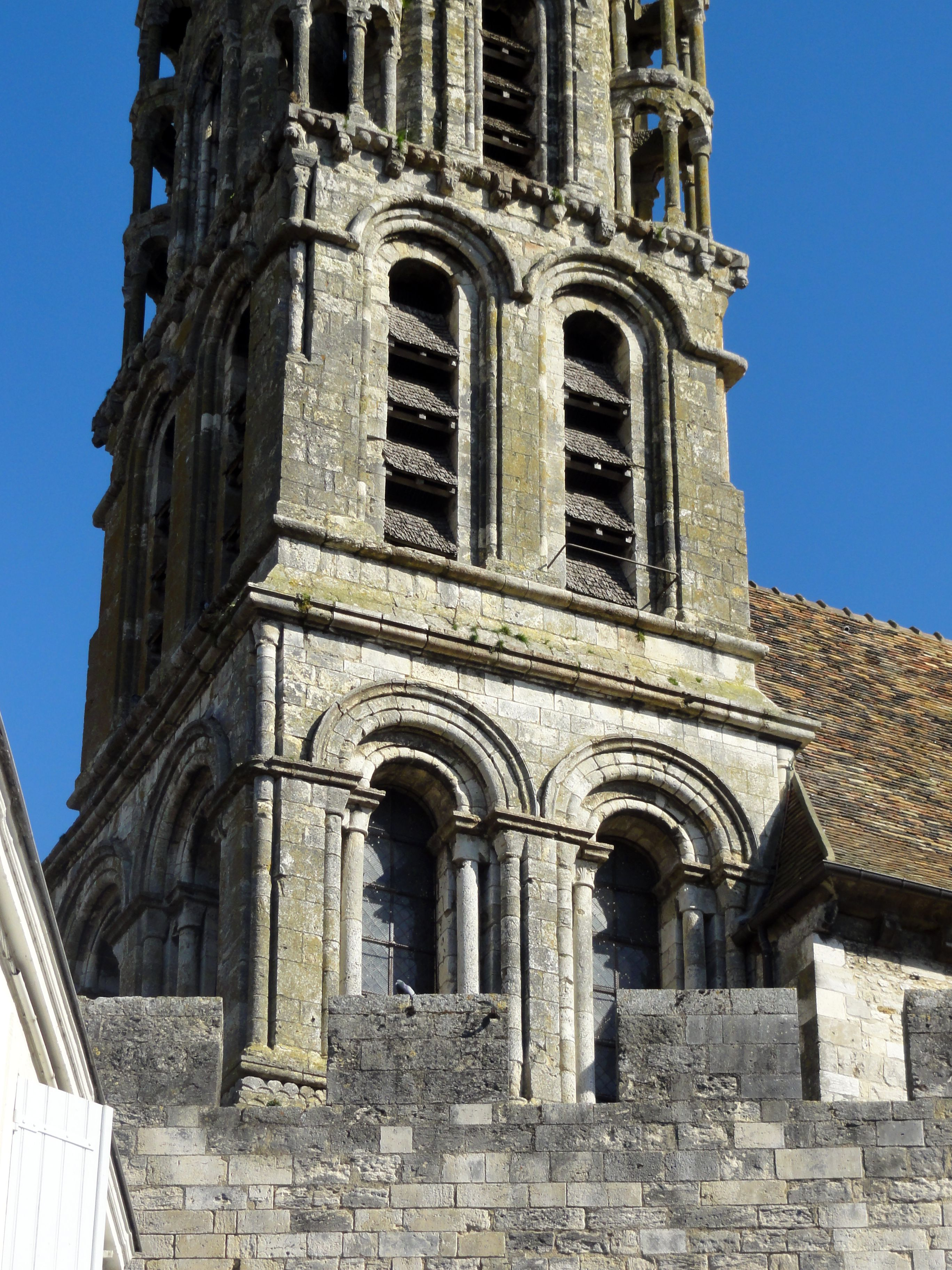
Clocher, parties basses.

Le clocher occidental était l'une de deux tours de l'église, le second clocher aujourd'hui disparu s'étant élevé au-dessus de la croisée du transept. Seule la base du clocher remonte à la première campagne de construction. Le raccordement avec le premier étage de baies, qui correspond à la seconde campagne, s'opère par un glacis à écailles. Les angles de l'étage sont adoucis par des colonnettes et les fenêtres, assez étroites et profondément enfoncées dans le mur, s'ouvrent entre deux colonnettes qui supportent une double archivolte torique en plein cintre. Ainsi le trumeau central est réduit au minimum. Les moulures sont complétées par un bandeau mouluré au-dessus des archivoltes.
Avec celles-ci, il retombe sur une tablette moulurée continue, qui intercepte même les colonnettes aux angles. Les corbeilles des chapiteaux ont pour la plupart été rendues lisses par l'érosion, mais de place en place y subsistent des vestiges de palmettes de feuilles d'acanthe. La transition vers le second étage de baies est assurée par un bandeau mouluré, un court glacis et un tore. Ici commence la troisième campagne de construction concernant le clocher. Les baies sont toujours en plein cintre et la modénature est même moins sophistiquée. Les baies sont entourées d'un tore continu, sans chapiteaux ni tailloirs. Au niveau des impostes, un tore fait le tour de l'étage et s'infléchit au-dessus des archivoltes des baies. Il y a aussi des colonnettes aux angles, mais elles ne commencent qu'à mi-hauteur. L'étage se termine par une corniche où dix modillons par face, y compris ceux aux angles, la plupart sculptés en masques, alternent avec deux boules. La corniche marque l'amorce de la flèche octogonale, qui fut entreprise lors de la même campagne.
La partie inférieure de la flèche se distingue des parties hautes par des surfaces murales lisses, ce qui n'est guère aperçu comme défaut esthétique puisque toute l'attention est attirée par les quatre lucarnes et les quatre lanternons, dont les deux premiers niveaux appartiennent à la même campagne. Les baies des lucarnes sont entourées de deux tores continus, ce qui permet le rattachement de leur construction à la même campagne que celle du second étage de baies. Chaque lucarne était munie d'un gâble plein, dont la moitié supérieure fut supprimée lors de la poursuite du chantier sous la quatrième campagne. L'architecte chargé de l'achèvement du clocher remplaça les parties supérieures des gâbles par un deuxième ordre de lucarnes. Leurs étroites baies en plein cintre sont flanquées de deux colonnettes à chapiteaux dont les tailloirs sont de simples tablettes biseautées qui rejoignent latéralement les faces de la flèche. Les archivoltes ne sont pas décorées.
Les gâbles des lucarnes et leurs toitures en bâtière sont uniformément couvertes d'écailles, comme le reste de la flèche, mais les arêtes ne sont ici pas agrémentées de tores. Hormis les lucarnes, les faces de la flèche sont pleines et cependant évitent une apparence de lourdeur grâce aux quatre lanternons qui occupent les angles. Elles sont hexagonales, mais les deux premiers niveaux s'appuient contre la flèche et ne comptent que trois faces entières. Chaque niveau des lanternons est formé par des colonnettes, à raison d'une seule par angle, qui supportent des arcatures en plein cintre sans moulures. Les corbeilles des chapiteaux sont sculptées de volutes d'angle. Les niveaux sont séparés par des corniches de modillons sculptés de masques. Le troisième niveau n'était initialement pas prévu, et il est de diamètre réduit. Sa corniche est une simple tablette biseautée, et supporte une flèche qui apparaît comme une miniature de la flèche principale. Ces clochetons hexagonales sont uniques en leur genre, et se situent stylistiquement à mi-chemin entre les types des XIIe et XIIIe siècles. Dans son ensemble, le clocher de Notre-Dame d'Étampes est beaucoup plus élégant que la tour méridionale de la cathédrale de Chartres et que tous les clochers romans du bassin de l'Oise, et même si l'homogénéité stylistique n'est pas totale, sa silhouette est remarquable.

#### Façade occidentale et élévation sud

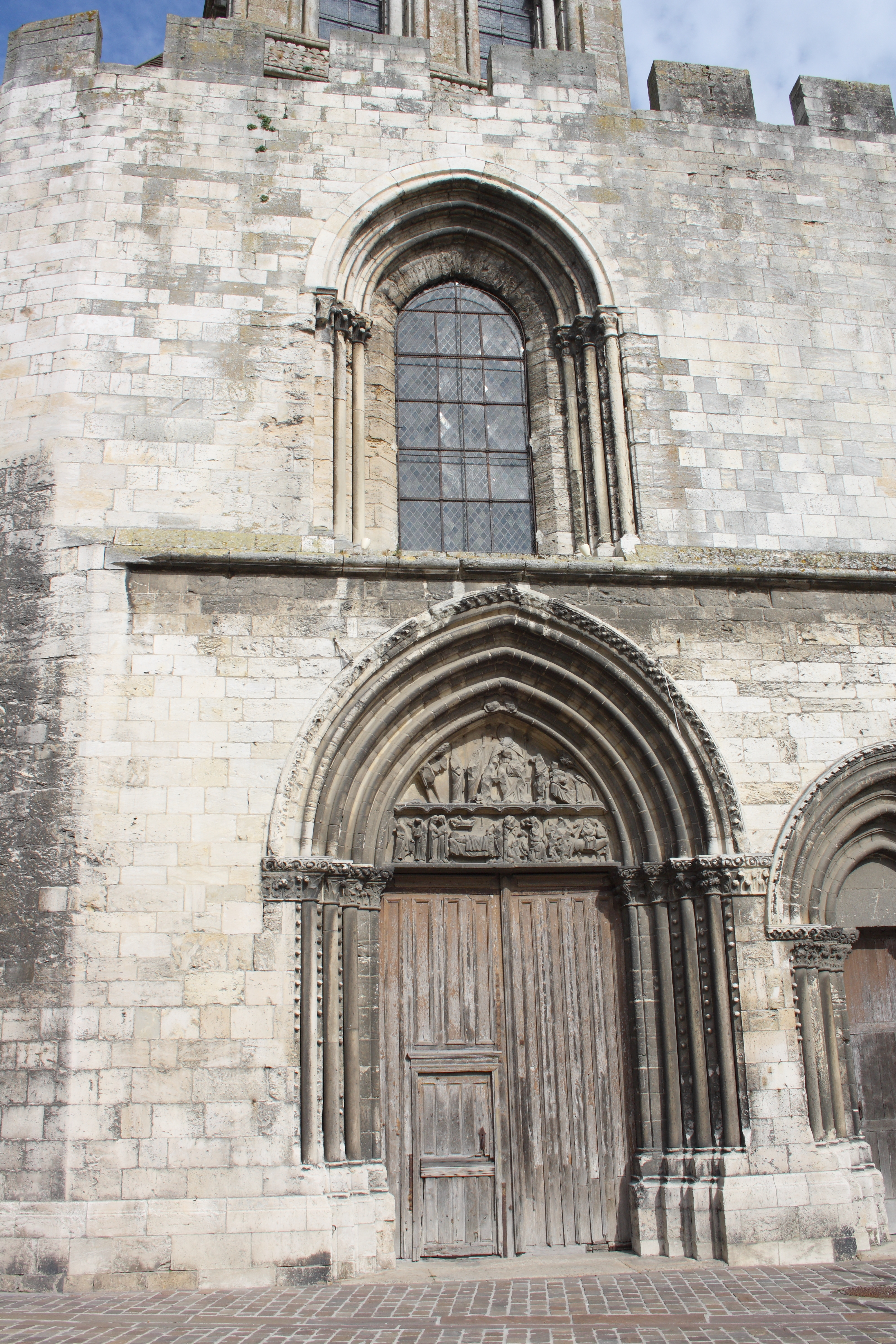
Façade occidentale, partie centrale.

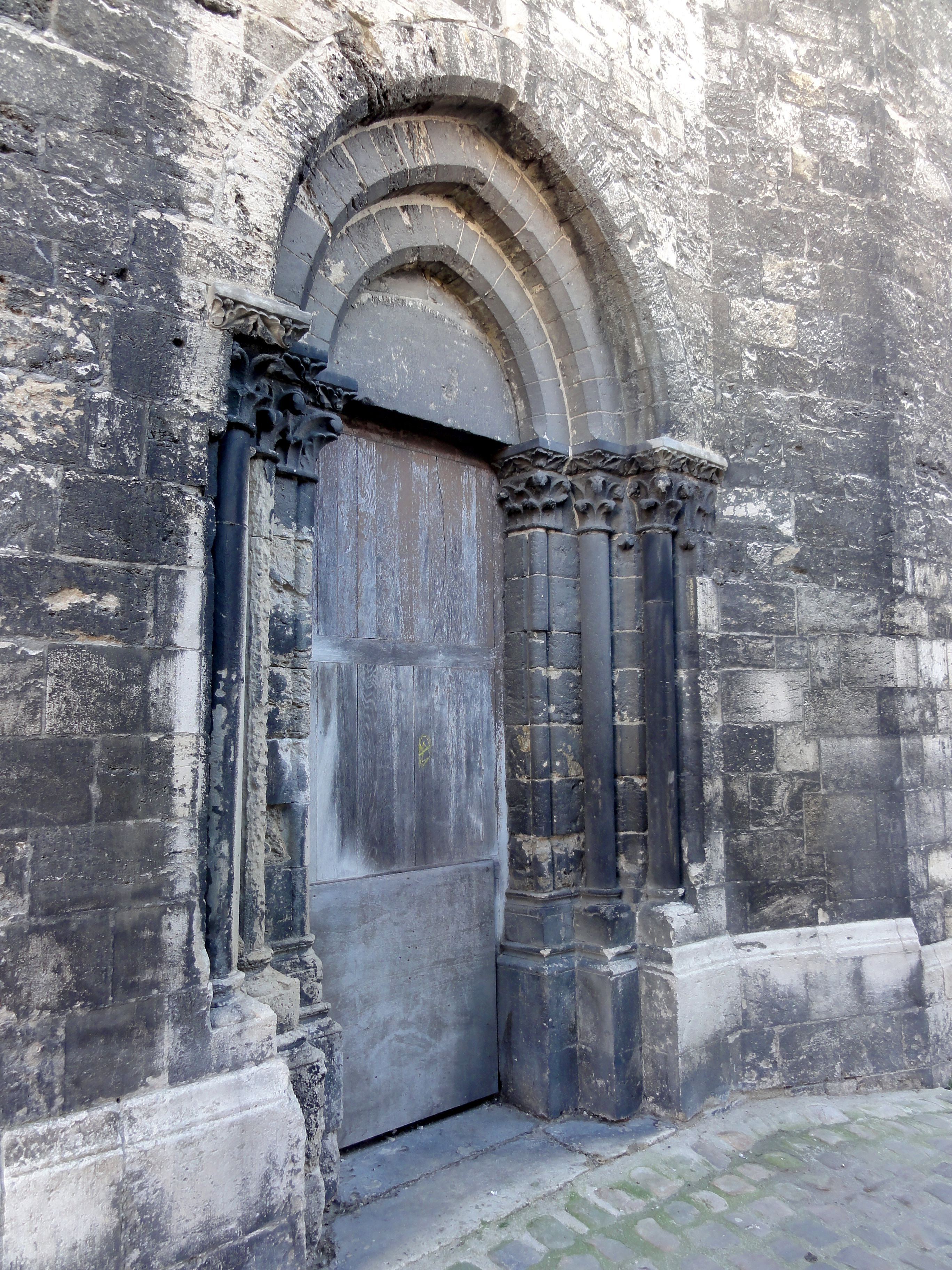
Façade occidentale, portail de gauche.

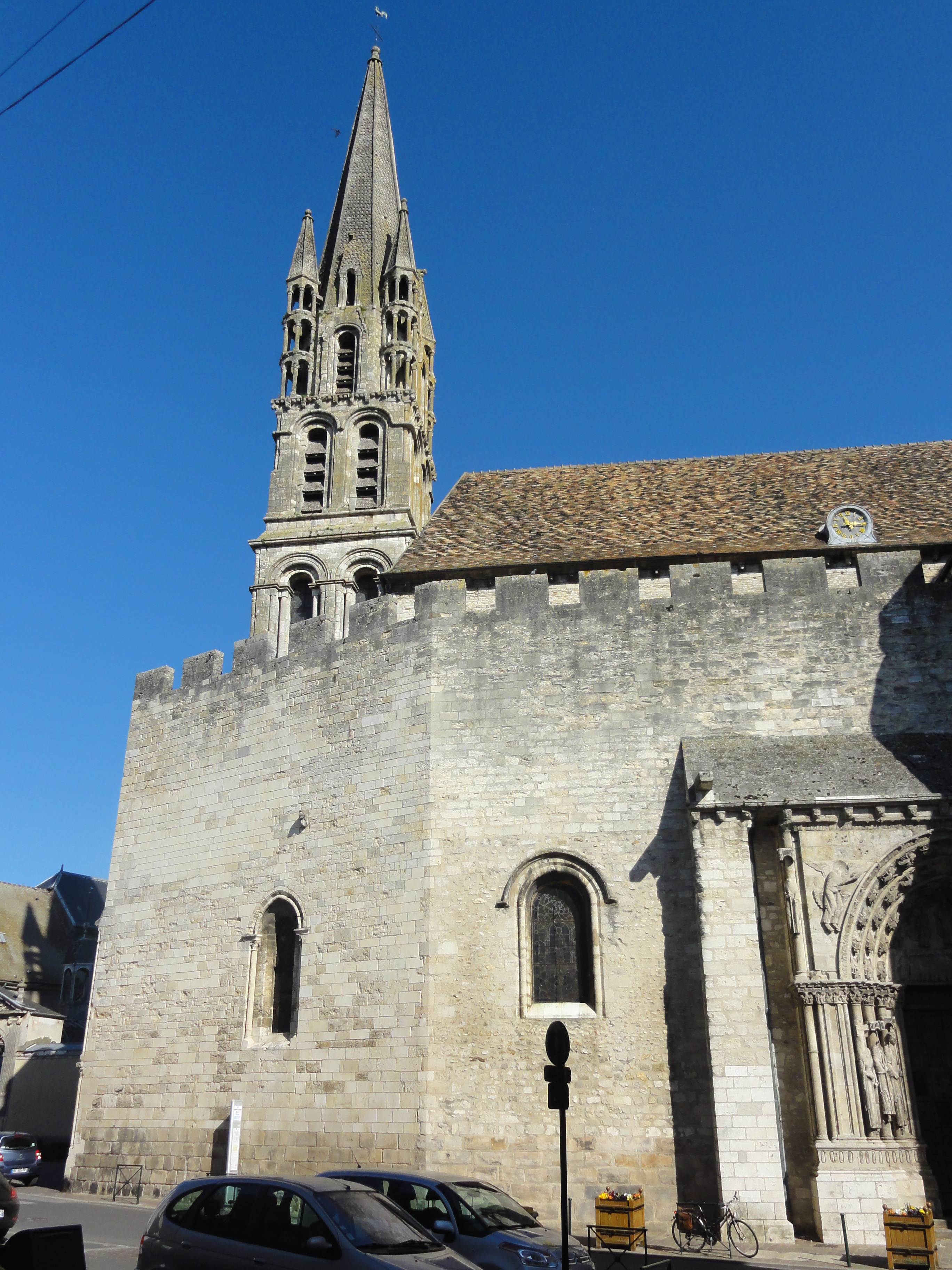
Vue depuis le sud.

La façade occidentale avec ses trois portails et l'élévation méridionale du bas-côté sud, sauf le clocher, ont été édifiées au début du XIIIe siècle dans le contexte de la fortification de l'église. Cette modification n'est pas à son avantage, et apporte des surfaces murales plates, soigneusement appareillées en pierre de taille, mais faisant disparaître les éléments décoratifs d'origine, sauf le portail latéral sud, dit portail royal. Les murs se terminent par un parapet crénelé, sans mâchicoulis ni échauguettes, mais avec un chemin de ronde dont la création nécessita la modification des toitures des bas-côtés et chapelles. Le mur occidental de la chapelle au nord du clocher, et le mur méridional de la chapelle au sud du clocher, sont obliques, ce qui est imputable au manque de place. Un renflement s'observe à gauche du portail central de la façade. Seulement la partie de la façade correspondant au narthex et à la chapelle au sud du clocher s'organise sur deux niveaux d'élévation, les autres murs n'étant qu'à un seul niveau d'élévation.
Le second niveau est ici représenté par le mur gouttereau sud de la nef, placé largement en retrait, et difficilement visible depuis la voie publique en raison de la densité du tissu urbain. — Les trois portails occidentaux sont différents. Celui de la chapelle au nord du clocher est à un seul vantail. Sa triple archivolte est constituée de claveaux non moulurés, aux arêtes abattues. Le tympan est nu ; c'est pour l'essentiel un haut linteau monolithique en bâtière, qui supporte une seule assise. Les tailloirs sont en revanche richement sculptés de feuilles de vigne et de grappes de raisin. Ils sont supportés par les chapiteaux de deux groupes de trois colonnettes, qui sont logées dans des angles rentrants du mur. Les deux colonnettes intérieures sont appareillées et plus minces que les autres, mais ont des chapiteaux largement débordants. Les autres colonnettes sont en délit. Les chapiteaux des deux colonnettes extérieures sont bordées par une courte section de frise sculptée des mêmes motifs. Au-dessus du portail, le mur est ajouré d'une baie en arc brisé à simple archivolte,.
Le portail central, ouvrant sur le narthex, est éloigné de cinq mètres du portail de gauche. La décoration est bien plus riche que sur les portails de gauche et de droite : la quadruple archivolte est moulurée de tores dégagés, et surmontés d'un cordon de feuilles de chêne et de vigne, et de grappes de raisin, d'une facture différente de celle des tailloirs, à moins qu'il ne s'agisse de tiges de cresson. Le tympan est sculpté de bas-reliefs sur deux registres, qui mettent en scène une quarantaine de personnages. Le motif principal, au milieu du second registre, est le Couronnement de la Vierge. À gauche, l'on voit le Songe des rois mages, et à droite, l'Adoration des mages. En bas, on découvre, de gauche, l'Annonciation faite à Marie ; la Visitation de la Vierge Marie ; la Nativité de Jésus Christ, avec la particularité que Marie accouche dans un lit, et qu'une sage-femme lui assiste ; l'Annonce aux bergers ; le Massacre des Innocents ; et la Fuite en Égypte. Il n'y a pas de linteau.
Les tailloirs sont sculptés à l'image du cordon de l'archivolte. Les chapiteaux s'organisent de la même façon que sur le portail de gauche, avec donc des chapiteaux débordants près de la porte, et des frises accompagnant les chapiteaux extérieurs. Parmi la flore représenté sur les chapiteaux, Louis-Eugène Lefèvre a cru identifier la renoncule, le chêne, l'ancolie, la fougère, et la lierre ou la jeune vigne. Les colonnettes s'organisent encore de la même façon qu'au portail de gauche. Les deux colonnettes extérieures de chaque côté sont bordées d'un rang de perles, motif qui revient sur toutes les parties de l'église reprise au début du XIIIe siècle, et prouve que les travaux respectifs appartiennent à une même campagne.
Quant au portail de droite, il est presque accolé au portail central. Son archivolte est triple, et son tympan est nu ; sinon, il est en tous points analogue au portail central. Au-dessus des portails, un bandeau mouluré d'un tore marque le début du second niveau d'élévation, qui comporte une grande baie en arc brisé. Elle est entourée d'un chanfrein, et devrait remonter à l'époque de la construction de la nef, mais fut agrémentée d'une triple archivolte reposant sur les tailloirs de colonnettes à chapiteaux.
L'élévation méridionale est surtout intéressante pour son portail, qui date du milieu du XIIe siècle et sera décrit à part. Il est protégé par un glacis, qui prend appui sur une tablette au-dessus d'une corniche de modillons sculptés en masques. À gauche, le glacis est supporté par une sorte de contrefort. Ces aménagements s'inscrivent dans le contexte de la transformation de l'église au début du XIIIe siècle. La fenêtre en plein cintre de la première travée du bas-côté, à gauche du portail, est la seule qui reste de la campagne de construction de la nef, vers 1135. Elle est entourée d'un tore continu, et surmonté d'un bandeau torique qui se continue sur une courte section au niveau des impostes. L'étroite fenêtre en arc brisé de la chapelle au nord du clocher date d'une époque indéterminée. Louis-Eugène Lefèvre indique à proximité une meurtrière bouchée vers la fin du XIXe siècle, à environ 5,20 m du sol. Aucune trace n'en subsiste à l'extérieur,.
En ce qui concerne les murs hauts de la nef, Philippe Plagnieux signale un arc-boutant très archaïque, qui selon ses termes devrait plutôt être qualifié de béquille, et qui se situait à la limite entre la première et la seconde travée, jusqu'à sa suppression lors de récents travaux (années 1990 ?). Le rampant d'un arc-boutant est également pris dans la maçonnerie du mur occidental du croisillon nord, et le départ d'un arc subsiste dans l'appareil du mur occidental du croisillon sud.

#### Portail royal

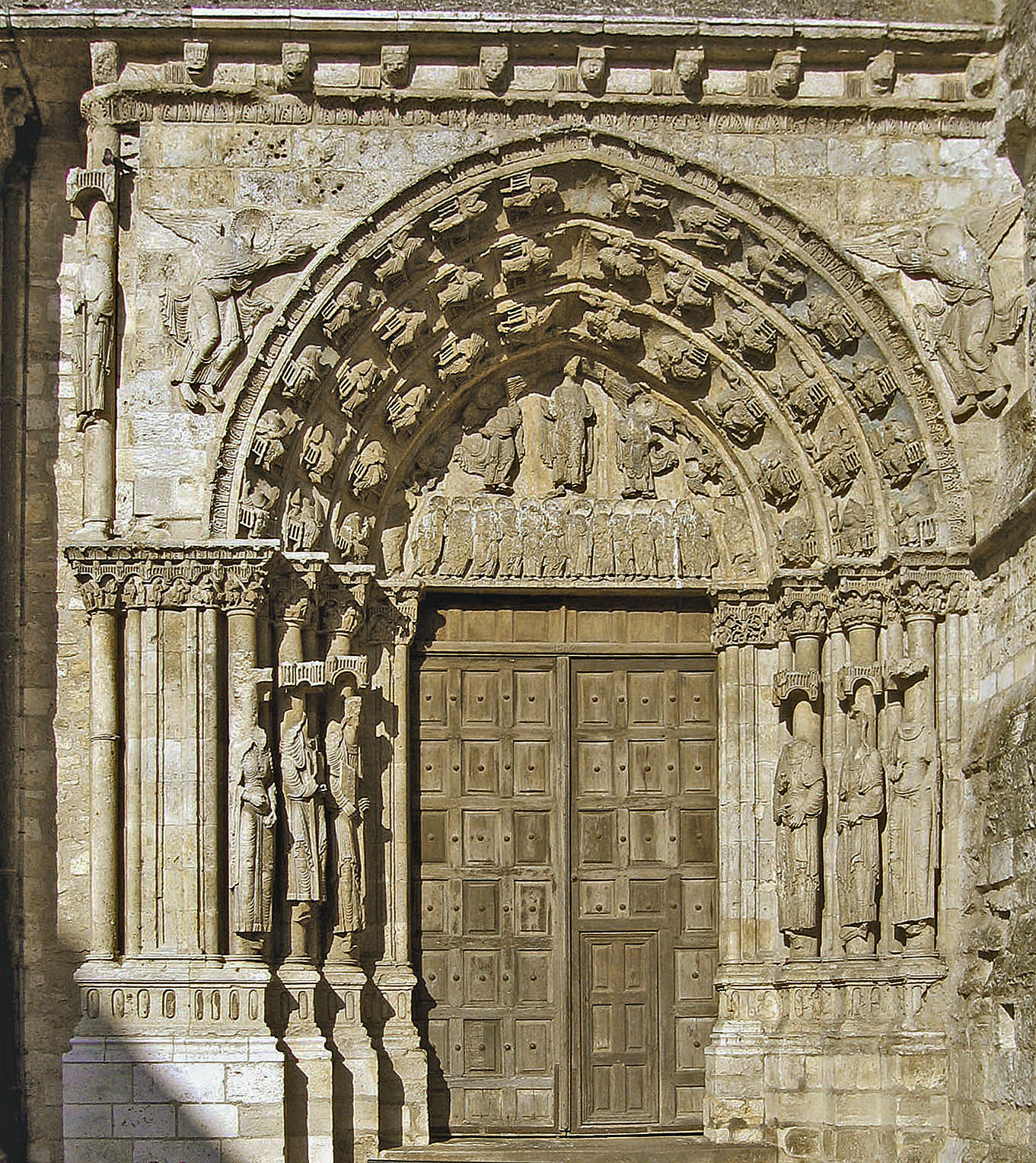
Vue d'ensemble du portail royal.

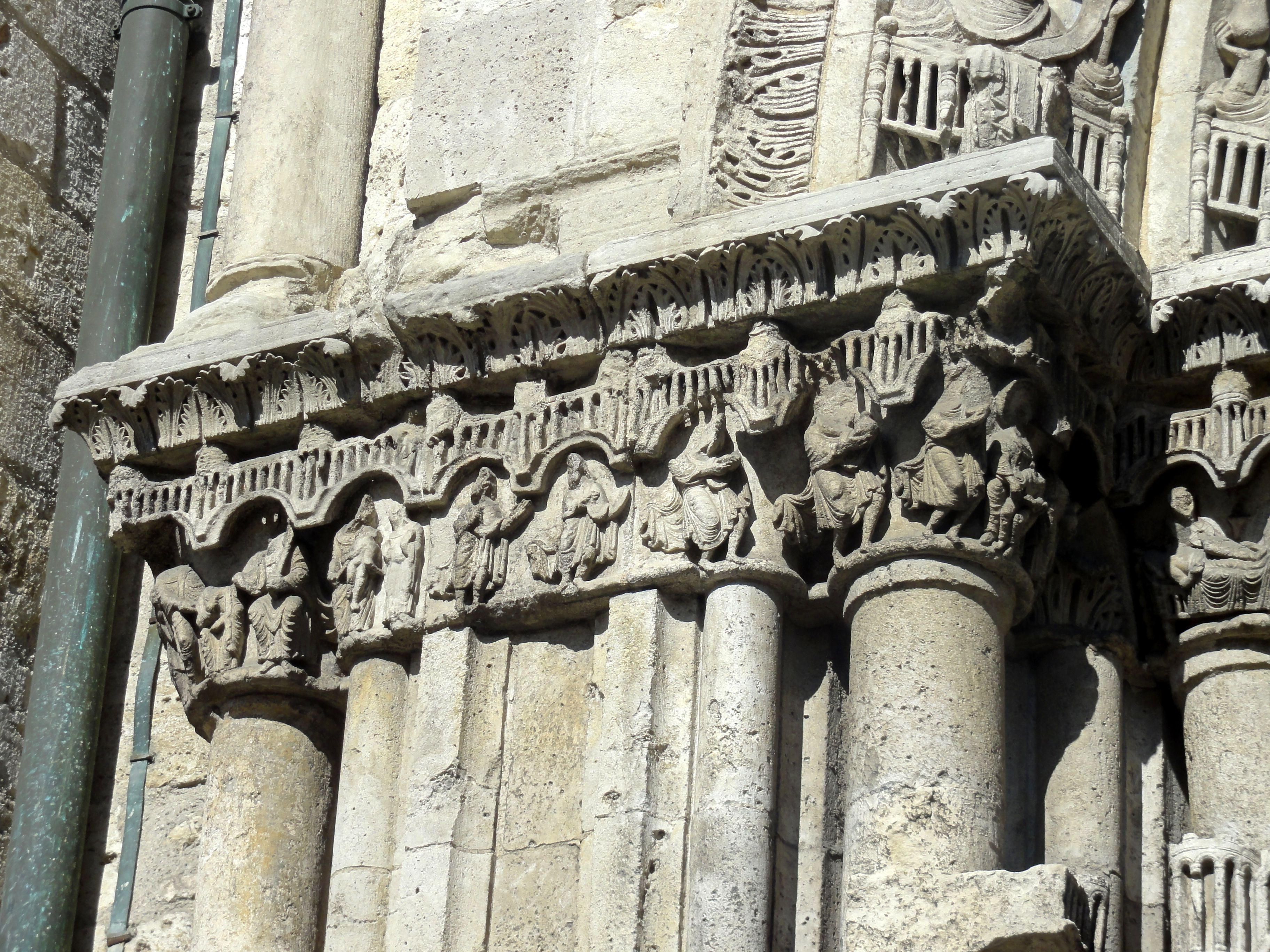
Frise de gauche, vue partielle.

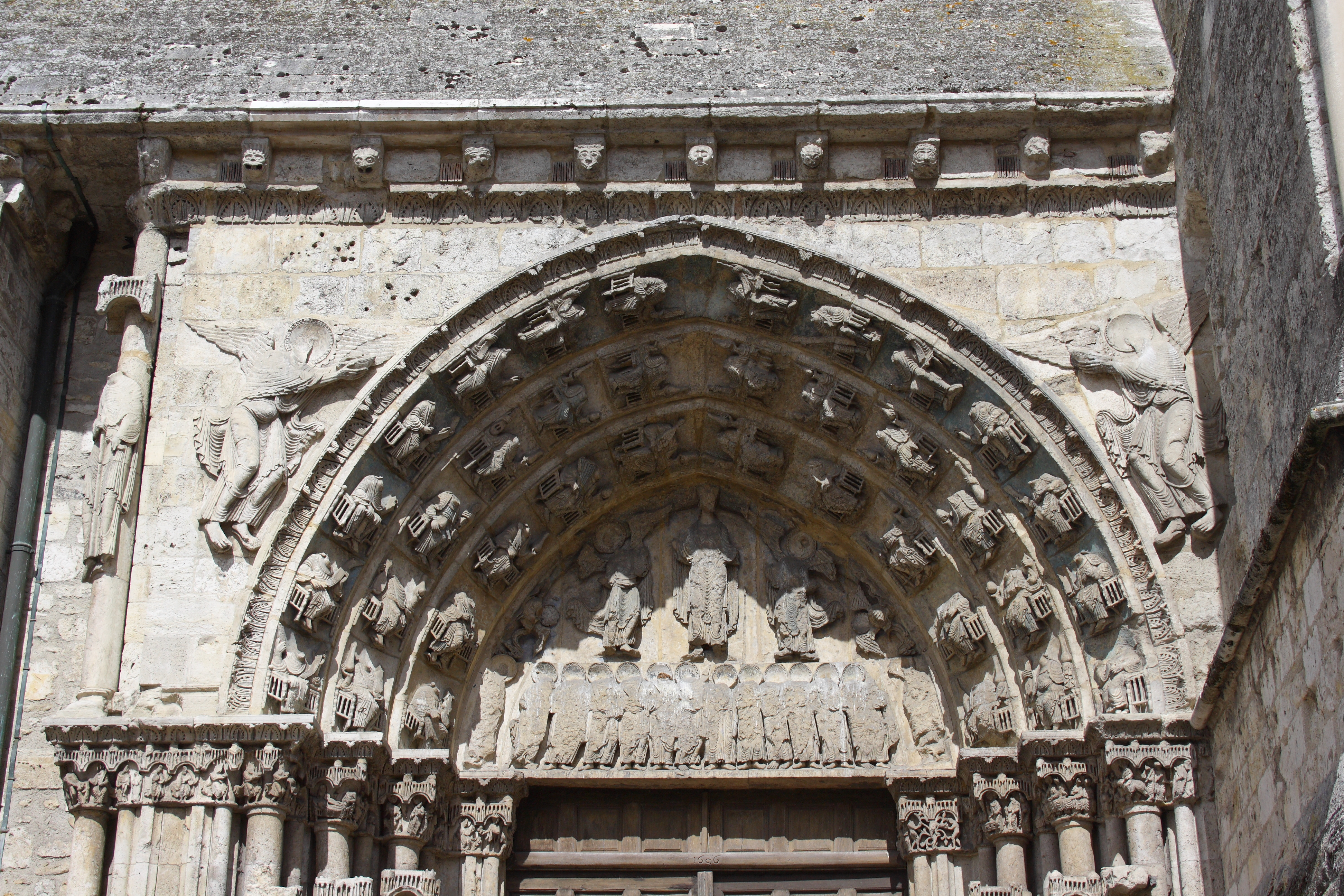
Partie supérieure.

Le portail royal dans la seconde travée du bas-côté sud de la nef forme un avant-corps saillant, amorti par le glacis déjà signalé. C'est un rajout postérieur, mais il est toujours roman, et antérieur au croisillon sud, qui cache l'angle droit de l'avant-corps. L'une des deux statues-colonnes de saint Pierre et saint Paul exposées dans la chapelle qui leur est dédiée occupait initialement l'angle. Par souci de symétrie, les deux statues furent déposées lors de la construction du portail, et l'angle gauche fut refait. Dans le mur occidental du croisillon sud, une niche fut aménagée afin de ne pas cacher partiellement l'un des deux anges sculptés en bas-relief sur les écoinçons. Globalement, le portail est structuré comme suit. La porte à double vantail est cantonnée de deux fines colonnettes accompagnées d'un filet.
Elles supportent le haut linteau, et celui-ci, le tympan. À peu de distance, suivent les deux groupes de trois colonnettes correspondant à la triple archivolte en arc brisé. Chaque colonnette est munie d'un dais ajouré en plein cintre et d'une statue-colonne. L'angle gauche de l'avant-corps présente une colonnette du même diamètre, qui a été refaite sans dais et sans statue. Afin d'éviter les surfaces murales nues, le maître d'œuvre a inséré deux fines colonnettes entre les colonnettes d'angle et celles du portail. Les deux socles communs à toutes les colonnettes d'un côté sont ornés de panneaux verticaux, comme à Chartres et Saint-Germain-des-Prés, qui reposent sur des tablettes moulurée, que quelques assises séparent du sol. L'ensemble des colonnettes supportent une frise continue, une à gauche et une à droite du portail, qui prend la forme de corbeilles de chapiteaux au-dessus des colonnettes.
Cette disposition se retrouve sur le portail royal de la cathédrale de Chartres. La partie supérieure de la frise imite la forme des dais des statues-colonnes, qui sont dépourvus de pinacles, flanqués de deux échauguettes ébauchées, et entaillés d'étroites arcatures en plein cintre sur toute leur largeur. Des tablettes continues tiennent lieu de tailloirs. Elles sont sculptées de feuilles d'acanthe stylisées, motif qui se retrouve sur le cordon qui surmonte l'archivolte supérieur du portail, et qui revient, à double échelle, sur la frise qui court en dessous des modillons de la corniche. Enfin, les deux anges déjà évoqués, sculptés à faible relief, décorent les écoinçons, et la partie supérieure de l'angle de gauche est occupée par une colonne avec dais et statue-colonne. La tête est bûchée, à l'instar de toutes les autres têtes.
L'iconographie du portail se développe sur la frise, sur le linteau et le tympan, et sur les archivoltes. Il y a aussi les statues-colonnes constituées par un calcaire appelé Liais, très riche en milioles, qui étaient au nombre de huit, et comportaient saint Pierre et saint-Paul, comme à Saint-Loup de Saint-Loup-de-Naud. Parmi les six statues qui restent en place, seulement une peut être identifiée, en l'occurrence Moïse à gauche de la porte, grâce aux Tables de la Loi qu'il porte. Il n'y a aucune certitude si les autres statues représentent également des prophètes de l'Ancien Testament, comme à Chartres et Saint-Denis, puisqu'il y avait aussi deux apôtres. Du reste, deux personnages semblent être des femmes. Le programme iconographique n'est donc pas tout à fait consistant. Les statues sont probablement l'œuvre de l'atelier qui sculpta les deux statues-colonnes à l'extrémité de gauche du portail royal de Chartres.
Ce portail est presque contemporain, mais certains détails donnent à penser que le portail d'Étampes fut réalisé en premier lieu, ce qui n'est pas inconcevable étant donné le rôle important de la ville en tant que résidence royale. Les statues n'ont pas la rigoureuse axialité de leurs homologues chartrains, et les plis des vêtements ne sont pas toujours verticaux, mais l'on y observe des tracés concentriques ou en spirale, propres à l'art roman. Pour venir aux frises, celle de gauche est consacrée à l'enfance de Jésus, ou autrement dit, à l'Incarnation, avec l'Annonciation, la Visitation, le songe de Joseph, le bain de l'Enfant, la Nativité, le massacre des Innocents, et Hérode et un prêtre au temple. La frise de droite est consacrée au cycle de la Passion du Christ, avec l'entrée à Jérusalem, la Cène, les Saintes Femmes au tombeau, et l'apparition du Christ à Madeleine. L'accent est mis sur la Rédemption, concept qui se traduit également par l'iconographie des parties supérieures du portail. Mais d'abord, il convient d'insister sur le linteau, où la Vierge Marie, et non le Christ, est entourée des Douze Apôtres. Sur le tympan, l'on voit l'Ascension ; le Christ s'élève aux cieux entre deux anges. Les statuettes dans les voussures de l'archivolte sont alignées en suivant la courbe de l'arc brisé, comme à Chartres et Saint-Denis. Elles sont au nombre de dix dans la voussure inférieure, et de douze dans la voussure médiane, ce qui donne vingt-deux au total, mais elles représentent néanmoins les vingt-quatre vieillards de l'Apocalypse, qui se prosternent devant le Christ, avec leur attribut classique, le luth. Cette référence à l'Apocalypse évoque la fin du monde et la deuxième venue du Christ sur terre. Restent les quatorze statuettes dans la voussure supérieure, qui représentent les quatorze prophètes annonçant la venue du Messie dans l'Ancien Testament.

Ce portail de l'« époque royale » de Notre-Dame-du-Fort, utilise différents matériaux : les statues colonnes, le tympan et les voussures  sont en Liais (calcaire lutétien à milioles), le soubassement en calcaire plus grossier de Souppes-sur-Loing ou de Berchères-les-Pierres, les trumeaux en calcaire lacustre d'Étampes (moellons grossiers), et les escaliers en grès stampien de Fontainebleau.

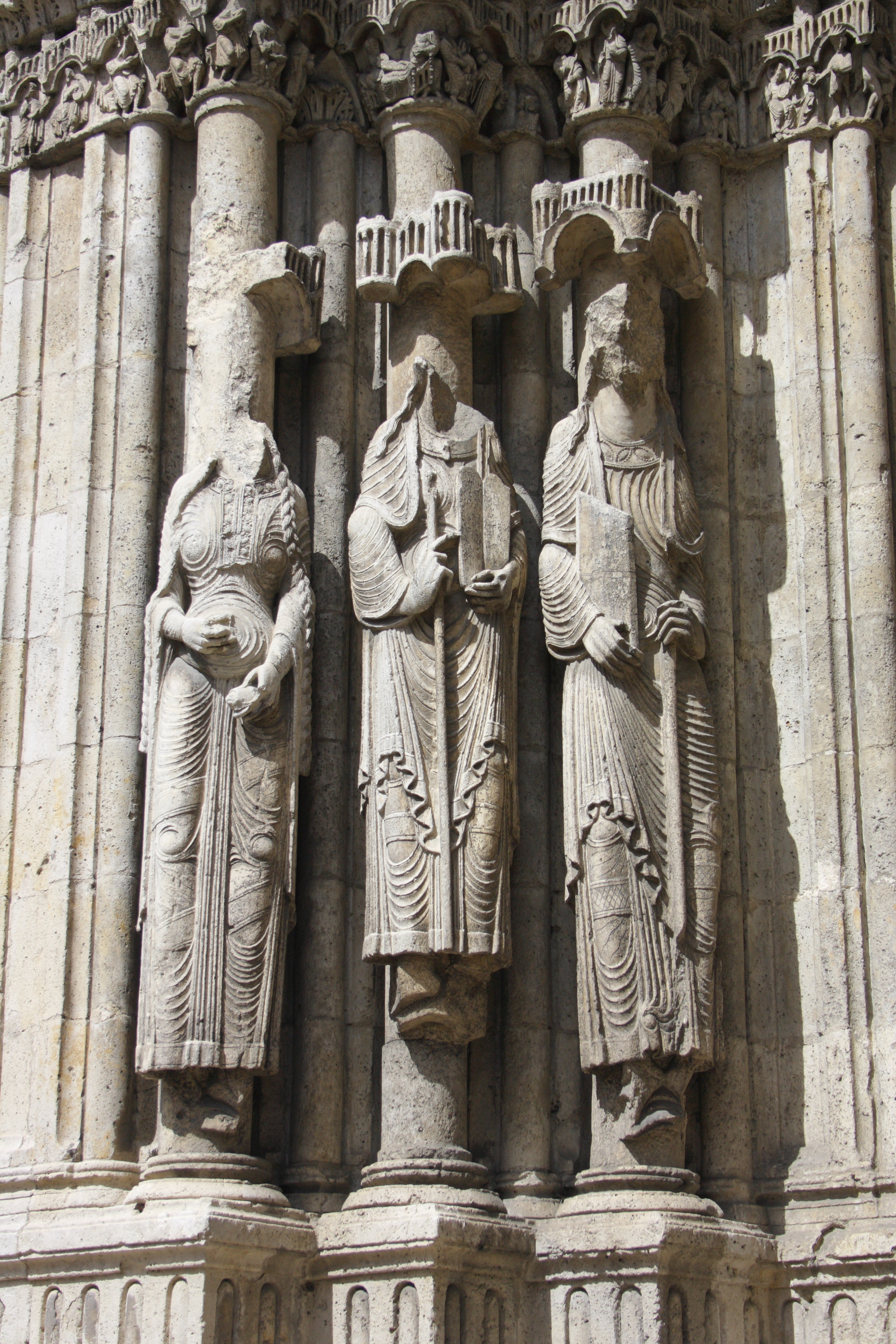
Statues-colonnes de gauche, dont Moïse.
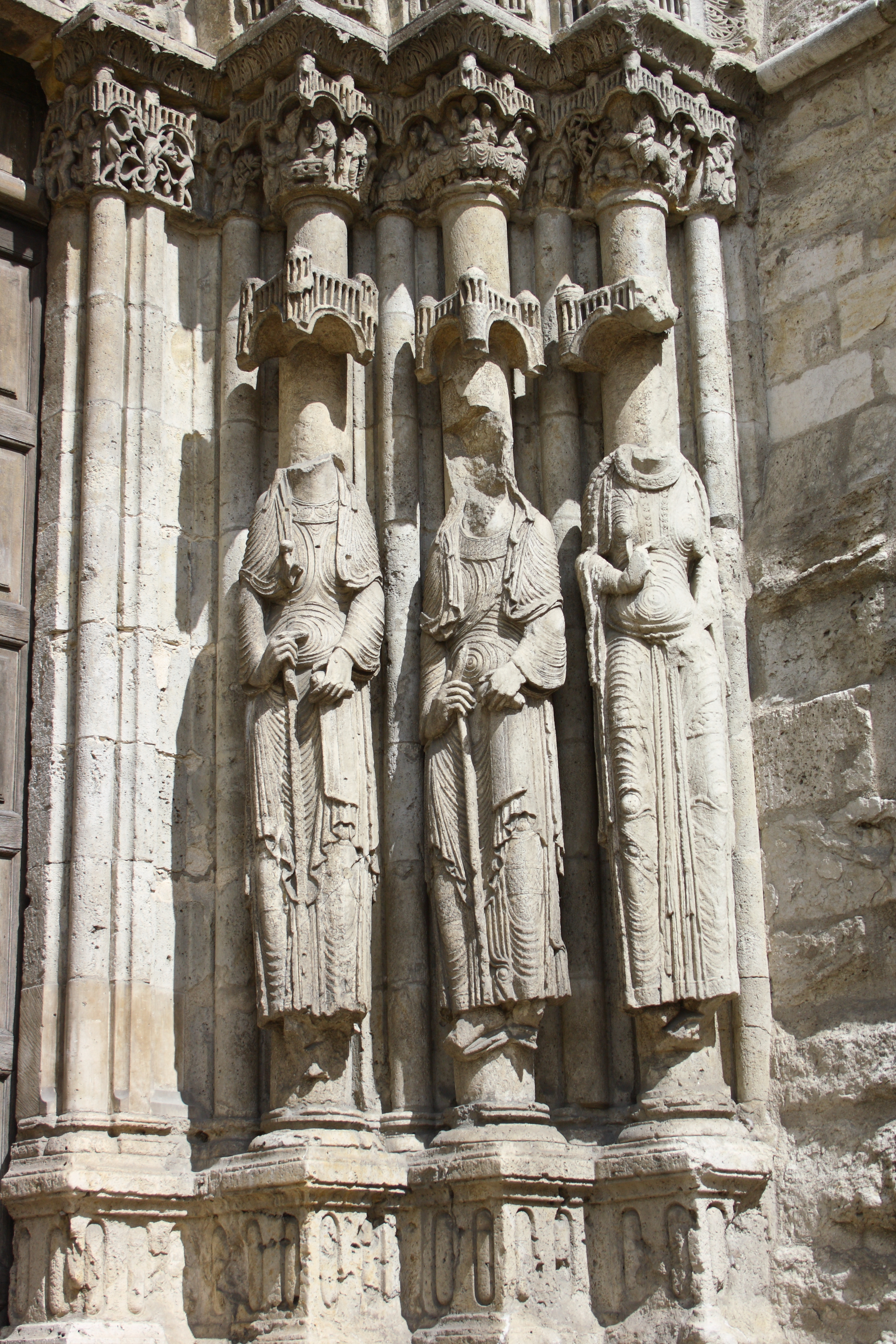
Statues-colonnes de droite.
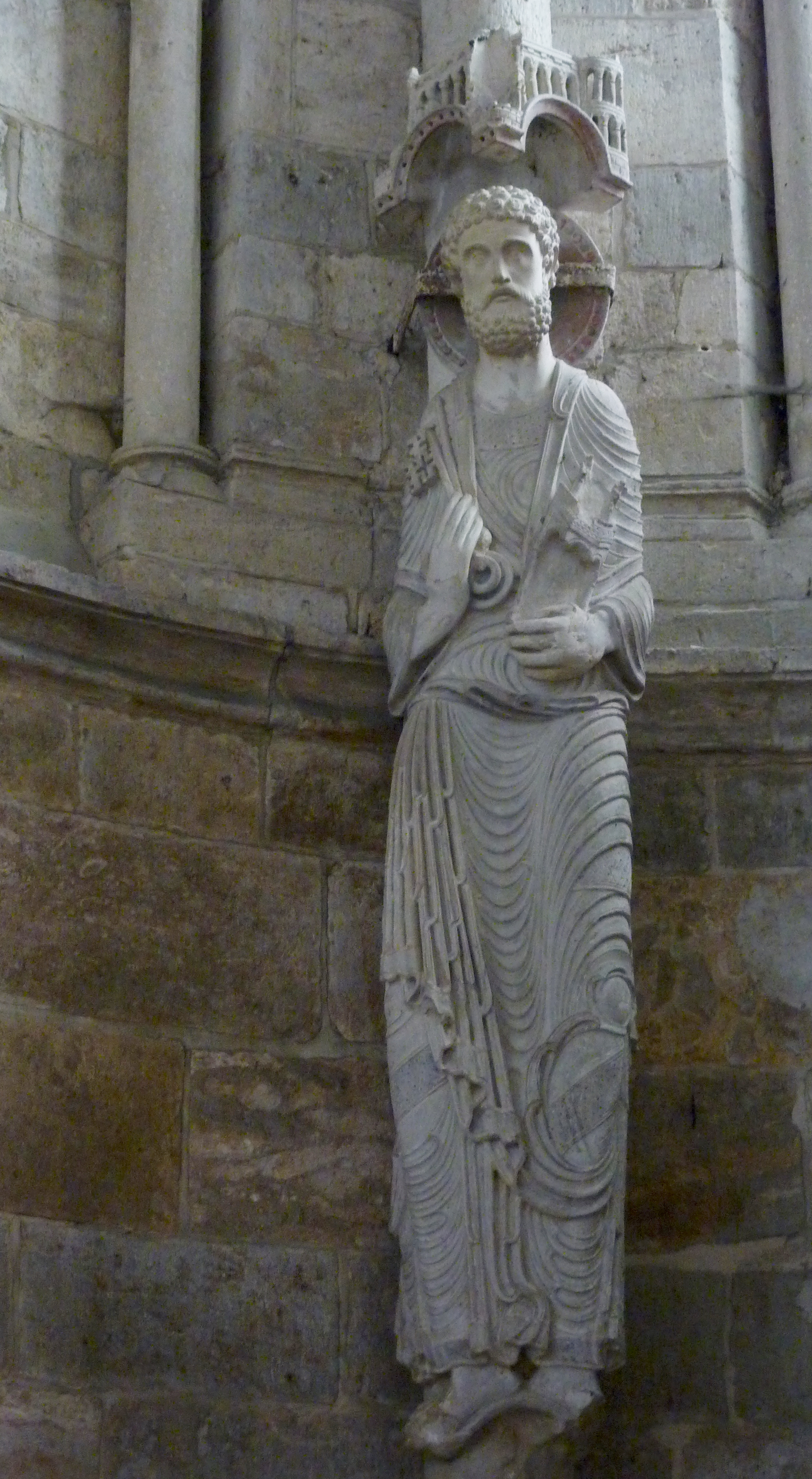
Saint Pierre (à l'intérieur de l'église).
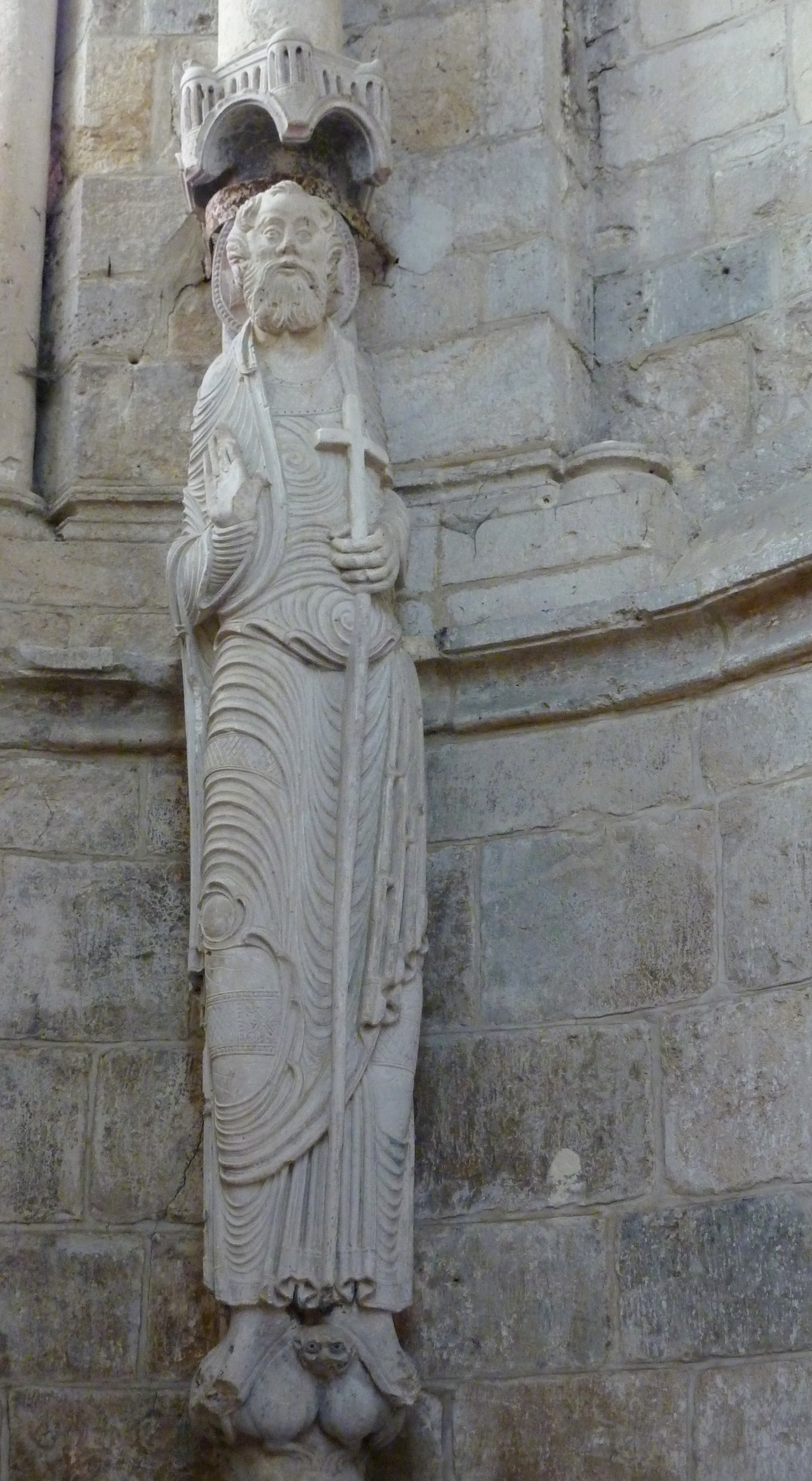
Saint Paul (à l'intérieur de l'église).
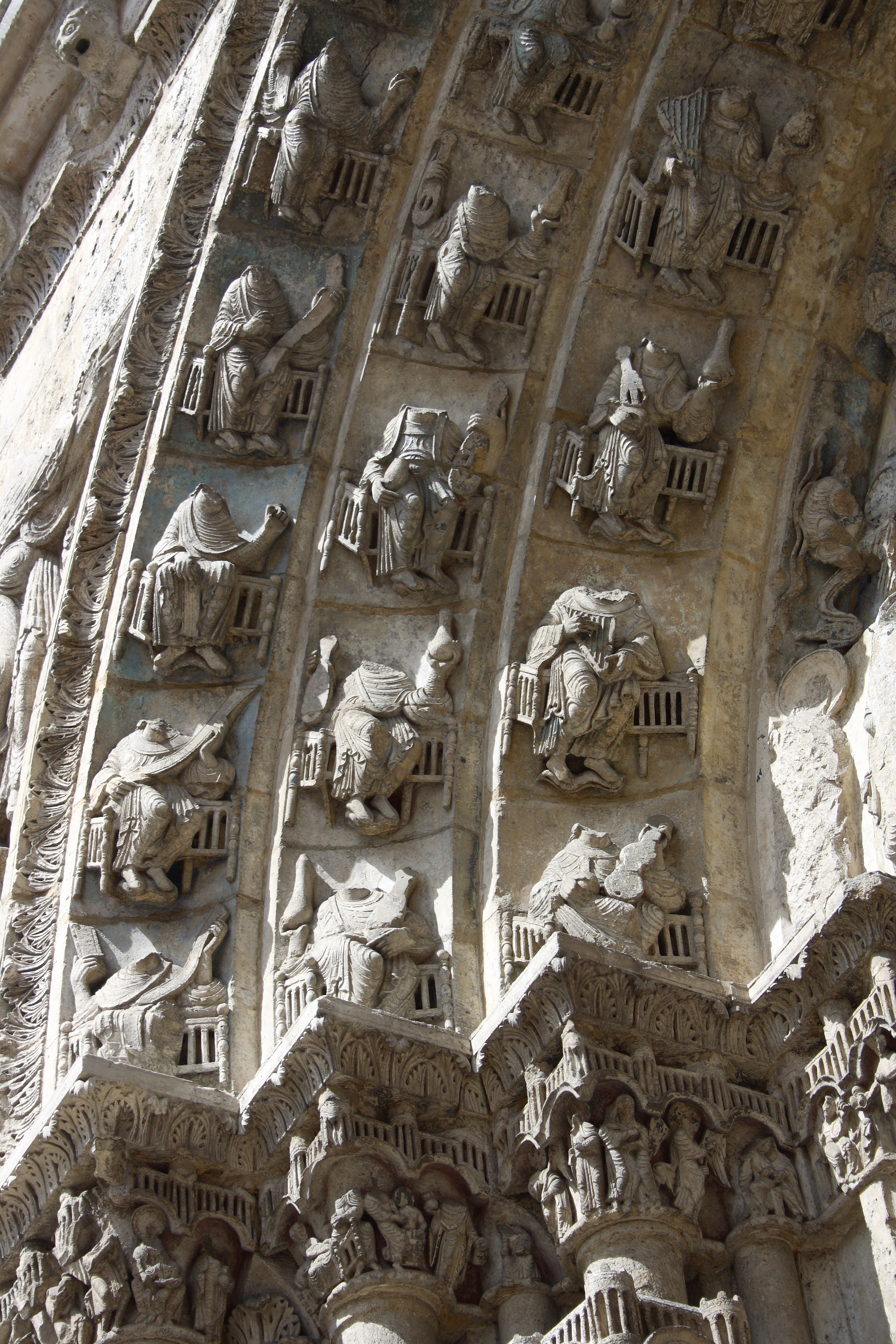
Archivolte, côté gauche.
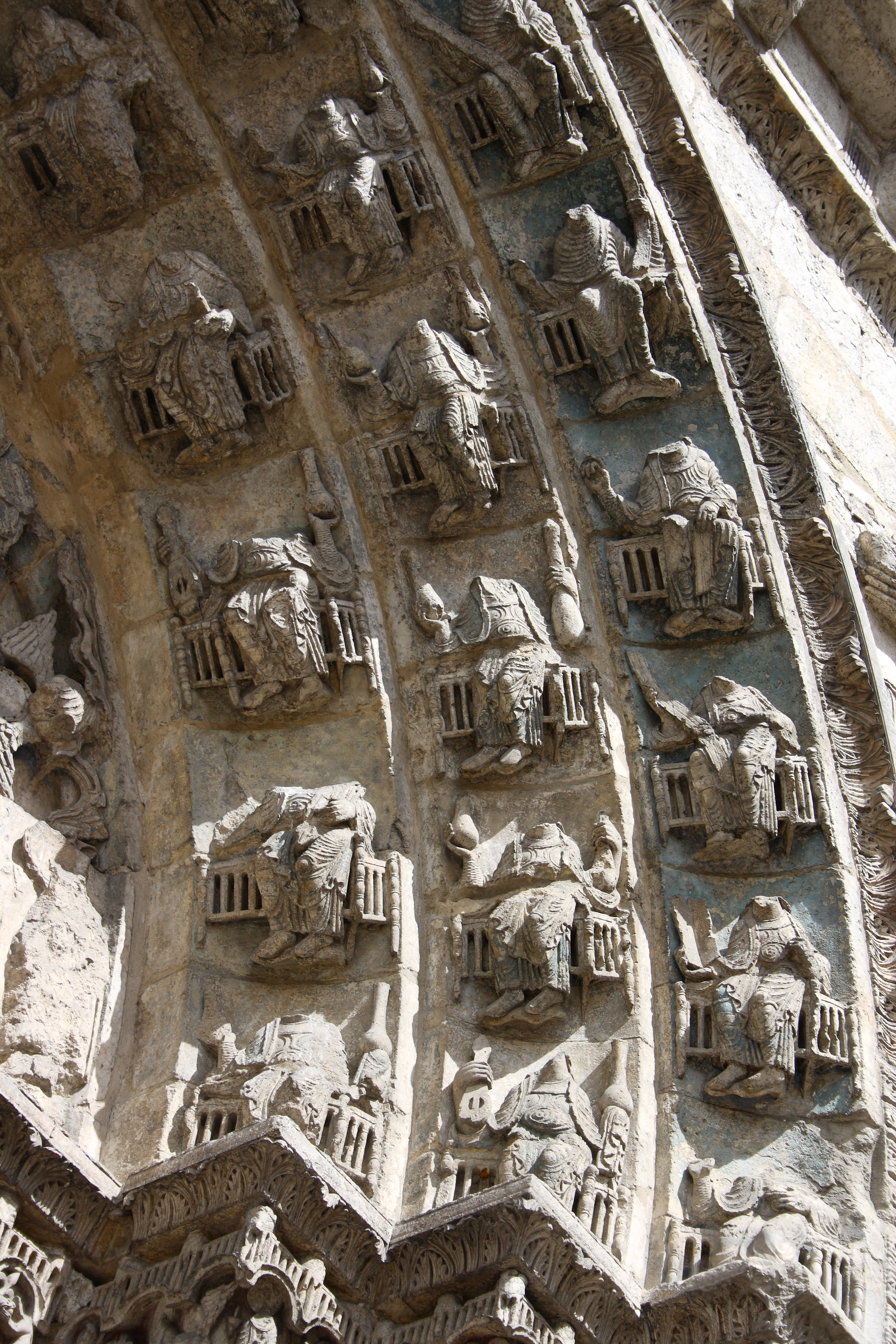
Archivolte, côté droite.

#### Croisillon, collatéral sud et chapelles

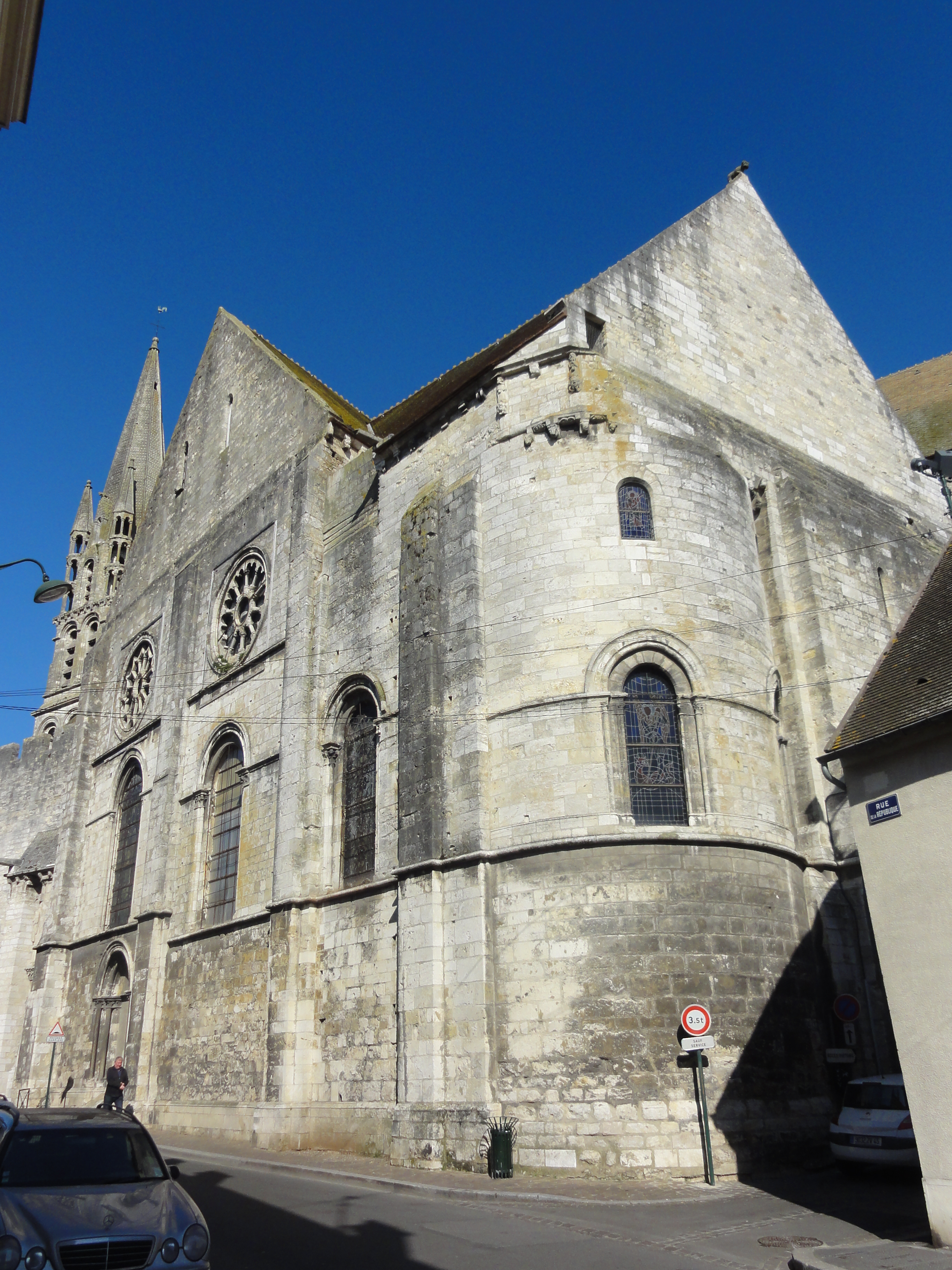
Vue depuis le sud-est.

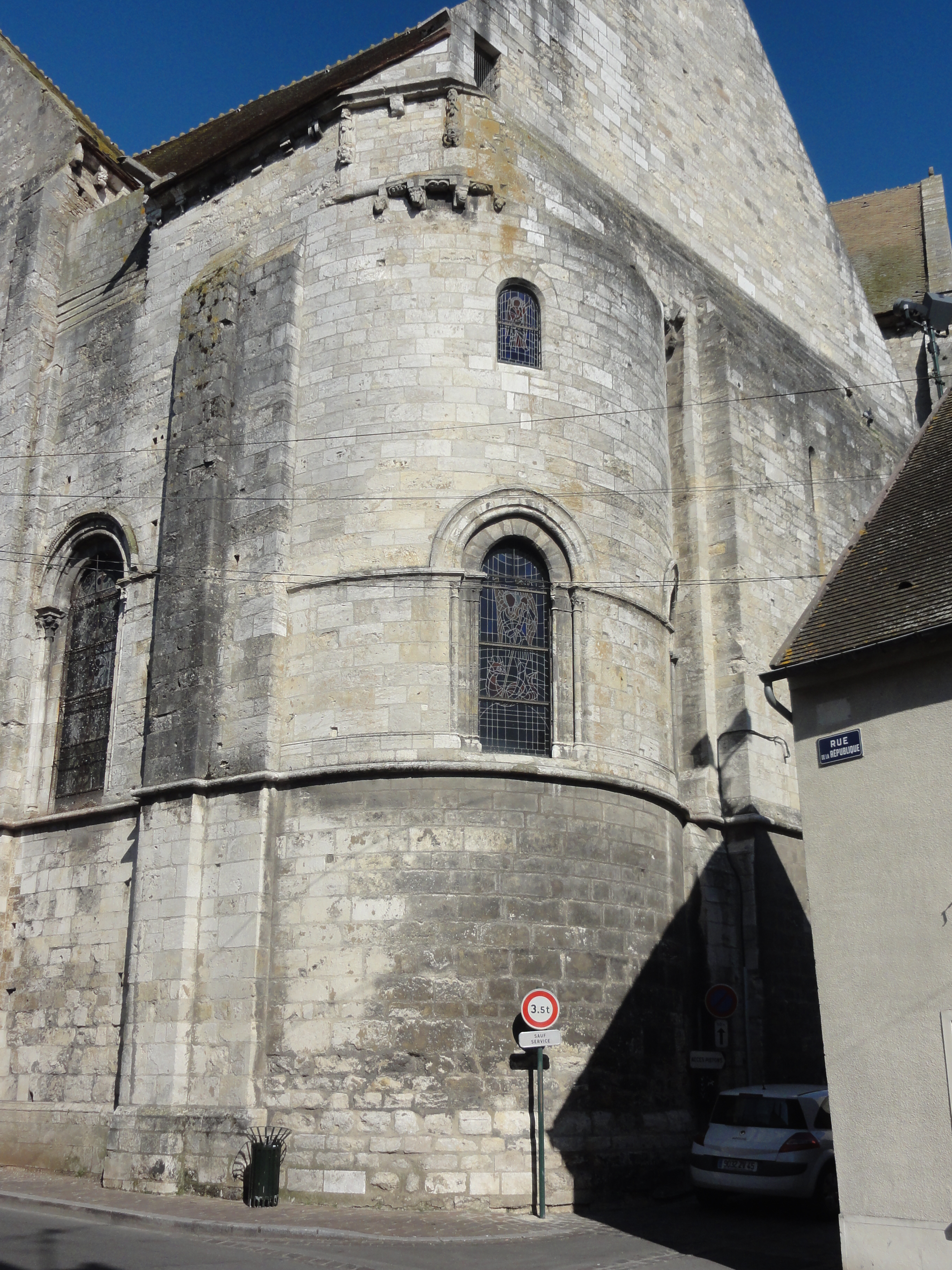
Chapelle du St-Sacrement.

Le double croisillon sud n'est pas concerné par les travaux de fortification. C'est une vaste construction d'aspect massif, avec un pignon unique vers le sud. Le pignon est nu, et seulement ajouré de deux étroites baies en plein cintre, mais il est vrai qu'il n'est guère exposée à la vue en raison de l'étroitesse de la rue. C'est peut-être pour la même raison que l'architecture manque de grâce, ce qui n'exclut pas une décoration soignée des fenêtres. La platitude des contreforts, inhabituelle à la période gothique primitive, peut aussi s'expliquer par la contrainte de ne pas empiéter sur la rue. Sans tenir compte du pignon, l'élévation méridionale s'organise sur trois niveaux. Les niveaux sont séparés par des bandeaux toriques, dont le premier est également présent sur les contreforts. Au niveau du second vaisseau, le premier bandeau se situe à un niveau plus bas, pour répondre au dénivelé de la rue. Le premier niveau d'élévation comporte un portail méridional bouché dans le premier vaisseau. Des frises apparaissent en haut des piédroits, et sont sculptées de feuilles d'acanthe comme les corbeilles des chapiteaux des quatre colonnettes en délit, qui supportent la double archivolte torique, surmontée d'un bandeau mouluré. La sculpture rappelle les chapiteaux à l'intérieur du croisillon. Le deuxième niveau d'élévation comporte une fenêtre en arc légèrement brisé par vaisseau. Ces fenêtres sont de dimensions comparables, mais la sculpture et la modénature sont sensiblement différentes. Les points communs sont des grêles colonnettes appareillées, des tablettes moulurées continues en guise de tailloirs, et des archivoltes simples complétées par un bandeau. Le deuxième niveau d'élévation comporte, inscrites dans des carrées, les remarquables rosaces déjà décrites. Avant d'atteindre le pignon, les contreforts plats s'amortissent par des glacis, et le mur se retraite grâce à un fruit. Sur les murs gouttereaux, l'on note des corniches de modillons.
Le collatéral sud ne compte que deux travées, dont une seule donne sur la rue. Elle paraît comme une travée intermédiaire, coincée entre le croisillon et la chapelle du Saint-Sacrement. L'unique fenêtre en arc brisé est analogue à la précédente. En haut, le mur se retraite par un glacis à gradins très pentu. Deux contreforts plats se côtoient à l'intersection avec la chapelle. Leur nombre peut s'expliquer par l'interruption du chantier après l'achèvement des deux chapelles du chevet, et les glacis différents des contreforts parlent dans le même sens, mais en même temps, la corniche de modillons des chapelles est présente au-dessus des deux contreforts. De toute évidence, cette corniche et la haute toiture avec un large pignon nu orientée vers l'est ne fait pas partie du projet primitif pour les travées du sud-est.
Le plan en hémicycle des chapelles n'est pas réellement compatible avec la toiture unique, et le raccordement des chapelles et du chartrier avec le pignon a nécessité l'amortissement des murs du chevet par des glacis de forme irrégulière. En haut de l'angle de la chapelle du Saint-Sacrement, en dessous de la corniche actuelle, quatre modillons sculptés d'animaux subsistent de la corniche primitive. Ils supportent trois blocs sculptés, qui présentent une palmette entre deux corbeaux. Sous la corniche ancienne, deux angles du mur sont garnis de personnages en pied, qui sont placés sur des têtes barbues qui se tirent leurs barbes par les deux mains. Hormis ces détails, les chapelles surprennent par l'absence de contreforts. Leurs fenêtres supérieures, en plein cintre, ne sont pas décorées. Les fenêtres inférieures, en arc brisé, et s'ouvrent au-dessus d'un bandeau torique, qui est le seul élément de modénature qui est commune aux travées du sud-est. Les fenêtres de la chapelle du Saint-Sacrement et la fenêtre de droite de la chapelle du Saint-Rosaire sont flanquées de deux colonnettes à chapiteau, et l'archivolte est double. La fenêtre de gauche de la chapelle du Rosaire est peu soignée. Le chartrier, avec au premier étage le trésor, à comme seules ouvertures des meurtrières.

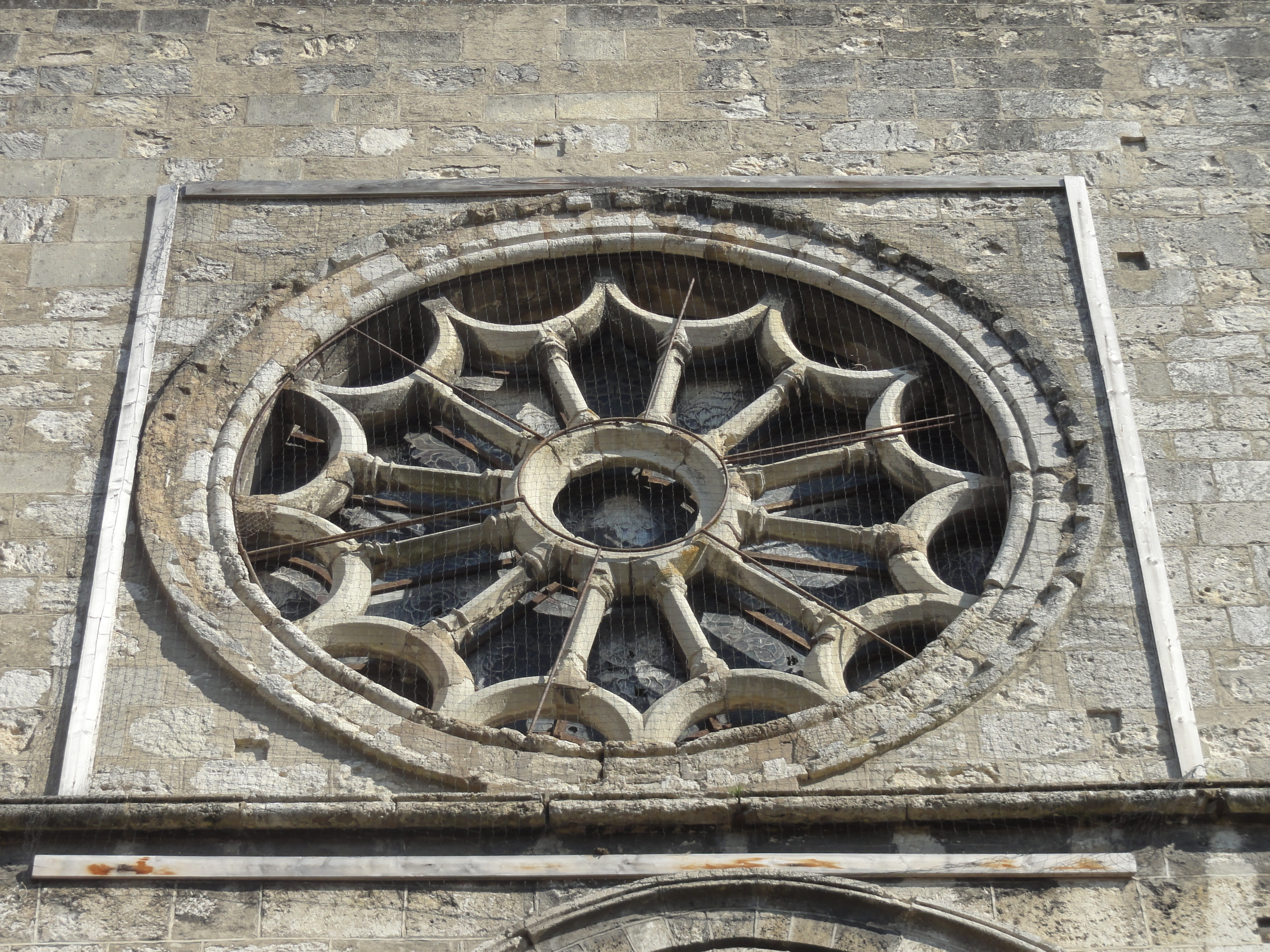
Rosace du 1er vaisseau du croisillon sud.
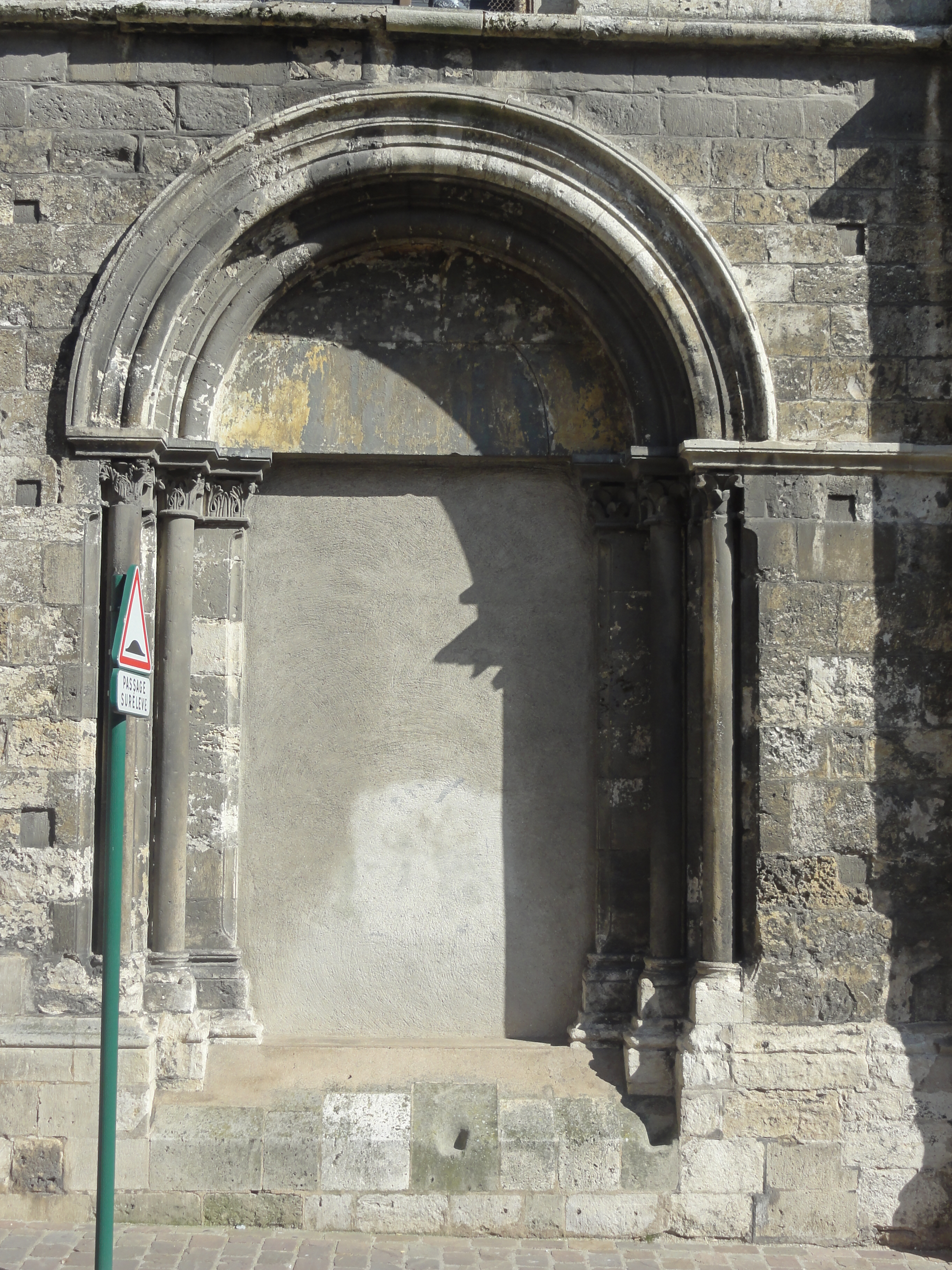
Porte murée du 1er vaisseau du croisillon sud.
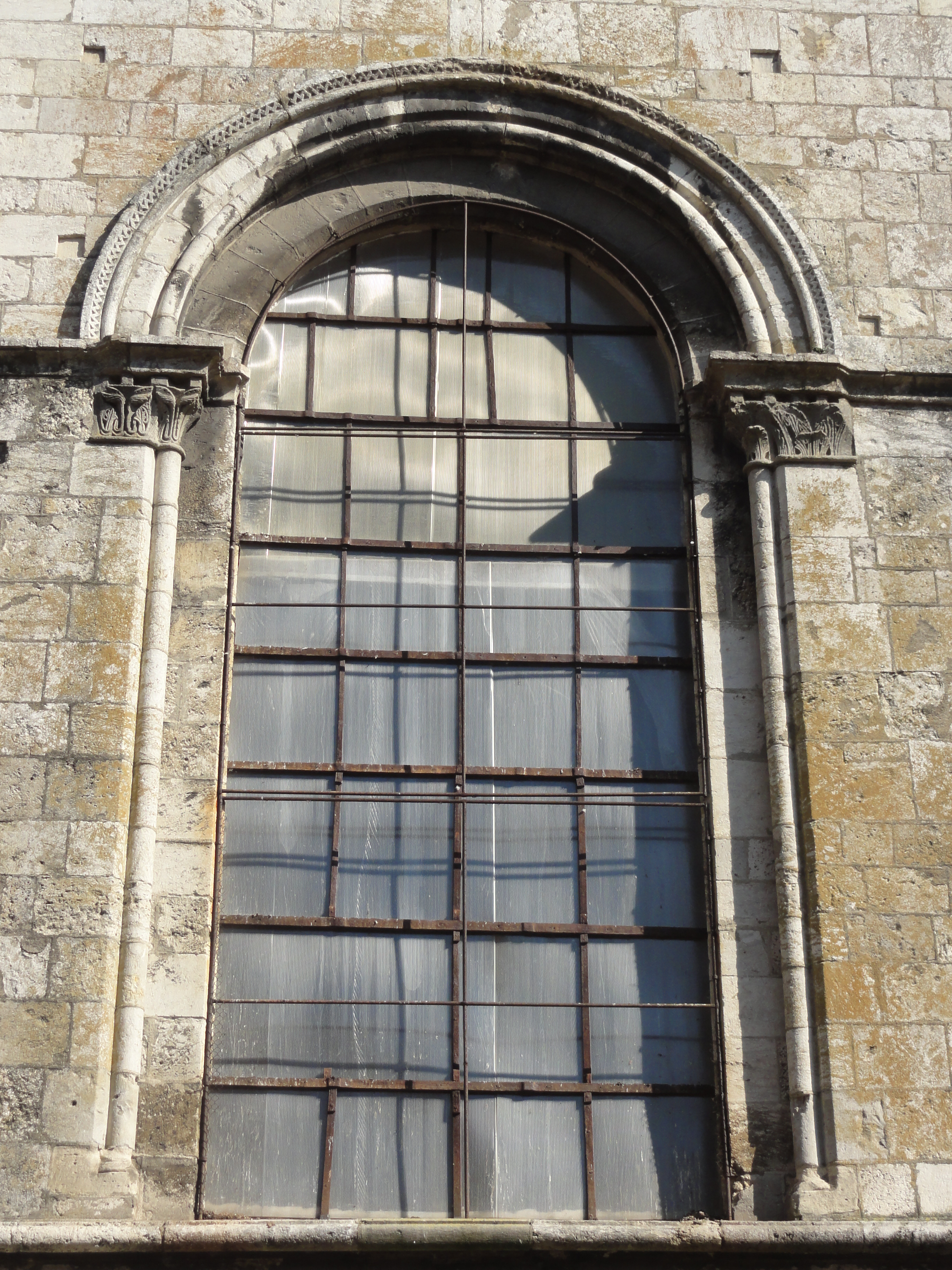
Fenêtre du 2e vaisseau du croisillon sud.
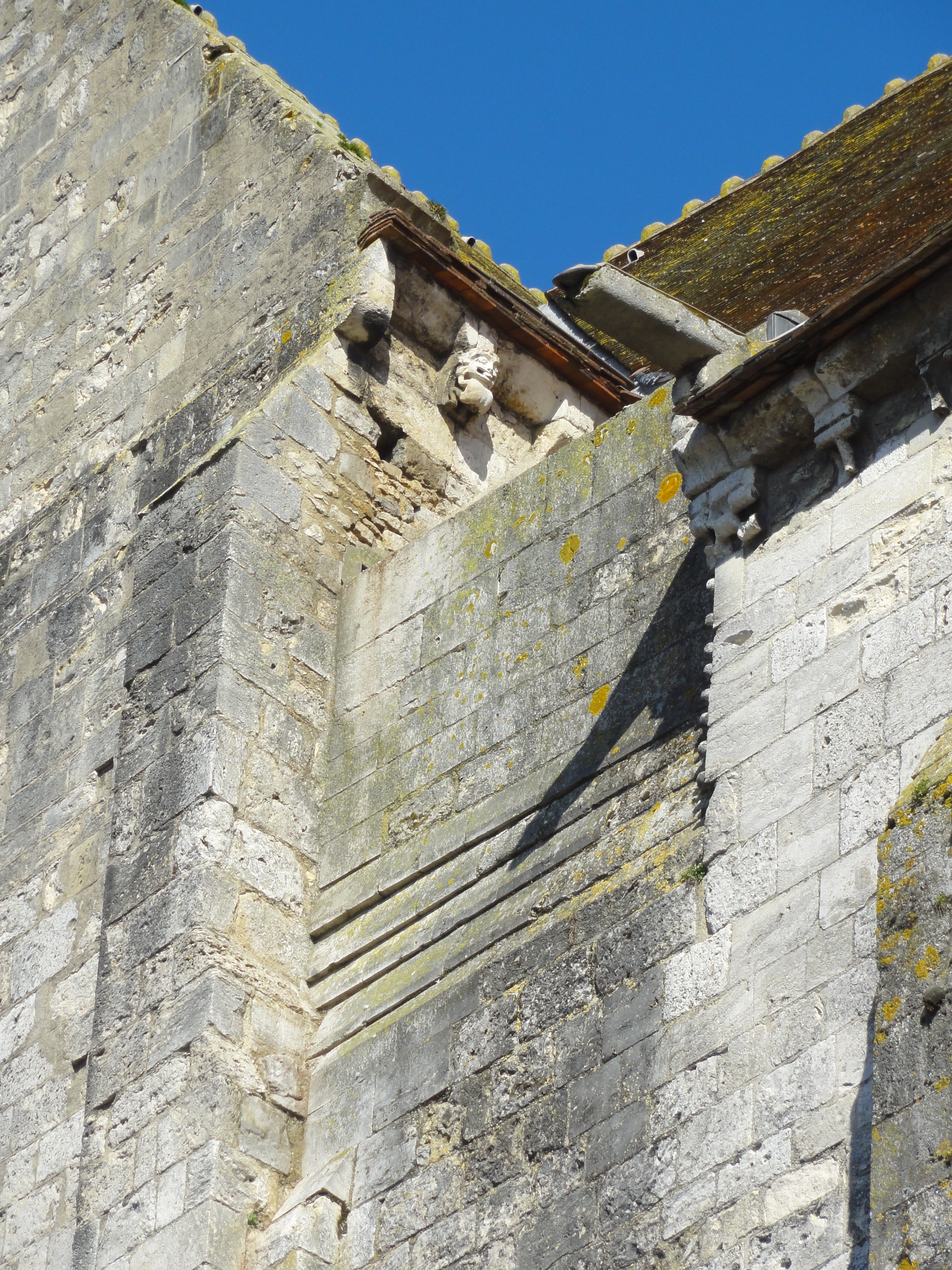
Glacis au-dessus du collatéral sud.
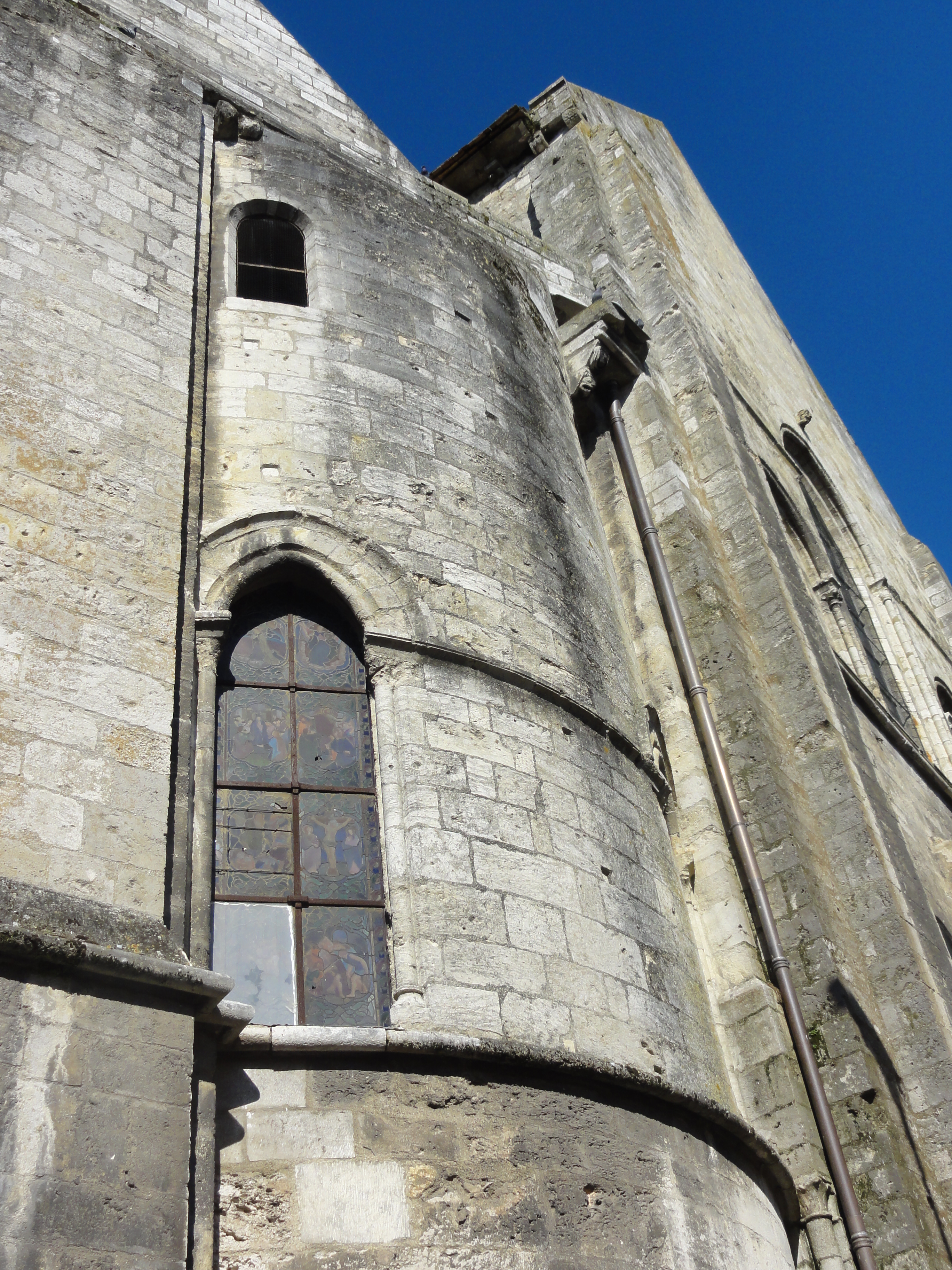
Chapelle du Rosaire.
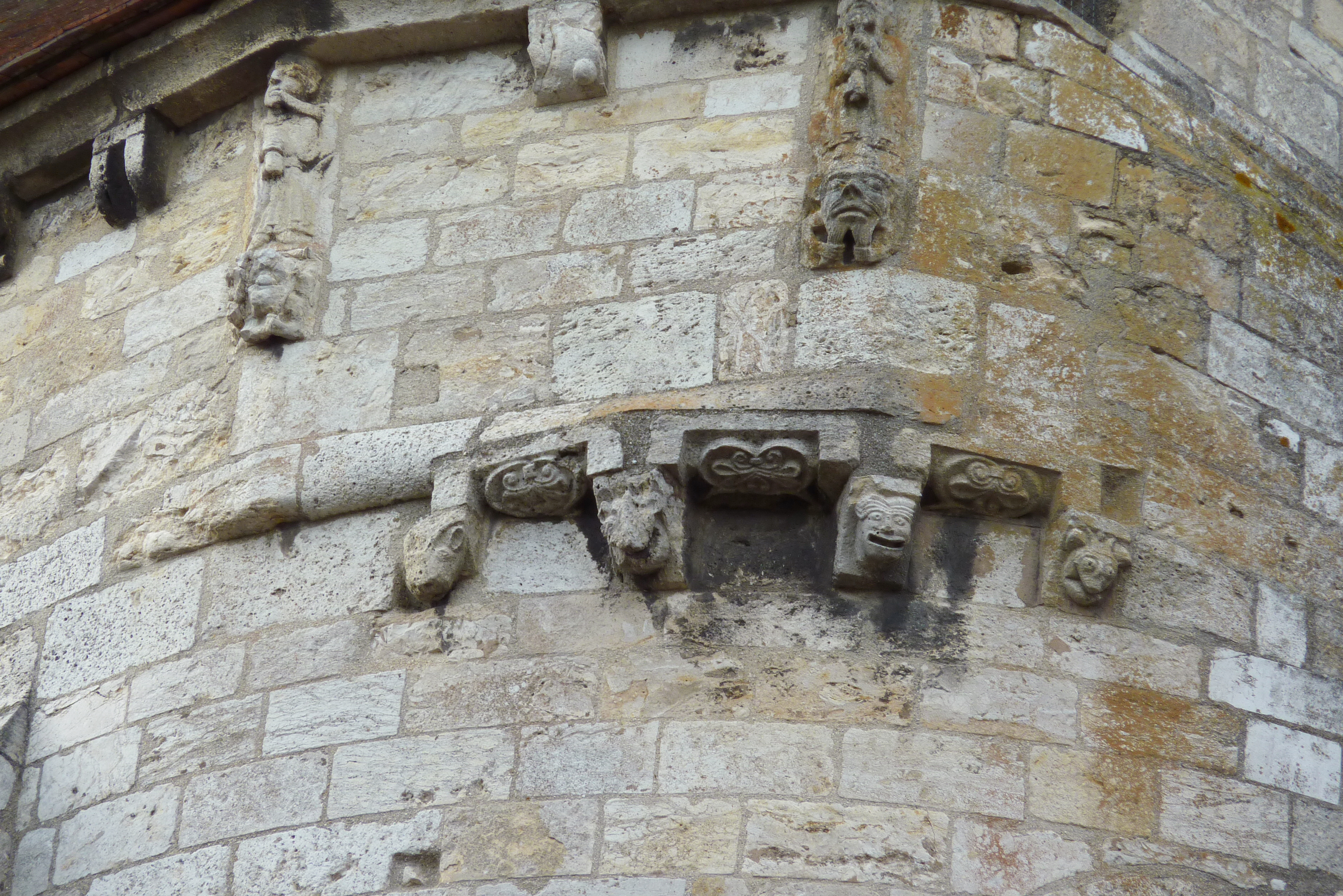
Corniche primitive de la chapelle du Saint-Sacrement.

#### Chevet du vaisseau central, absidioles et collatéral nord

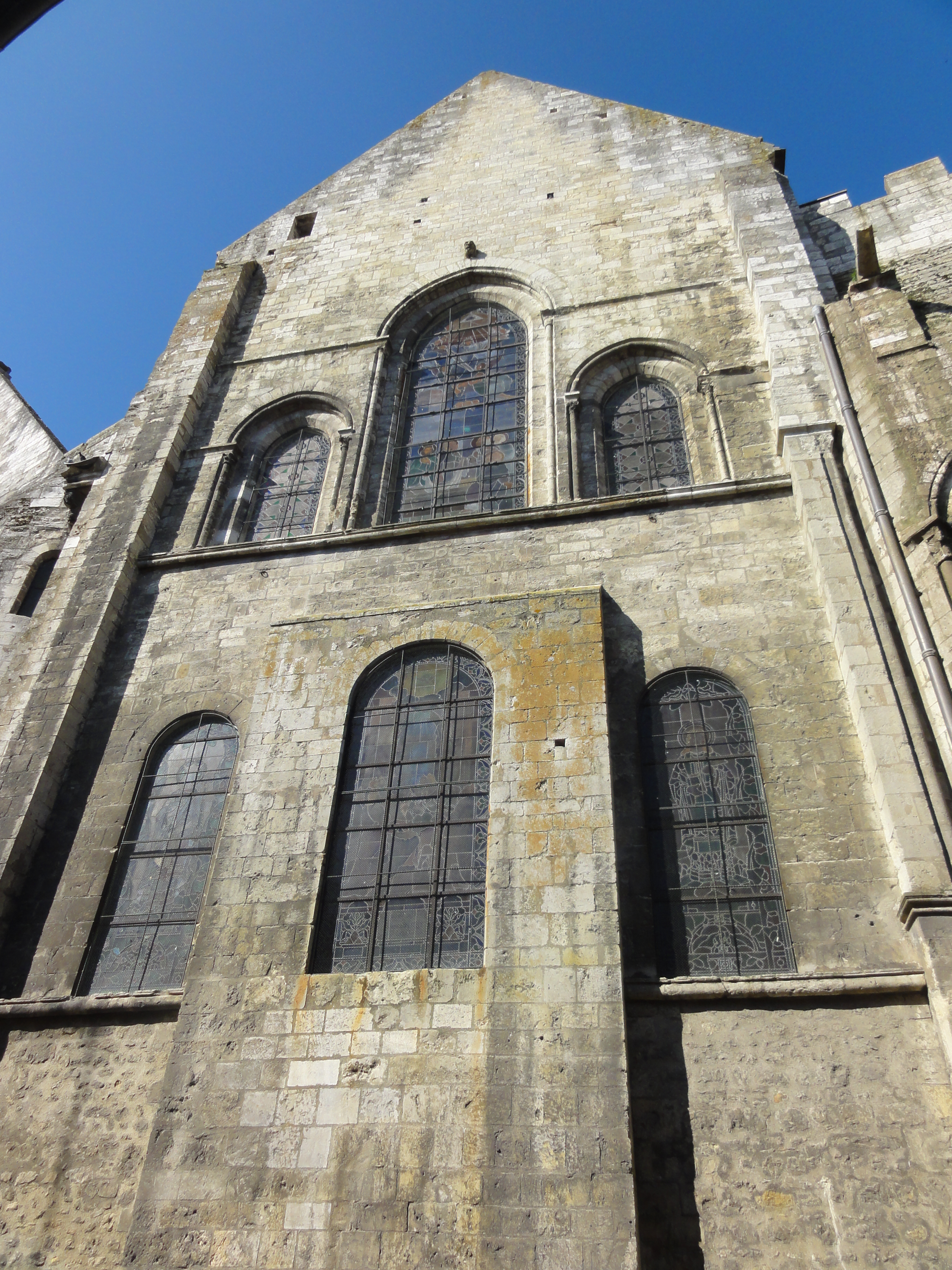
Chevet du vaisseau central.

Le chevet du vaisseau central constitue, en principe, le plus ancien élément des élévations extérieures de l'église conservé en l'état, après le croisillon nord. Son architecture est banale, car le chevet est encore moins exposé à la vue que le croisillon sud, puisqu'il donne sur une étroite ruelle. Les contreforts sont plats, ce qui paraît cohérent avec la période de construction peu avant le milieu du XIIe siècle, mais ce qui étonne en la présence d'un voûtement d'ogives primitif. Le contrefort de droite est orné, à son angle, d'une colonnette à chapiteau, qui va seulement jusqu'au bandeau torique qui marque la limite entre les deux niveaux d'élévation. Devant le premier niveau d'élévation, la baie centrale s'ouvre dans un avant-corps, qui correspond à la niche d'autel. Contrairement à ce qui s'observe à l'intérieur du chœur, ni cette baie, ni les baies à sa gauche et à sa droite ne sont décorées, mais les deux dernières prennent appui sur un bandeau torique. En haut, les trois baies du triplet sont décorées de la même façon que la baie médiane à l'intérieur, où les deux autres baies sont dépourvues de décoration.
Les deux petites absidioles et le collatéral nord furent concernés par la fortification de l'église au début du XIIIe siècle, mais contrairement à la façade occidentale et au bas-côté sud, la totalité des murs ne fut pas refaite. Au-dessus des extrémités en hémicycle, les toits des absidioles furent remplacés par un glacis pentu, comme au chevet des deux chapelles du collatéral sud. Ensuite, des parapets crénelés furent montés au-dessus, ainsi qu'au-dessus du mur septentrional primitif. Un cordon de perles sous une tête grimaçante se profile à l'angle entre les parapets de l'est et du nord. Alors que les absidioles fusionnent au niveau de la toiture, elles restent nettement séparées par une colonnette à chapiteau, qui est surmontée d'un panneau rectangulaire prenant appui sur le tailloir du chapiteau et deux têtes grimaçantes. En haut du panneau, deux autres têtes grimaçantes soutiennent une tablette, qui porte une gargouille.
D'autres colonnettes à chapiteaux figurent entre les chapelles et les parties voisines de l'église. Comme ne l'ont pas manqué à remarquer les différents auteurs, les dimensions considérables des fenêtres anéantissent l'effet dissuasif des aménagements défensifs. La largeur des baies est en même temps difficilement compatible avec le plan en hémicycle des absidioles, car les vitraux ne sont pas incurvées. La décoration des fenêtres est plus réussie qu'à l'intérieur, où il manque la place pour faire retomber les archivoltes sur des colonnettes à chapiteaux. Sur les parties basses, la forme en hémicycle des absidioles est particulièrement bien visible. Quant au collatéral, il se distingue par les deux fenêtres de dimensions exceptionnelles pour la période romane, dont l'une a reçu un remplage flamboyant tardif. En dessous de cette fenêtre, dans la première travée, subsiste un portail rarement utilisé. Sa double archivolte n'est pas moulurée, et le tympan reste nu. En revanche, les tailloirs comportent un rang de perles. Les similitudes avec le portail bouché du croisillon sud sont grandes, et aux chapiteaux des deux paires de colonnettes en délit, s'ajoutent les frises ou chapiteaux des piédroits, dont les tailloirs supportent le linteau. Comme particularité, des chapiteaux ébauchés, sans colonnettes, accompagnent les chapiteaux à gauche et à droite du portail.

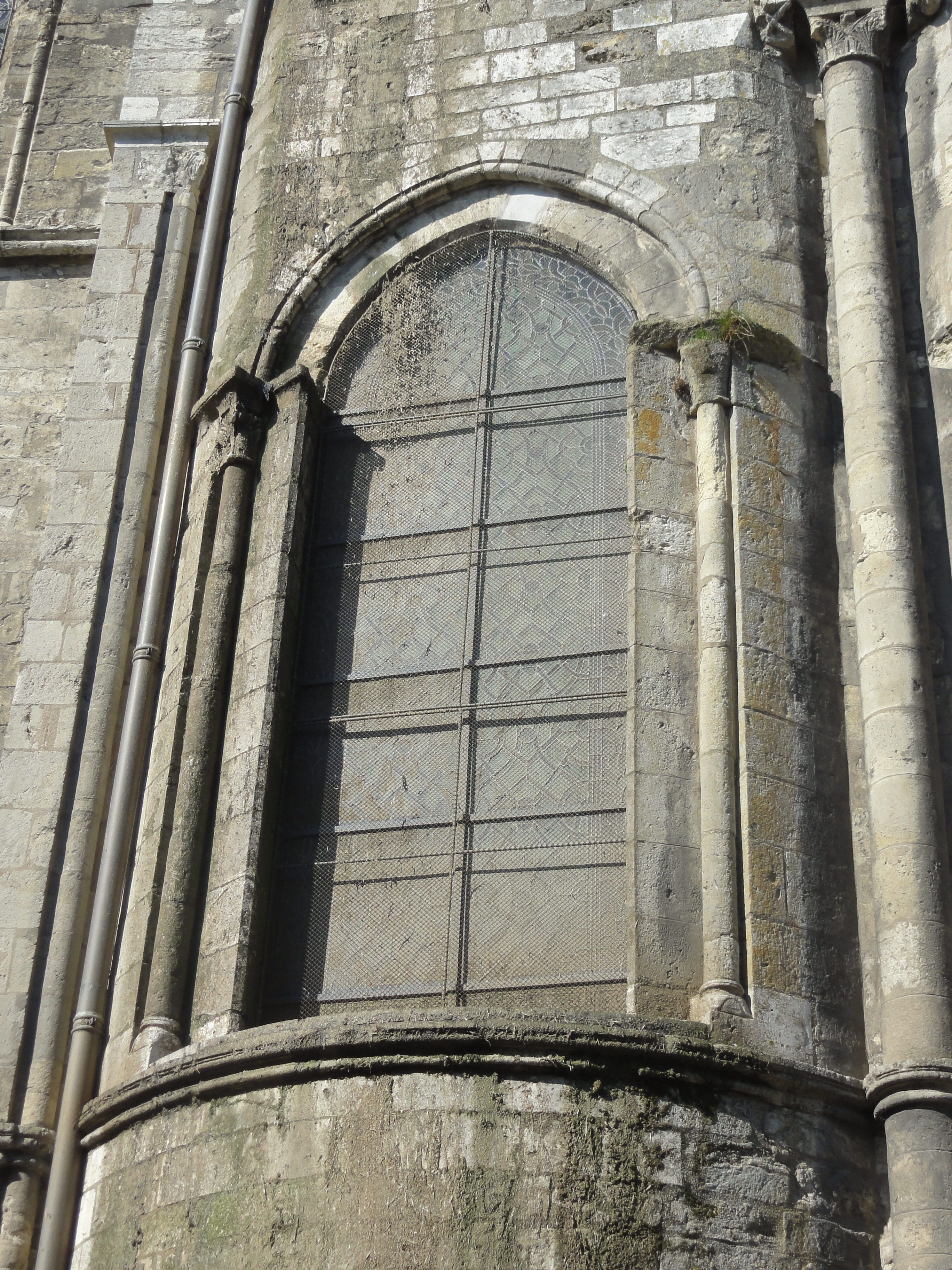
Chapelle des Saints-Martyrs, fenêtre.
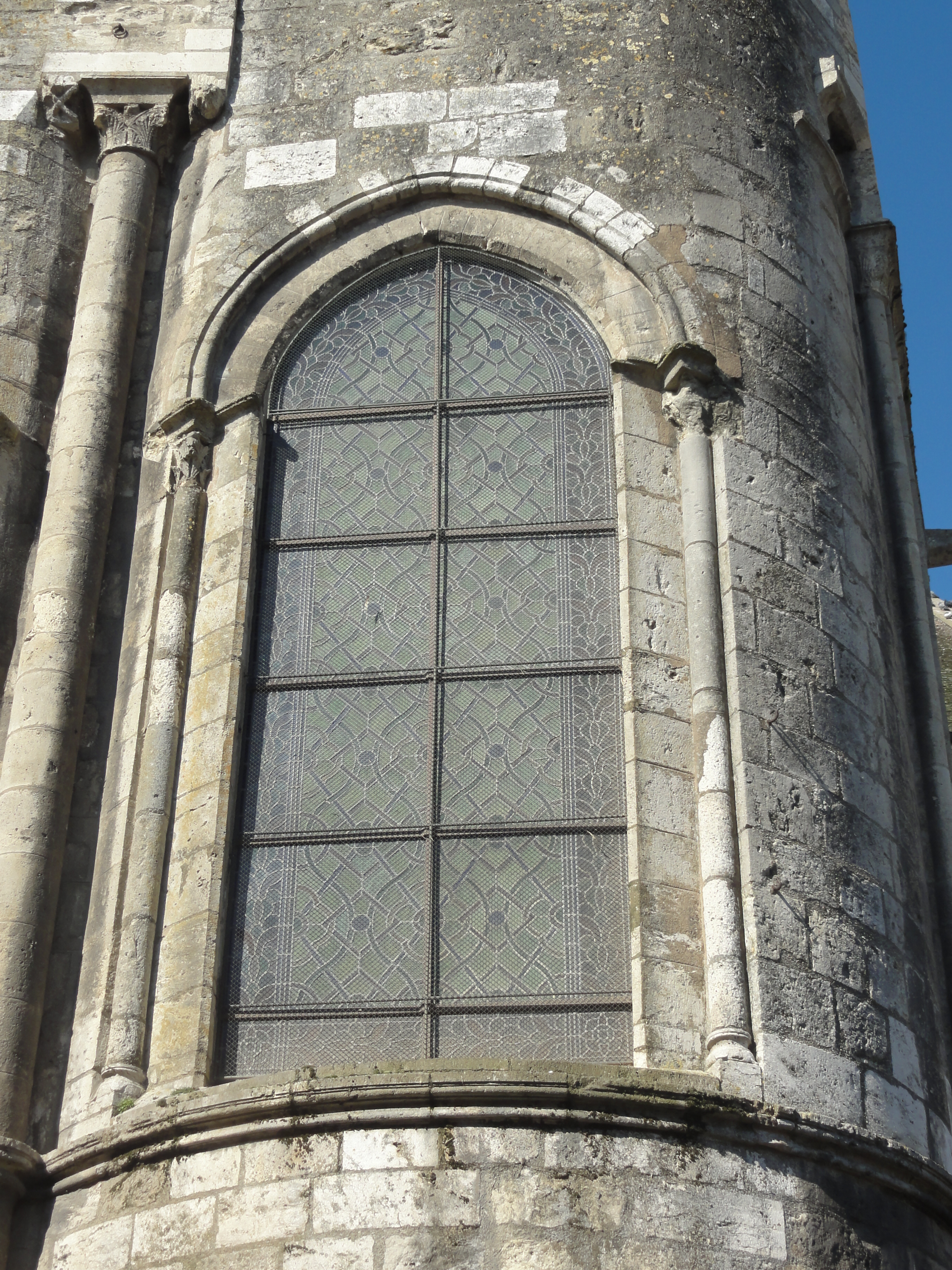
Chapelle St-Pierre-St-Paul, fenêtre.
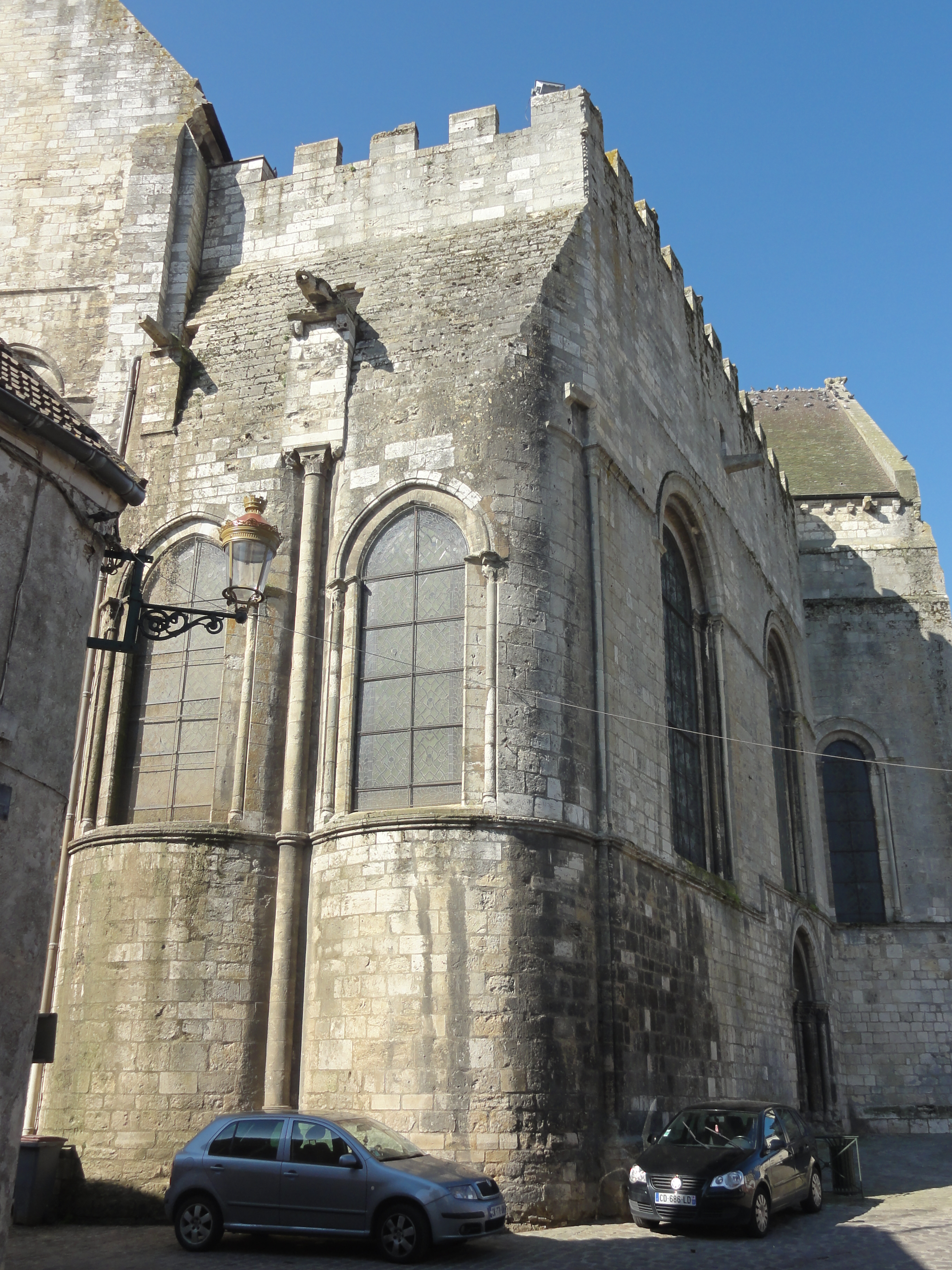
Chevet des absidioles et flanc septentrional.
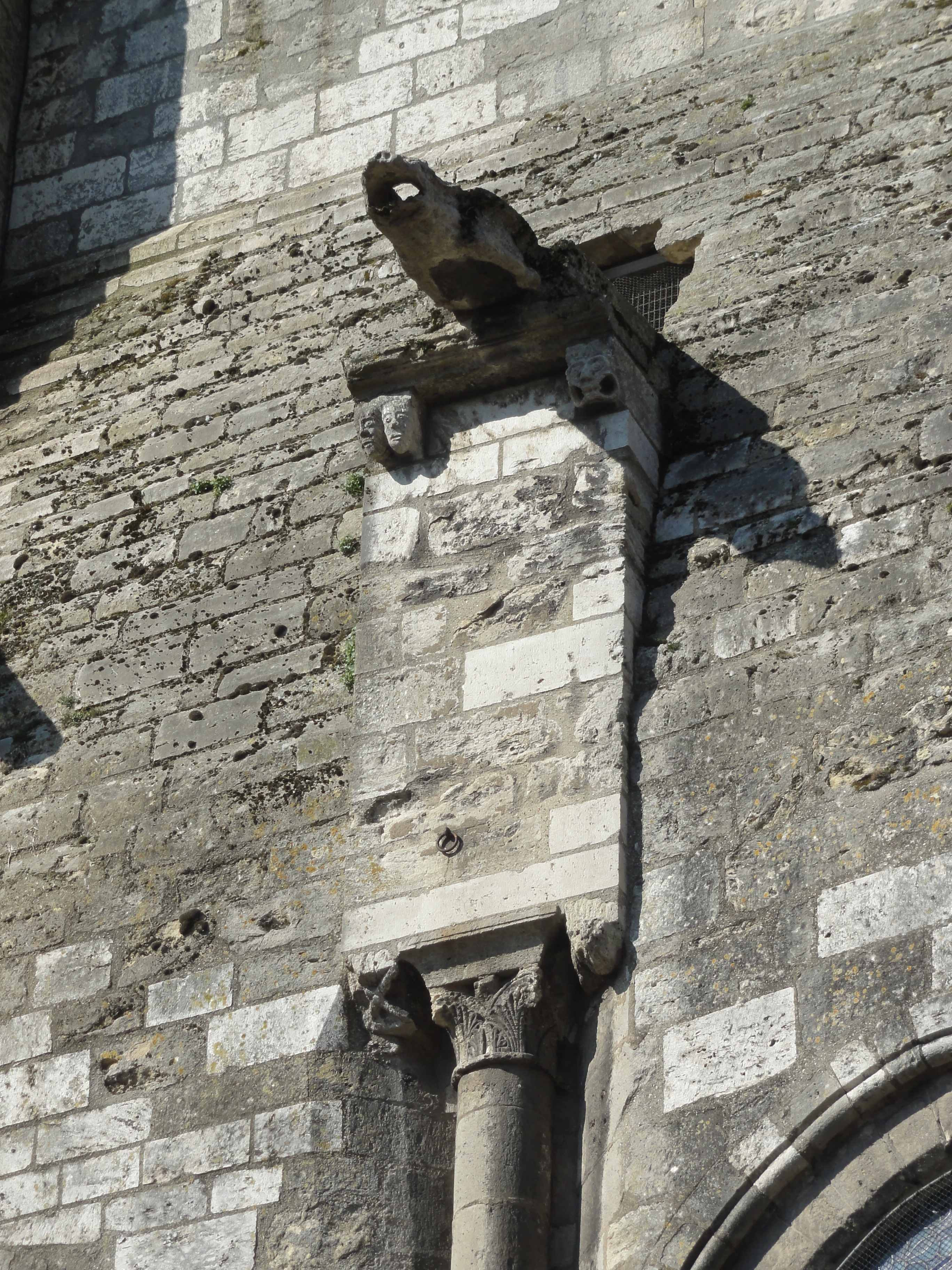
Contrefort et gargouille entre les absidioles.
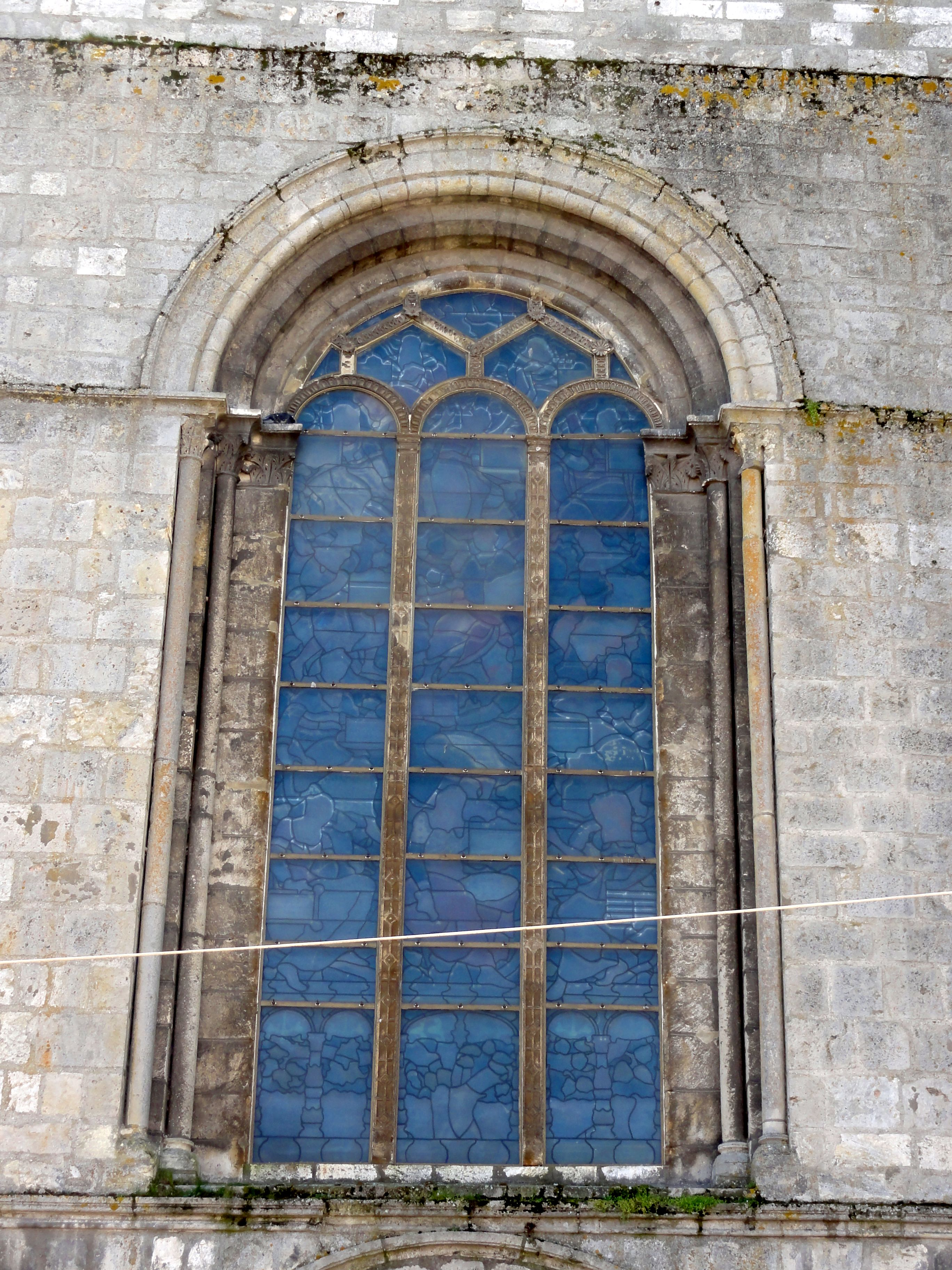
Collatéral nord, fenêtre flamboyante.
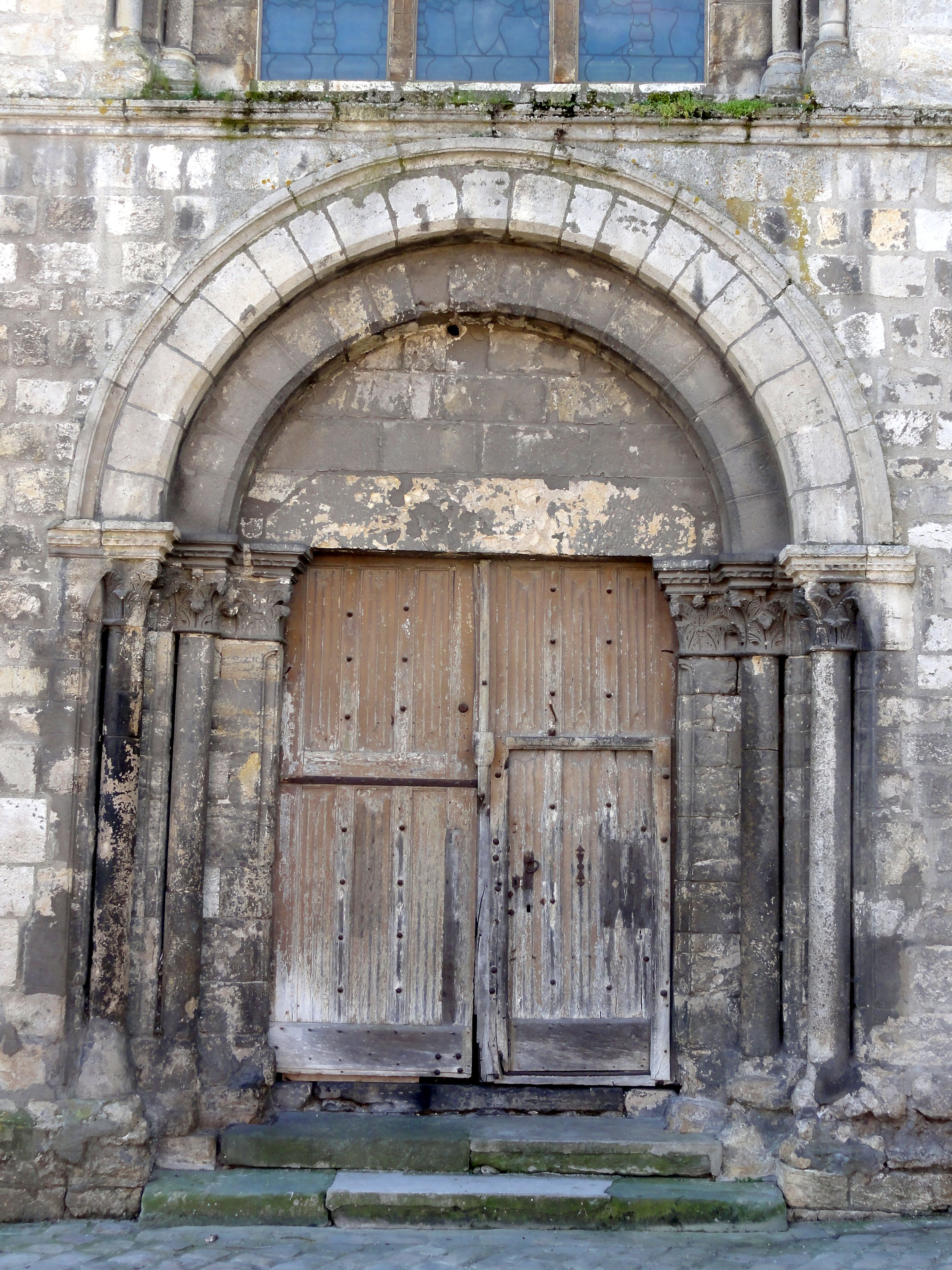
Collatéral nord, portail.

#### Croisillon nord et élévation du bas-côté nord

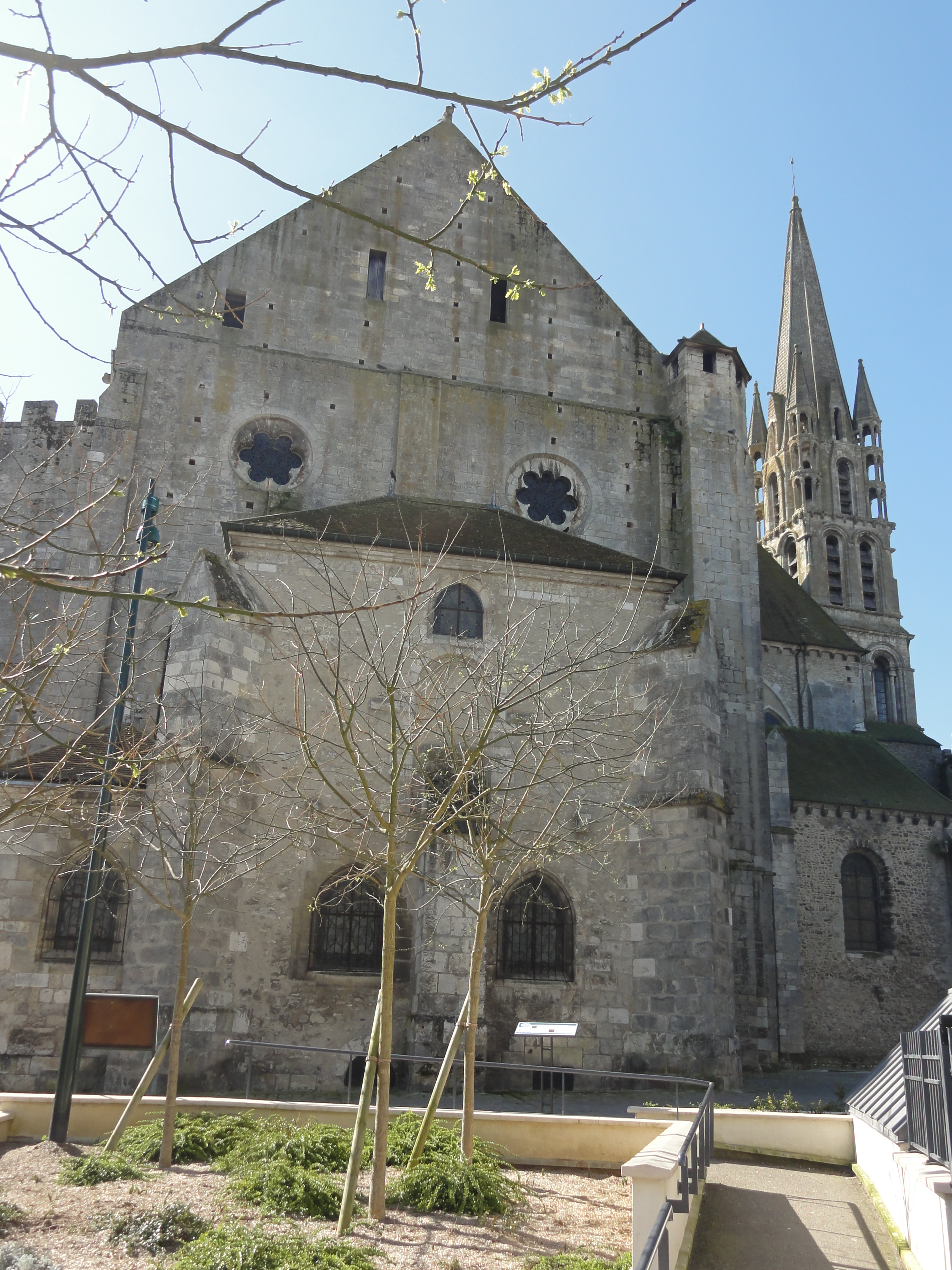
Croisillon nord.

Le croisillon nord et l'élévation septentrionale du bas-côté nord ne sont pas concernés par les travaux de fortification du début du XIIIe siècle. Par ses dimensions, l'élévation septentrionale du croisillon nord rappelle le croisillon sud, et elle est également dominée par un grand pignon unique. Il est percé de trois étroites ouvertures rectangulaires, et date du voûtement d'ogives vers 1160, tout comme les deux oculi polylobés en haut du mur. Les trois contreforts plats rappellent également le croisillon sud. La tourelle d'escalier à l'angle nord-ouest épouse la forme de ces contreforts. Les autres faces ne sont pas obliques ou en segment de cercle, mais présentent un ressaut, évoquant la superposition de deux contreforts plats.
La partie basse du chevet du croisillon est masquée par la sacristie, toujours bien reconnaissable comme romane grâce à la remarquable corniche de modillons sculptés en masques supportant des blocs sculptés de palmettes. Elle ressemble à la portion de corniche visible à l'angle sud-est de l'église, qui est d'une dizaine d'années postérieur. Les contreforts d'angle obliques ne sont toutefois pas antérieurs au XVIe siècle. À l'époque moderne, le rez-de-chaussée de la sacristie a été agrandi vers l'est, mais le portail nord du croisillon avait déjà été bouché par le faisceau de colonnettes appliqué à l'intersection entre les deux vaisseaux, au moment du voûtement d'ogives.
L'élévation occidentale du croisillon nord fait clairement apparaître l'exhaussement des murs, qui fut rendu nécessaire par le voûtement d'ogives. C'est donc de cette époque, vers 1160, que date la fenêtre haute, qui, à l'instar d'autres fenêtres et portails, a des piédroits munis de frises, et est cantonnée de deux fines colonnettes en délit à chapiteaux, alors que la double archivolte n'est pas moulurée. En haut, le mur est terminé par une corniche, dont les éléments sont sculptés de trois arcatures en plein cintre, et reposent sur des têtes grimaçantes. Directement en dessous de la fenêtre, un contrefort plat sépare les deux fenêtres du premier niveau d'élévation, qui sont autrement grandes et décorés d'un bandeau doublement biseauté en forme de sourcil, mais sinon analogues : cette homogénéité peut surprendre, puisque dix à quinze ans séparent les deux campagnes de construction du croisillon nord.
Il est à souligner que le contrefort entre les fenêtres ne correspond pas à la limite entre les deux travées, et un contrefort plus massif, exhaussé vers 1160, est visible au-dessus du bas-côté nord de la nef. Il reste à mentionner le portail occidental en dessous de la fenêtre de gauche. Son archivolte simple est en tiers-point, et mouluré d'un tore dégagé, et le tympan est nu. Ce qui est intéressant sur ce portail sont les deux colonnettes : celle de gauche est torsadée, et celle de droite est cannelée, et orné de perles entre les cannelures. — Peu de choses sont à dire à propos de l'élévation septentrionale du nef et du bas-côté nord, qui sont bâtis en blocage, et possèdent des fenêtres modernes. Le contrefort central est gothique. À droite, la façade du début du XIIIe siècle dépasse nettement la hauteur du toit du bas-côté, ce qui donne à penser que la fortification devait se poursuivre au nord. Les corniches de modillons sont peut-être en partie authentiques.

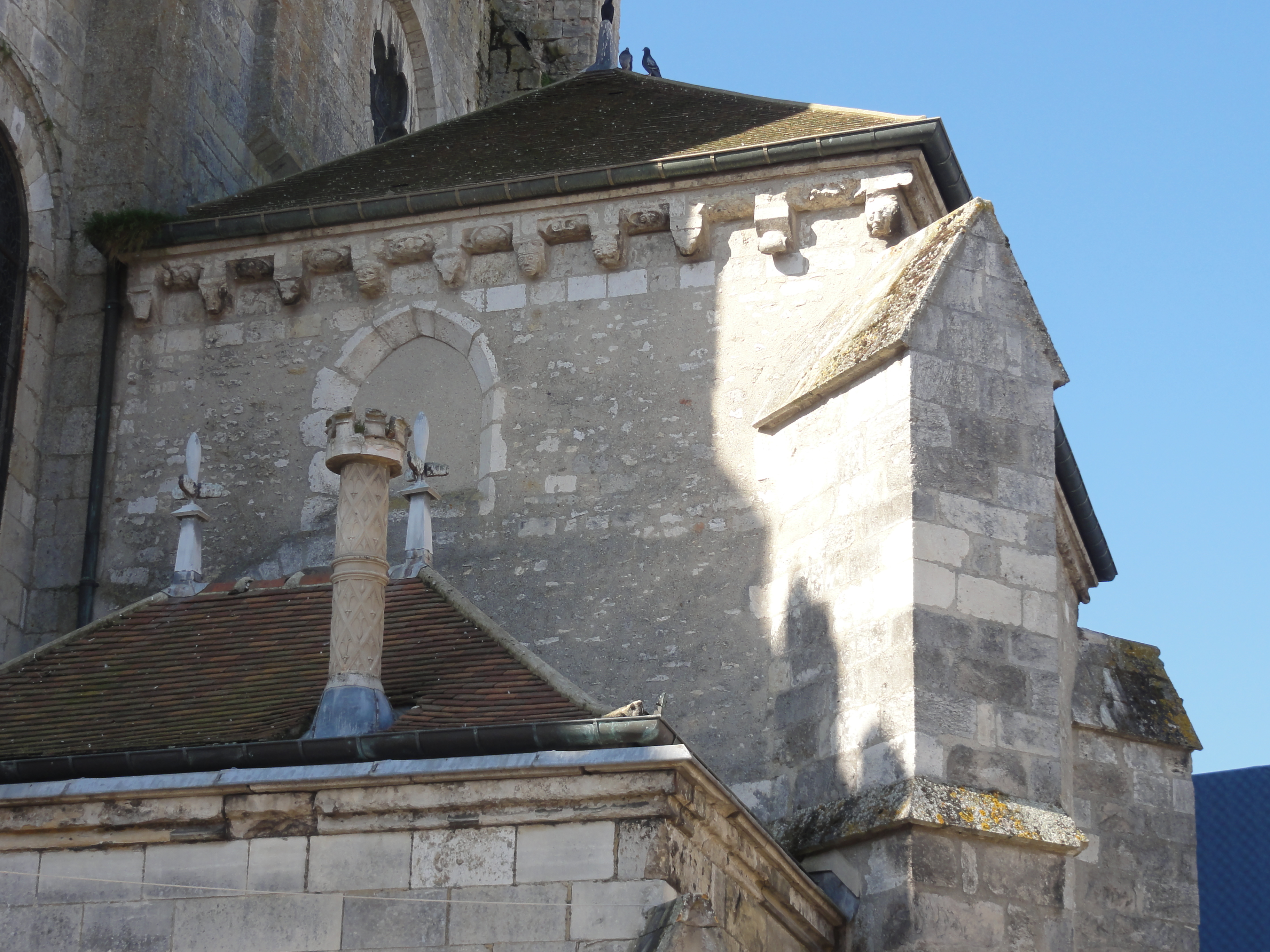
Sacristie, angle nord-est.
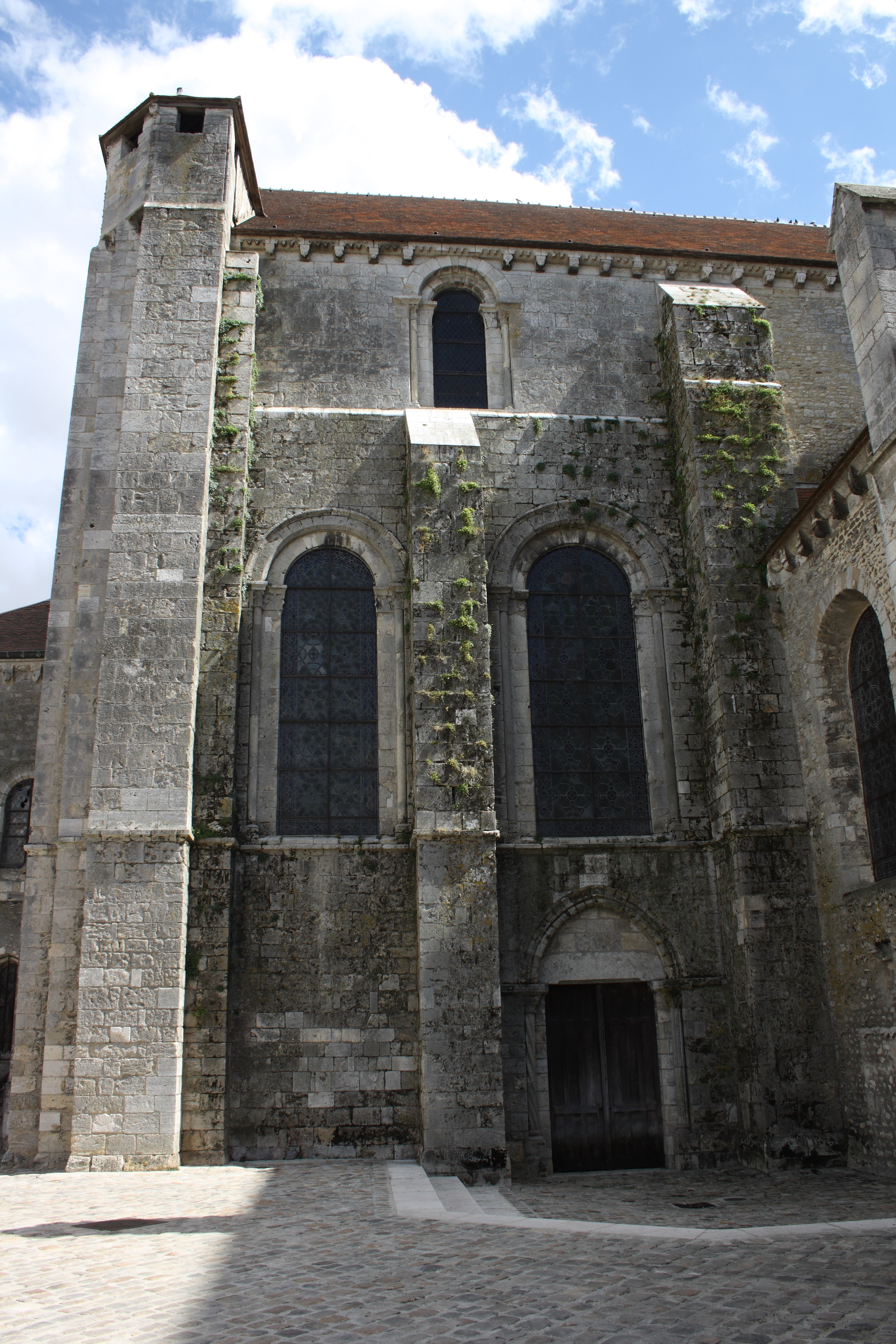
Croisillon nord, élévation occidentale.
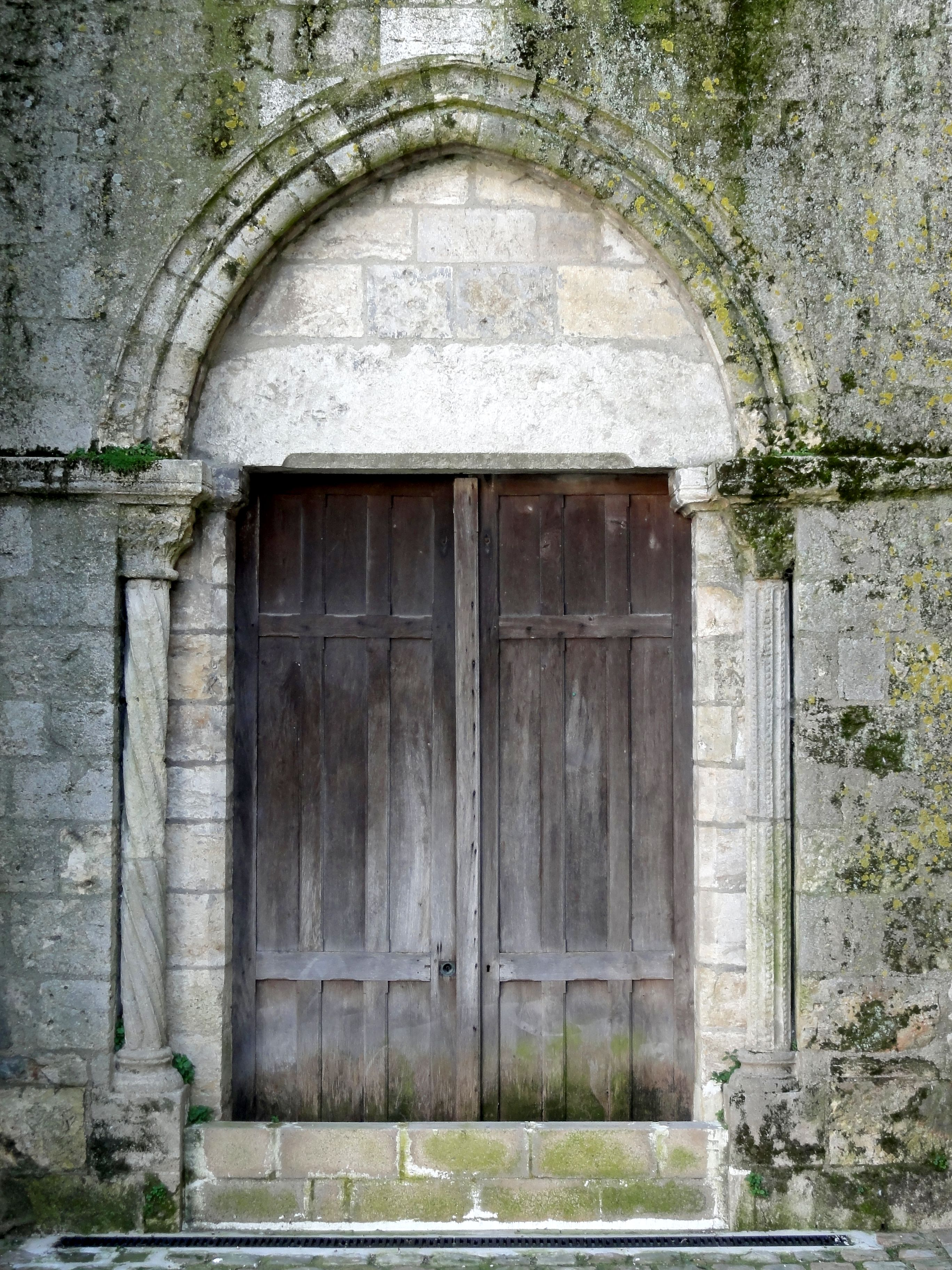
Croisillon nord, portail occidental.
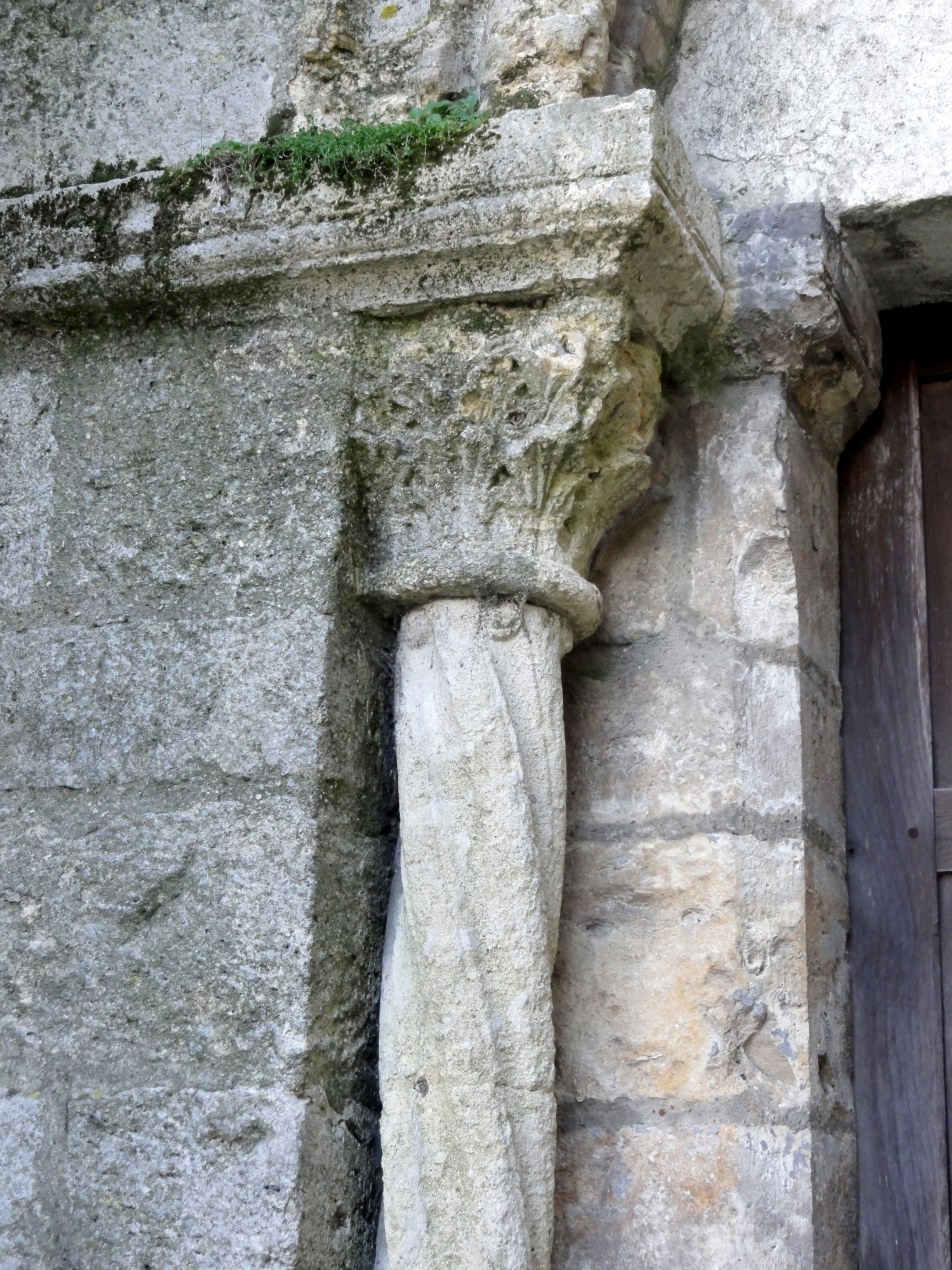
Colonne torsadée.
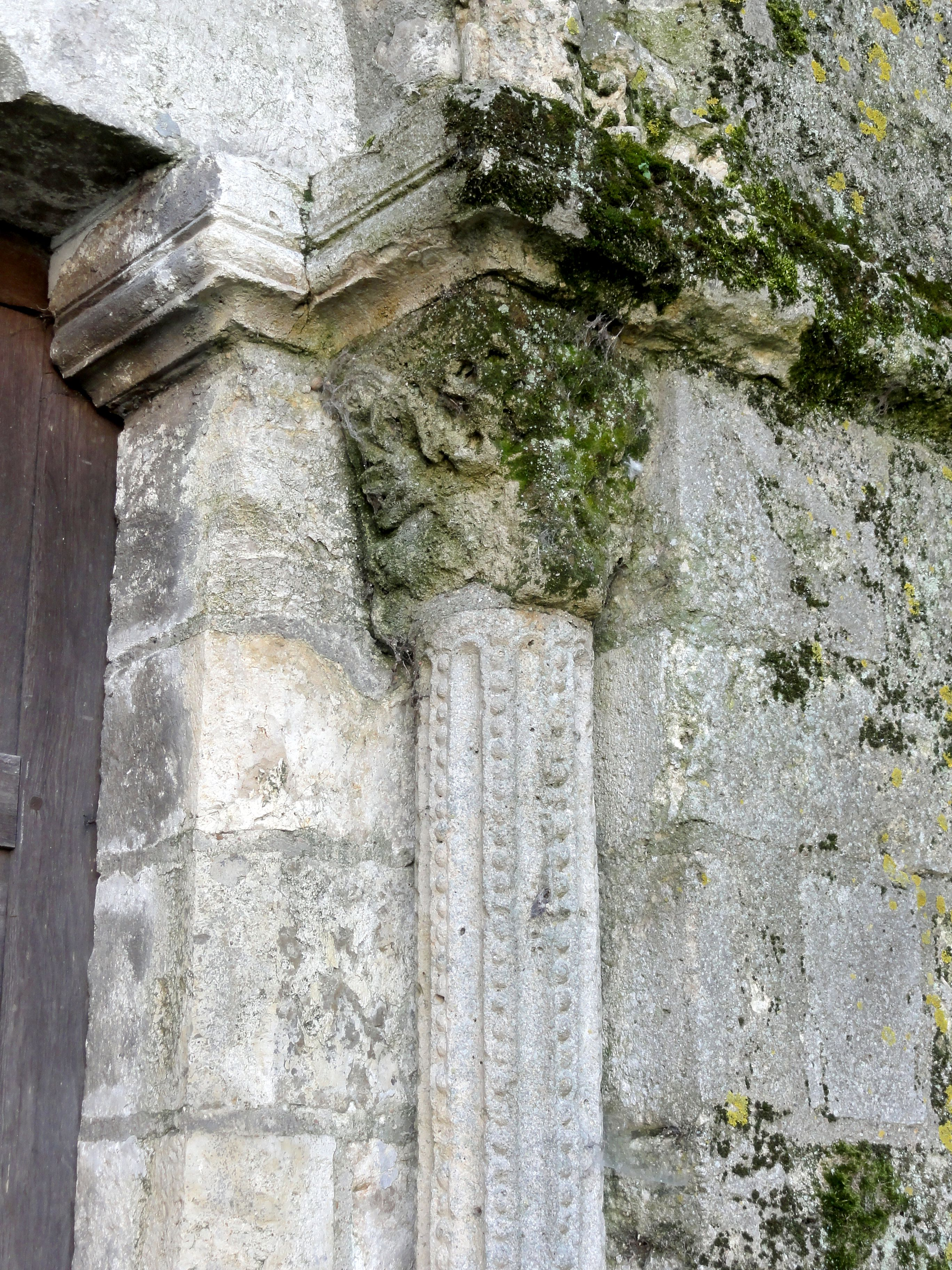
Colonne cannelée.
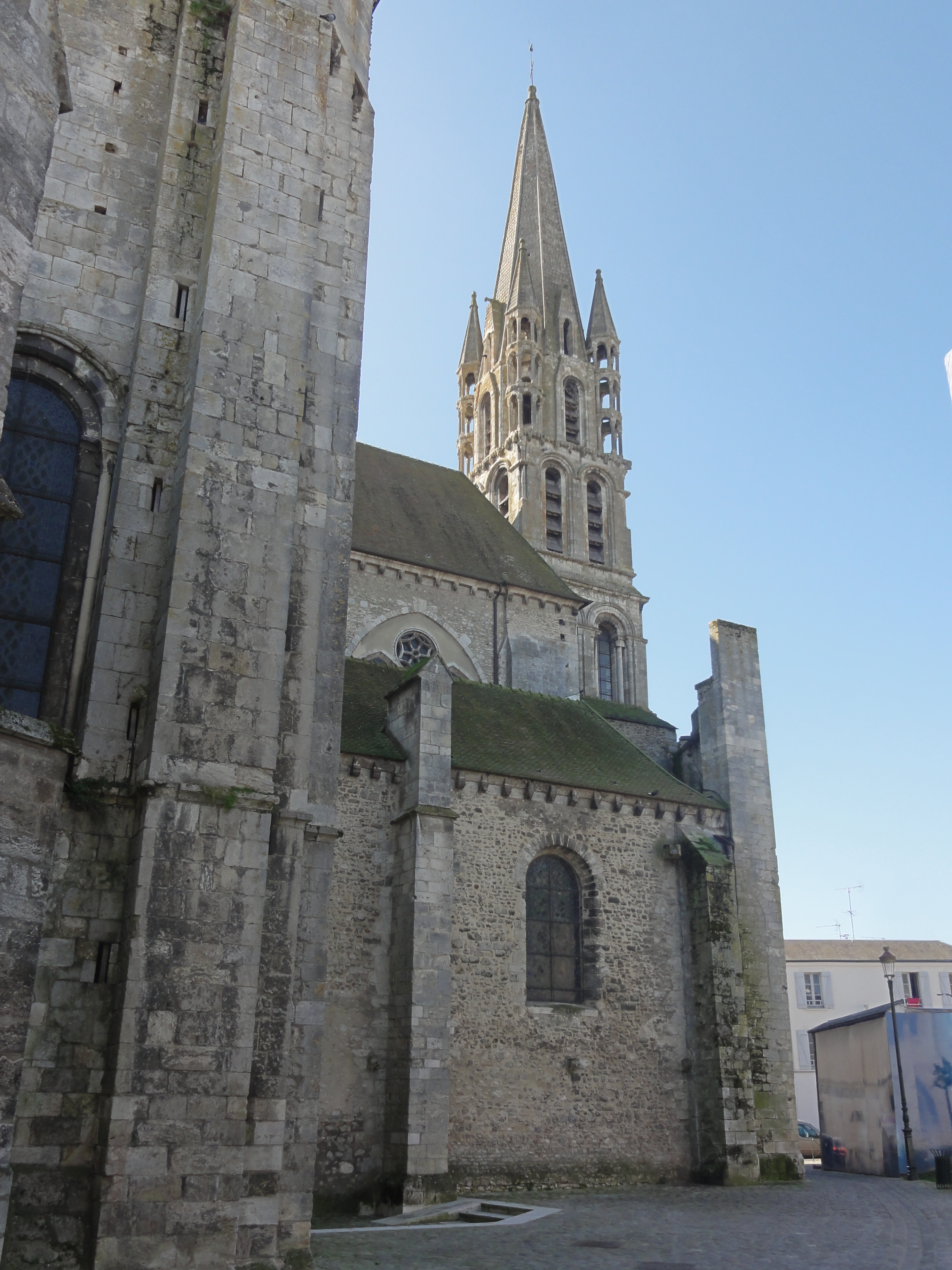
Angle du contrefort, nef et clocher.

## Mobilier et décoration

### Mobilier liturgique

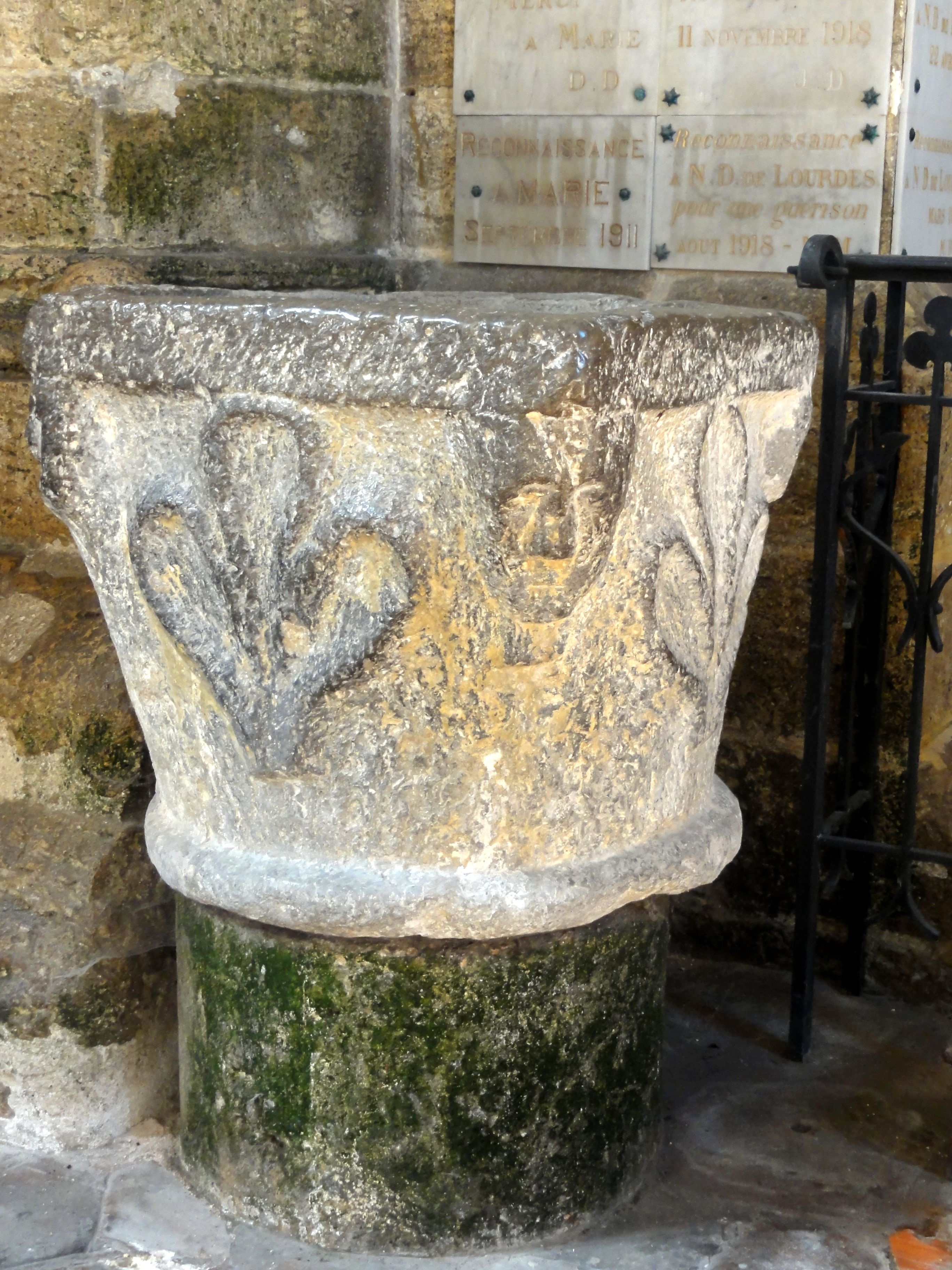
Bénitier en forme de chapiteau.

Parmi le mobilier liturgique, les éléments suivants sont classés ou inscrits au titre objet (sans les fauteuils, armoires, ostensoirs et calices, et sans les ornements liturgiques) :
- un gros bénitier en forme de chapiteau, monté sur un socle rond, sans ornement, datant du XIIe siècle (classé au titre immeuble depuis 1940)[45] ;
- deux fonts baptismaux, en marbre taillé, datant du XVIIe siècle, et mesurant 100 cm de hauteur (inscrit depuis 1976)[46],[47] ;
- un tabernacle, en bois taillé, datant du XVIIIe siècle, et mesurant 50 cm ou 58 cm de hauteur (inscrit depuis 1976)[48] ;
- le tabernacle du maître-autel avec ses statuettes, en bois taillé et doré, datant du XVIIIe siècle, et mesurant 60 cm de hauteur (inscrit depuis 1976)[49] ;
- le maître-autel, en marbre rouge veiné de blanc, datant du XVIIe siècle, et mesurant 300 cm de largeur (inscrit depuis 1976)[50] ;
- un aigle-lutrin en cuivre, datant du XVIIe siècle, dimensions non prises (classé depuis 1911)[51];
- une statue-reliquaire en bois doré représentant un ange, avec des reliques du bras de saint Jean Chrysostome, datant du XVIIe siècle, et mesurant 30 cm de hauteur (classée depuis 1938)[52] ;
- une statue-reliquaire en bois doré représentant saint Roch de Montpellier, datant du XVIIe siècle, et mesurant 35 cm ou 46 cm de hauteur (classée depuis 1938)[53] ;
- deux pieds de cierge, en bois taillé et doré, datant du XIXe siècle, et mesurant respectivement 210 cm et 220 cm de hauteur (inscrits depuis 1976)[54] ;
- un pied de cierge, en bois taillé, datant du XVIIIe siècle, et mesurant 200 cm de hauteur (inscrit depuis 1976)[55].

### Statues
Très peu nombreuses sont les statues anciennes visibles dans l'église. Parmi celles qui font, en principe, partie de son inventaire, les œuvres suivantes sont classées ou inscrites aux monuments historiques, classées par dates croissantes :
- les deux statues-colonnes de saint Pierre et saint Paul provenant du portail royal, datant du milieu du XIIe siècle, sauf les têtes, qui sont modernes, et  mesurant environ 160 cm de hauteur (classées depuis 1941)[56] (voir le chapitre Portail royal) ;
- le fragment d'un Christ en croix (croix de cimetière) en pierre taillée, datant du dernier quart du XVe siècle, et mesurant 60 cm de hauteur (inscrit depuis 1976)[57] ;
- une statue en pierre du Christ au tombeau, qui est le dernier vestige du Saint-Sépulcre dans la chapelle du même nom, servant actuellement de sacristie, datant des années 1514-1516 (classée depuis 1911)[58] ;
- une statuette en bois taillé et doré de la Sainte-Trinité, datant du XVIe siècle, et mesurant 80 cm de hauteur (inscrite depuis 1976)[59] ;
- la statue en bois polychrome d'une Sainte femme au tombeau, datant du XVIe siècle, et mesurant 150 cm de hauteur (inscrite depuis 1976)[60] ;
- une statue en bois de saint Joseph avec l'Enfant Jésus, datant du XVIe siècle, et mesurant 110 cm de hauteur (classée depuis 1941)[61] ;
- un Christ en croix en bois taillée, datant du XVIIe siècle, et mesurant 42 cm ou 50 cm de hauteur (inscrit depuis 1976)[62] ;
- une statue en bois polychrome de saint Jean de Matha ou saint Léonard de Noblat, datant du XVIIe siècle, et mesurant 90 cm de hauteur (inscrite depuis 1976)[63] ;
- deux statues en bois taillé peint et doré d'anges adorateurs, datant du XVIIe siècle, et mesurant 120 cm ou 170 cm de hauteur (inscrites depuis 1976)[64] ;
- une statue en bois polychrome de saint Vincent de Saragosse, datant du XVIIe siècle, et mesurant 100 cm de hauteur (inscrite depuis 1976)[65] ;
- une statuette en bois taillé et doré de saint Pierre, datant du XVIIe siècle, et mesurant 60 cm ou 71 cm de hauteur (inscrite depuis 1976)[66] ;
- une statuette en pierre peinte en noir de la Vierge à l'Enfant, datant du XVIIe siècle, et mesurant 60 cm ou 84 cm de hauteur (inscrite depuis 1976)[67] ;
- la statue en pierre d'un Apôtre, datant du XVIIe siècle, et mesurant 70 cm ou 94 cm de hauteur (inscrite depuis 1976, œuvre disparue)[68] ;
- une statue en bois taillé et doré de la Vierge à l'Enfant, datant du XVIIIe siècle, et mesurant 67 cm de hauteur (inscrite depuis 1976)[69] ;
- une statue en bois taillé et doré de la Vierge à l'Enfant dite Notre-Dame-des-Visitations, datant de 1787, et mesurant 45 cm de hauteur (inscrite depuis 1976)[70] ;
- une Pietà en plâtre polychrome, datant du XVIIIe siècle ou de la seconde moitié du XIXe siècle, et mesurant 120 cm de hauteur, vraisemblablement donné par la reine Marie-Amélie en souvenir de la mort du duc d'Orléans en 1850 (inscrite depuis 1976)[71] ;
- une statue en bois taillé et doré de la Vierge à l'Enfant, datant de 1820, et mesurant 140 cm de hauteur (inscrite depuis 1976)[72].

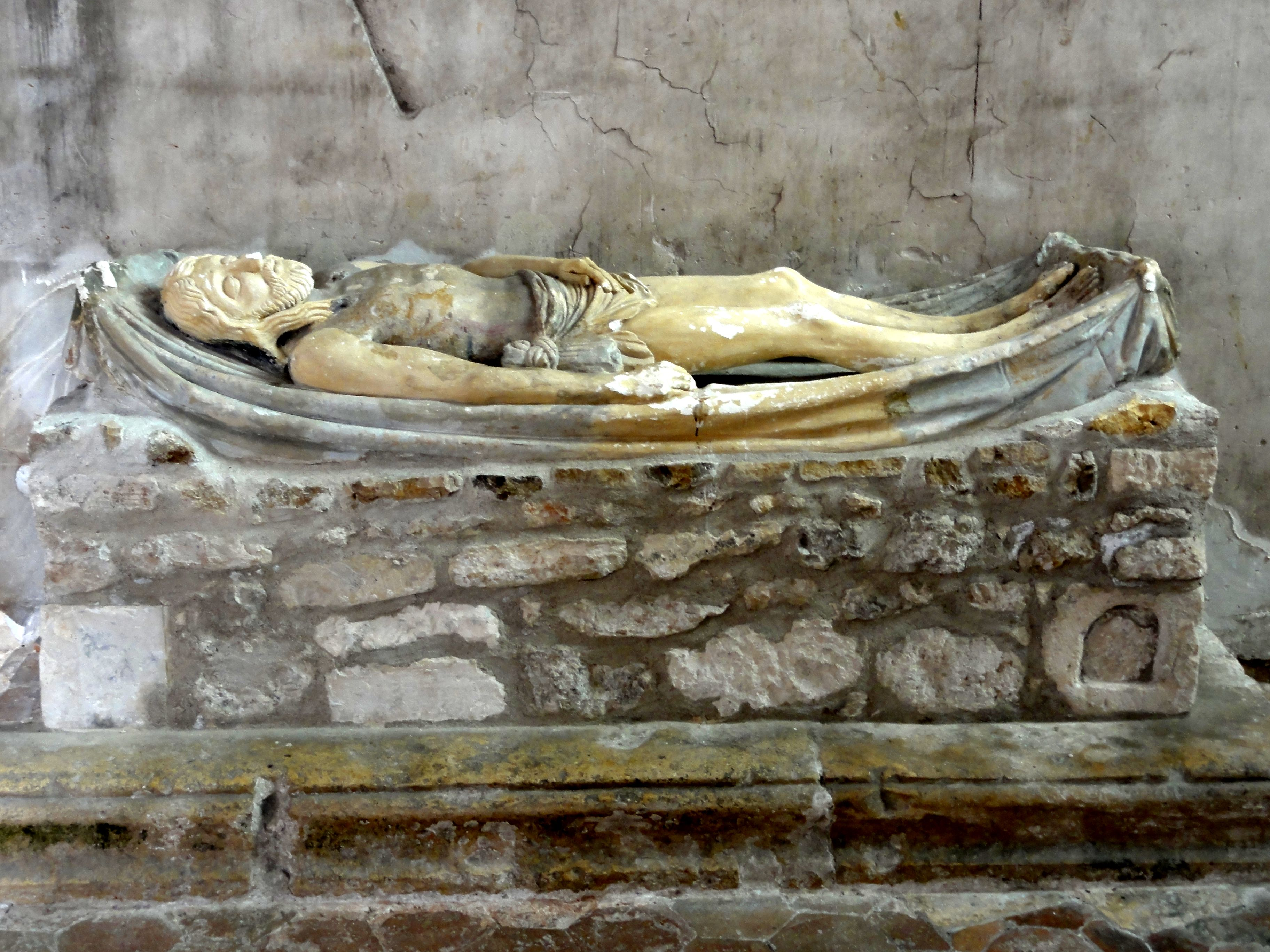
Christ au tombeau.
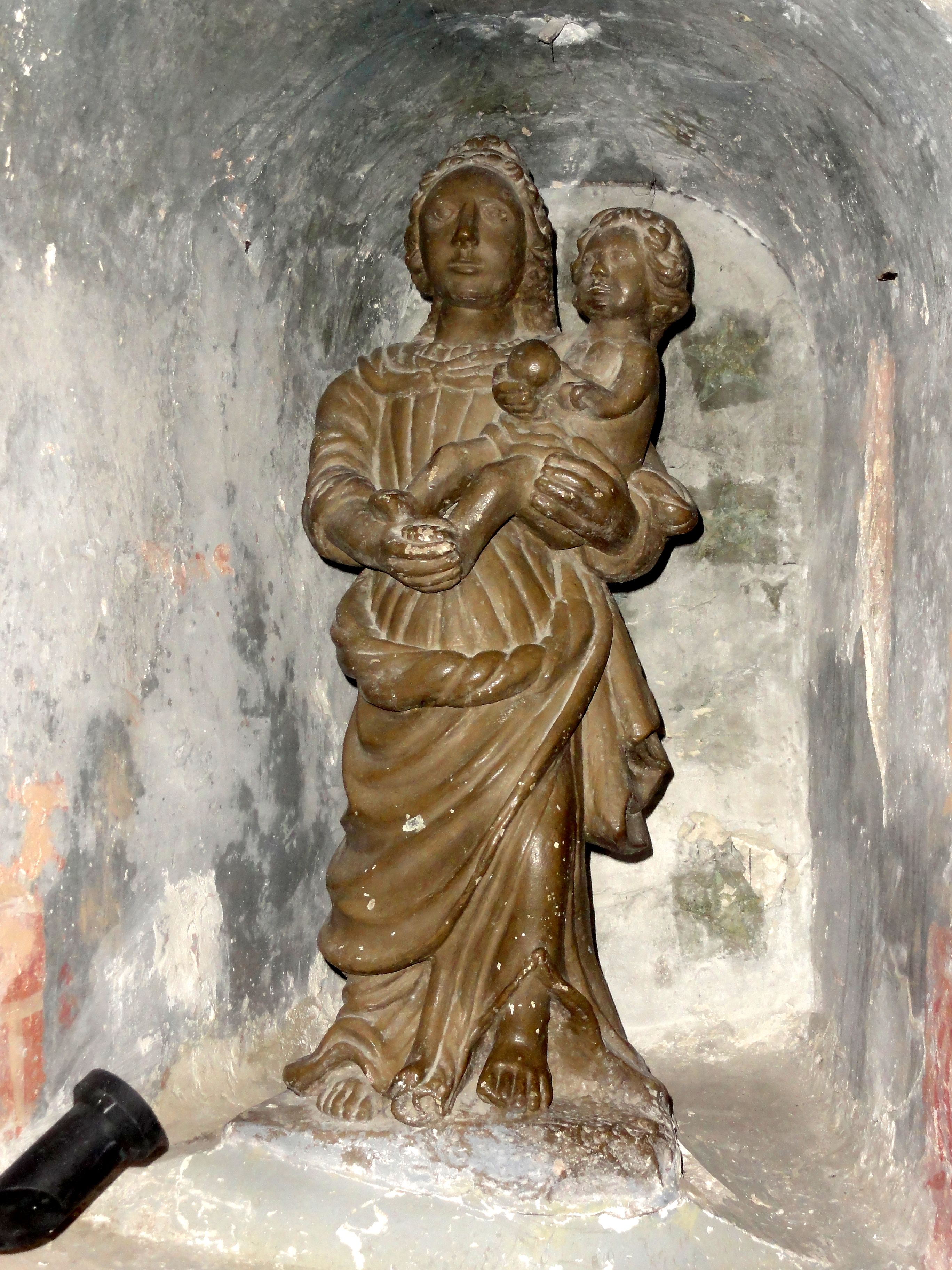
Vierge à l'Enfant noire.
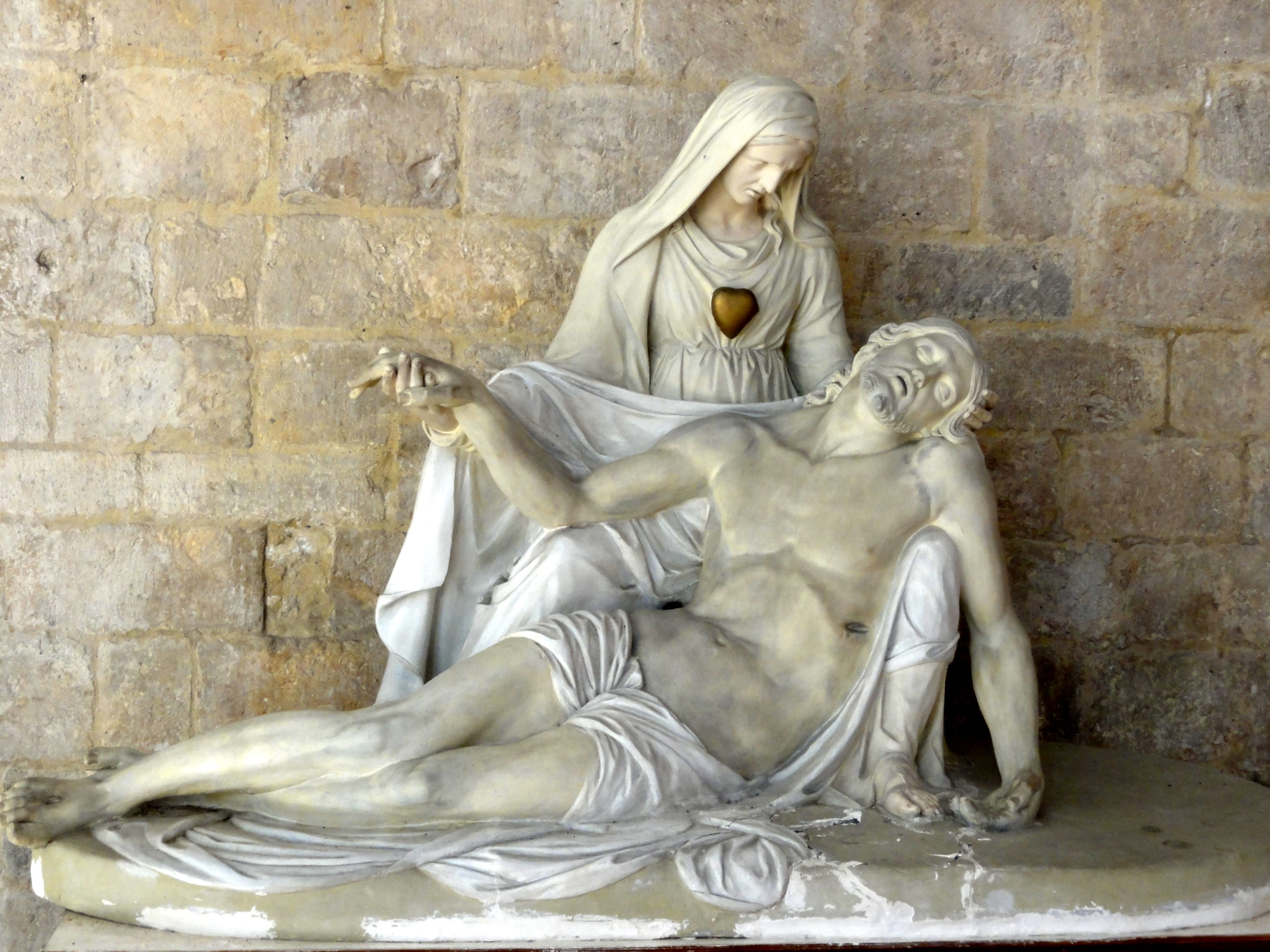
Pietà en plâtre de 1850.
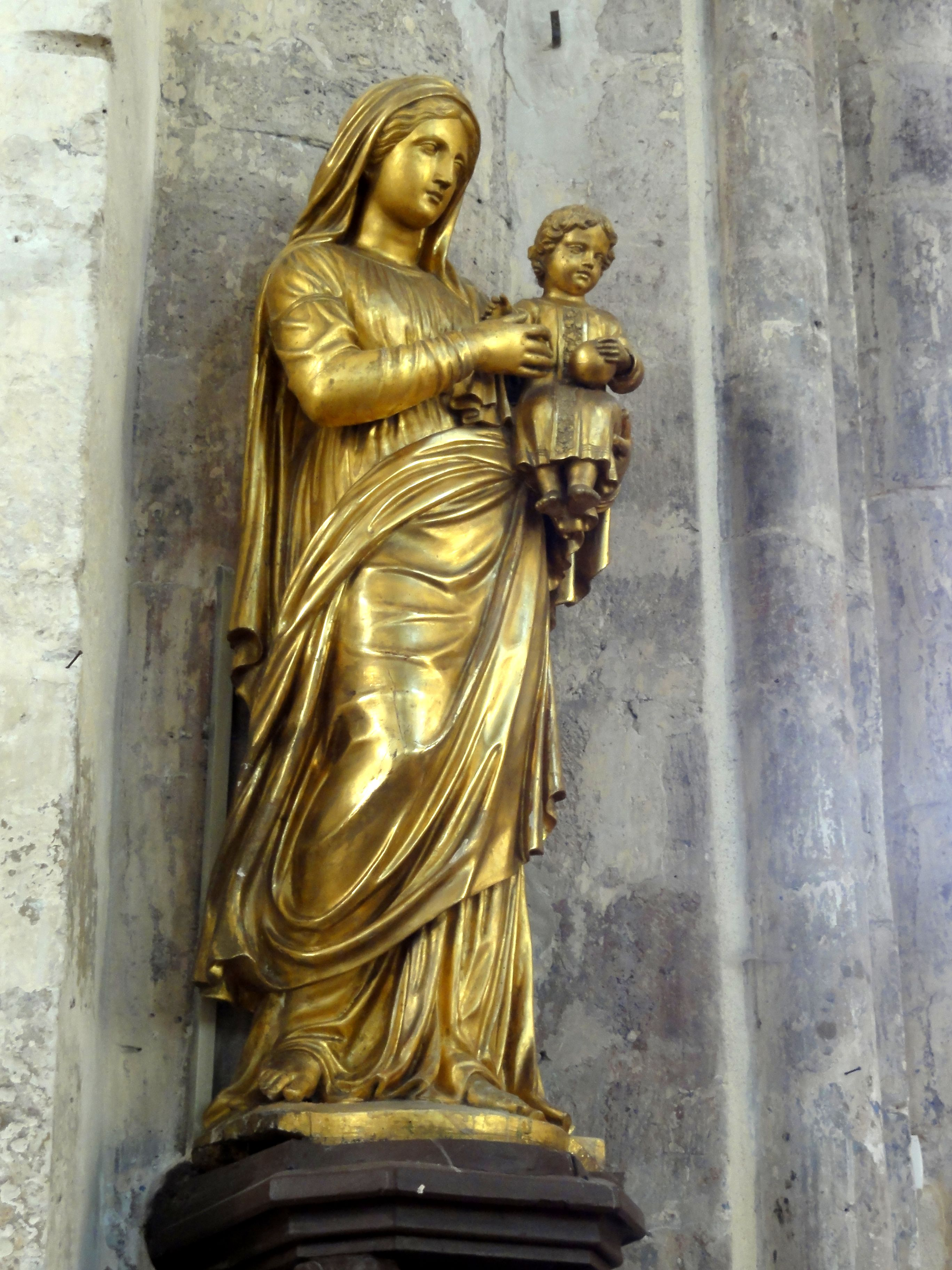
Vierge à l'Enfant de 1820.

### Tableaux
L'église possède plusieurs tableaux peints à l'huile sur toile, qui ne sont pas tous visibles dans l'église. Aucun parmi eux n'est classé. Ceux qui sont inscrits monument historique au titre objet sont les suivants. Il est à noter que la datation et les dimensions fournies par les dossiers de protection et les dossiers de l'Inventaire général du patrimoine culturel sont presque toujours contradictoires, les dimensions indiquées ci-dessous étant celles tirées des dossiers de protection :
- le tableau représentant la Résurrection du Christ, signé Justus Van de Velde, librement inspiré d'une œuvre d'Antoine Coypel, datant de la fin du XVIIe siècle, et mesurant 160 cm de largeur et autant de hauteur (inscrit depuis 1976)[73] ;
- l'un des deux tableaux représentant la décollation, ou autrement dit le martyre, des saints Can, Cantien et Cantienne, patrons de la ville d'Étampes, datant probablement des années 1670, voire de la limite XVIIIe / XIXe siècle, et mesurant 200 cm de largeur et 130 cm de hauteur (inscrit depuis 1976)[74] ;
- le tableau représentant la Mater Dolorosa à mi-corps, datant du XVIIIe siècle, et mesurant 60 cm de largeur et 50 cm de hauteur (inscrit depuis 1976)[75] ;
- le tableau représentant saint Charles Borromée, copie d'une œuvre de Charles Le Brun, datant du XVIIe siècle, et mesurant 70 cm de largeur et 60 cm de hauteur (inscrit depuis 1976, œuvre disparue)[76] ;
- le tableau représentant la décollation de saint Nicaise de Reims ou de saint Denis, datant du XVIIe siècle, voire de la limite XVIIIe / XIXe siècle, et mesurant 110 cm de largeur et 100 cm de hauteur (inscrit depuis 1976)[77] ;
- le tableau représentant l'Assomption de Marie, copie d'une œuvre d'Antoine van Dyck, datant du XVIIe siècle, et mesurant 60 cm de largeur et 50 cm de hauteur (inscrit depuis 1976)[78].

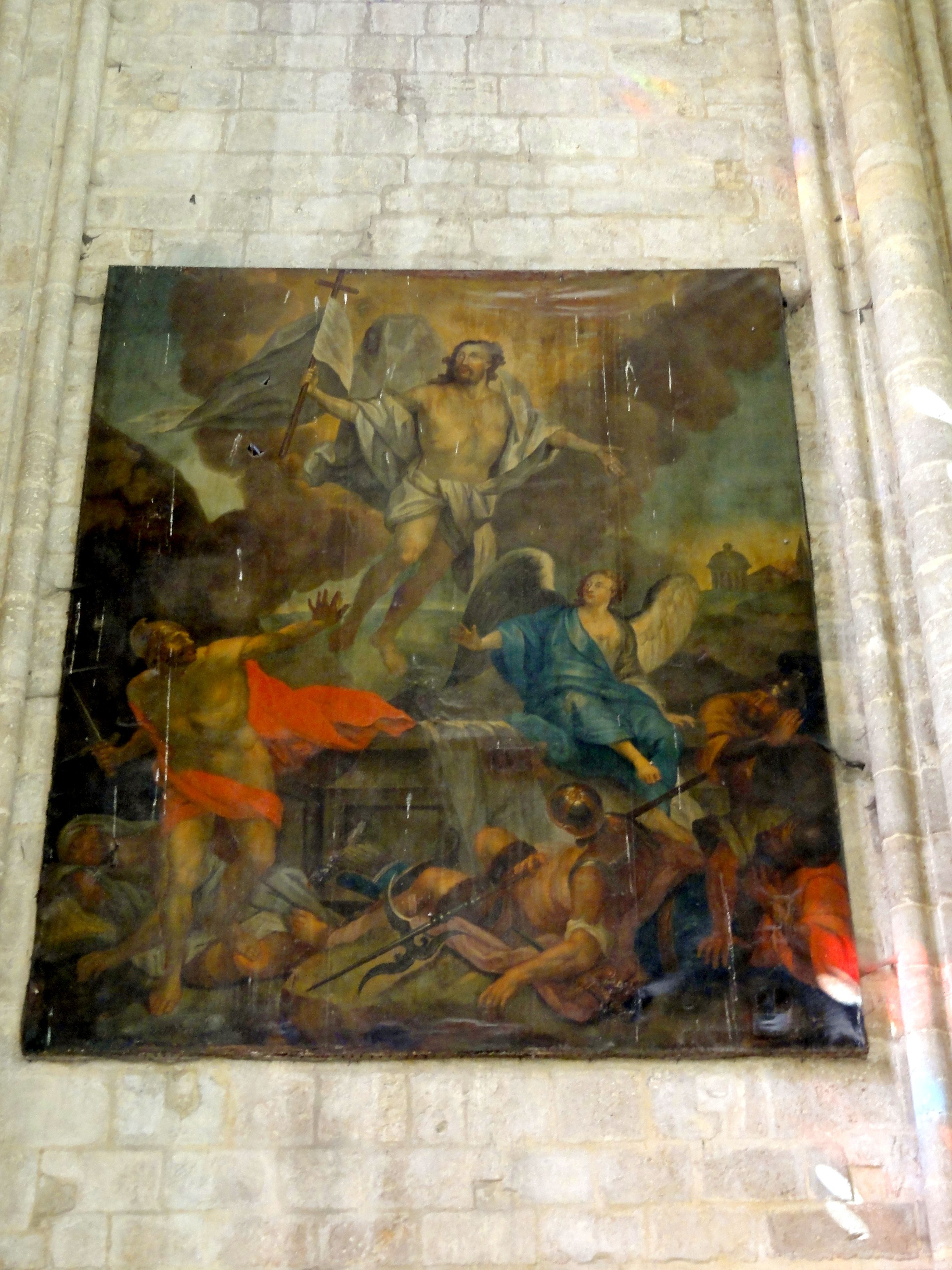
Résurrection du Christ.
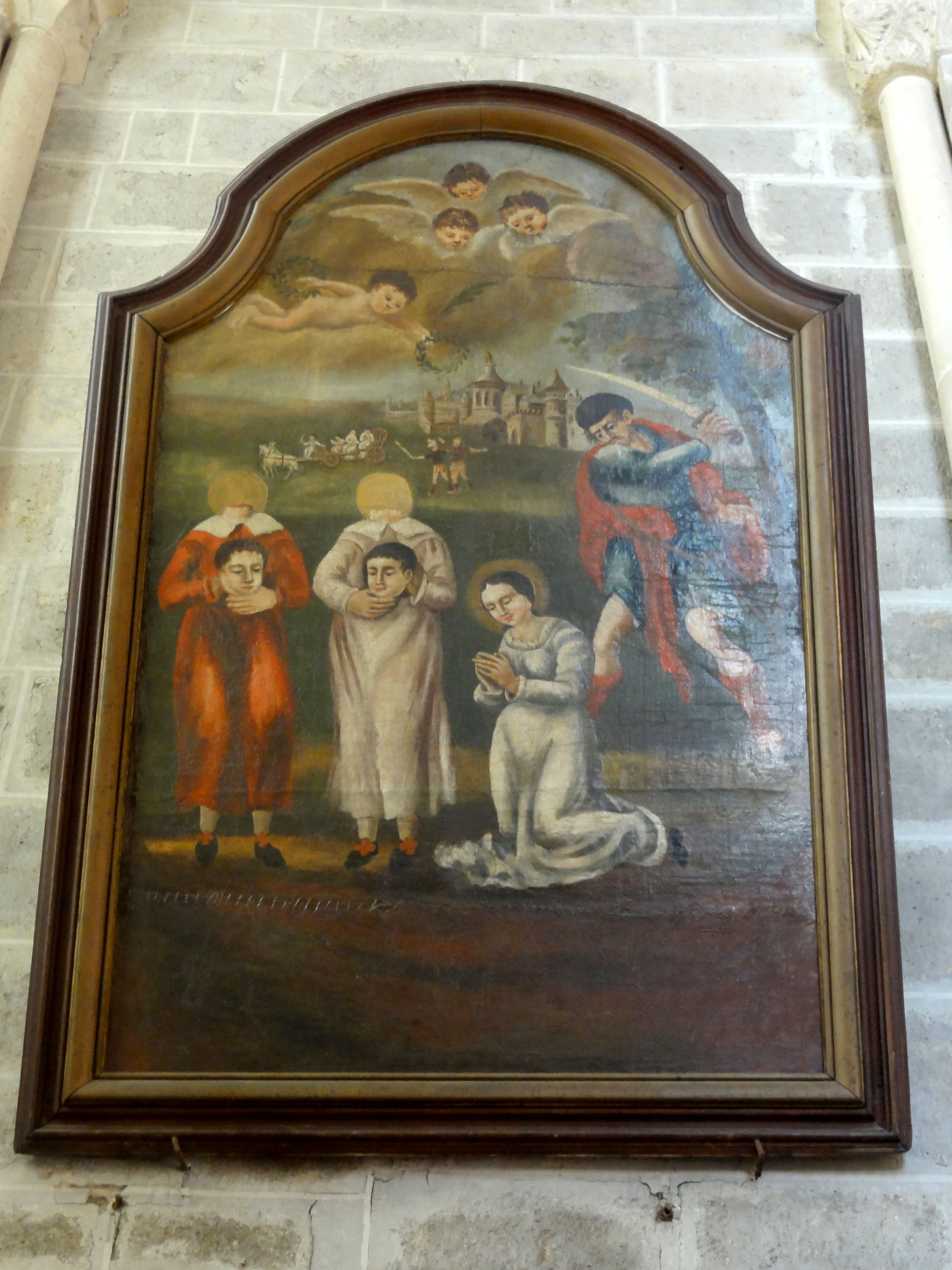
Martyre des saints Can, Cantien et Cantienne.

### Peintures murales
- Une peinture murale sur le tympan du portail bouché du croisillon sud, à l'extérieur, fut découverte en 1900. Elle a pu être datée de la fin du XIIIe ou du début du XIVe siècle, et représentait la Vierge en Majesté, assise sur un trône. Elle porte l'Enfant Jésus sur un genou, et deux princesses se tiennent à gauche et à droite d'elle. Actuellement, seulement quelques traces de couleur rappellent cette œuvre, qui était la peinture murale la plus ancienne connue dans la ville d'Étampes[79],[80],[81],[82].
- Quatre croix de consécration de la période comprise entre 1375 et 1410 subsistent des douze qui devaient initialement exister. Elles se trouvent dans le croisillon nord, au nord et au sud du sanctuaire, et dans le croisillon sud. Les croix s'inscrivent dans des médaillons de 60 cm de diamètre, à la bordure rouge, et sont peintes en or. L'un des Douze Apôtres est représentée derrière la croix. Selon Louis-Eugène Lefèvre, ce sont les œuvres d'un grand artiste[83],[84].
- Une petite peinture murale de la fin du Moyen Âge et représentant le martyre de sainte Julienne se trouve dans le collatéral sud, sur la tourelle d'escalier. La peinture mesure 85 cm de largeur pour 88 cm de hauteur, ne fait intervenir que trois personnages, dont notamment sainte Julienne, dont le torse émerge d'une chaudière sous laquelle un feu est allumé. Assez grossièrement peinte et de faible valeur artistique, l'œuvre est toutefois précieuse pour sa rareté[85],[86],[87].
- Une peinture murale monumentale de 1514 au sujet de l'Ecce homo se trouve au-dessus de la porte flamboyante de la sacristie. Les comptes de la fabrique permettent de connaître et l'auteur, Henri Dirrequin, ou dit Requin, et la date. En faisant le rapprochement avec le salaire des autres artisans, on peut estimer que l'exécution a duré deux semaines. Le sujet a fait l'objet de nombreuses hypothèses, dont le concile d'Étampes en 1130. C'est en fait une illustration détaillée de la scène décrite dans l'Bible Crampon 1923/Jean 18,4-19,6. La foule, visible à droite, se presse devant le perron du palais de Pilate, qui dit Ecce homo, sur un homme vêtu de rouge, qui n'est autre que le grand prêtre Caïphe, réplique Crucifige eum ! Jésus est visible en arrière-plan, au fond du palais. Le brigand Barabbas croupit dans un cachot en bas à gauche[88],[89],[90].
- Une peinture murale restaurée du dernier quart du XVIe siècle représente le concile de Trente[91].

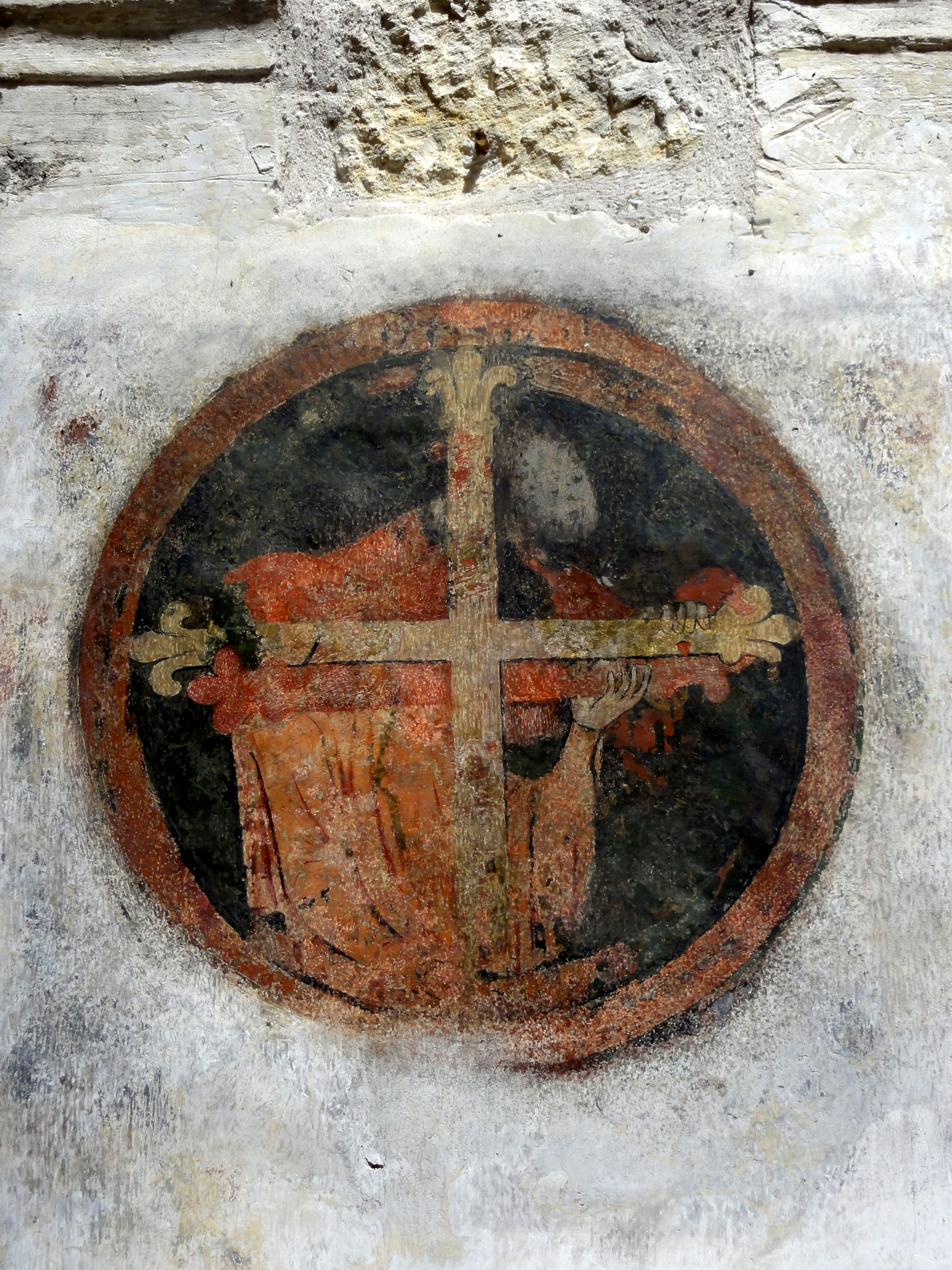
Croix de consécration.
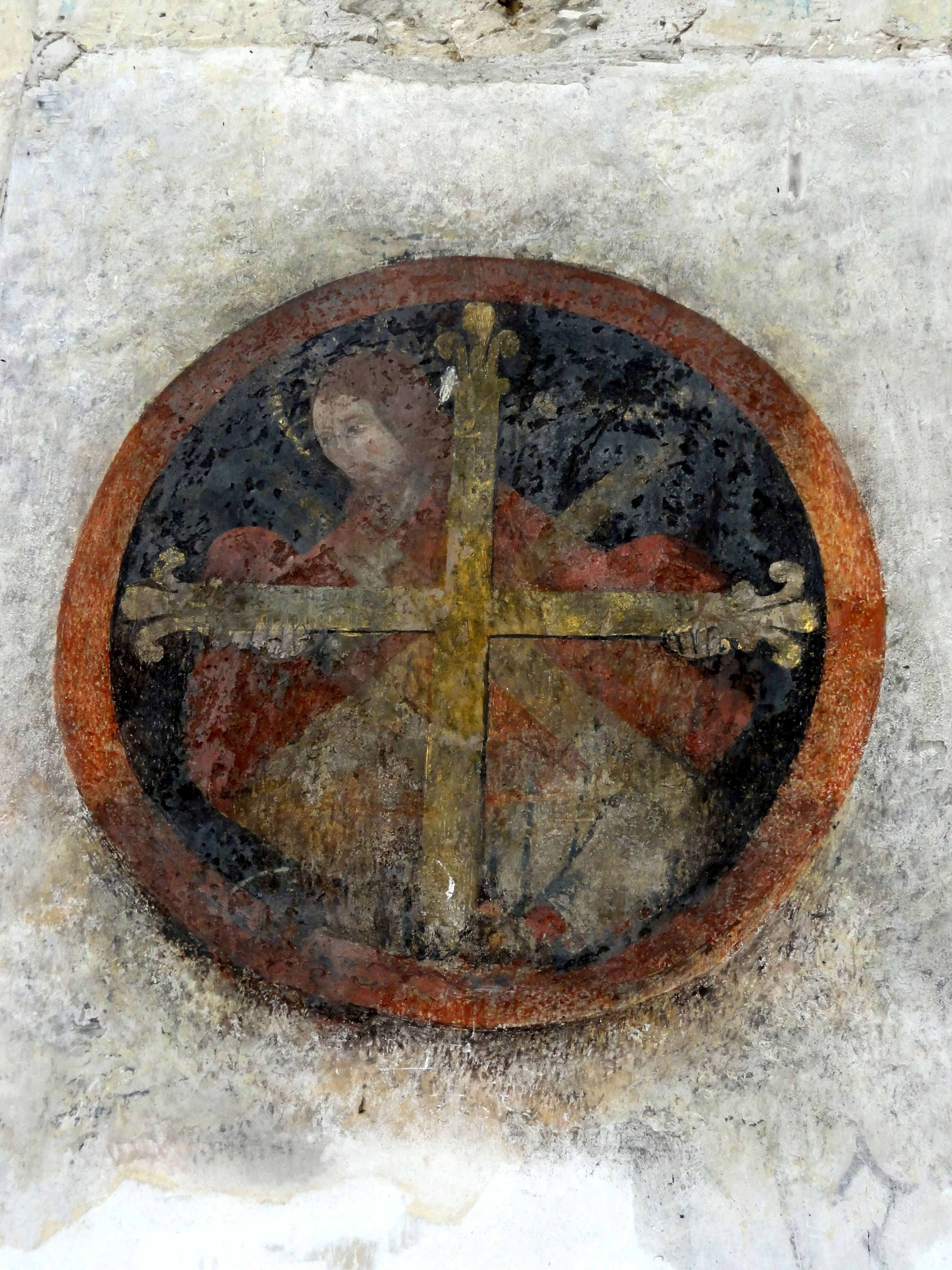
Croix de consécration.
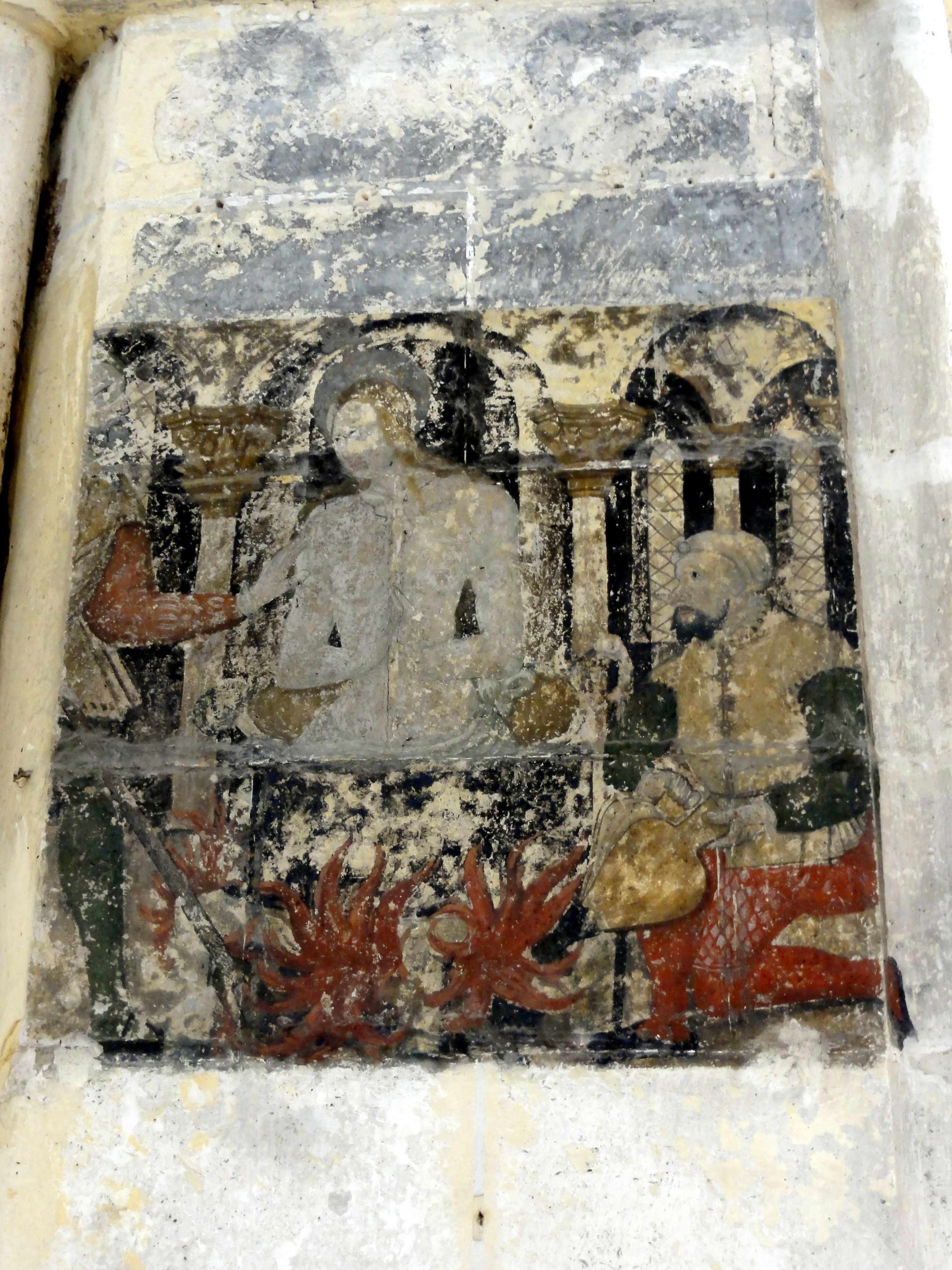
Martyre de Ste-Julienne.
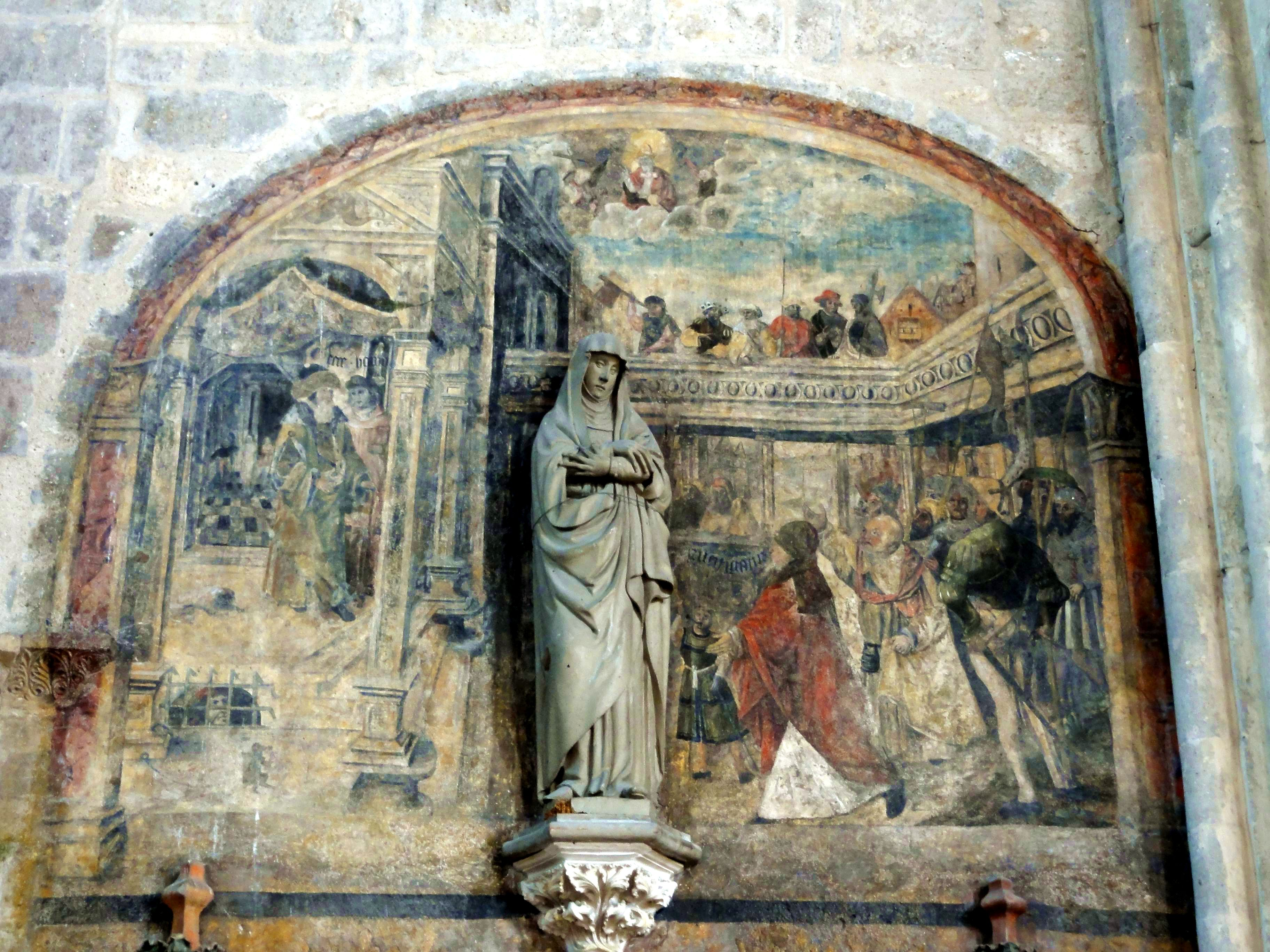
Ecce homo.

### Orgue

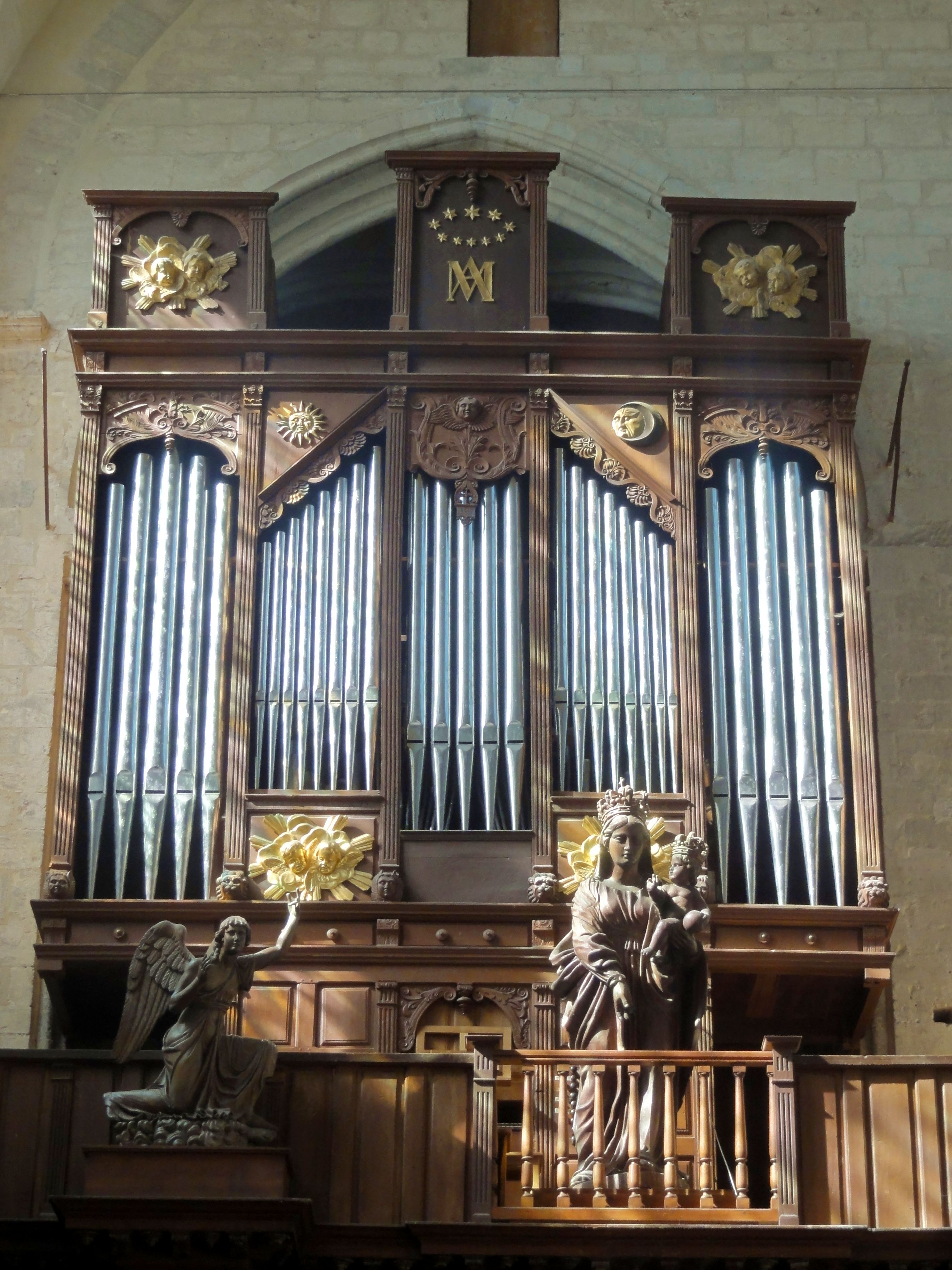
Orgue de tribune.

L'orgue de tribune provient de l'église détruite Sainte-Croix d'Étampes, et a probablement été transféré dans la collégiale avant la Révolution. Lors d'un nettoyage en 1900, la date de 1587 a été découverte, et l'on sait ainsi que l'instrument remplaça, en l'église Sainte-Croix, l'orgue primitif détruit par les Calvinistes en 1562. La tuyauterie date en grande partie d'origine, et sinon du milieu du XVIIe siècle tout au plus. La partie instrumentale a été classée au titre objet en 1966, et le buffet d'orgue a été classé à son tour en 1975. La partie instrumentale a connu une reconstruction complète par Marie Antoine Louis Suret en 1843, et une restauration par Jean-Loup Boisseau et Bernard Cattiaux en 1987.

### Vitraux

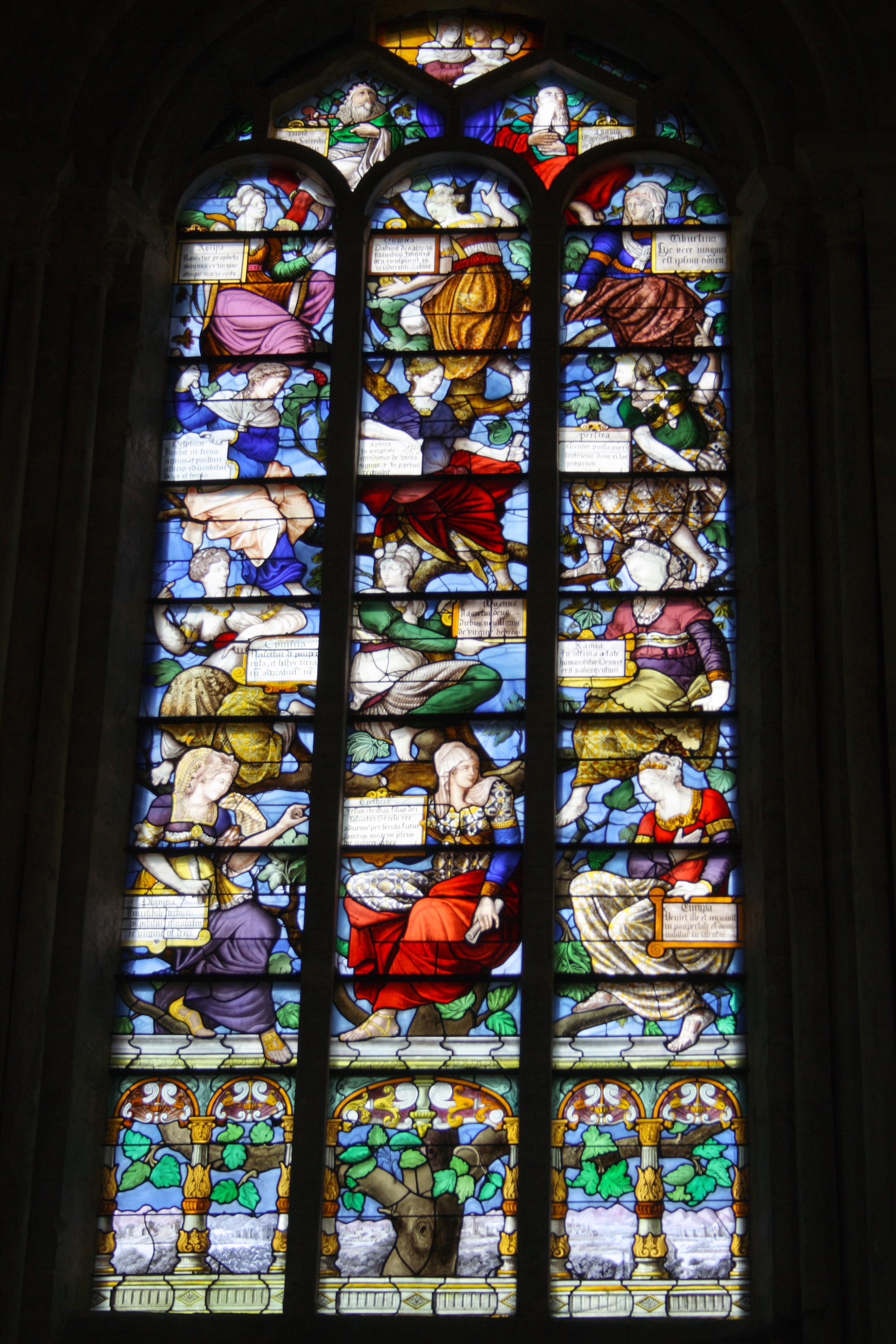
Verrière des Sibylles.

La collégiale ne conserve que deux verrières de la Renaissance, qui sont classées monuments historiques au titre immeuble, auxquels s'ajoutent trois panneaux en grisaille montées dans une verrière de la sacristie :
- La verrière du baptême du Christ et de l'Adoration des bergers est une verrière composite, qui comporte deux vitraux d'époques différentes, et mesure 200 cm de largeur pour 420 cm de hauteur. Le vitrail du baptême du Christ probablement été offert par maître Jean Hue, mort en 1488 ou 1489. Lors d'une restauration, il a été inséré dans un encadrement architecturé rapporté. La partie basse du vitrail aurait été saccagée par les Calvinistes en 1562, comme la plupart des vitraux de la ville, ce qui explique son remplacement par le vitrail de l'Adoration des bergers. Il est datable de 1571 grâce à une inscription, et a été restauré au XIXe siècle, puis après la Seconde Guerre mondiale[96],[97],[98] (sans illustration).
- Sur la verrière des Sibylles dans la baie flamboyante du collatéral nord, les personnages sont disposés comme les rois d'un arbre de Jessé, et tiennent des pancartes avec des inscriptions. La verrière est donc également connue comme l'arbre des Sibylles. Selon Louis-Eugène Lefèvre, c'est un curieux document d'iconographie chrétienne, et l'œuvre d'un artiste de premier ordre, dont le nom s'est oublié. Des liens de parenté avec des vitraux semblables de la cathédrale Saint-Étienne de Sens et de l'église de Fleurigny ne peuvent pas être exclus. La verrière a été restaurée d'une façon aussi respectueuse que possible de son authenticité en 1873, mais les différents panneaux ont néanmoins dû être redessinés d'après des gravures d'époque. Des restaurations ultérieures ont eu lieu en 1941, 1945, 1950 et 1959[99],[100],[98].

### Cloches
Dans le beffroi du clocher, se trouvent deux cloches d'âge différent. La plus ancienne, baptisée « Marie », dite Marie la Grousse, fut donnée par Jean, duc de Berry, en 1401. Fondue en cette même année par un fondeur anonyme, sûrement originaire d'Étampes[réf. souhaitée], elle mesure 120 cm de hauteur et entre 135 cm et 139 cm de diamètre. Son poids atteint les 1 800 kg. Cette cloche sonne en Mib3, et a été f. Elle est classée monument historique depuis 1914.
La plus grosse, bien plus récente, a été fondue par Blanchet, un fondeur parisien , qui avait déjà fondu une cloche pour la cathédrale Notre-Dame de Reims, en 1955. Elle constitue la réplique d'une cloche fondue en 1718. Elle fut baptisée « Cant » et sonne en Ré3. Le poids de cette dernière reste indéterminé, et son diamètre se rapproche de celui de la cloche « Marie » [réf. souhaitée].
| Nom de baptême   | Poids (en kg) | Note | Année de fabrication |
| ---------------- | ------------- | ---- | -------------------- |
| Cant             | ?             | Ré3  | 1955                 |
| Marie la Grousse | 1 800         | Mib3 | 1401                 |

### Autres éléments du mobilier
Parmi les autres éléments du mobilier, hormis les meubles de la sacristie, les vases sacrés et les ornements liturgiques, les œuvres suivantes sont classées ou inscrites monument historique au titre objet :
- un chapiteau du XIe siècle déposé sur un socle, décoré d'entrelacs (inscrit depuis 1976)[103] ;
- la dalle funéraire du prêtre Louis de Lescoutille, mort en 1573, et  mesurant 40 cm de largeur pour 50 cm de hauteur ; un prêtre en prière et un écusson étant gravés dans la partie inférieure de la dalle (inscrite depuis 1976)[104].

## Personnalités
- Jean-Étienne Guettard (1715-1786), géologue et naturaliste français né à Étampes le 19 septembre 1715, a été baptisé en la collégiale Notre-Dame le 22 septembre 1715. Son père et son grand-père ont exercé la fonction de marguillier de la collégiale.

#### Bases de données et dictionnaires
- Ressource relative à la religion :   - Clochers de France
- Ressource relative aux beaux-arts :   - Grove Art Online
- Ressource relative à l'architecture :   - Mérimée
- Notices d'autorité :   - GND